# Flora de Venezuela

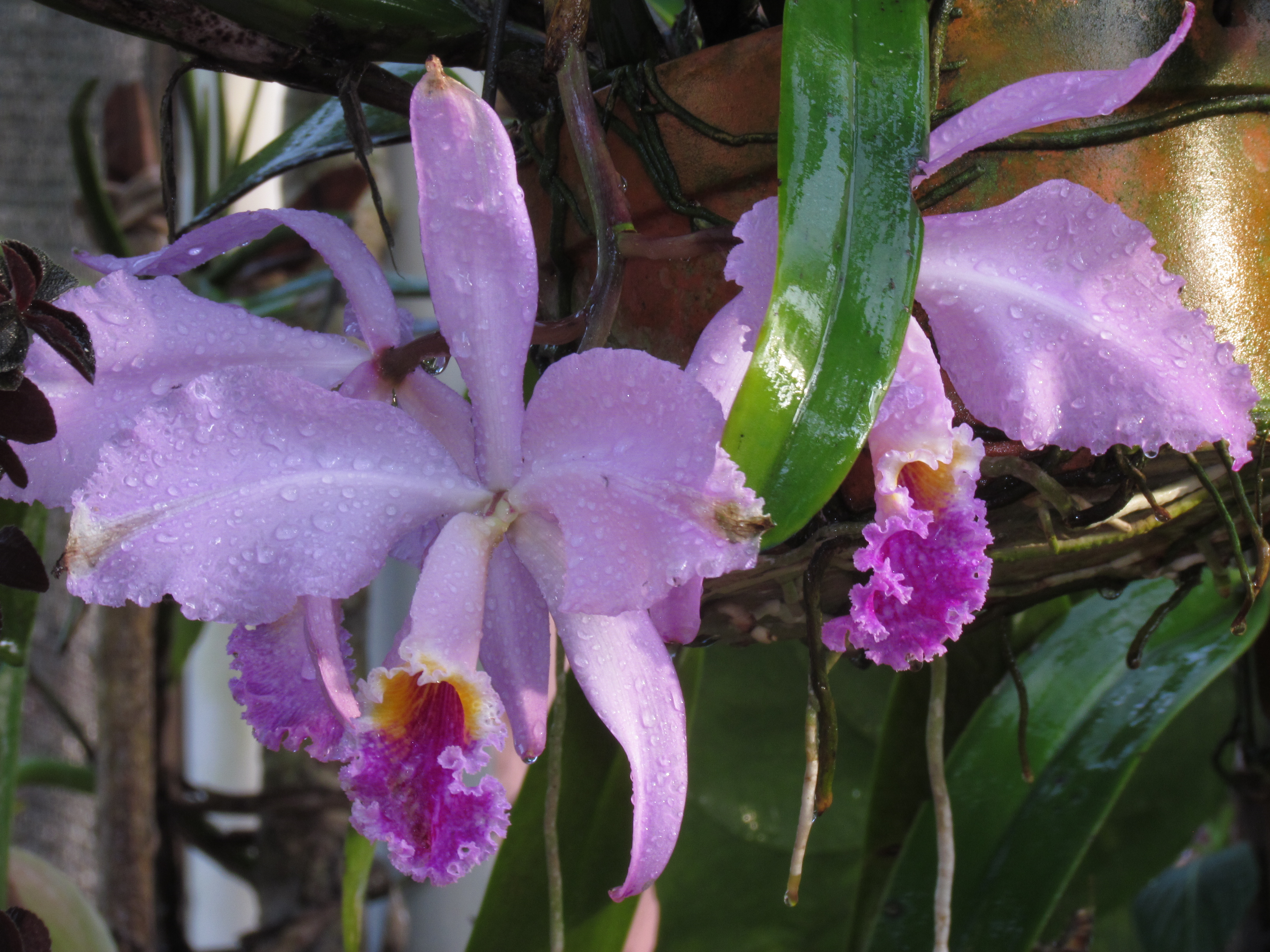
La orquídea venezolana Cattleya mossiae es la flor nacional de Venezuela.

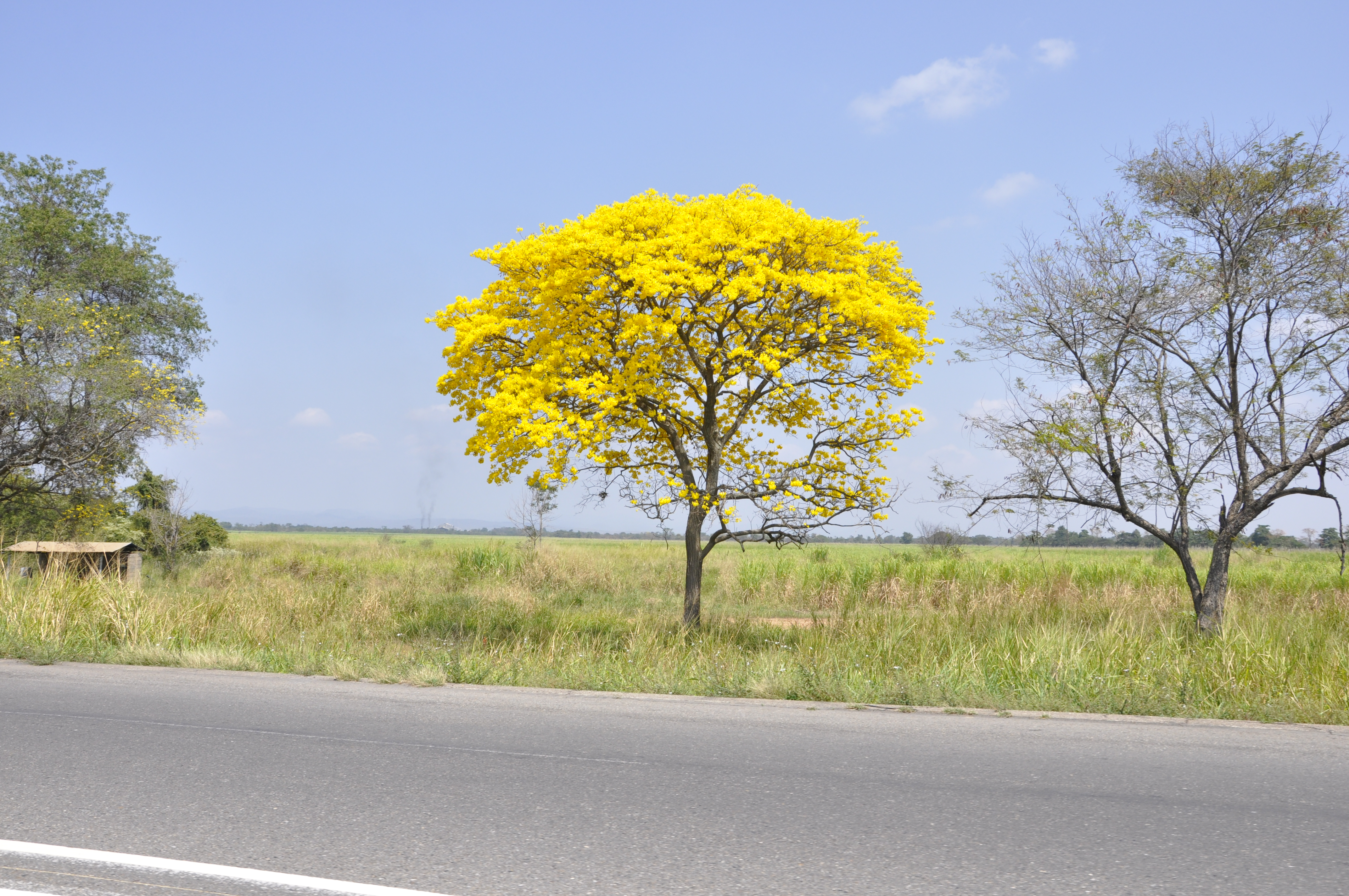
El árbol nacional de Venezuela, Handroanthus chrysanthus (Araguaney venezolano).

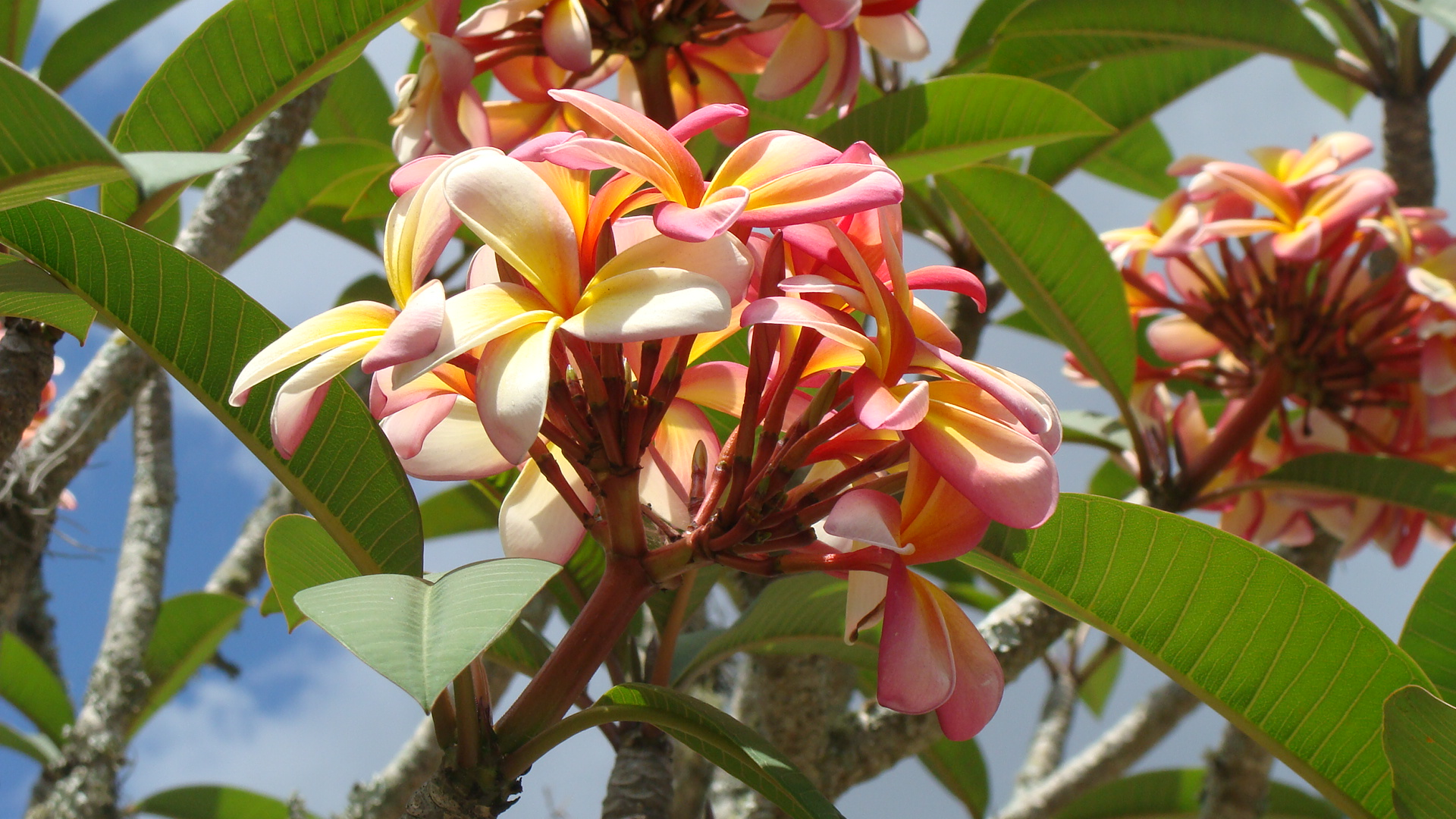
Plumeria rubra en el estado Miranda.

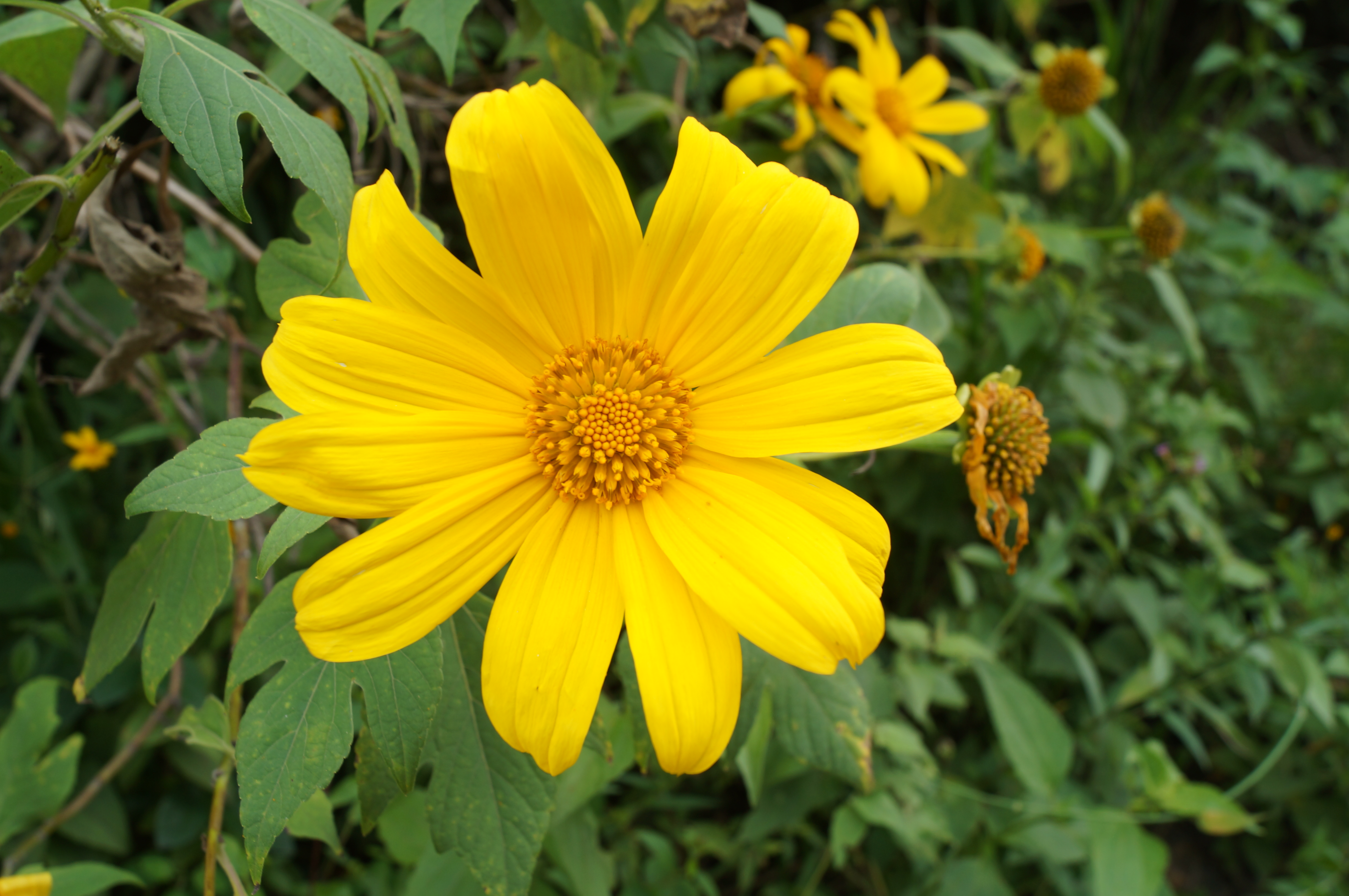
Tithonia diversifolia en el estado Trujillo.

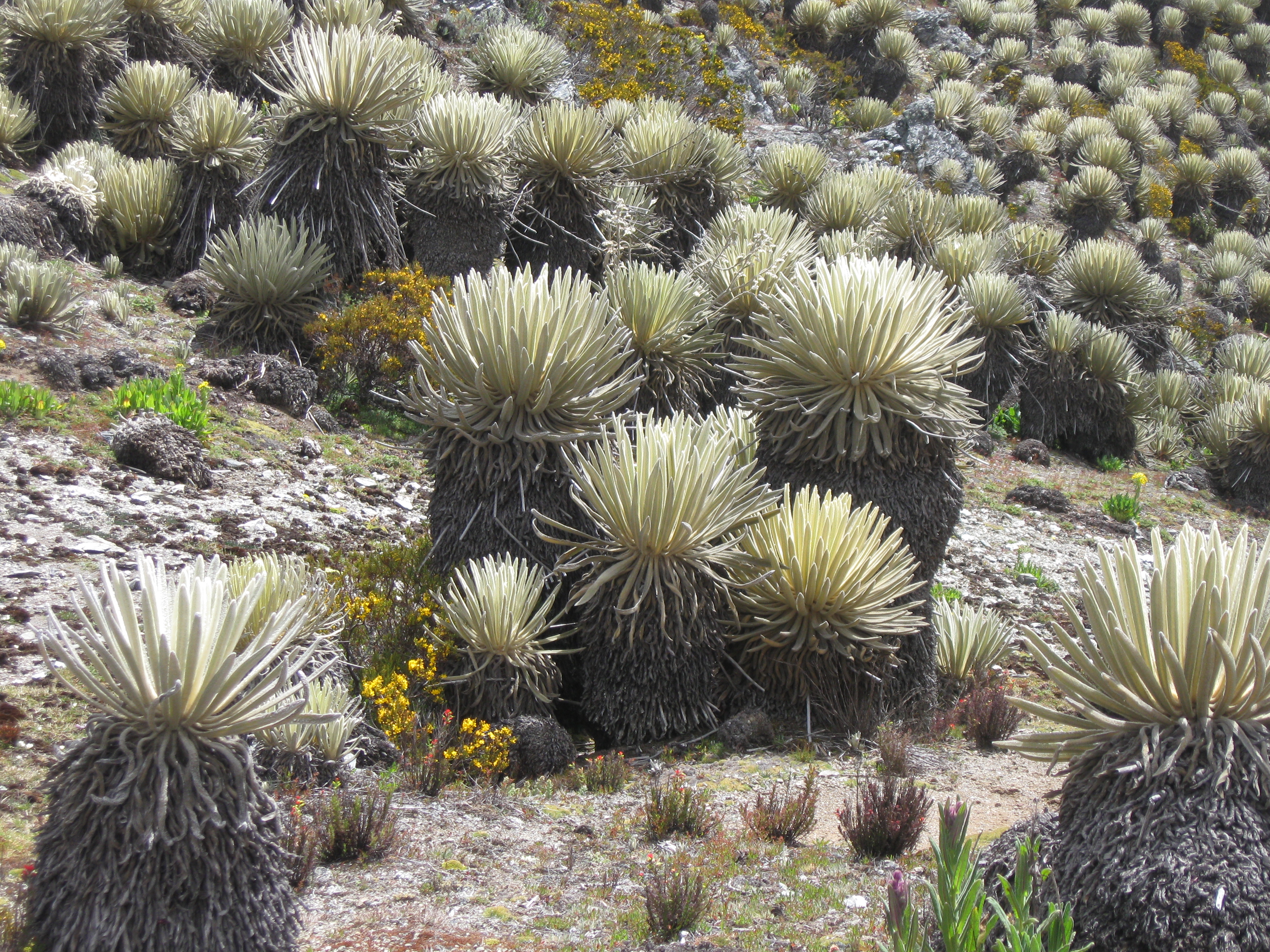
Espeletia o Frailejones en el estado Mérida.

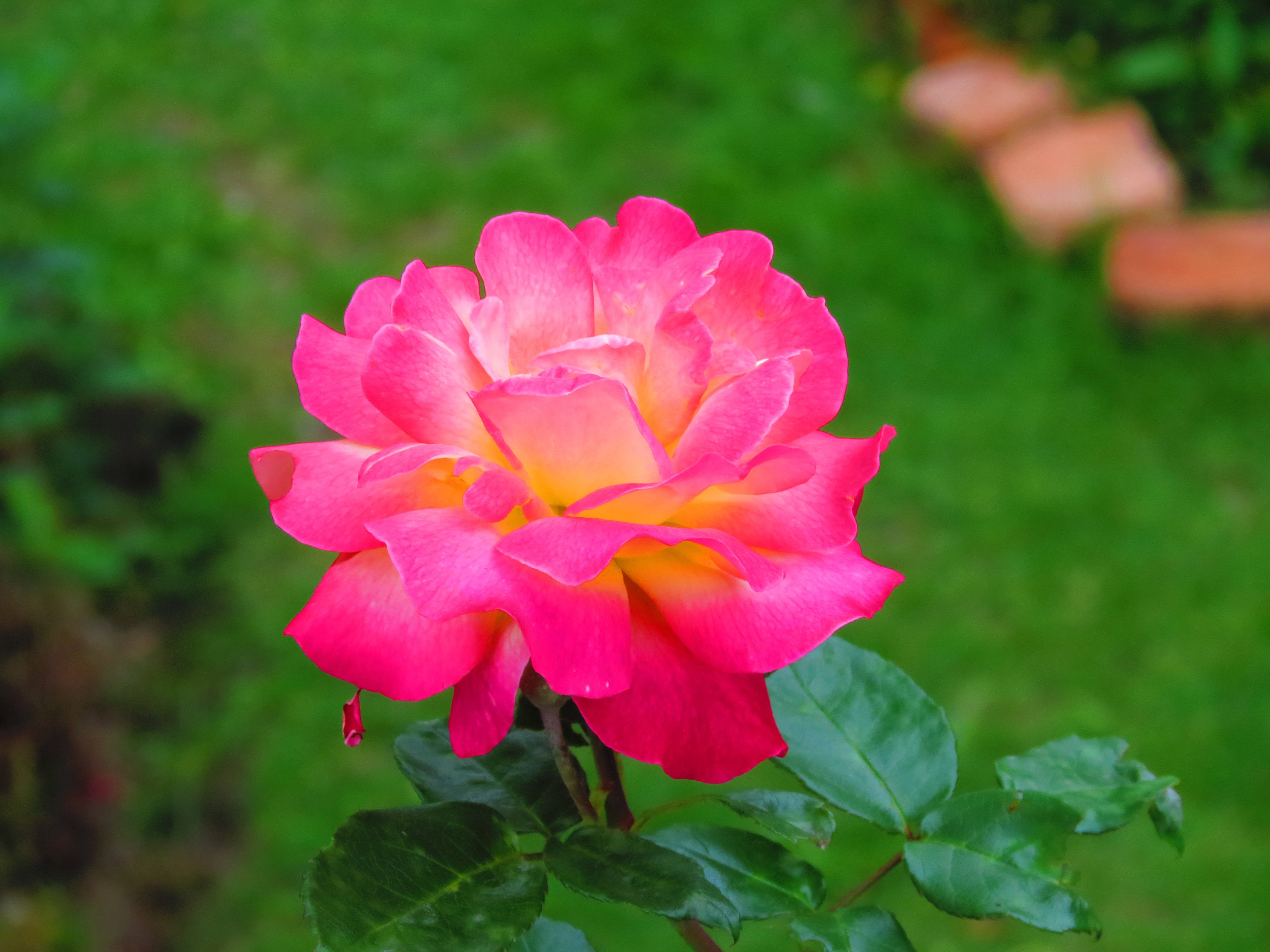
Flora en la Colonia Tovar, estado Aragua.

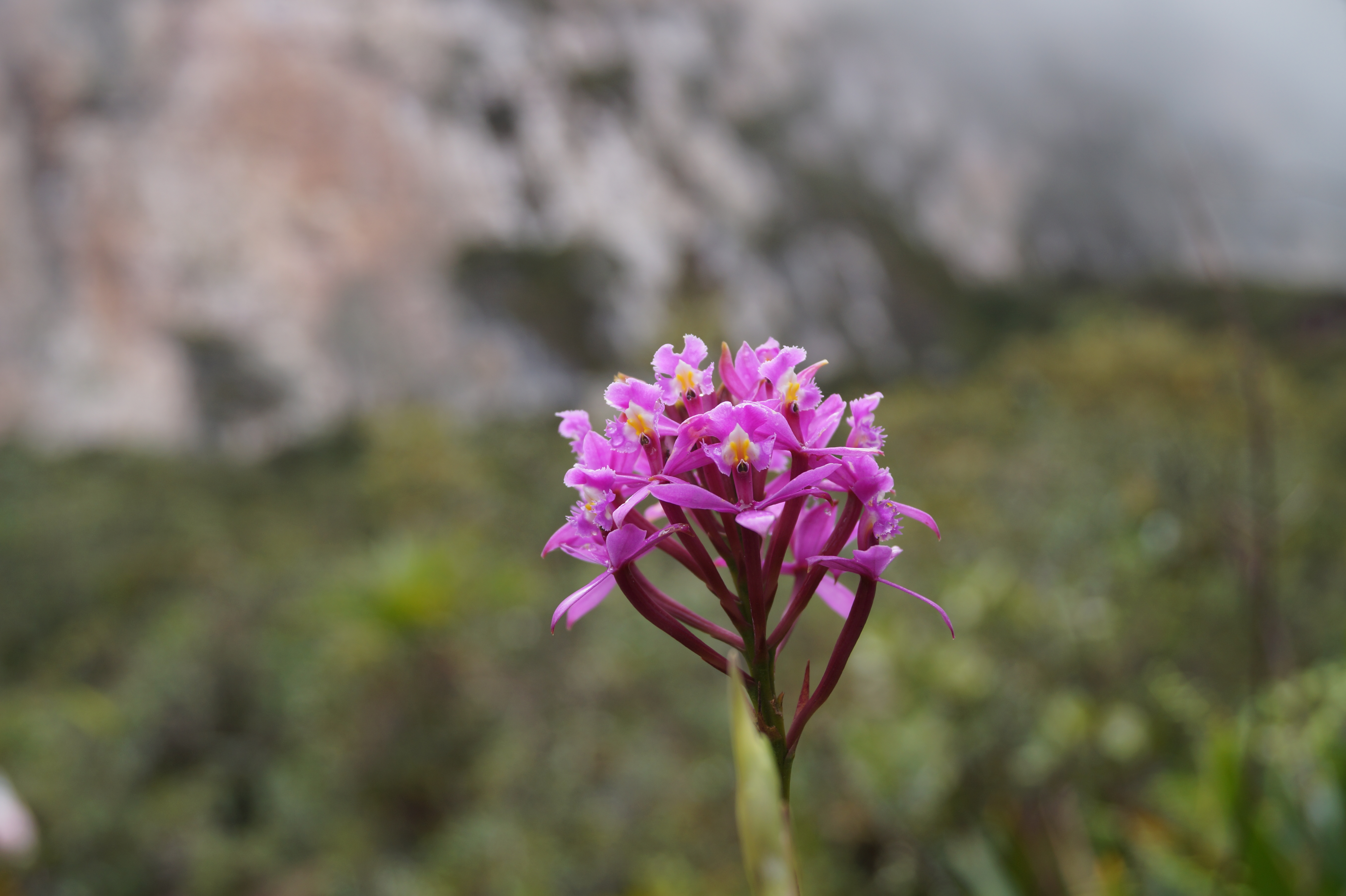
Flora en las cercanías al Monte Roraima en el estado Bolívar.

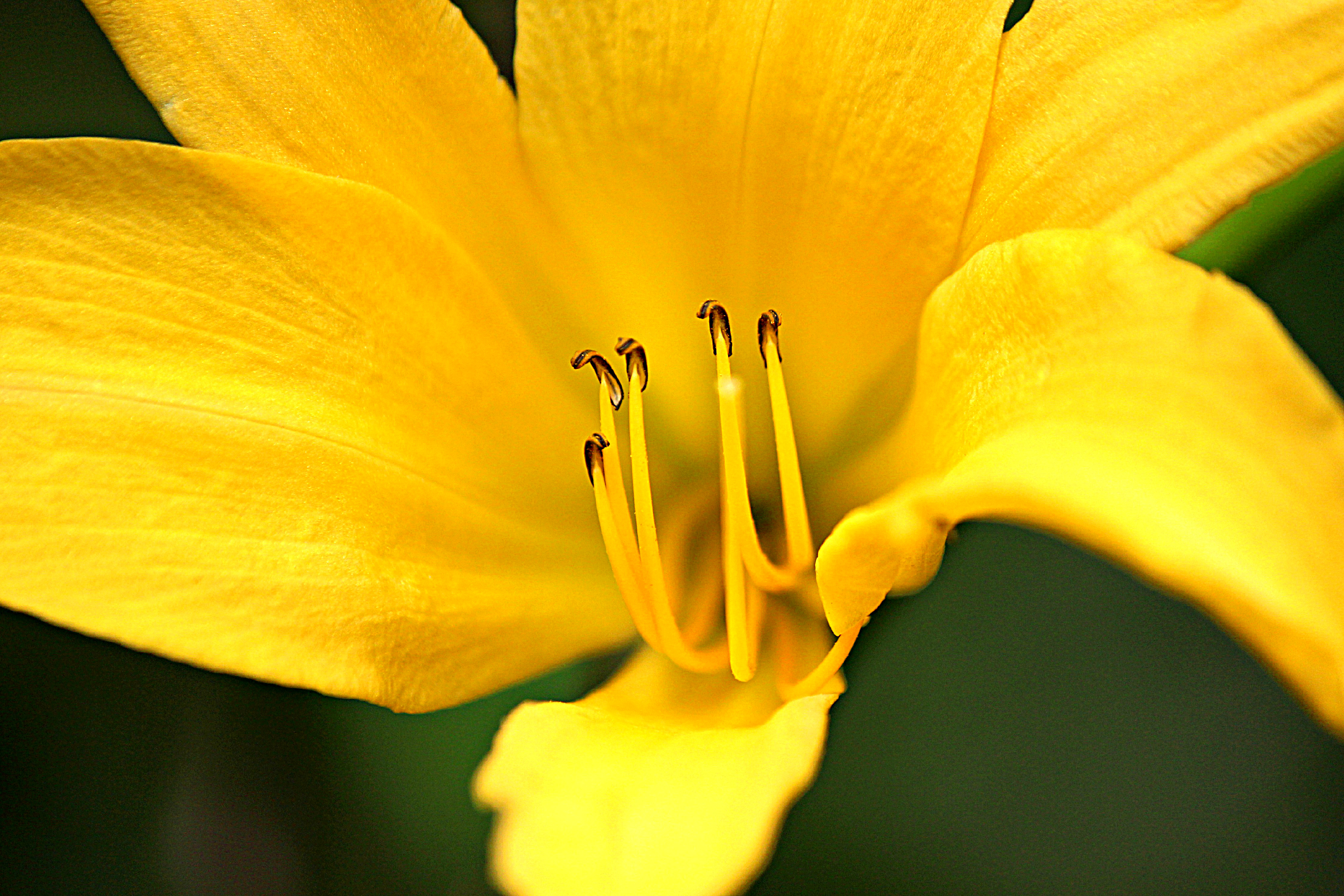
Flora en el Parque nacional El Ávila.

Venezuela al ser un país del trópico tiene una gran representación de grupos taxonómicos en fauna y flora típica del área a la que se suman variedades de migraciones de fauna desde distintas partes del planeta por la variedad de ecosistemas.
Venezuela posee alrededor de 30.000 a 35.000 especies de plantas, de las cuales más de 8.000 son endémicas y únicas del país. En plantas carnívoras existen diversos tipos, así como especies únicas que se encuentran en el parque nacional Canaima. Venezuela posee más de 30.000 especies de angiospermas, posicionando al país en el octavo lugar mundial, de las cuales más de 8.000 son endémicas (un 40 % del total).

## Geografía
Venezuela posee diferentes tipos de relieves en su geografía cómo:
- Páramos

- Montañas nevadas

- Selvas amazónicas
- Selva húmeda-tropical
- Clima de tepuy
- Vegetación herbácea arbustiva de cerros amazónicos
- Bosques bajos
- Bosques húmedos y catingales amazónicos
- Sabanas llaneras
- Matorrales xerofíticos y desiertos
- Bosques aluviales
- Bosques húmedos tropicales
- Bosques de manglar
- Bosques y vegetación de pantano
- Las sabanas del Caribe
- Bosques andinos, bosques secos o subhúmedos tropicales
- Islas y archipiélagos en el mar Caribe.

Es por esto que Venezuela está entre los 17 países más megadiversos del mundo y así entrando en el top 10 de los países con más biodiversidad del mundo. Venezuela es el 7° país con más especies de plantas vasculares en el mundo.

## Árboles

### Árbol Nacional

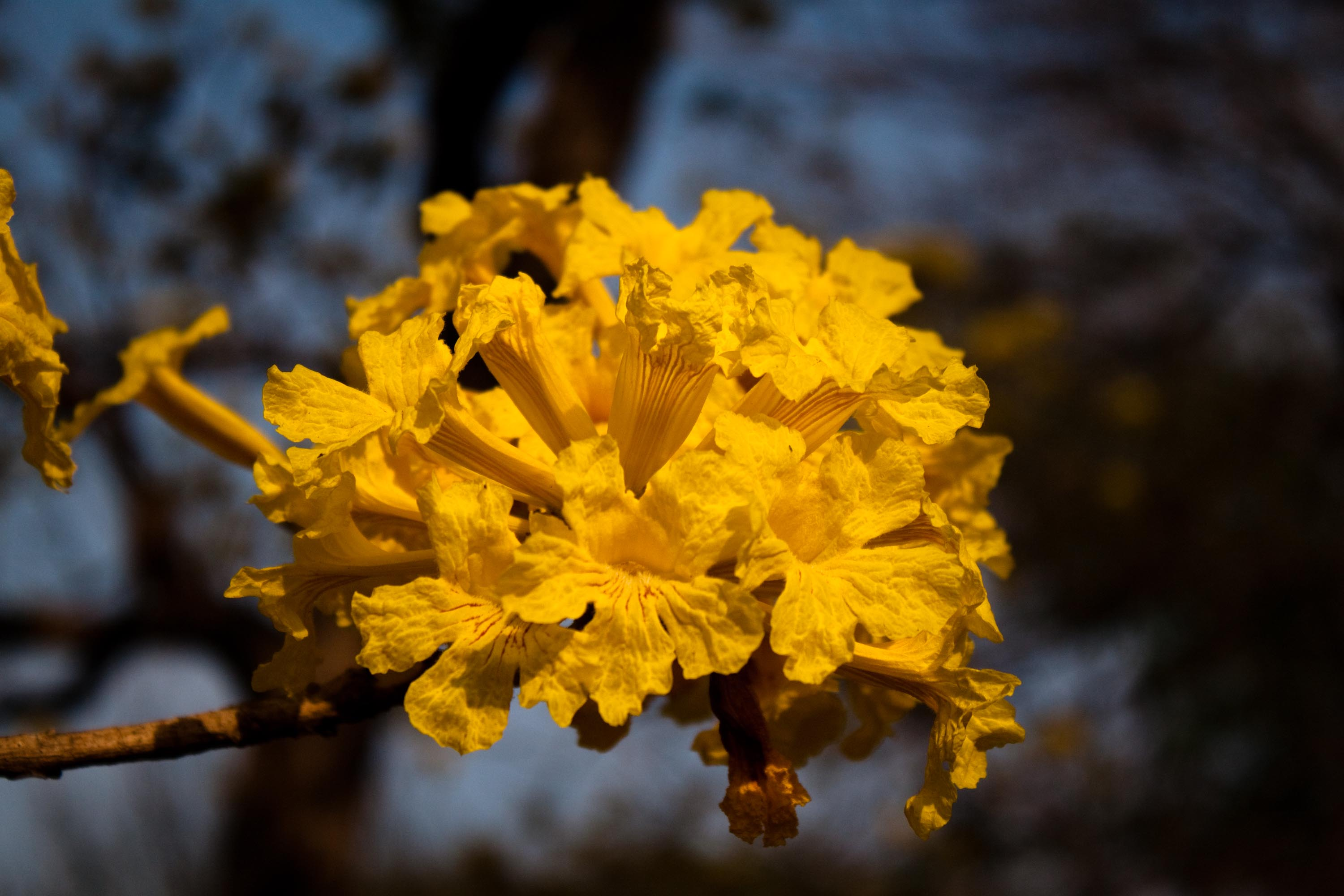
Flor del Araguaney.

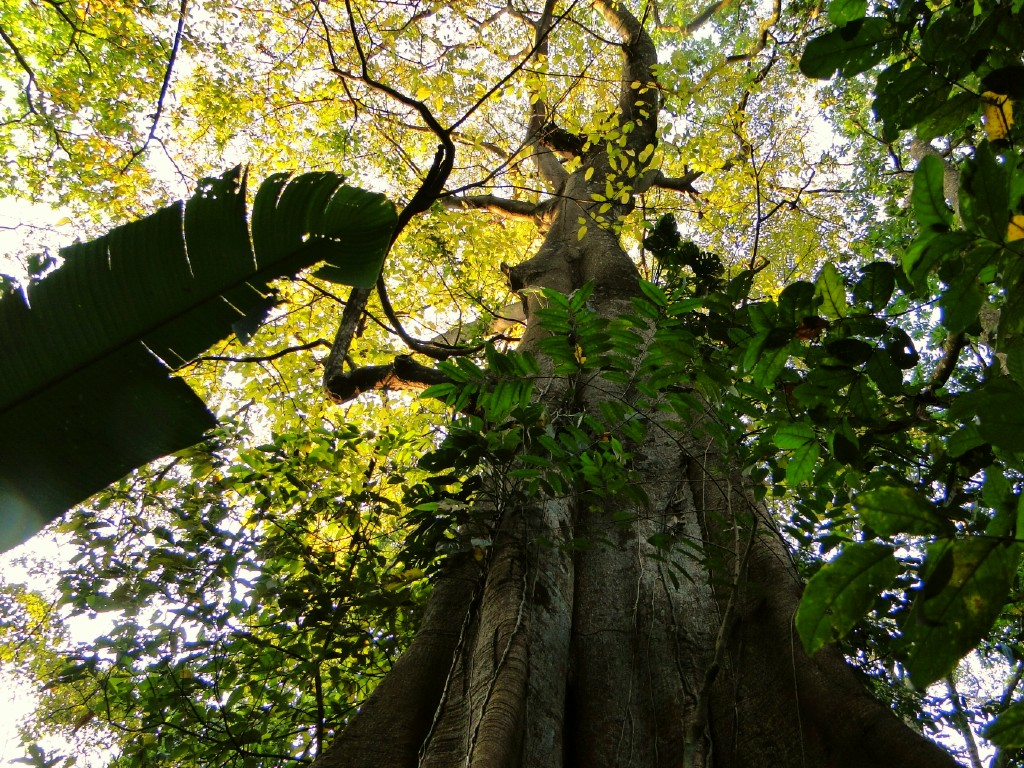
Gyranthera caribensis árbol endémico de la cordillera de la costa venezolana.

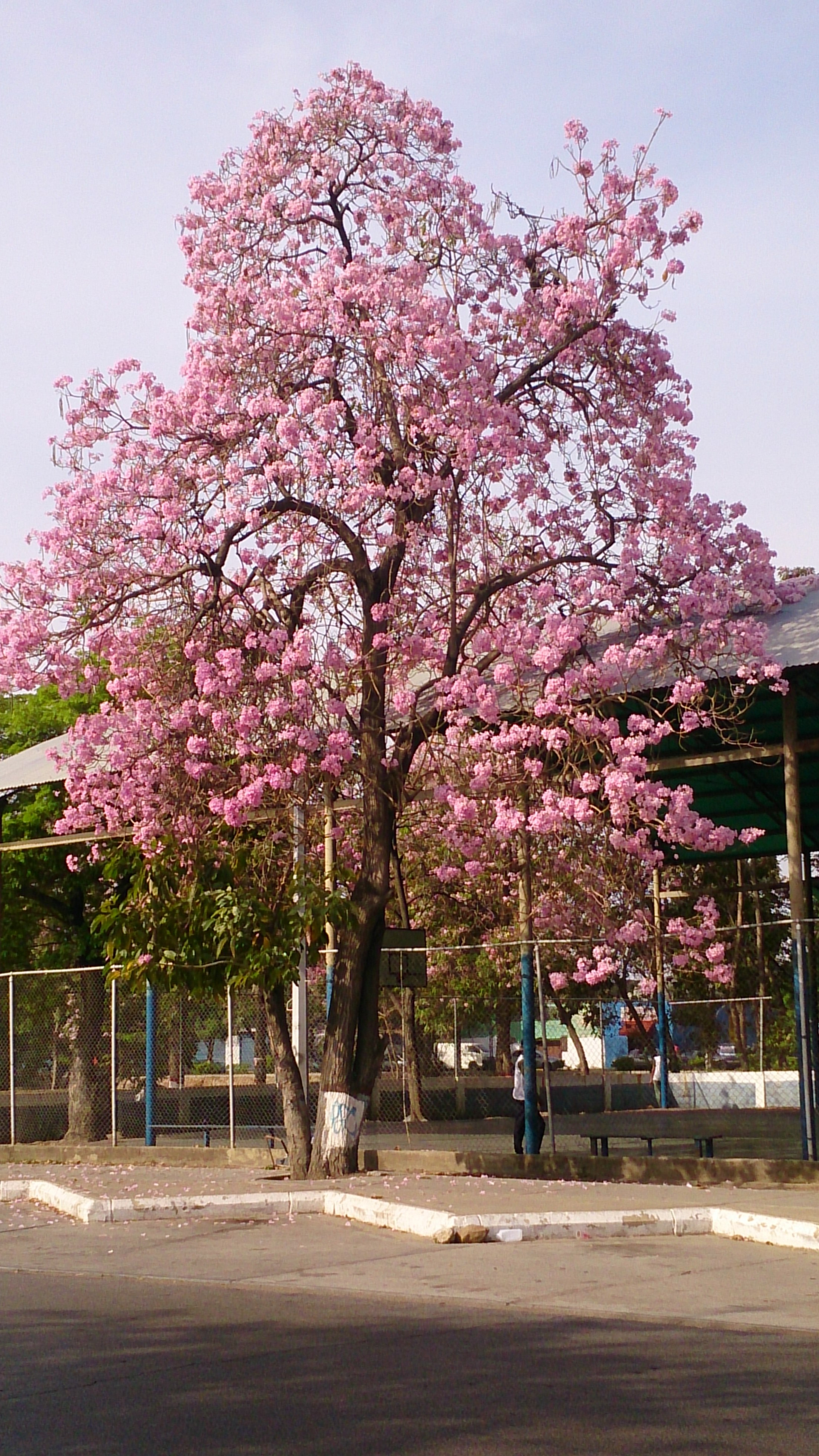
Tabebuia rosea o árbol de apamate, en el estado Estado Anzoátegui.

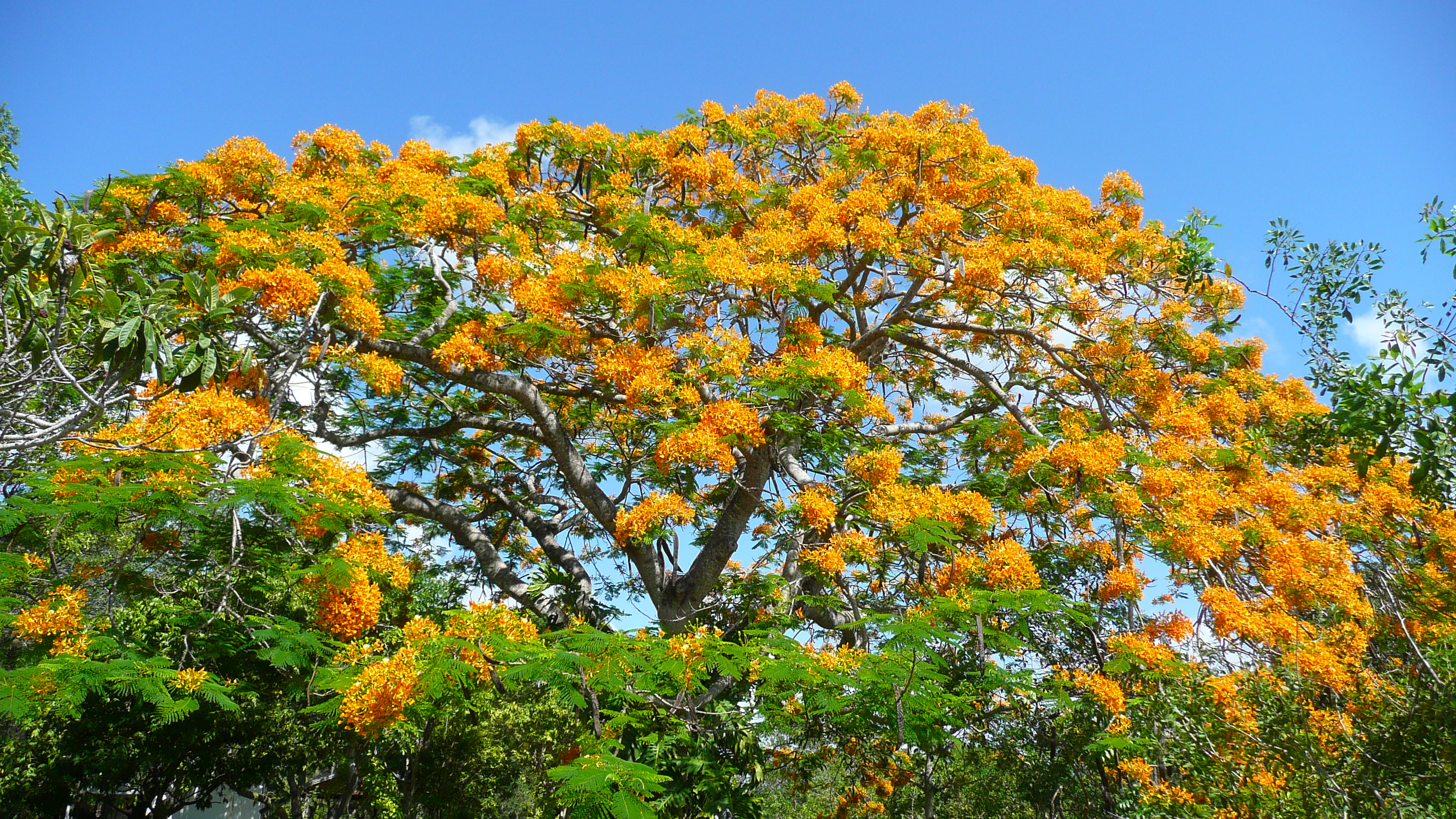
Delonix regia o árbol acacia.

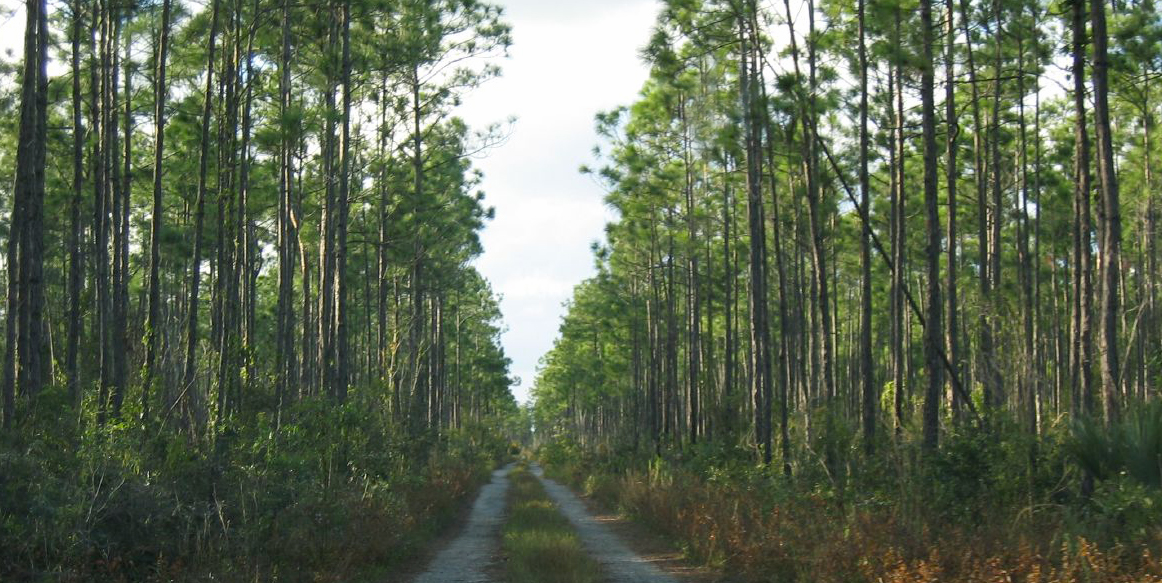
Pinus caribaea o pino caribeño.

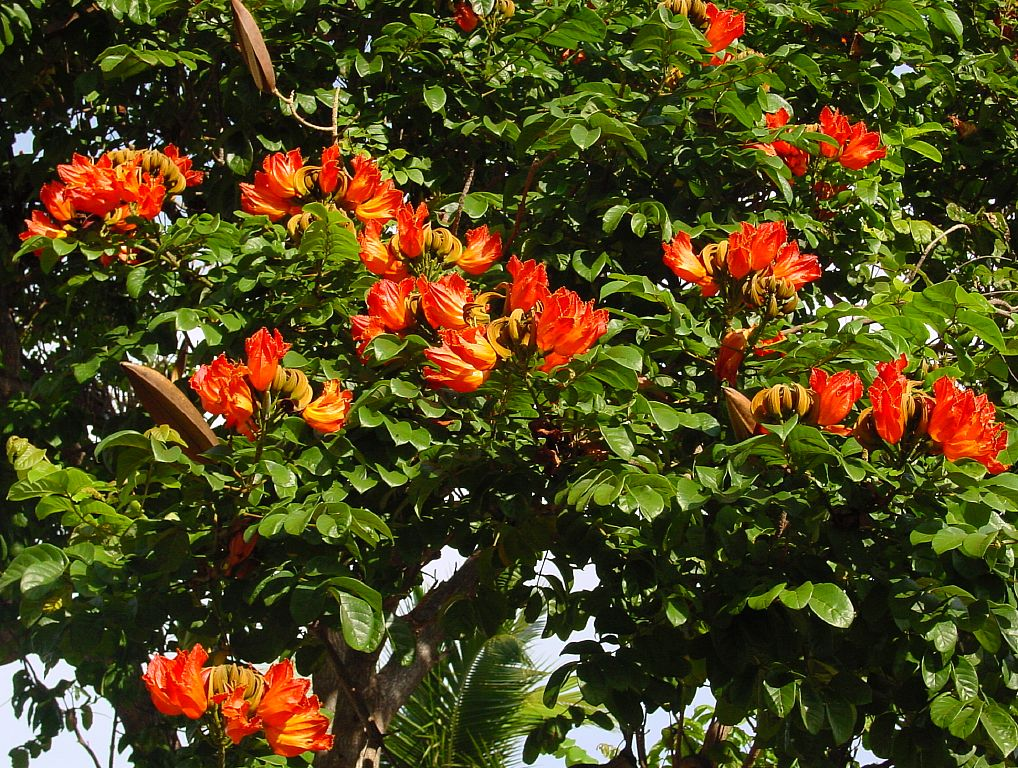
Spathodea campanulata o árbol gallito.

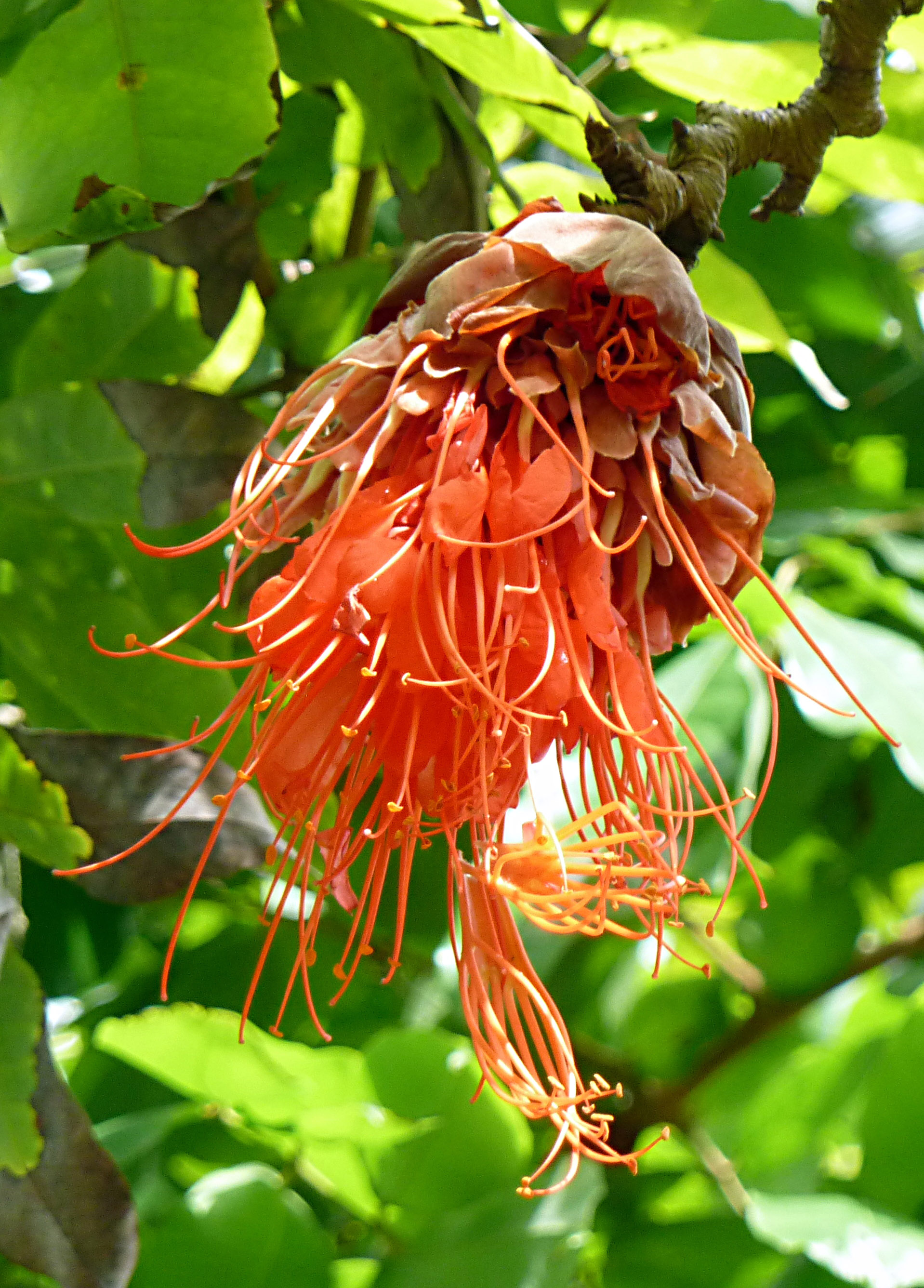
Brownea macrophylla o árbol rosa del monte.

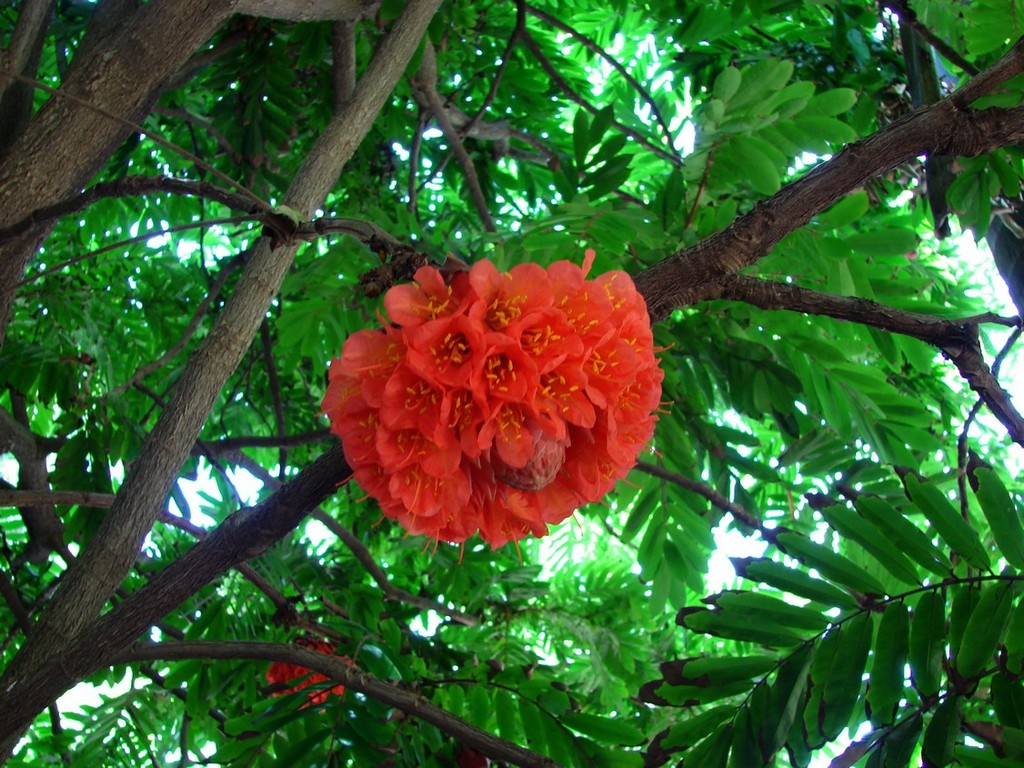
Brownea grandiceps o árbol la rosa de Venezuela.

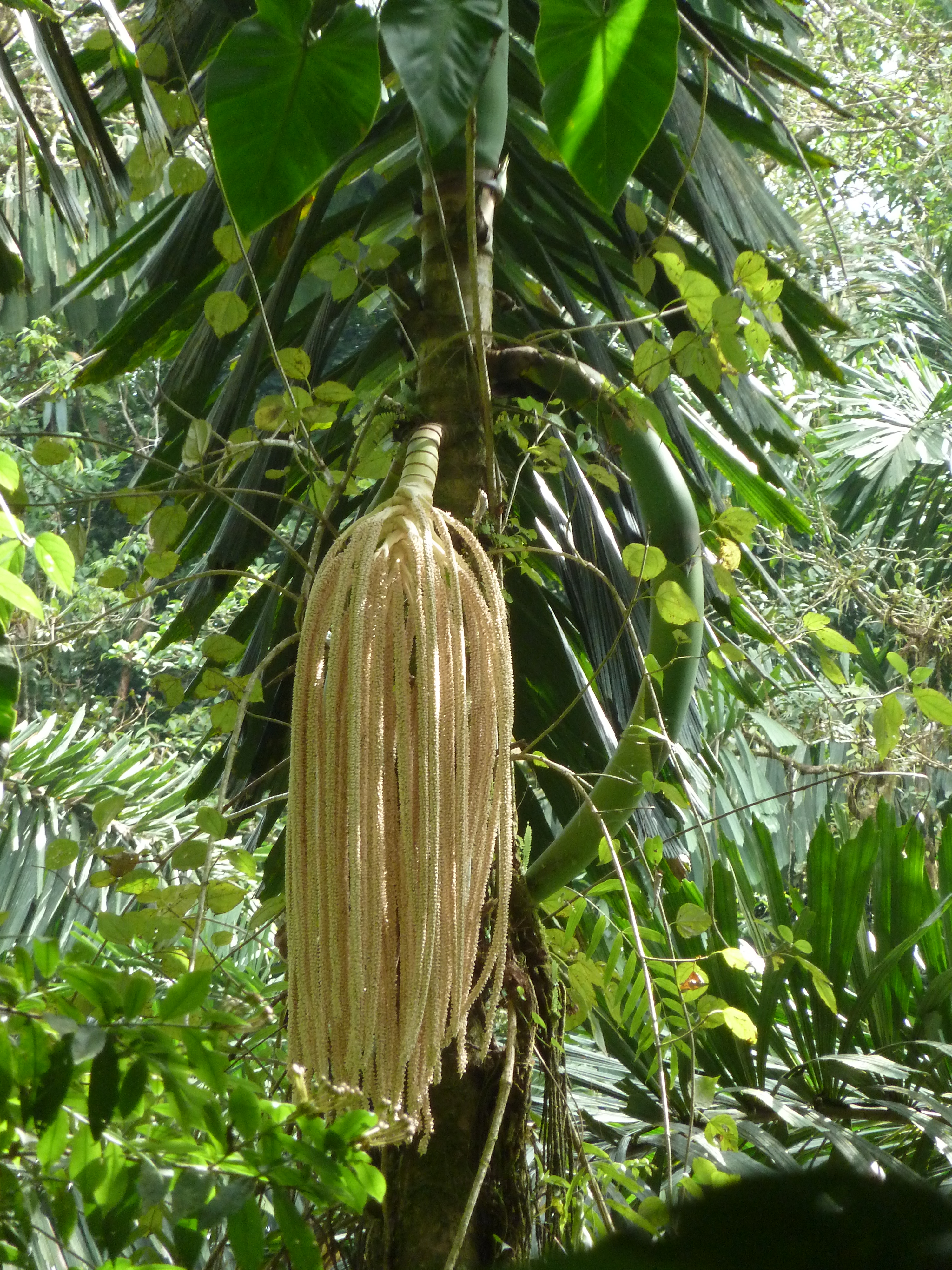
Iriartea deltoidea o árbol iriartea.

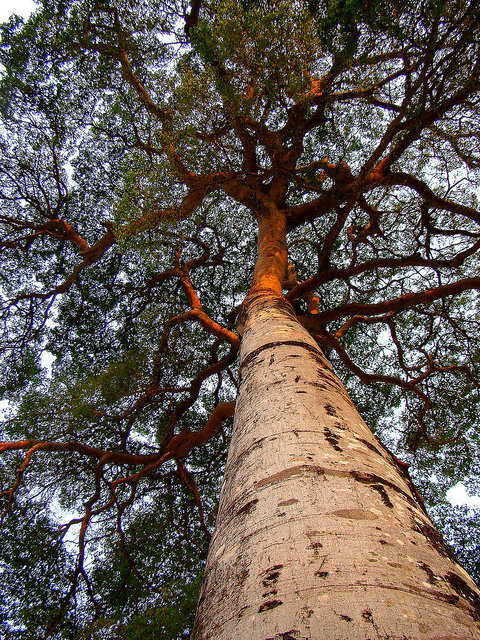
Hymenaea courbaril o árbol algarrobo.

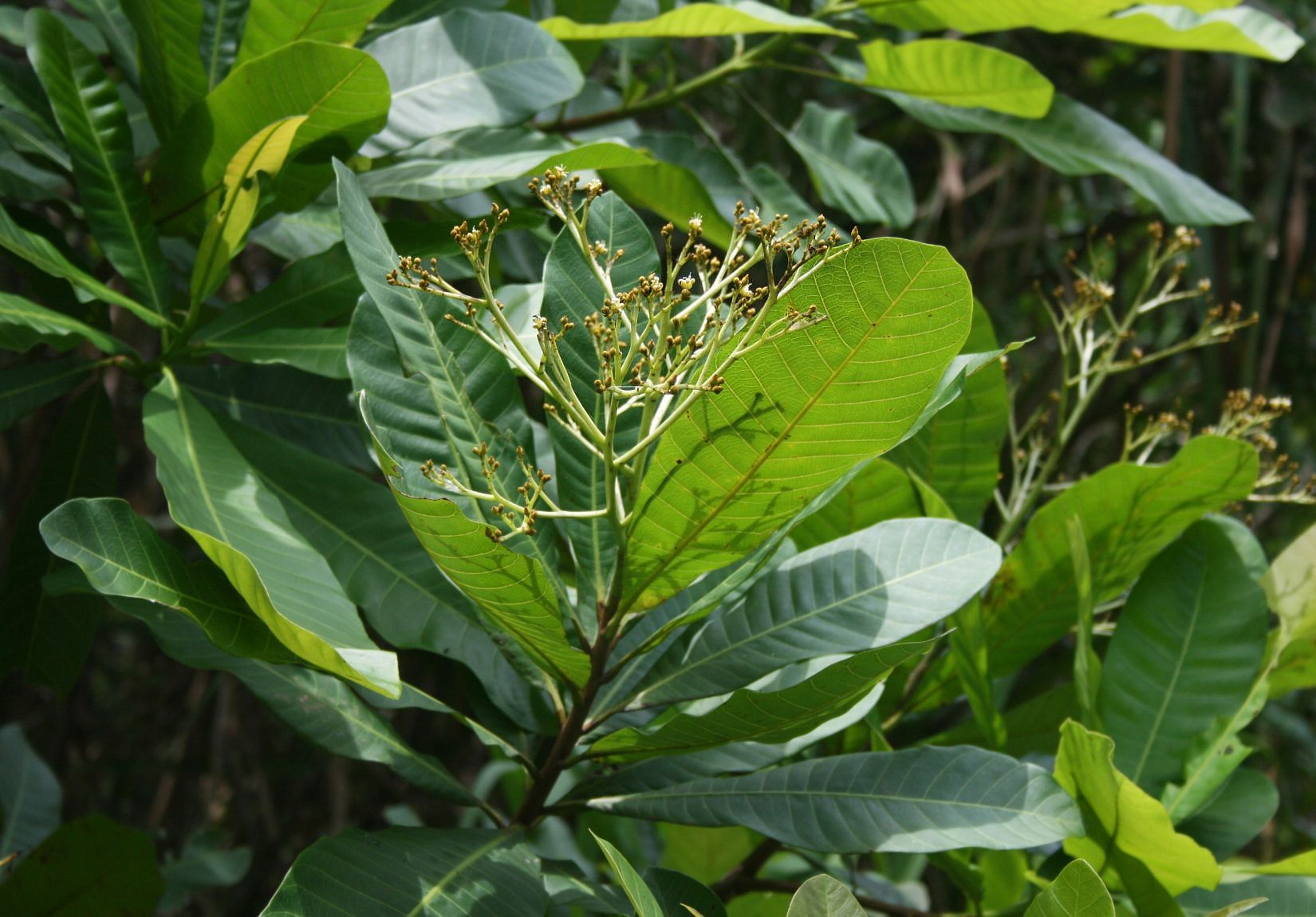
Anacardium excelsum o árbol mijao.

El araguaney (Handroanthus chrysanthus) fue declarado como árbol nacional de Venezuela el 29 de mayo de 1948, según una resolución del Ministerio de Educación Nacional y de Agricultura y Cría publicada en la Gaceta Oficial de los Estados Unidos de Venezuela N°22.628. En su momento, el nombre científico fue dado como Tecoma chrysantha y más recientemente se le llamó Tabebuia chrysantha. Ambos están actualmente en calidad de sinonimia, por lo que tienen la misma validez. 
El árbol crece en los bosques tropófilos de los llanos venezolanos, en los cuales es característico el clima tropical de sabana. También crece en Brasil y Colombia, donde recibe el nombre de «guayacán».

### Árboles Emblemáticos Estadales

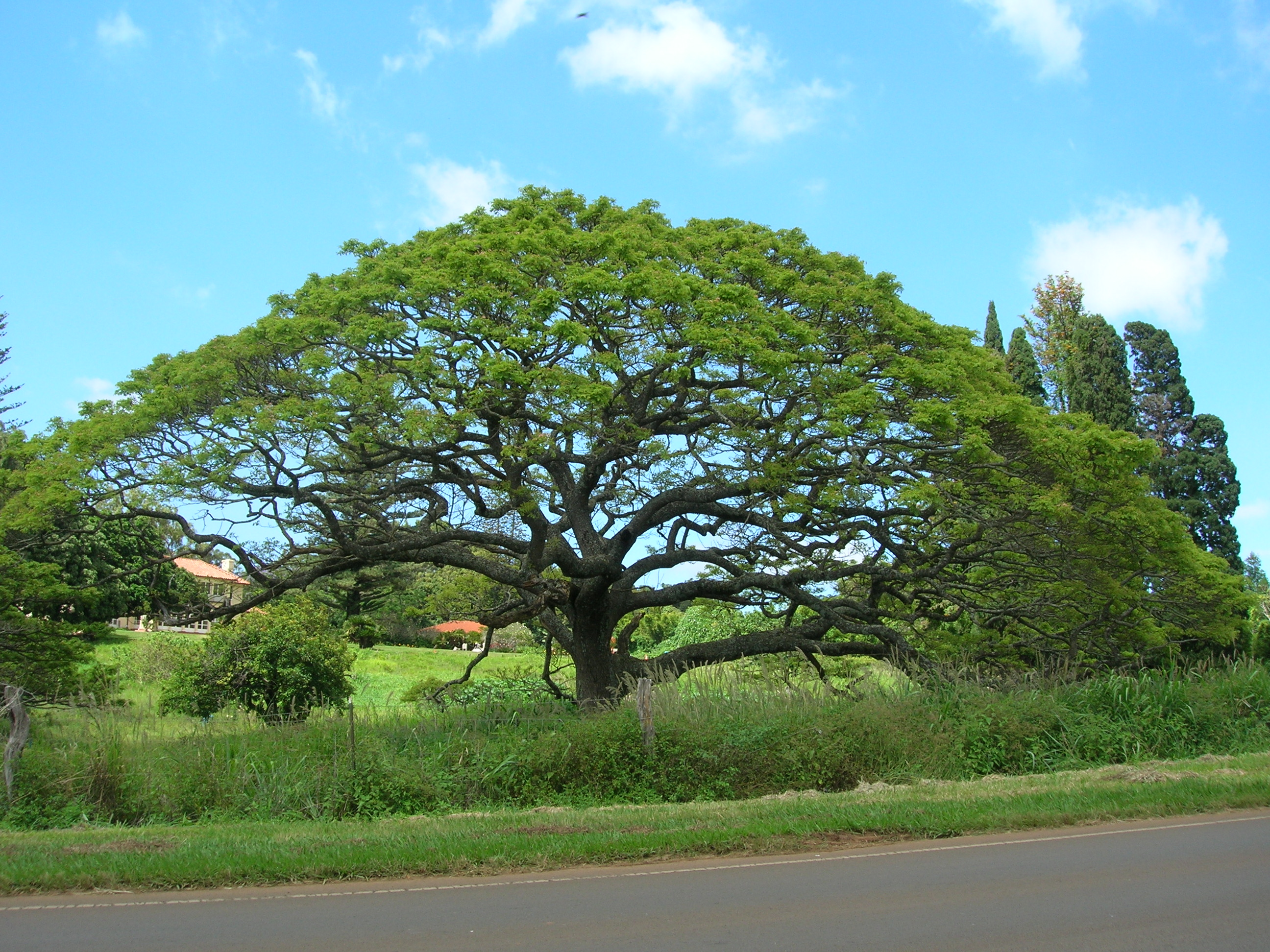
Samán (Samanea saman).

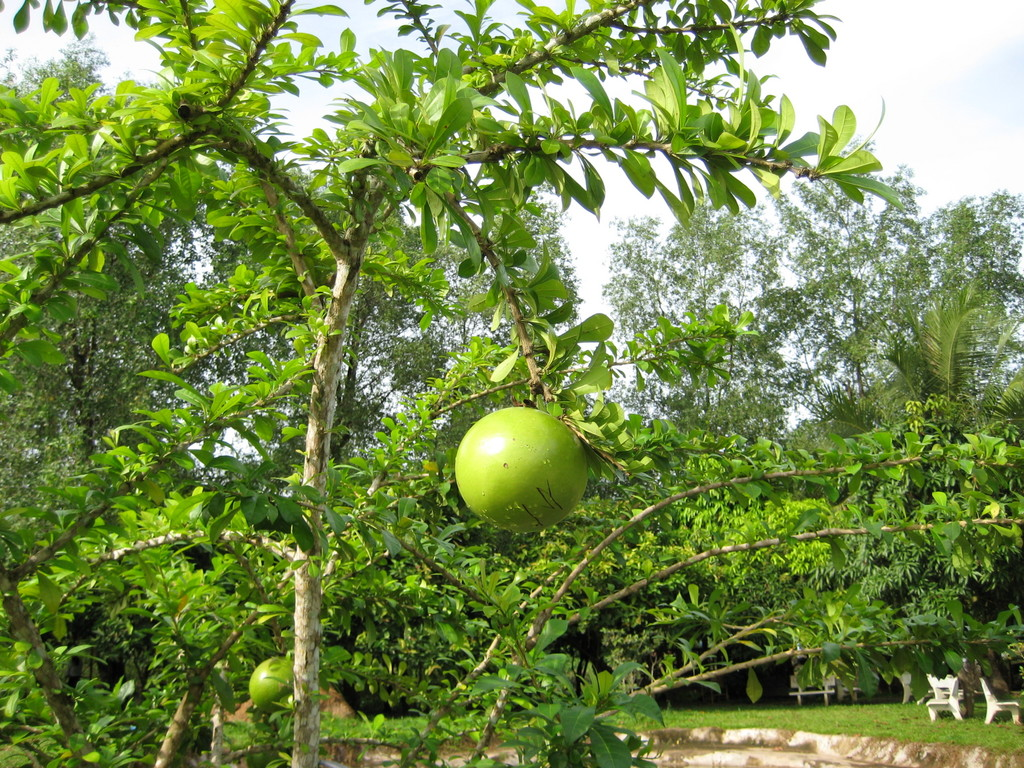
(Crescentia cujete).

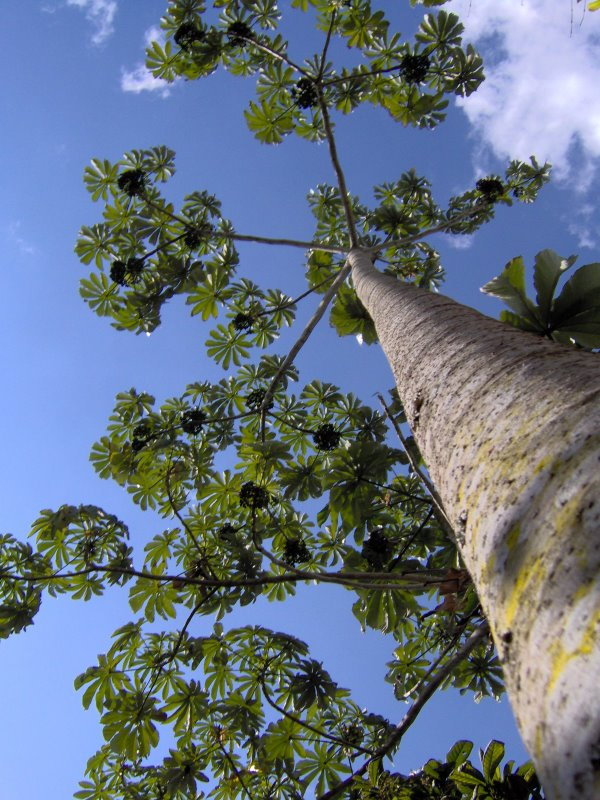
(Pourouma cecropiifolia).

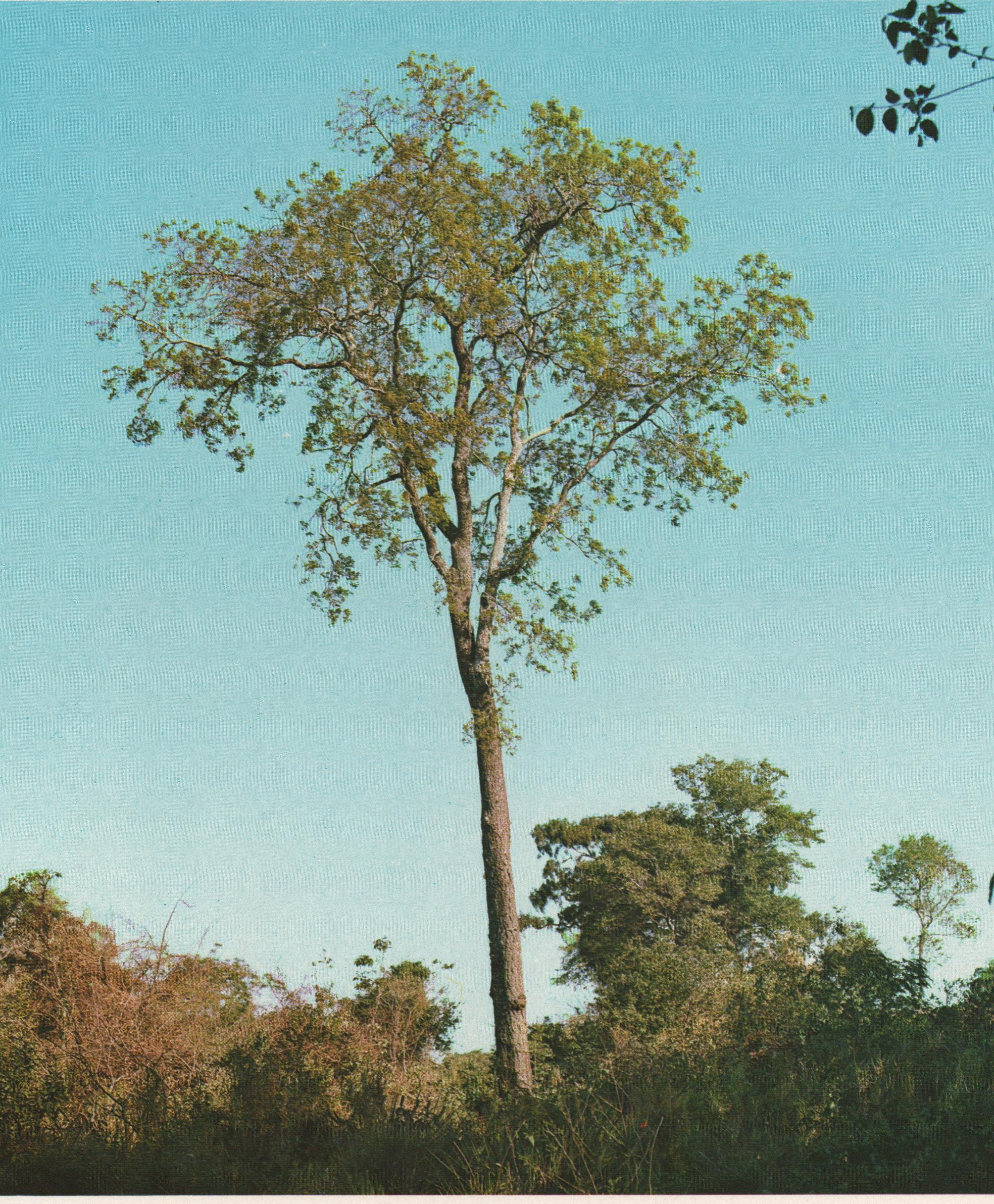
(Astronium balansae).

| Estado            | Nombre local             | Nombre binomial          | Imagen |
| ----------------- | ------------------------ | ------------------------ | ------ |
| Amazonas          | Caucho                   | Hevea benthamiana        |        |
| Estado Anzoátegui | Cereipo, o guatamare     | Myrospermum frutescens   |        |
| Apure             | Merecure                 | Licania pyrifolia Griseb |        |
| Aragua            | Samán                    | Pithecellobium saman     |        |
| Barinas           | Cedro                    | Cedrela odorata          |        |
| Bolívar           | Sarrapia                 | Diphysa punctata         |        |
| Carabobo          | Camoruco                 | Sterculia apetala        |        |
| Cojedes           | Apamate                  | Tabebuia rosea           |        |
| Delta Amacuro     | Mangle rojo              | Rhizophora mangle        |        |
| Distrito Capital  | Ceiba                    | Ceiba pentandra          |        |
| Falcón            | Cují yaque               | Prosopis juliflora       |        |
| Guárico           | Palma llanera            | Copernicia tectorum      |        |
| Lara              | Semeruco                 | Malpighia glabra         |        |
| Mérida            | Bucare ceibo             | Erythrina poeppigiana    |        |
| Miranda           | Roso blanco              | Brownea leucantha        |        |
| Monagas           | Palma de moriche         | Mauritia flexuosa        |        |
| Nueva Esparta     | Guayacán                 | Guaiacum officinale      |        |
| Portuguesa        | Caoba                    | Swietenia macrophylla    |        |
| Sucre             | Roble                    | Platymiscium diadelphum  |        |
| Táchira           | Pino criollo o Pino laso | Prumnopitys montana      |        |
| Trujillo          | Bucare anauco, o reinoso | Erythrina fusca          |        |
| Vargas            | Uva de playa             | Coccoloba uvifera        |        |
| Yaracuy           | Chaguaramo               | Roystonea oleracea       |        |
| Zulia             | Cocotero                 | Cocos nucifera           |        |

Algunas especies:
- Anacardium excelsum
- Anadenanthera peregrina
- Aniba rosaeodora
- Annona muricata
- Astronium balansae
- Astronium lecointei
- Bravaisia integerrima
- Bulnesia arborea
- Bursera simaruba
- Blakea granatensis
- Bulnesia carrapo
- Caryocar nuciferum
- Caesalpinia granadillo
- Caoba
- Cornus peruviana
- Crescentia cujete
- Cedrelinga cateniformis
- Cyrilla
- Feijoa (Acca sellowiana)
- Guaiacum officinale
- Gustavia hexapetala
- Itaya amicorum
- Juglans neotropica
- Machaerium acutifolium
- Mangle
- Matapalo
- Matisia cordata
- Myrospermum frutescens
- Platonia
- Pithecellobium dulce
- Pourouma cecropiifolia
- Prumnopitys harmsiana
- Prumnopitys montana
- Prunus subcorymbosa
- Reinhardtia
- Simaba cedron
- Sabal mauritiiformis
- Samanea saman
- Spathodea campanulata
- Spondias mombin
- Spondias purpurea
- Sterculia apetala
- Swietenia macrophylla
- Trigonobalanus excelsa

## Frutos

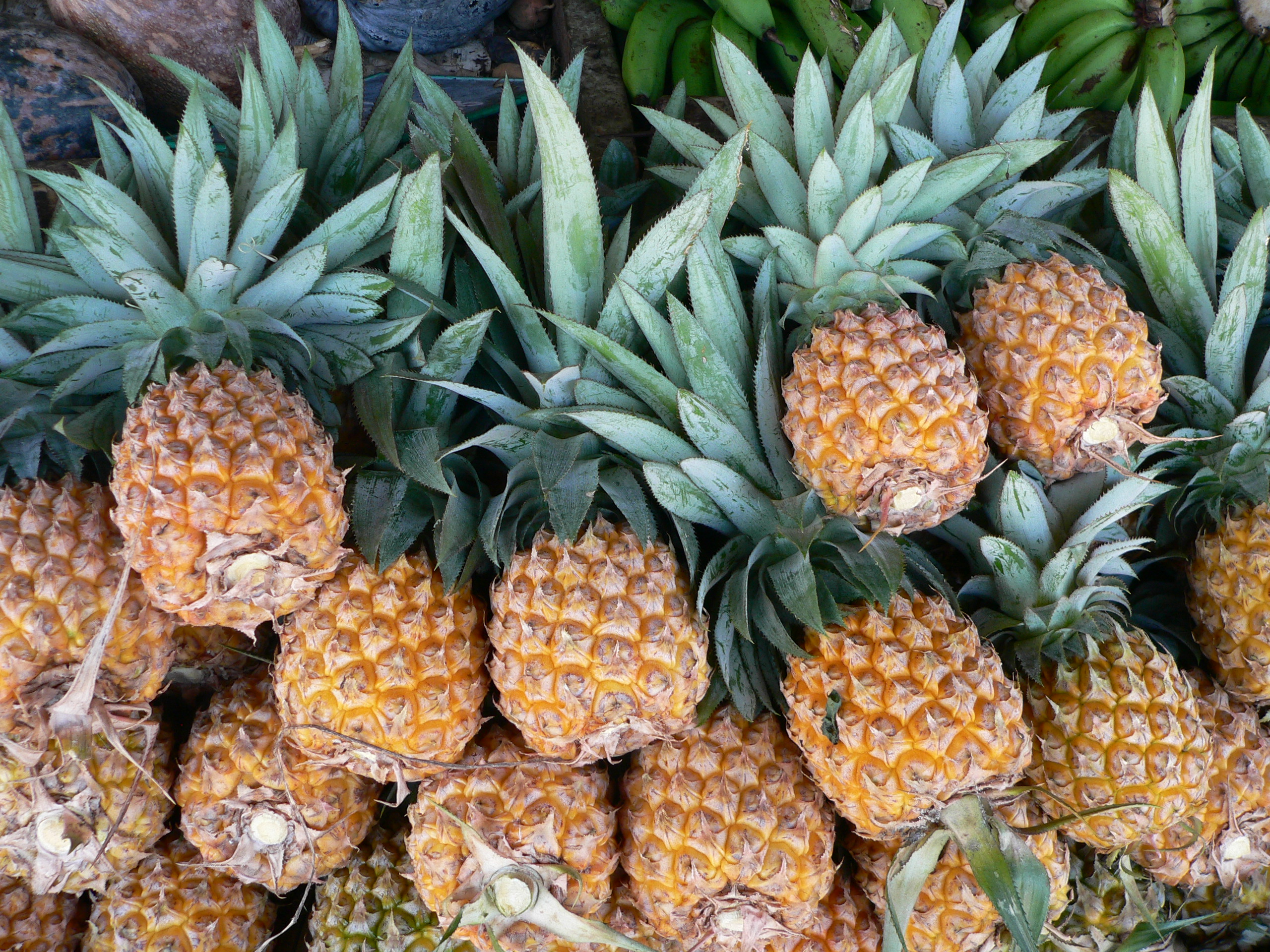
Piñas o Ananas (Ananas comosus)
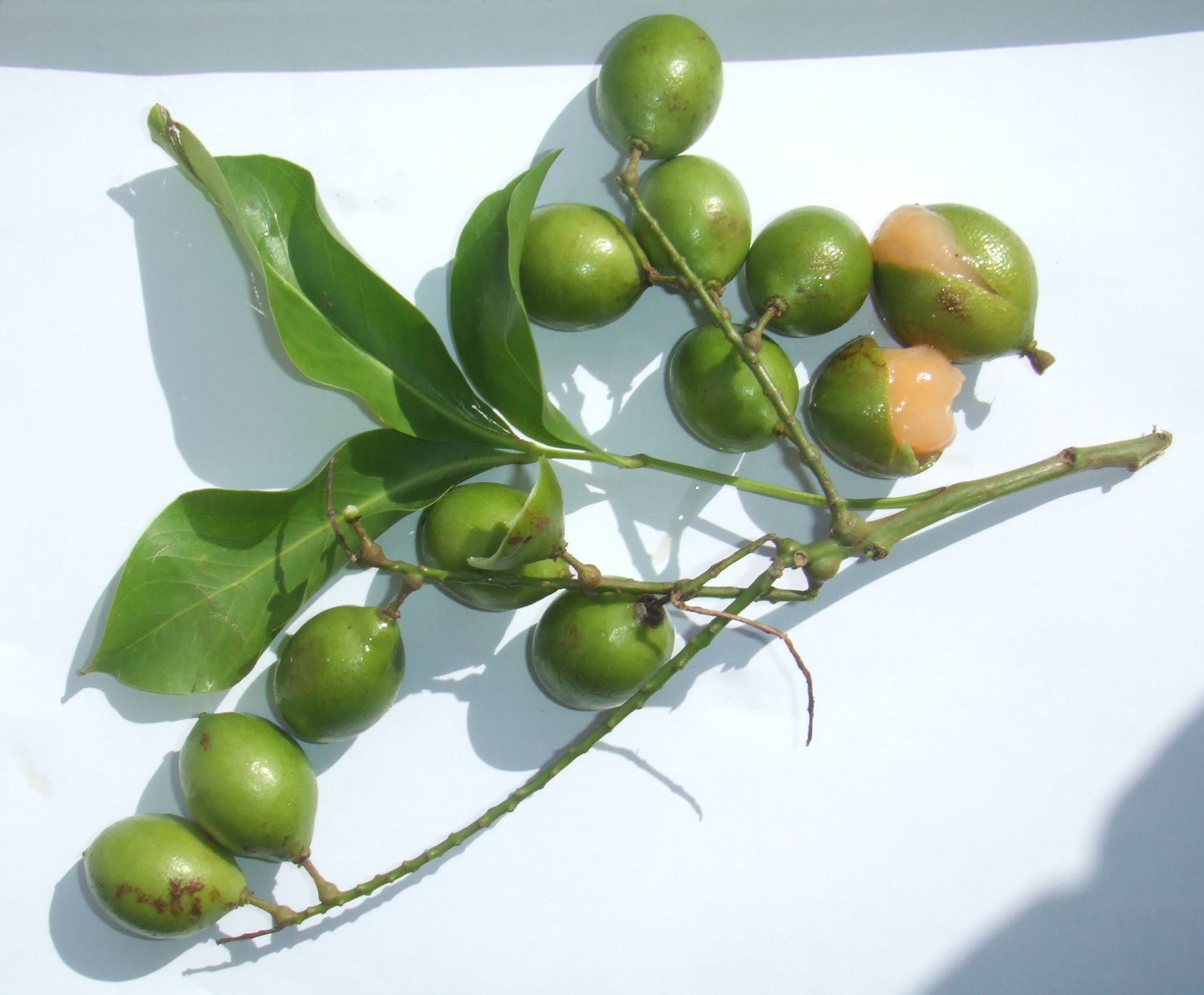
Mamón (Melicoccus bijugatus)
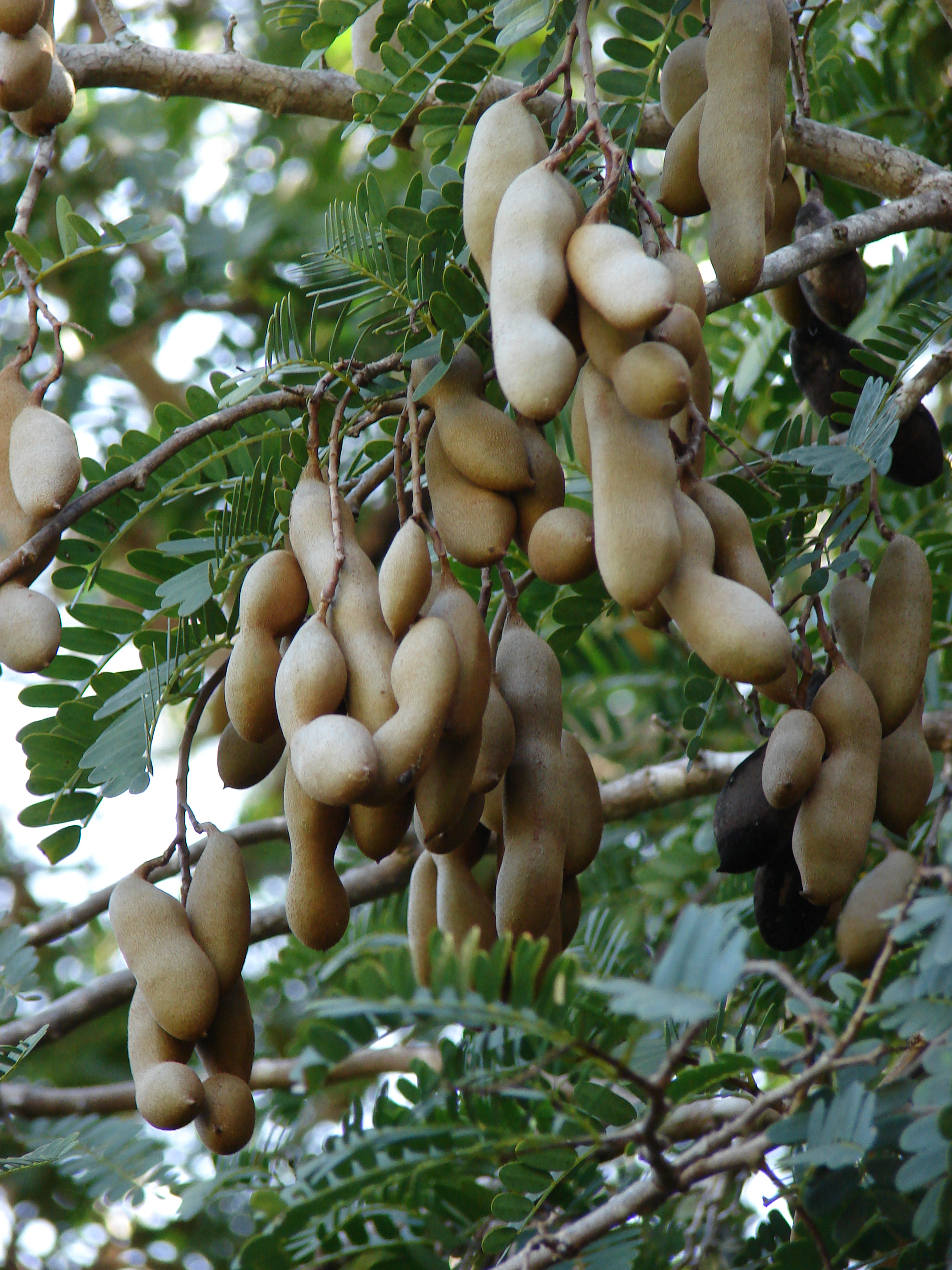
Tamarindo (Tamarindus indica)
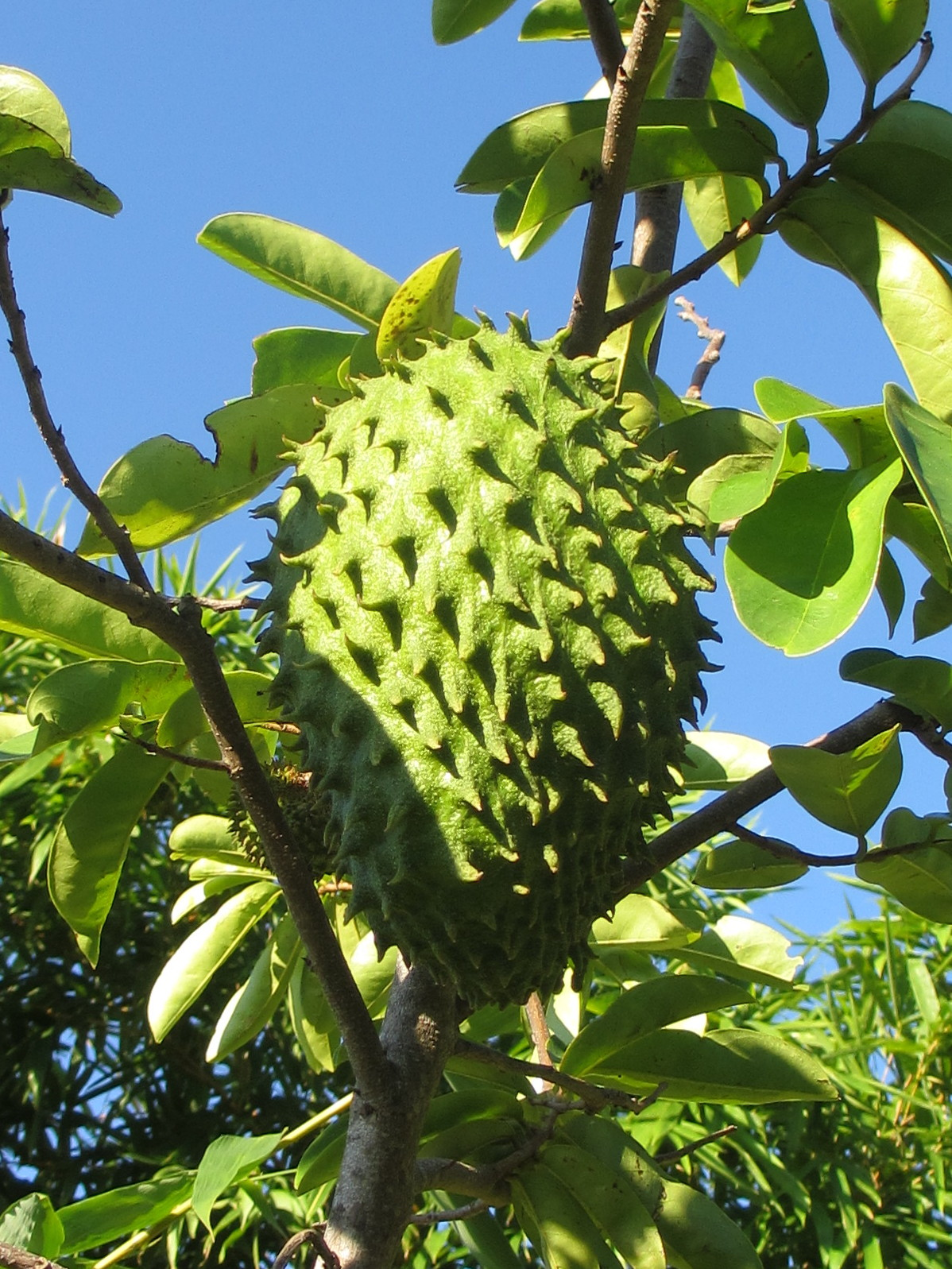
Guanabana (Annona muricata)
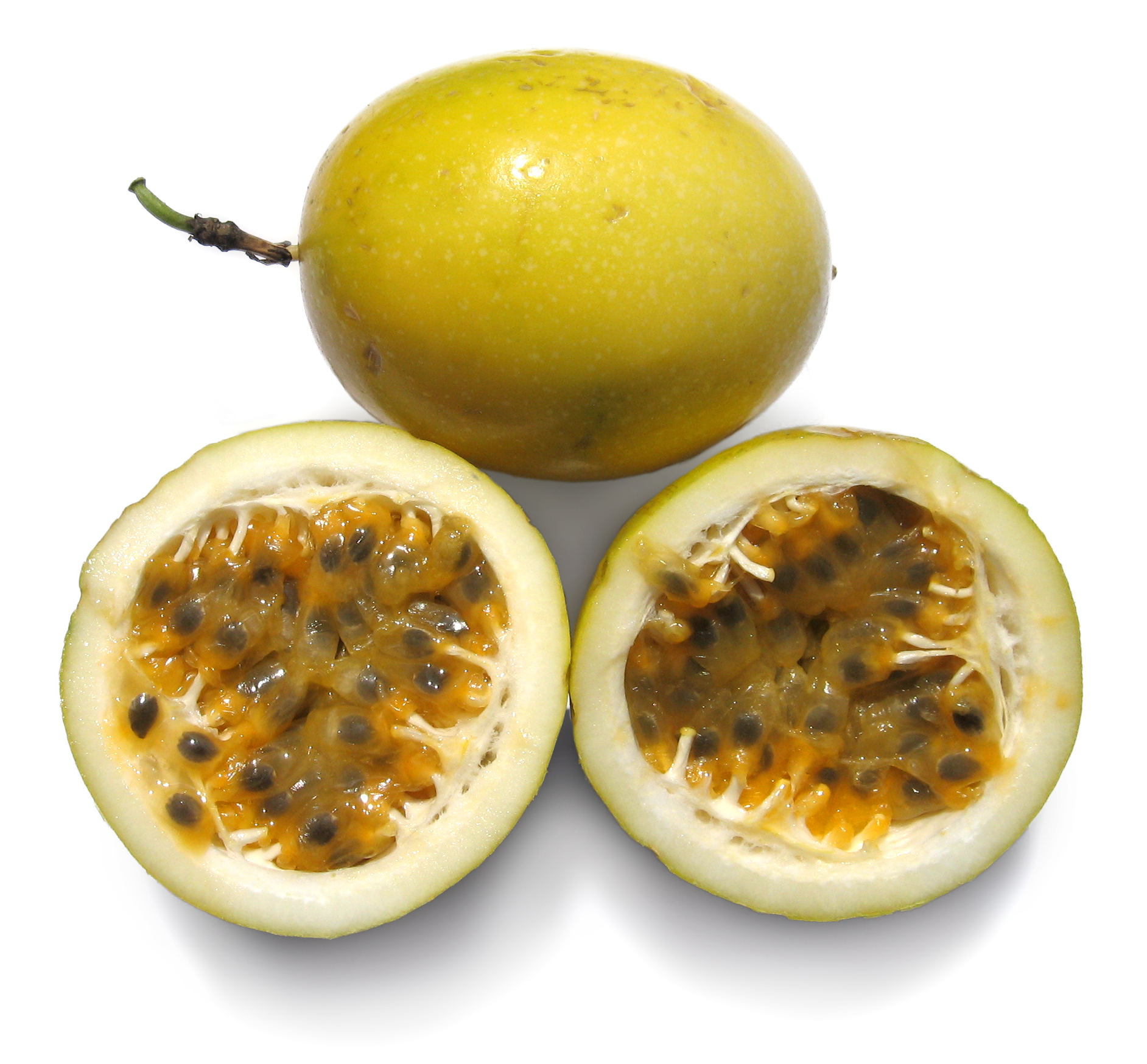
Parchita (Passiflora edulis)
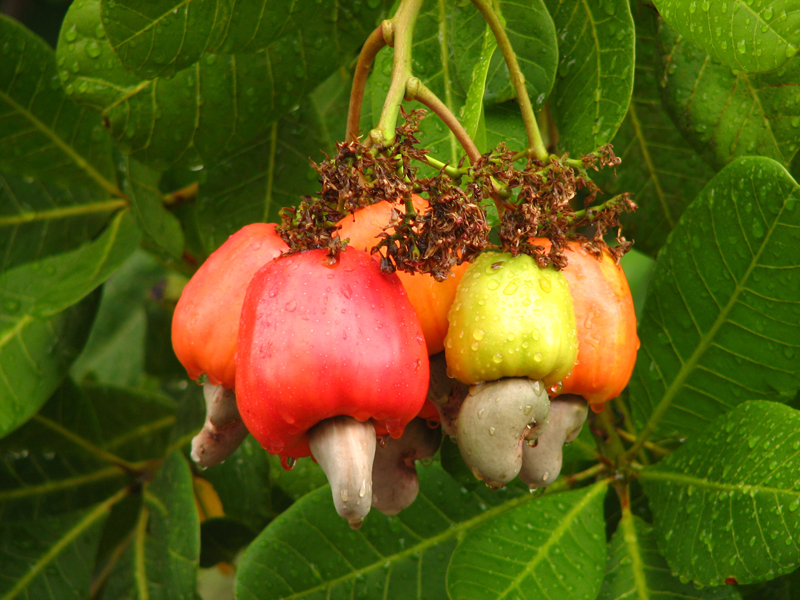
Caujil (Anacardium occidentale)
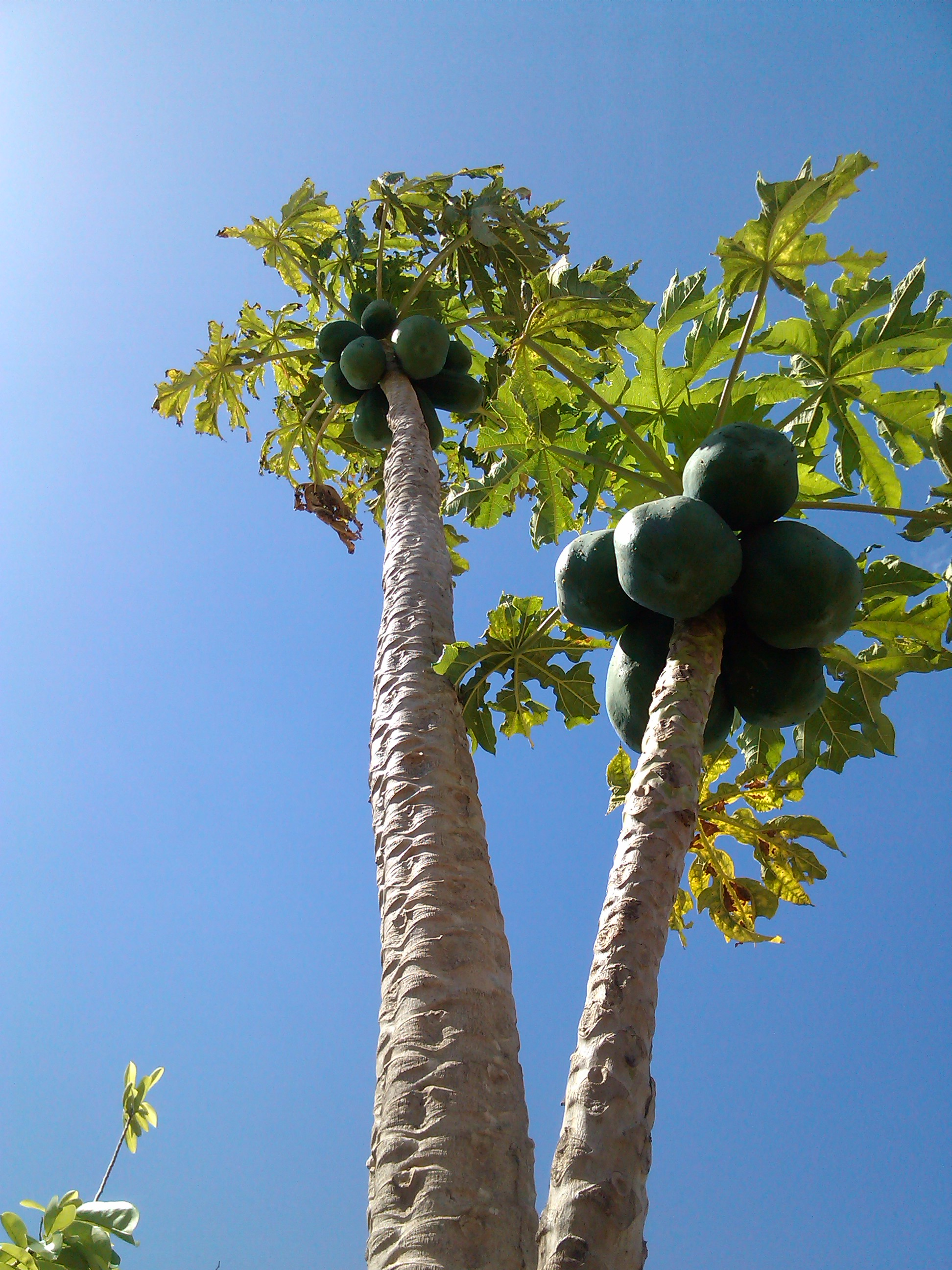
Lechozas (Carica papaya)
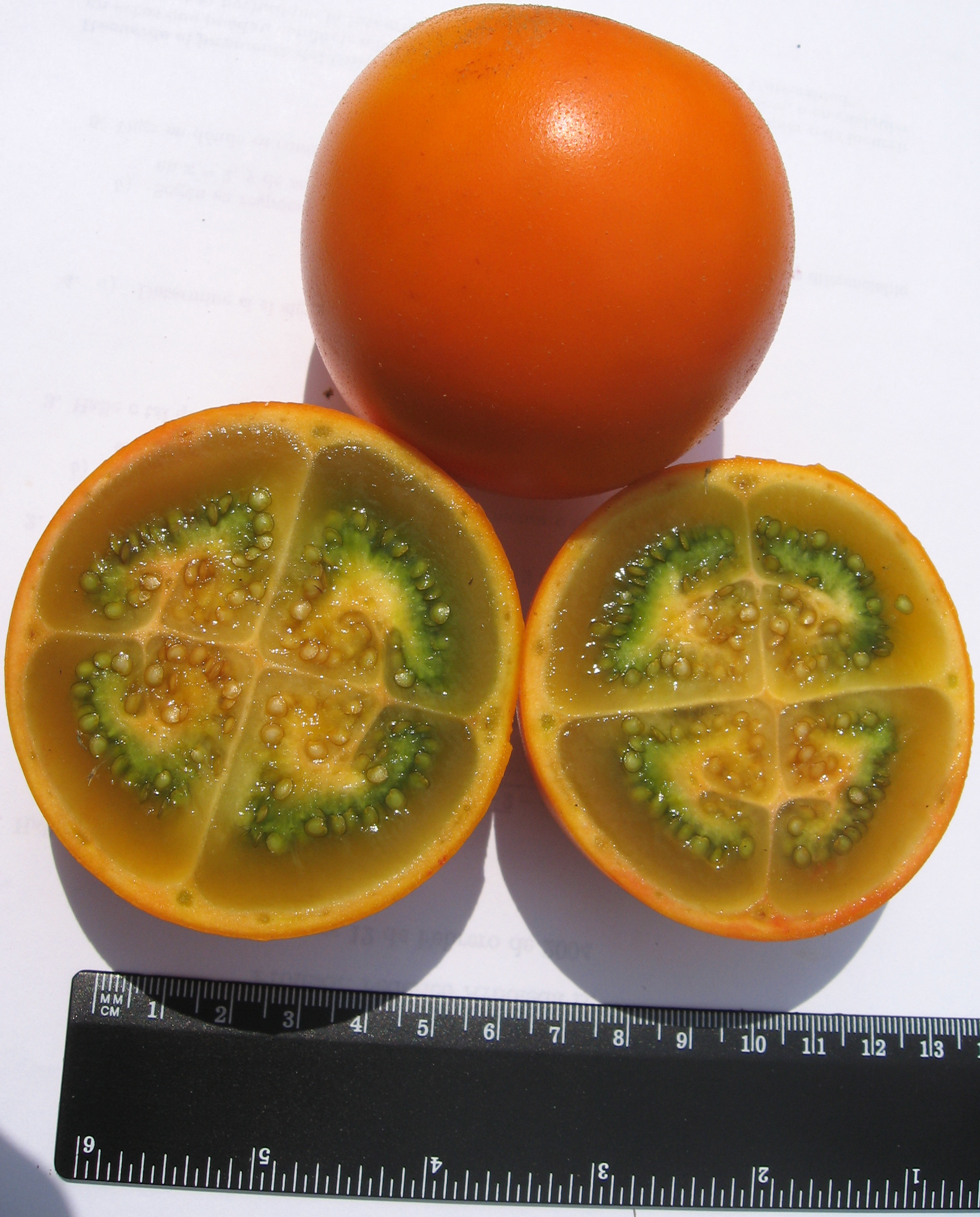
Lulo o Naranjilla (Solanum quitoense)
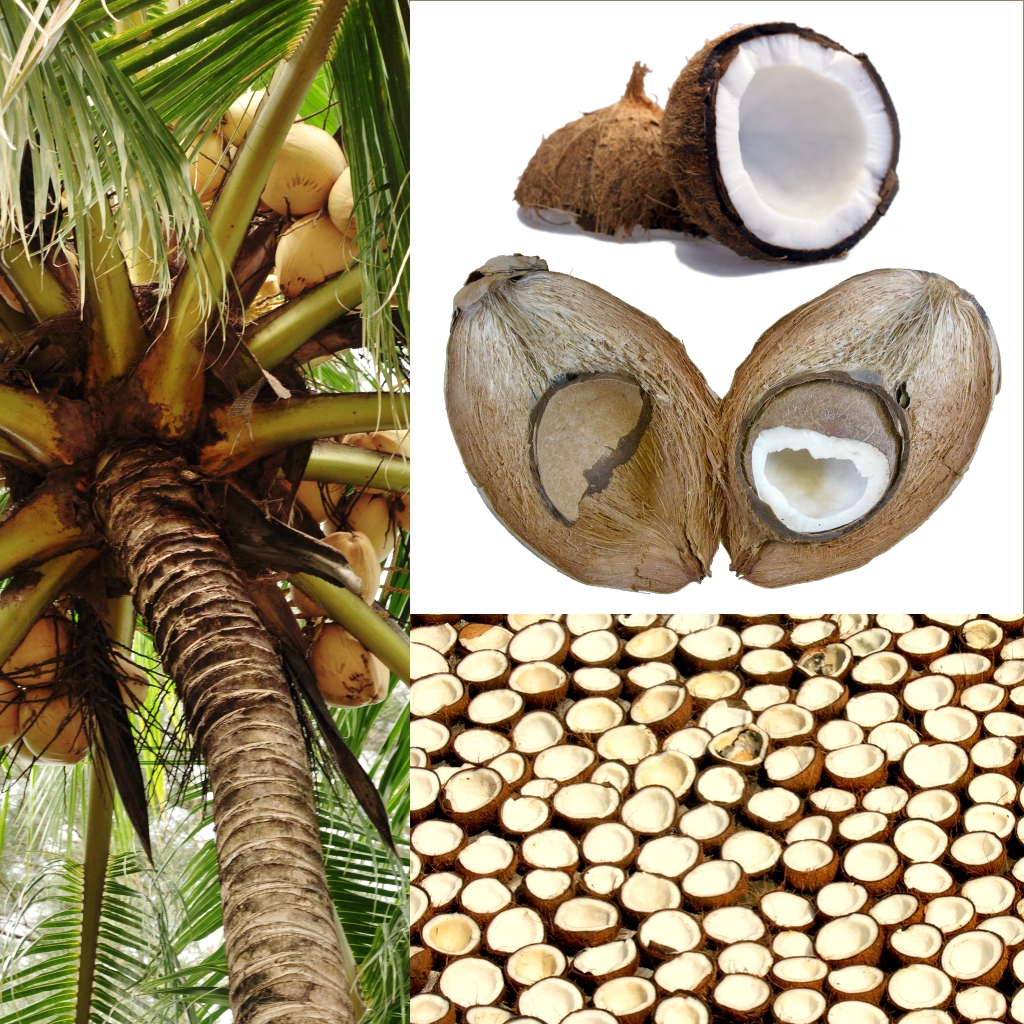
Coco (Cocos nucifera)
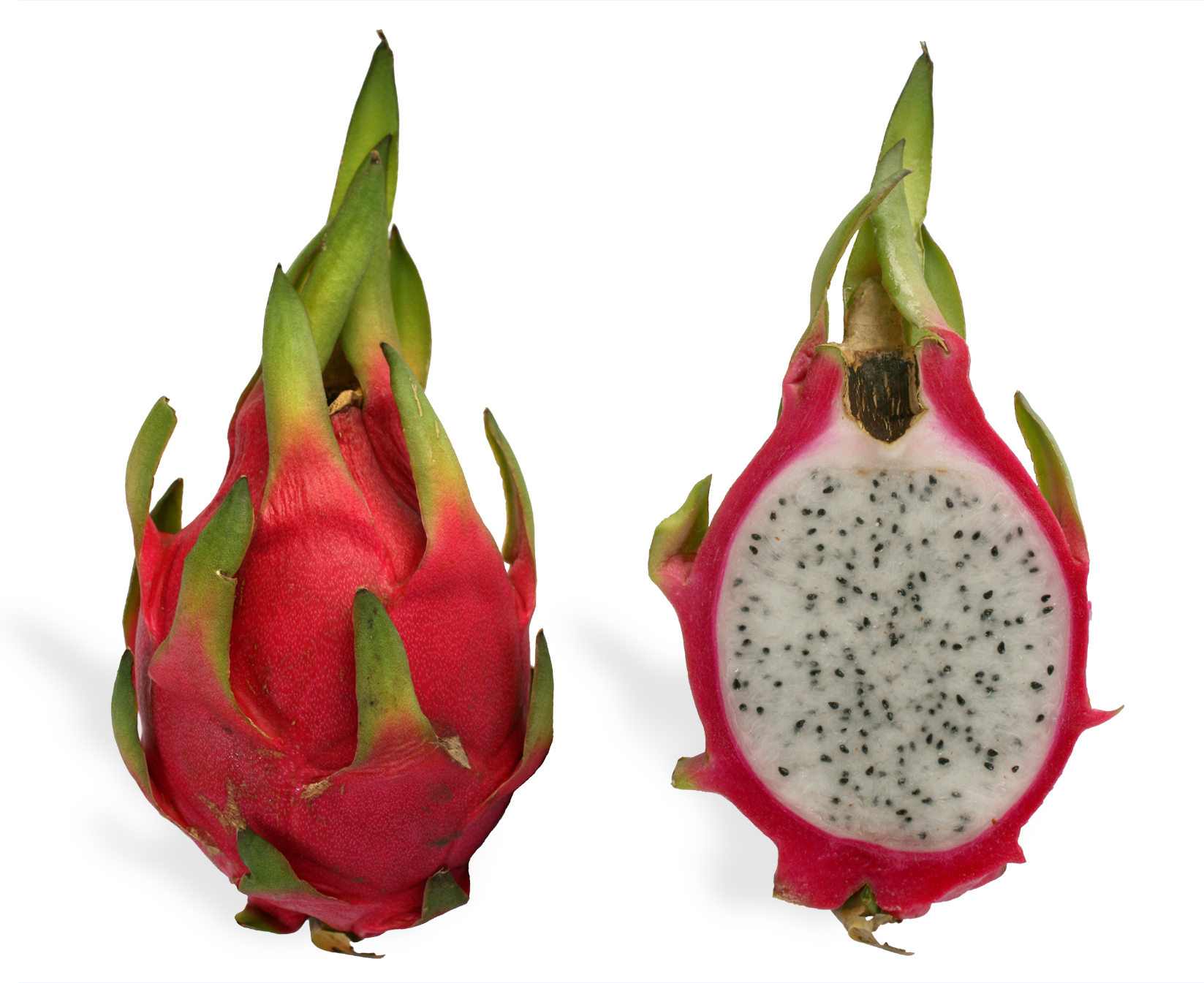
Pitaya o Fruta del dragón (Pitahaya)
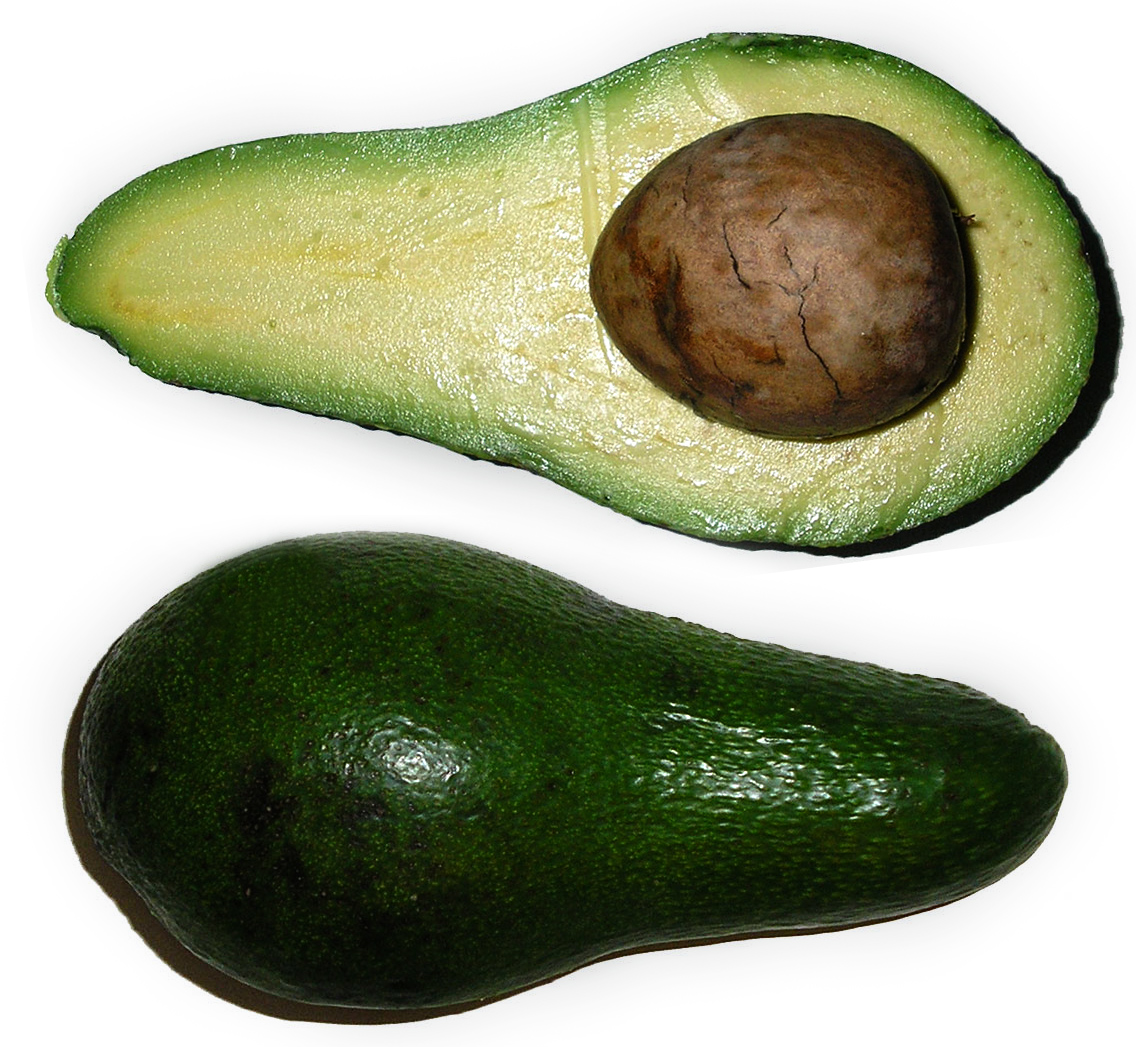
Aguacate (Persea americana)
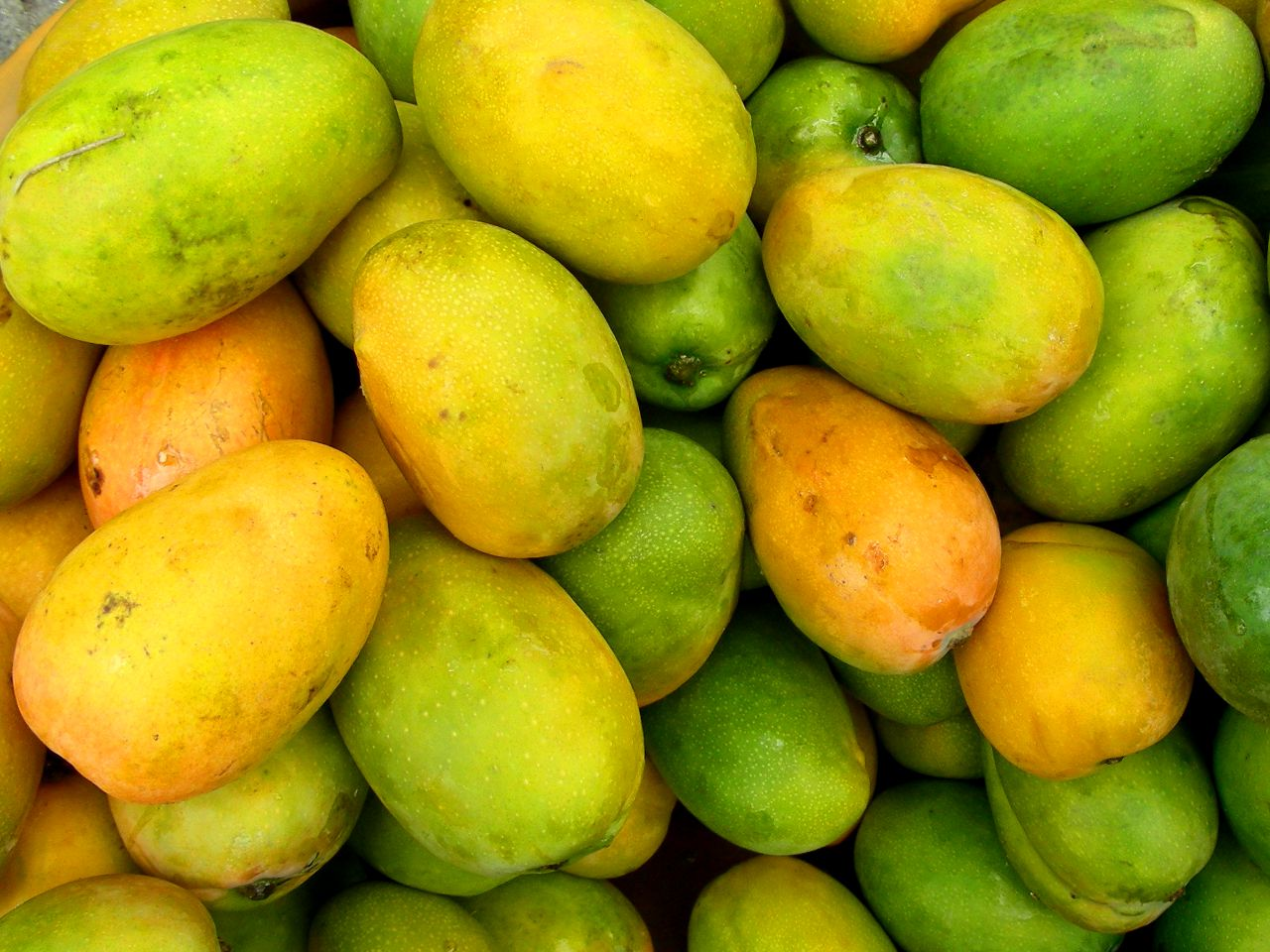
Mango tropical (Mangifera indica)
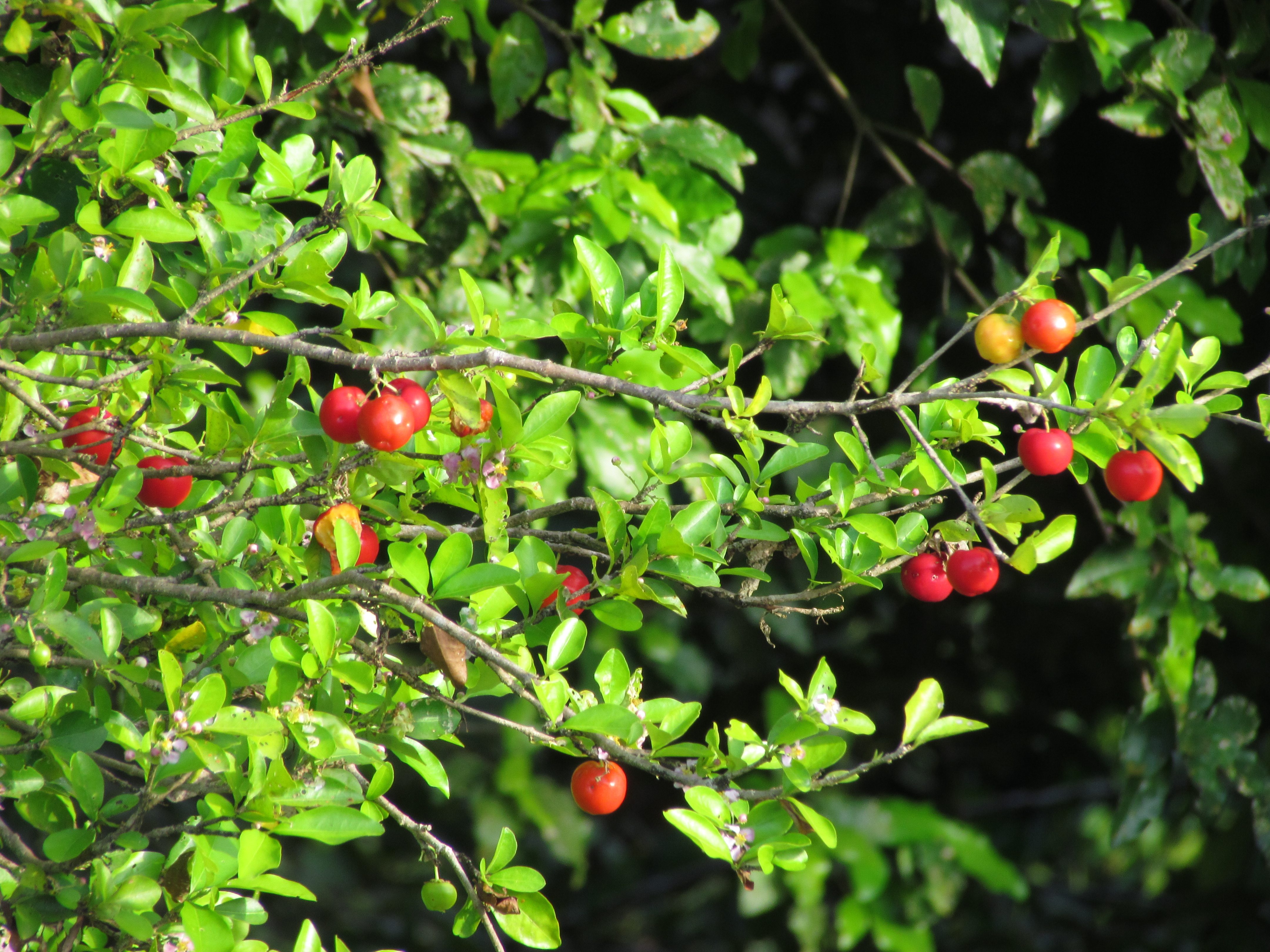
Cereza venezolana (Malpighia emarginata)
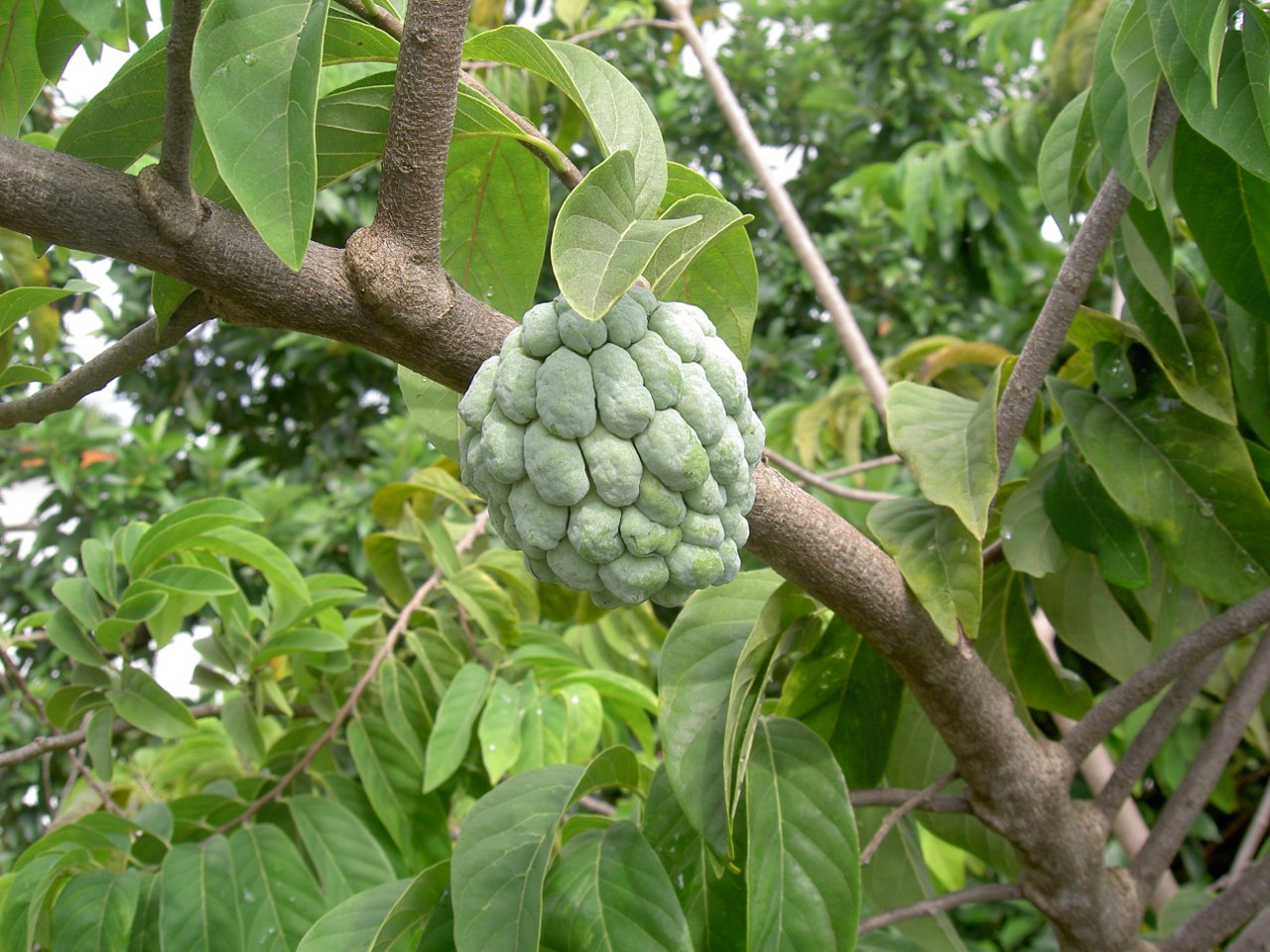
Anón (Annona squamosa)
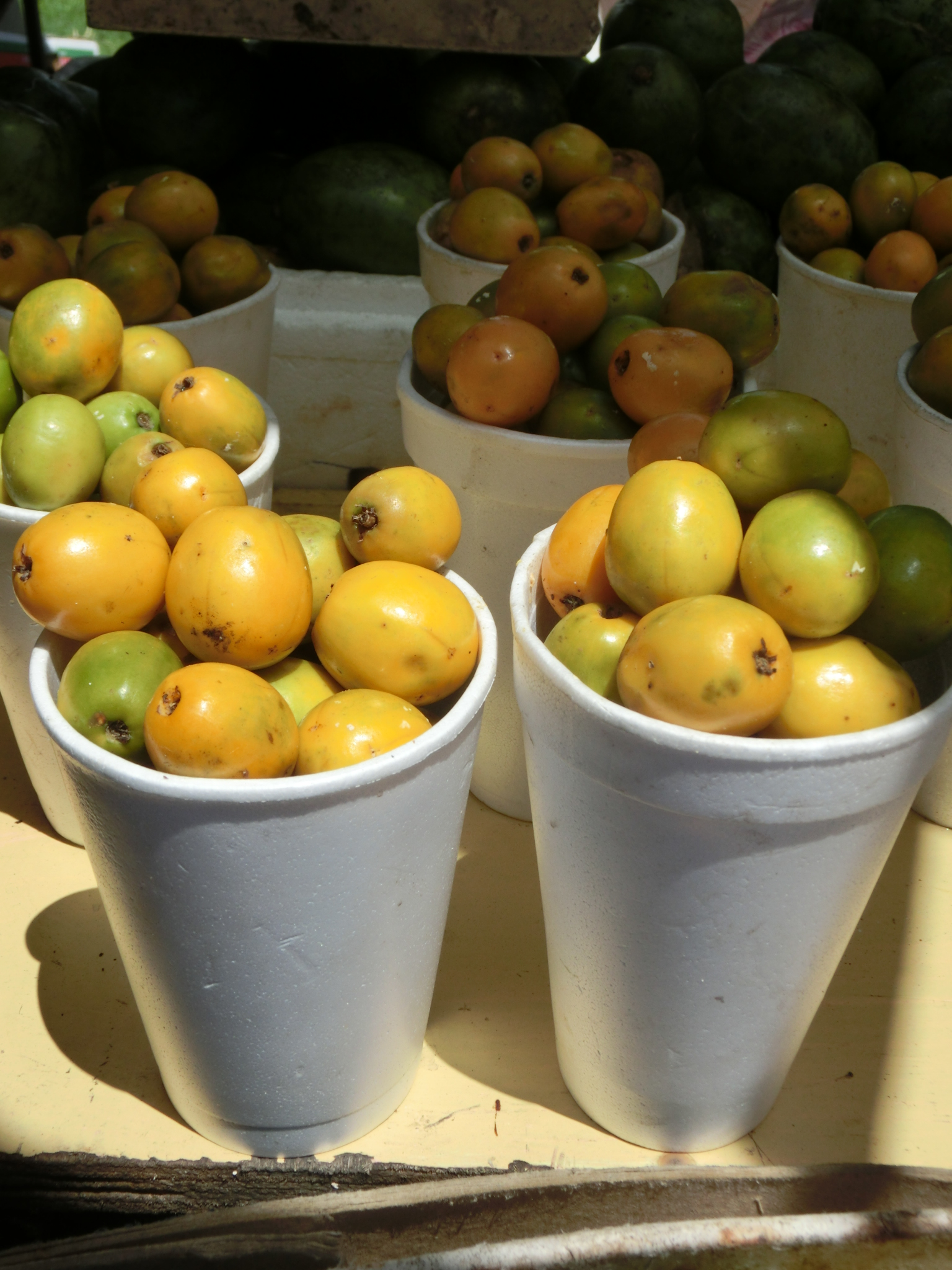
Jobo (Spondias mombin)
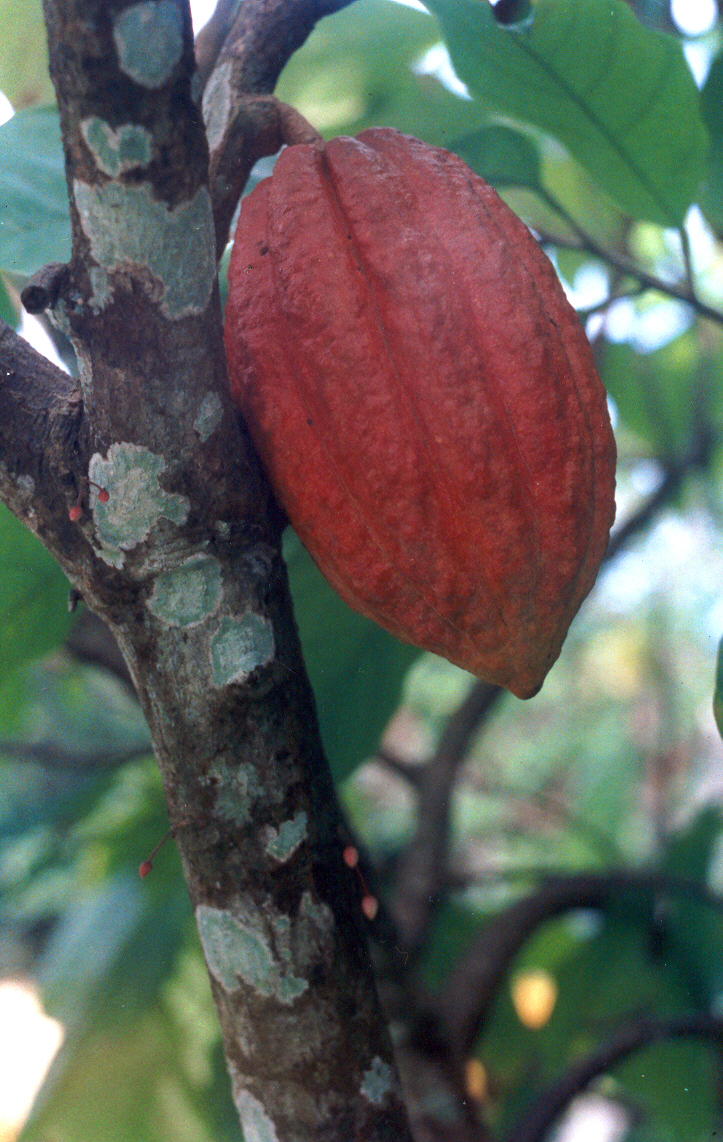
Cacao venezolano (Theobroma cacao)
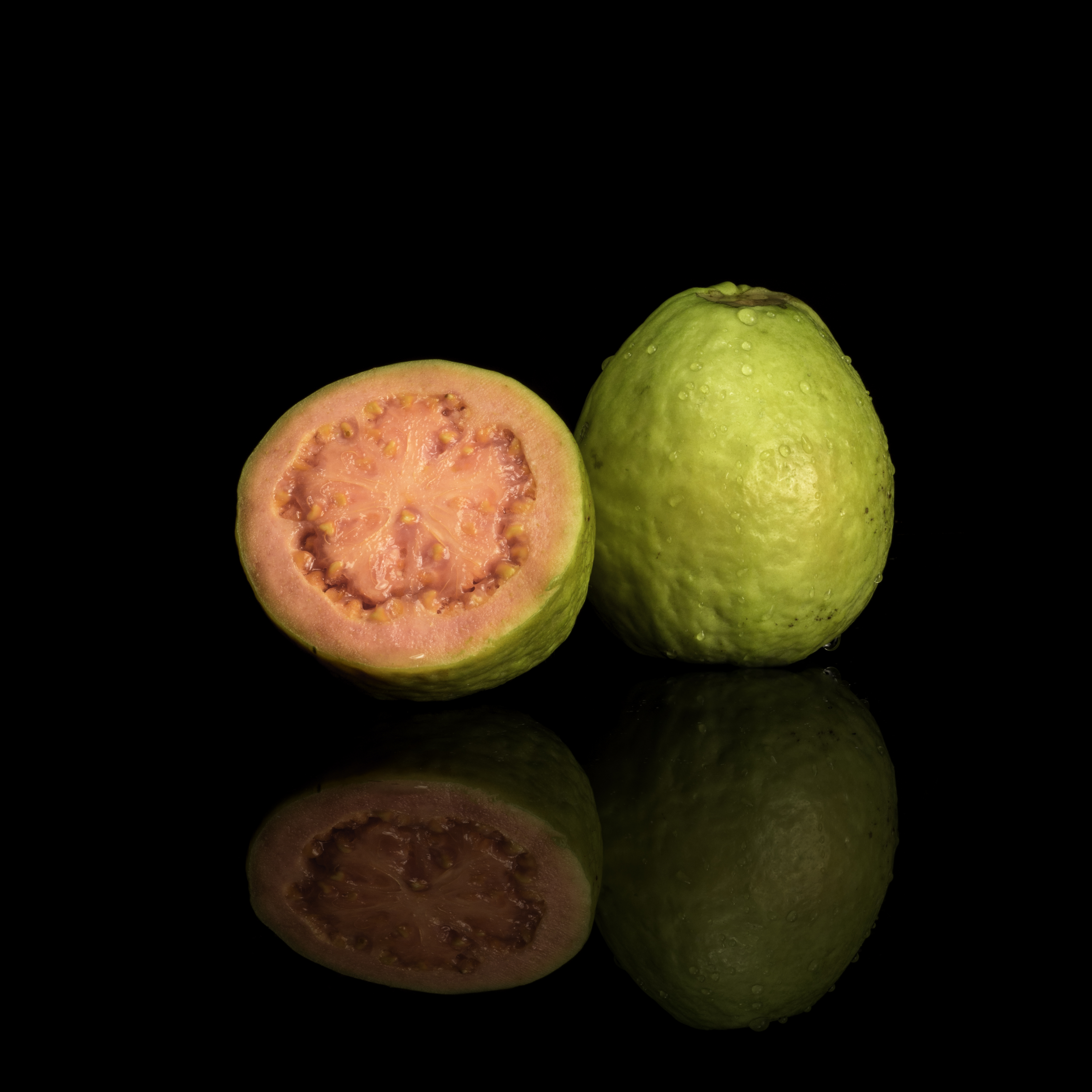
Guayaba (Psidium guajava)
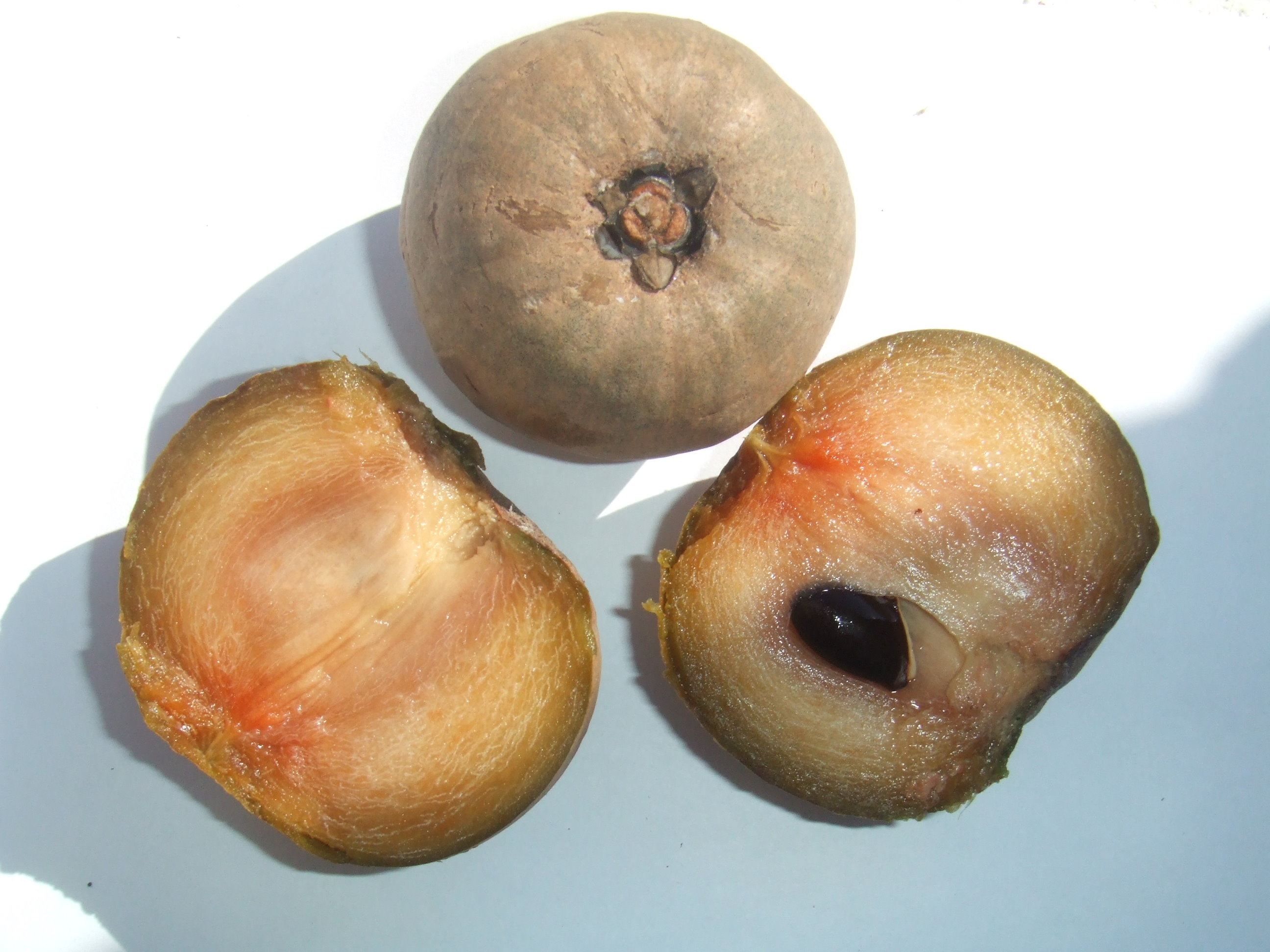
Níspero (Manilkara zapota)
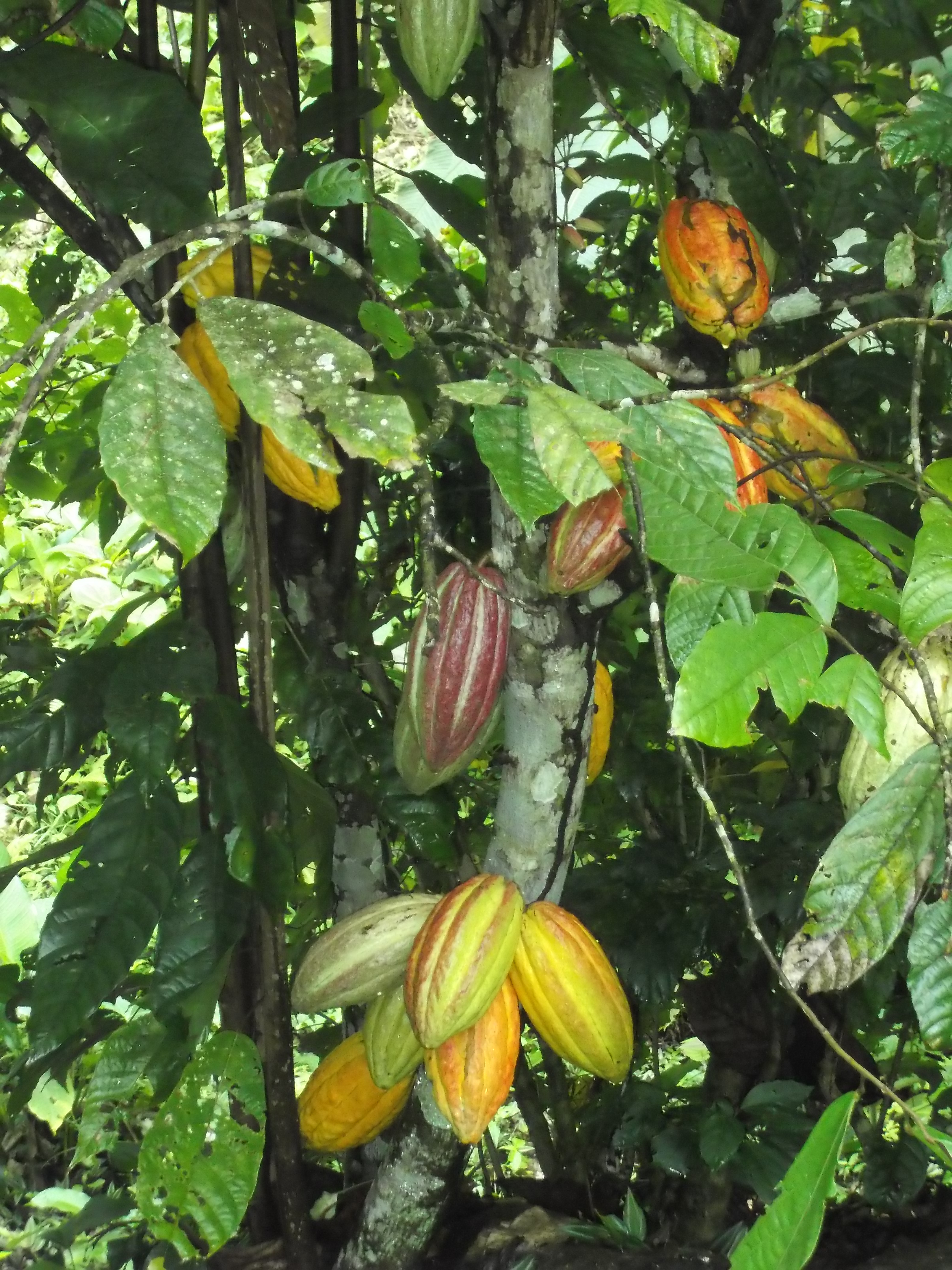
Planta de cacao en el estado Carabobo. El cacao venezolano es denominado por expertos como uno de los mejores del mundo.

## Flora general

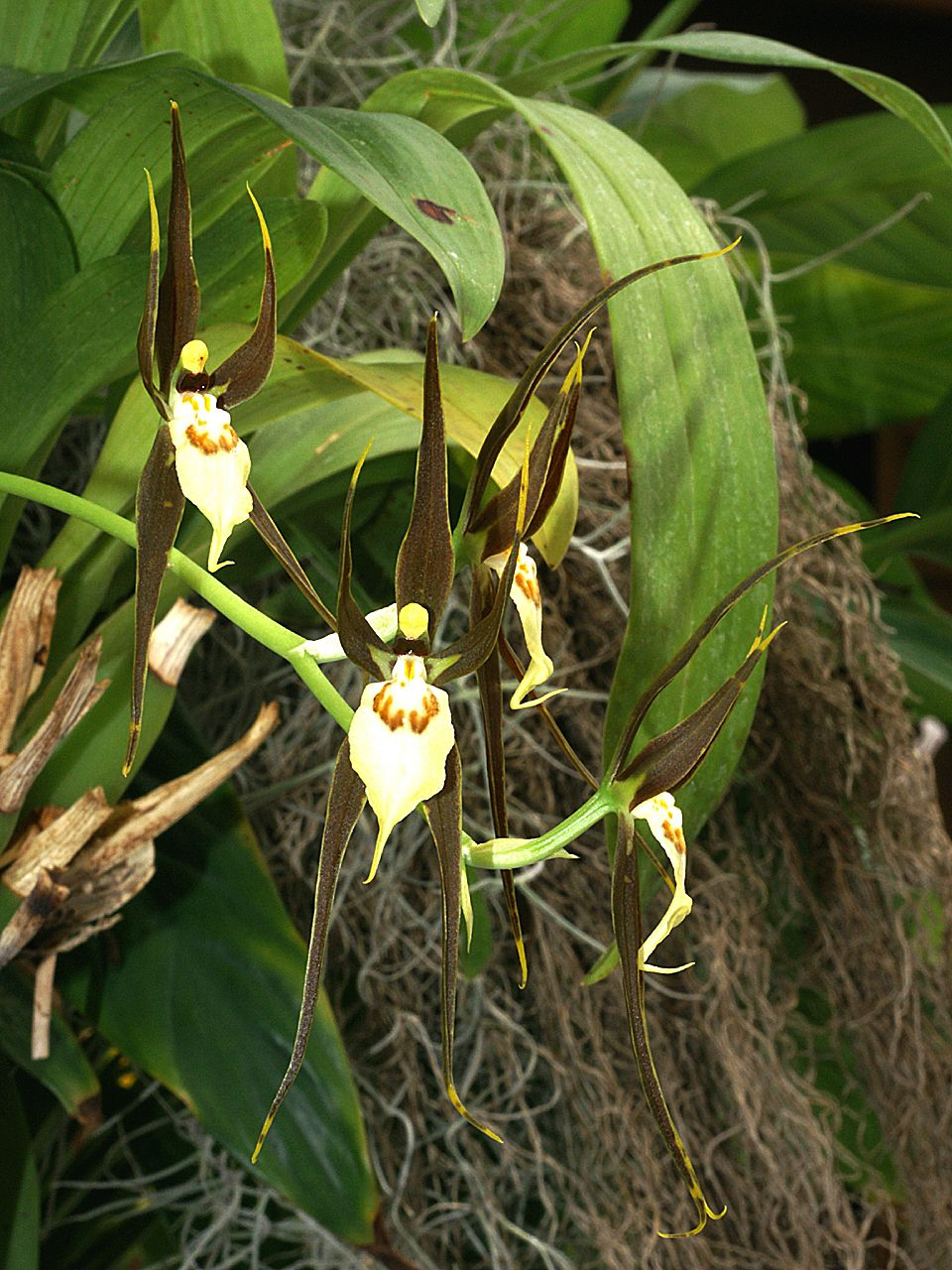
(Ada keiliana).

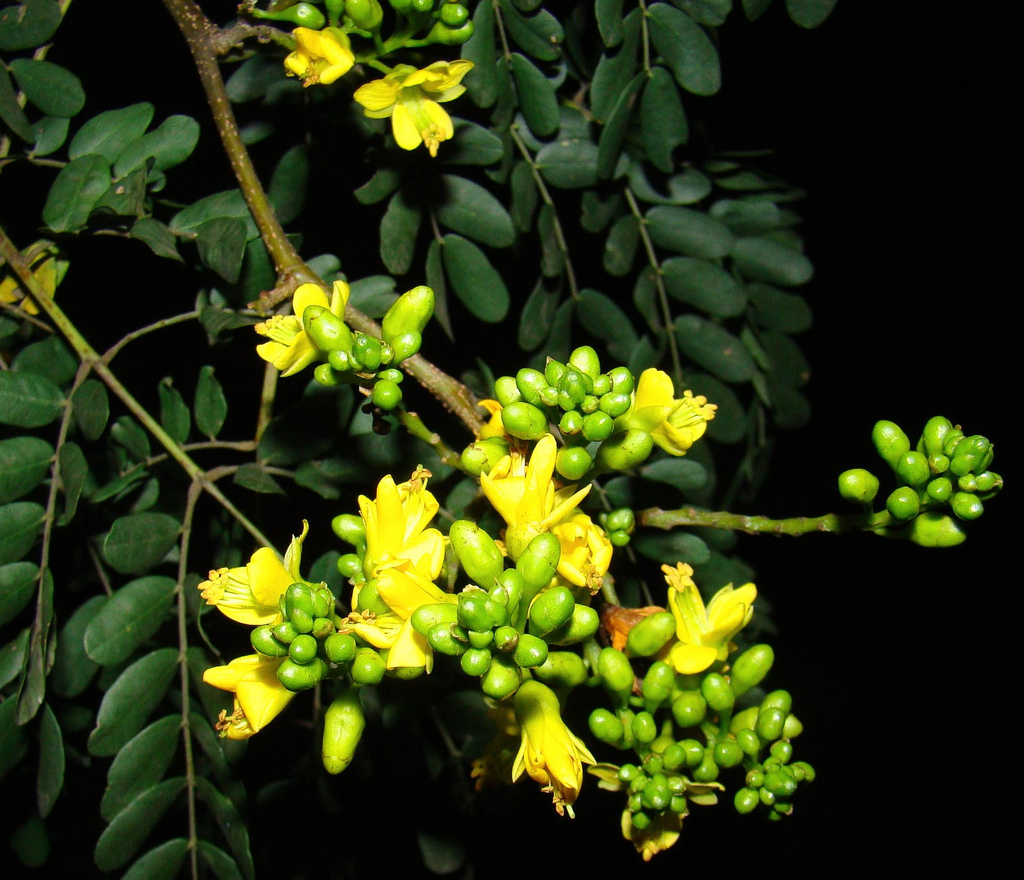
(Caesalpinia ferrea).

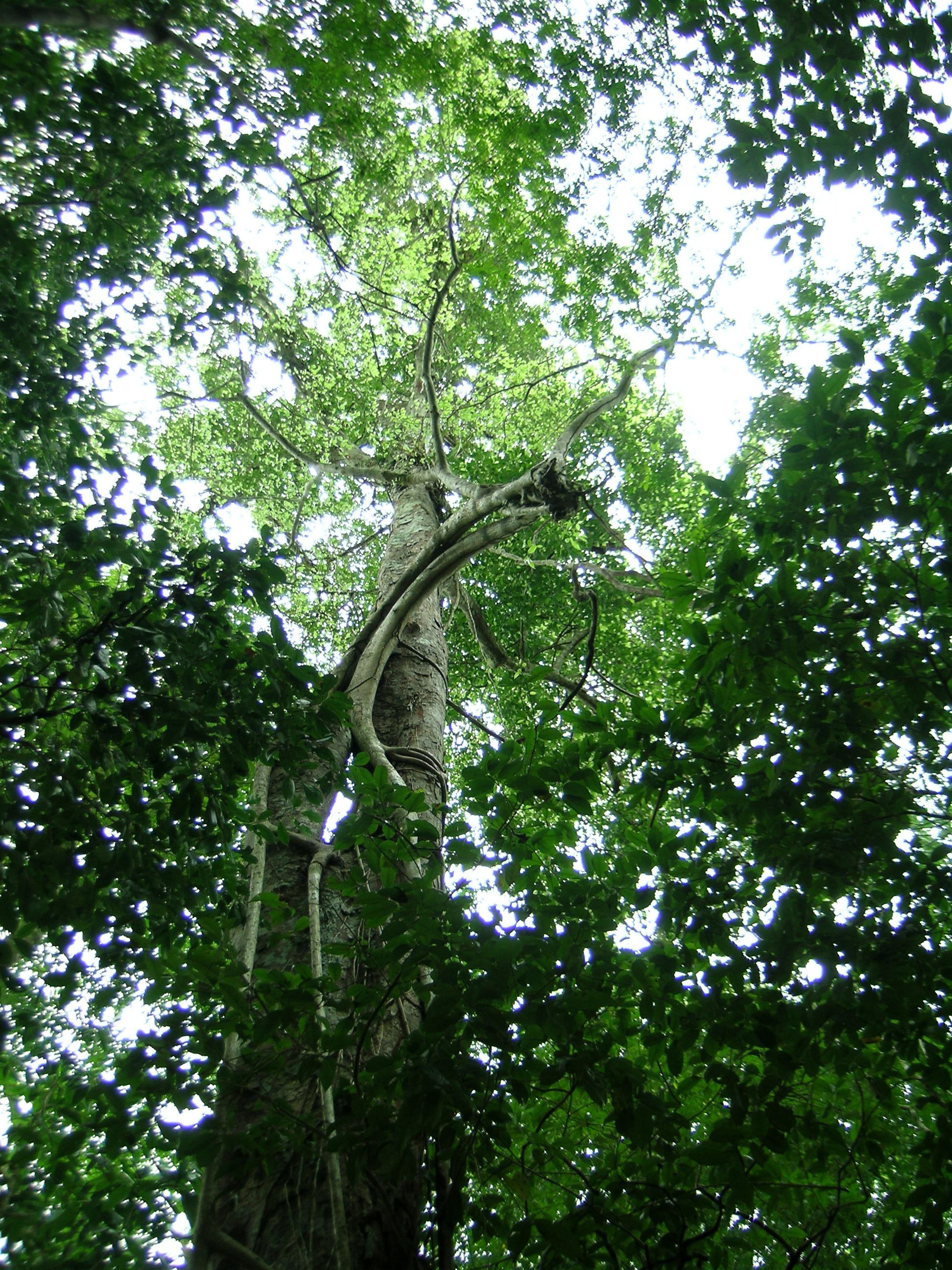
(Brosimum alicastrum).

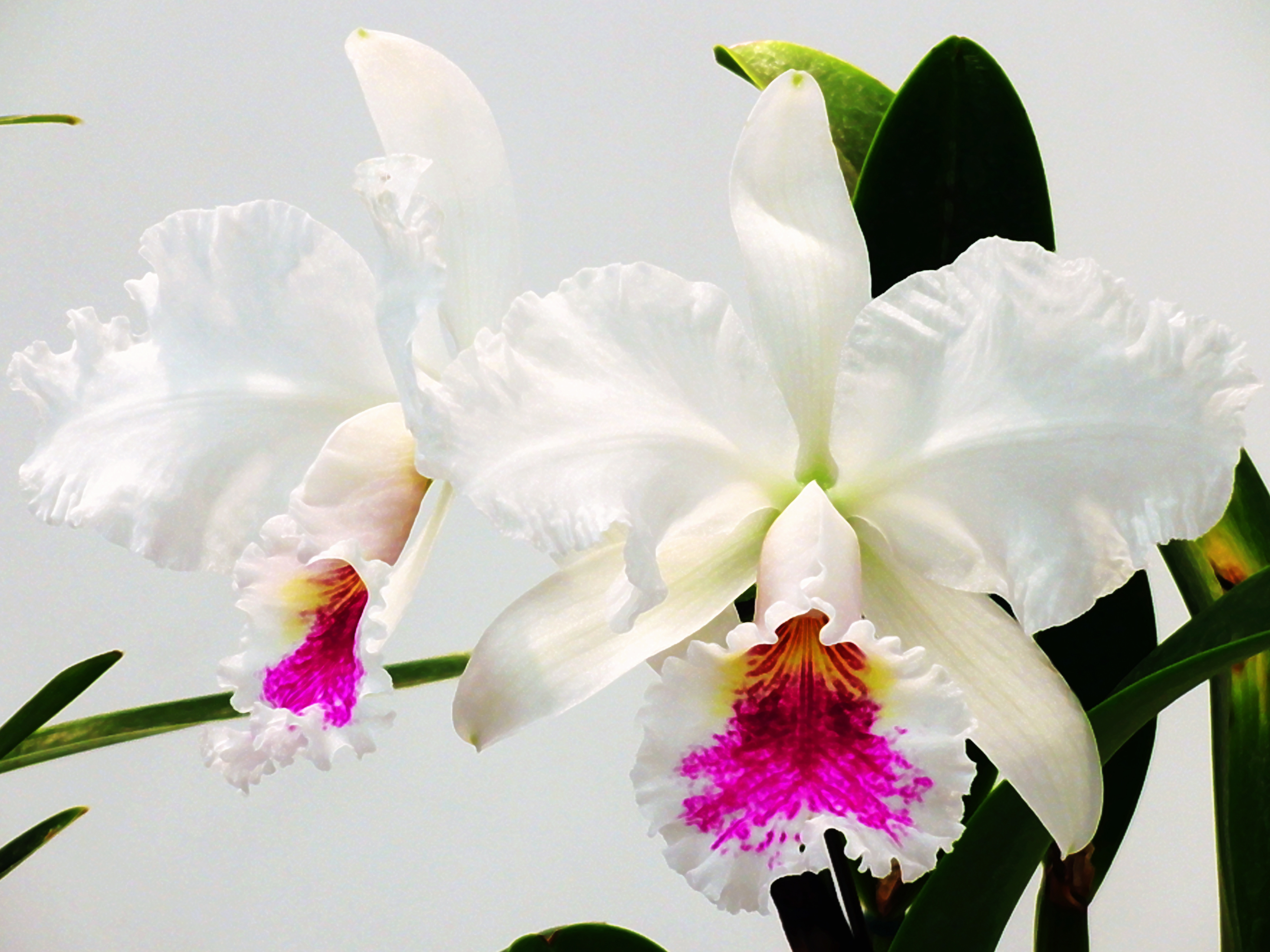
(Cattleya jenmanii).

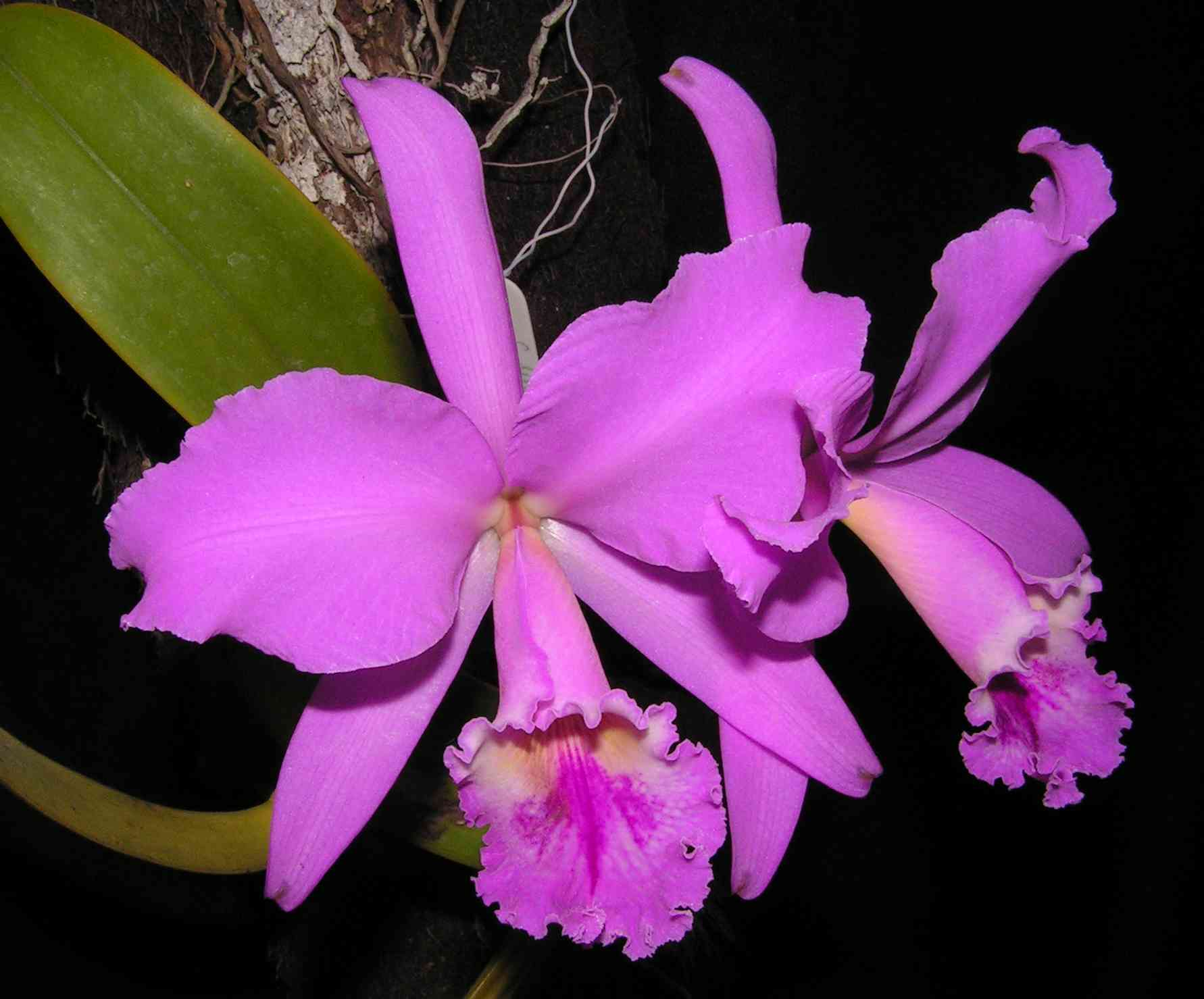
(Cattleya labiata).

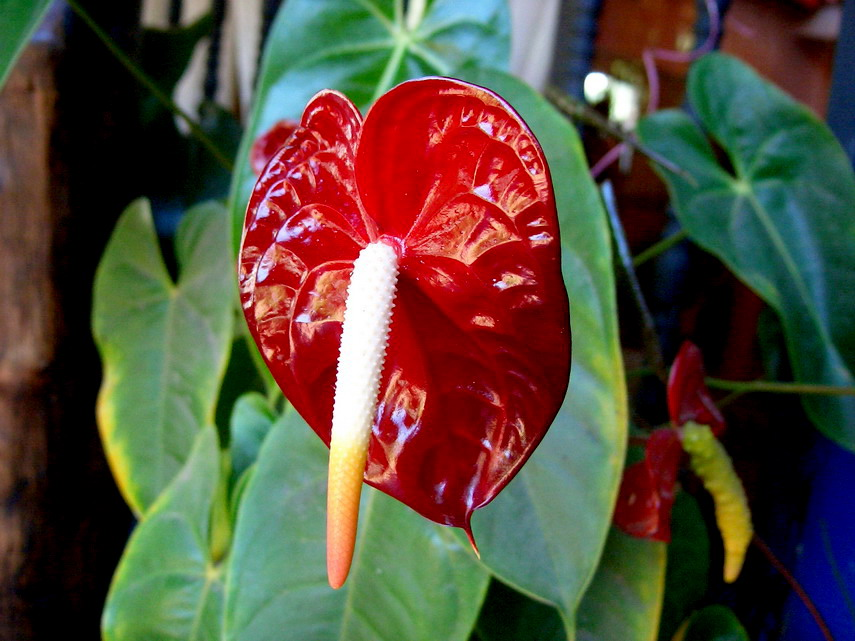
Alguna especie de (Anthurium).

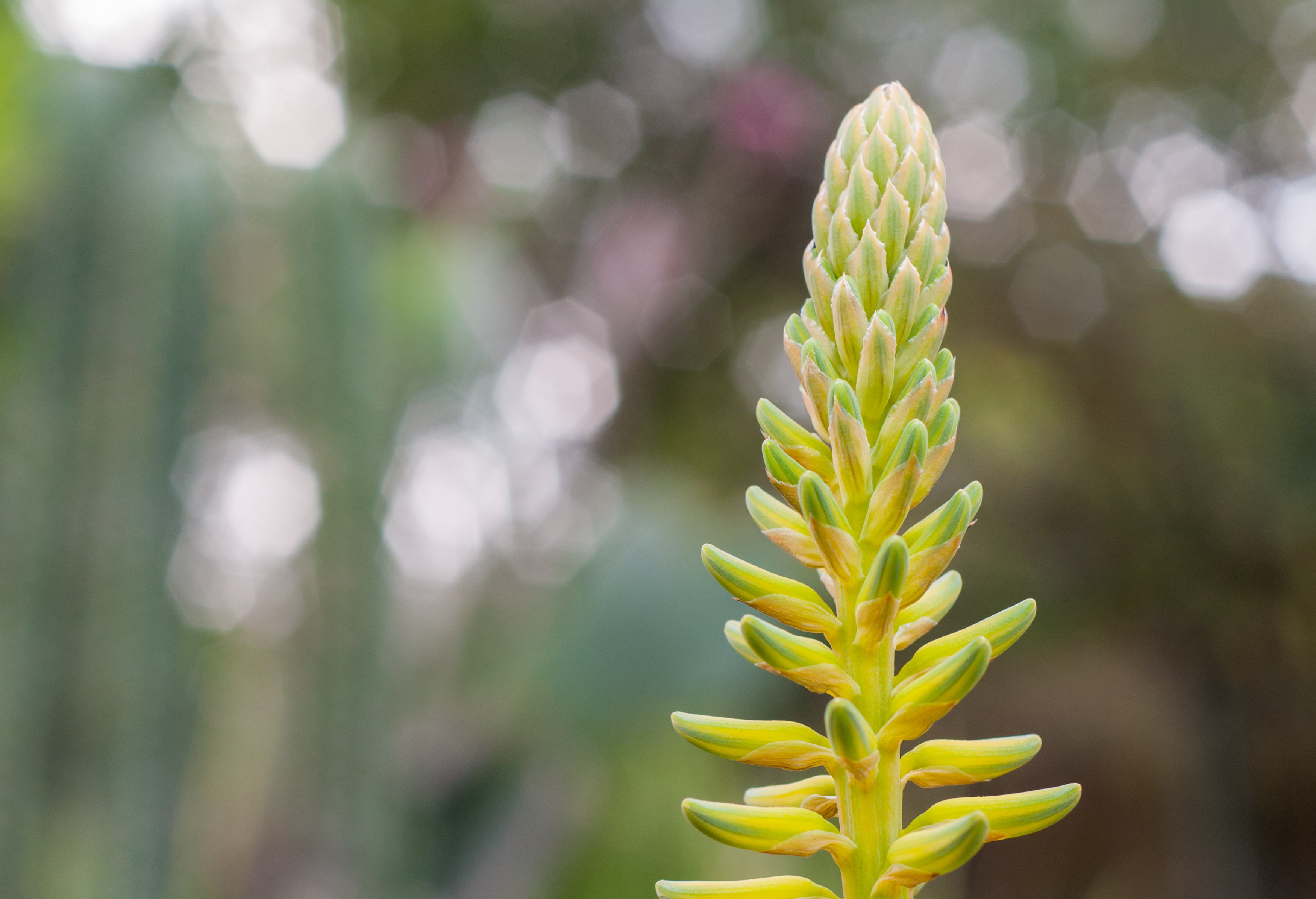
(Agave cocui).

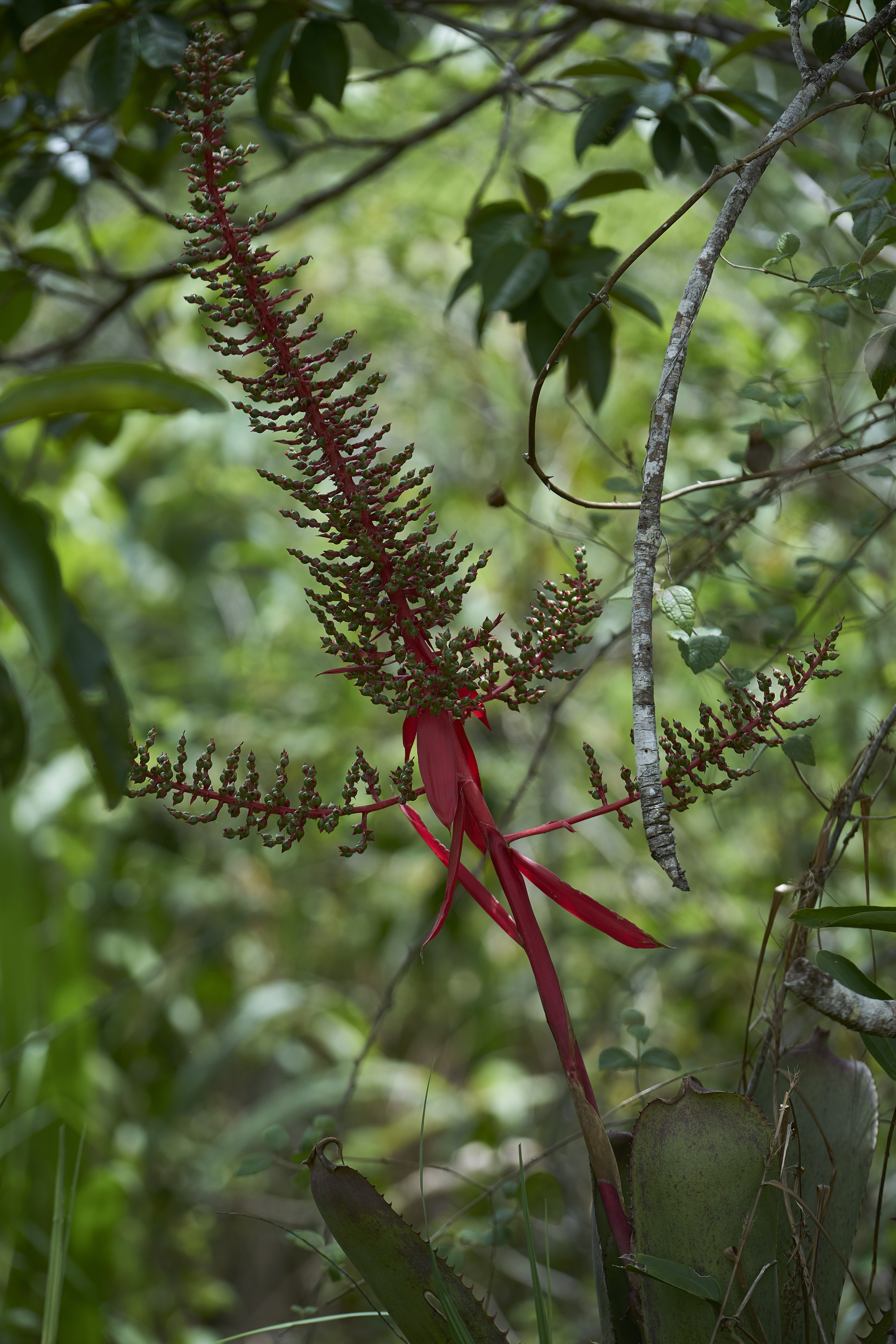
(Aechmea bracteata).

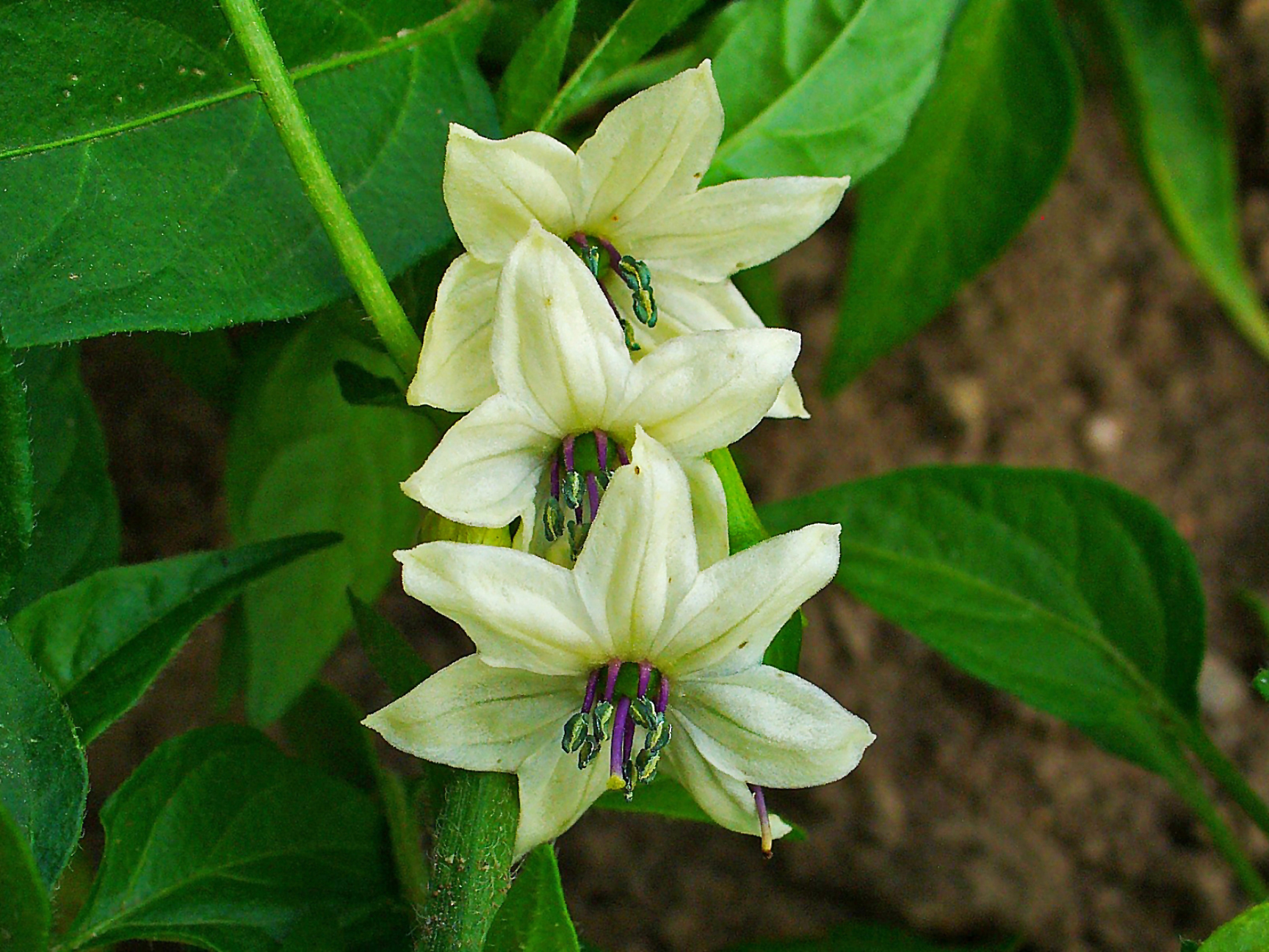
(Capsicum frutescens).

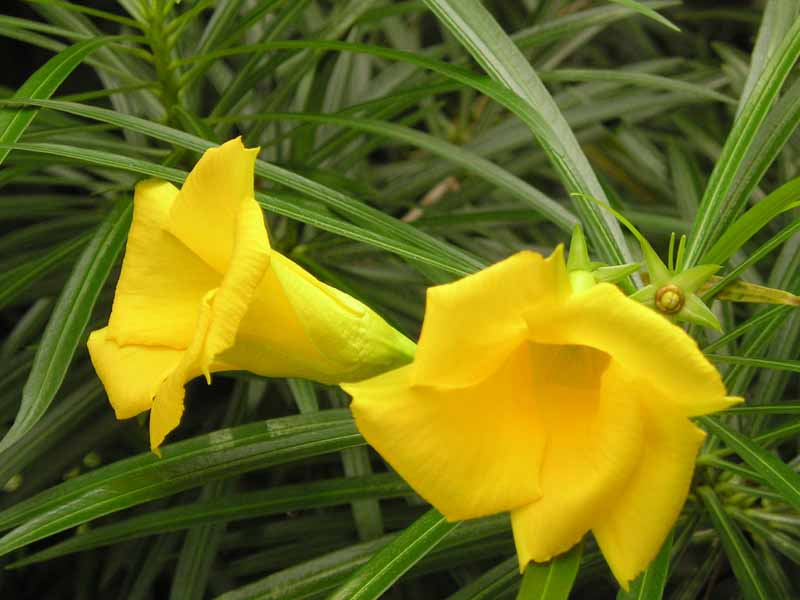
(Cascabela thevetia).

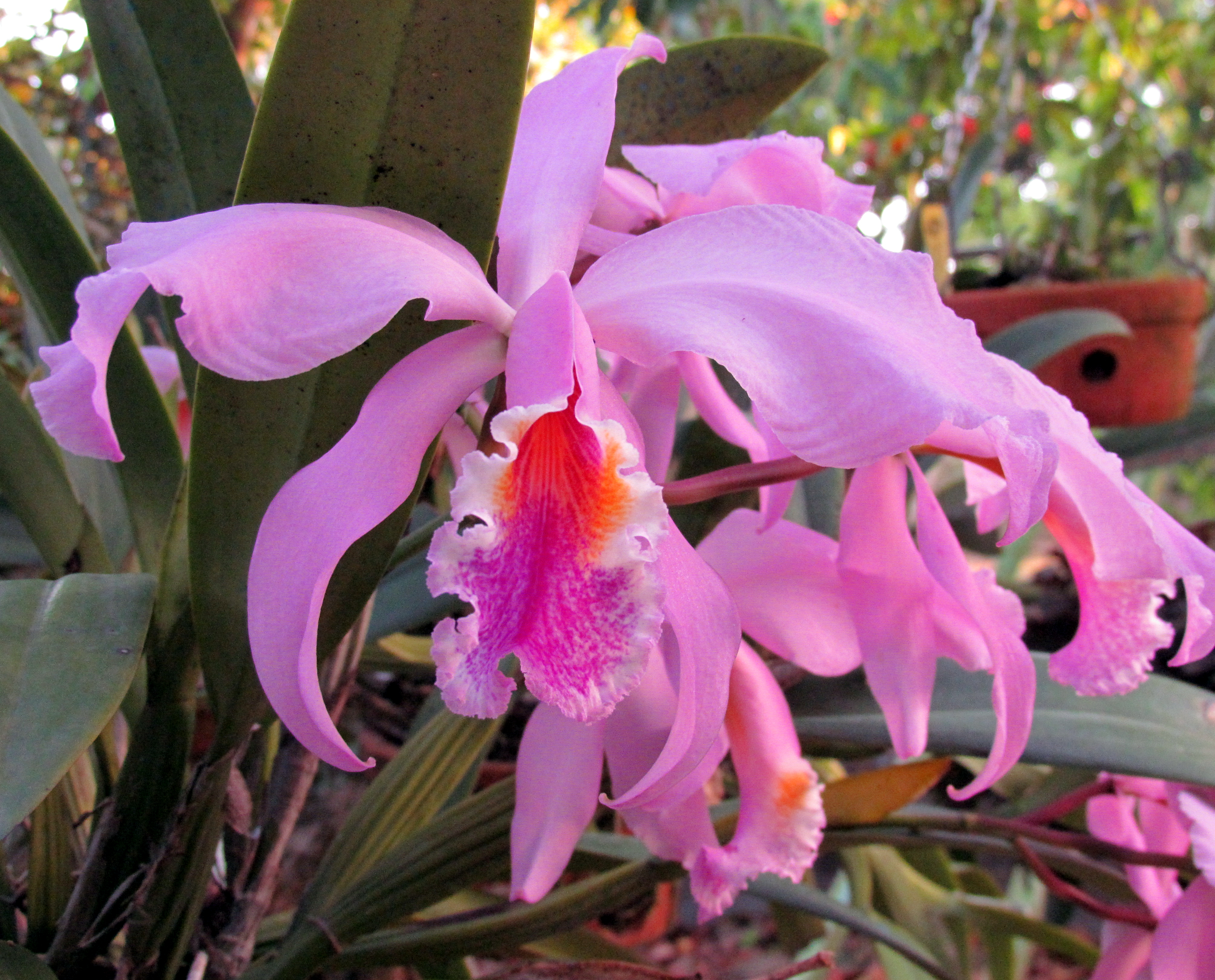
(Cattleya gaskelliana).

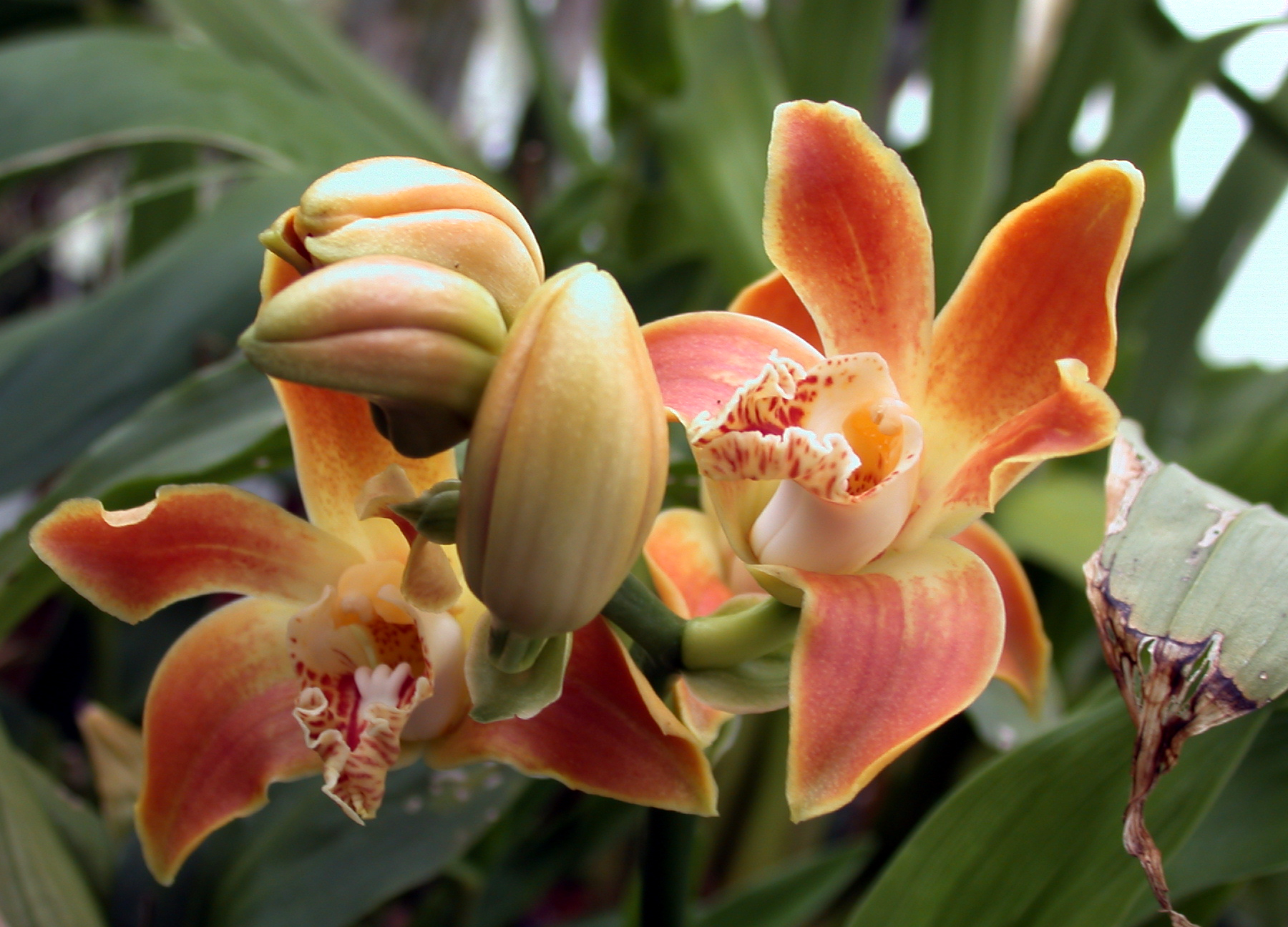
(Chysis aurea).

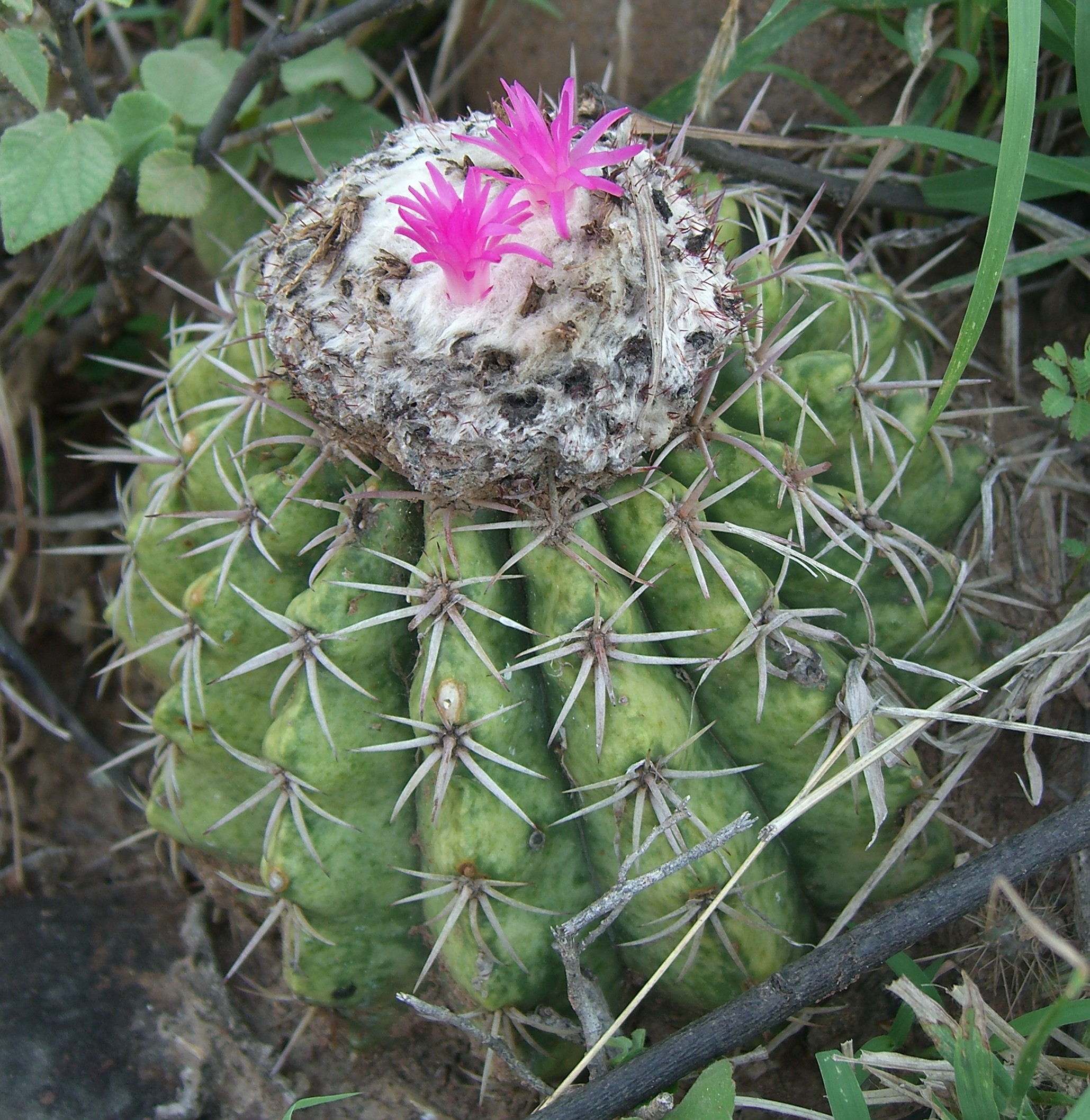
(Melocactus curvispinus).

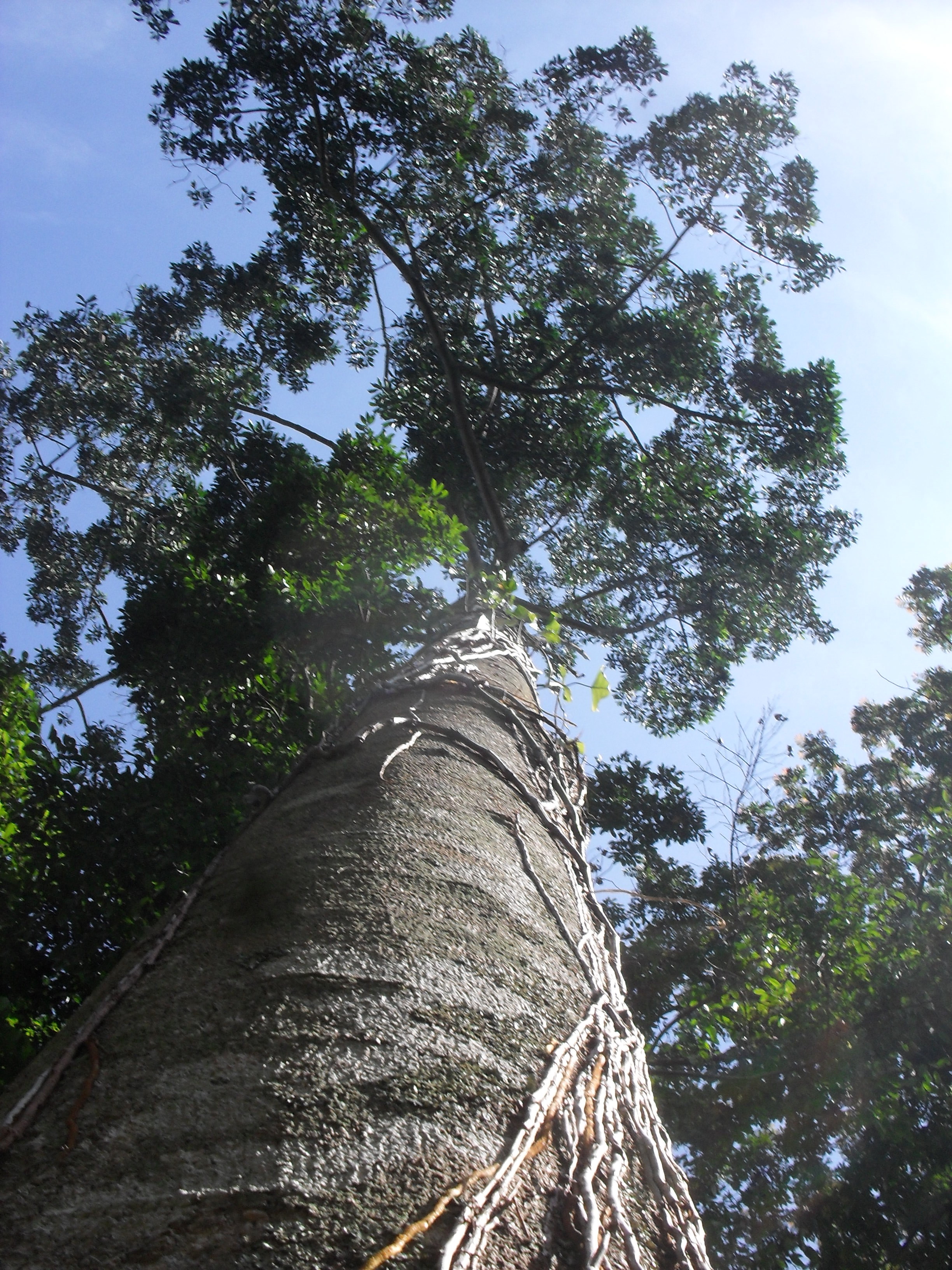
(Aspidosperma megalocarpon).

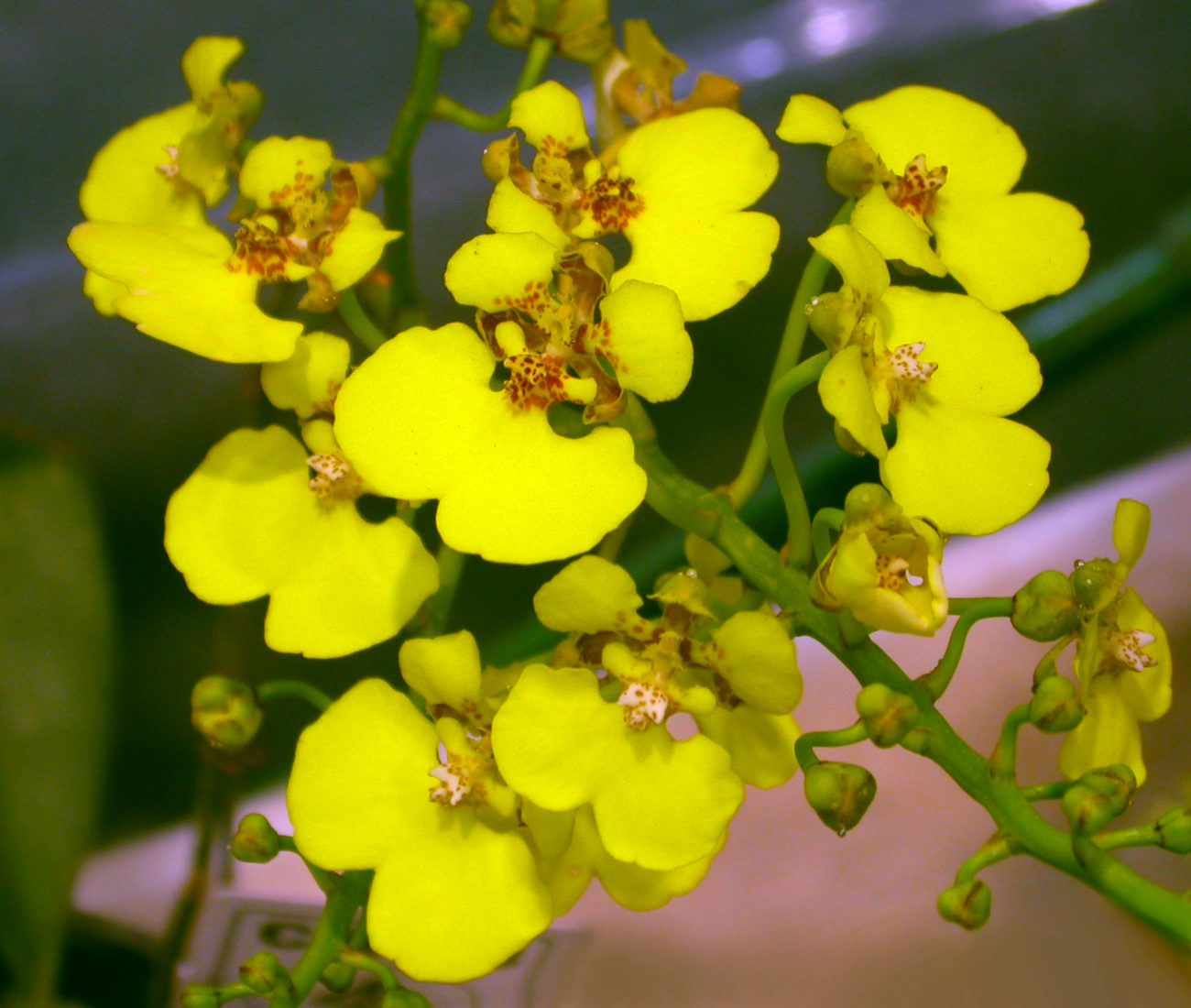
(Chelyorchis ampliata).

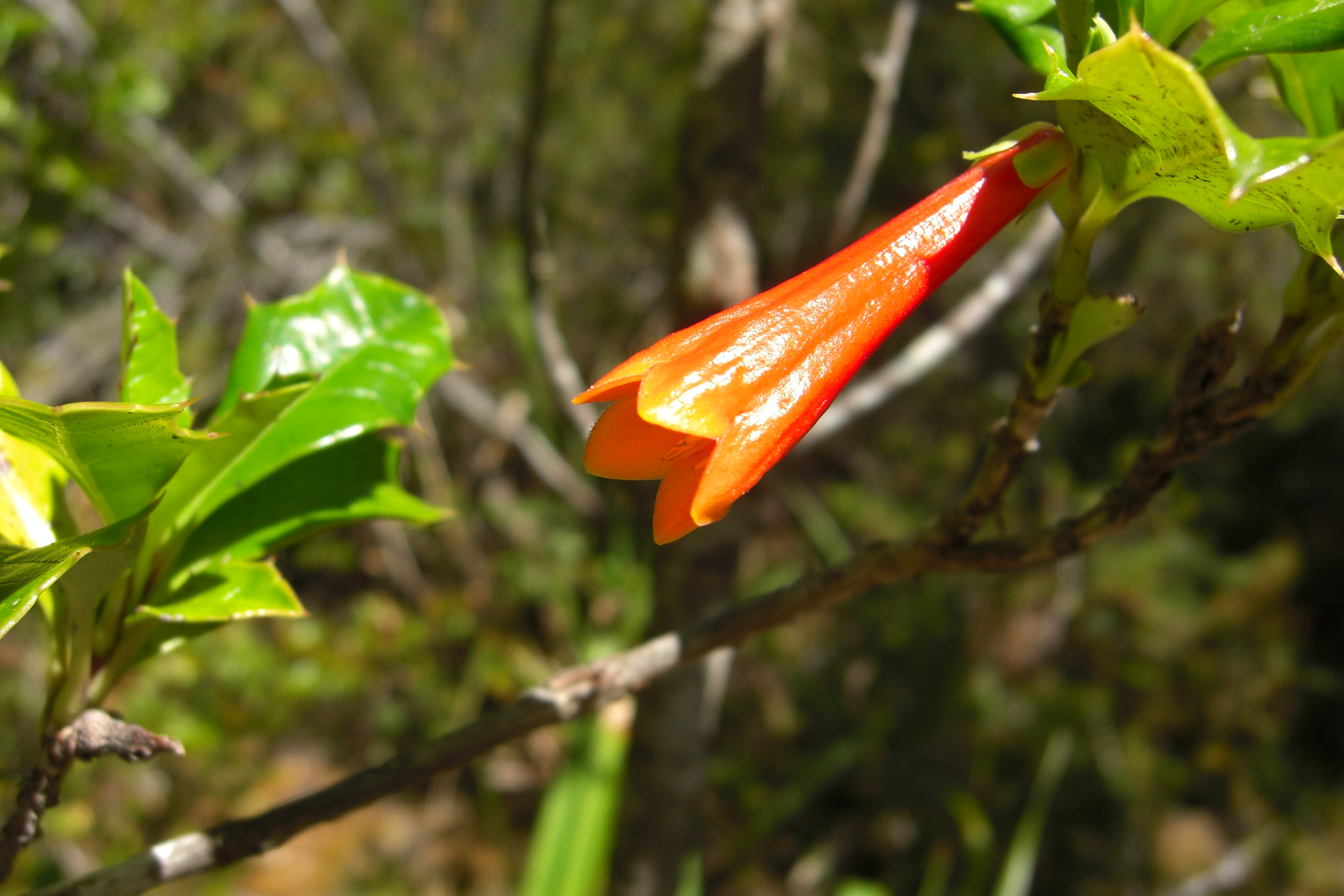
(Desfontainia spinosa).

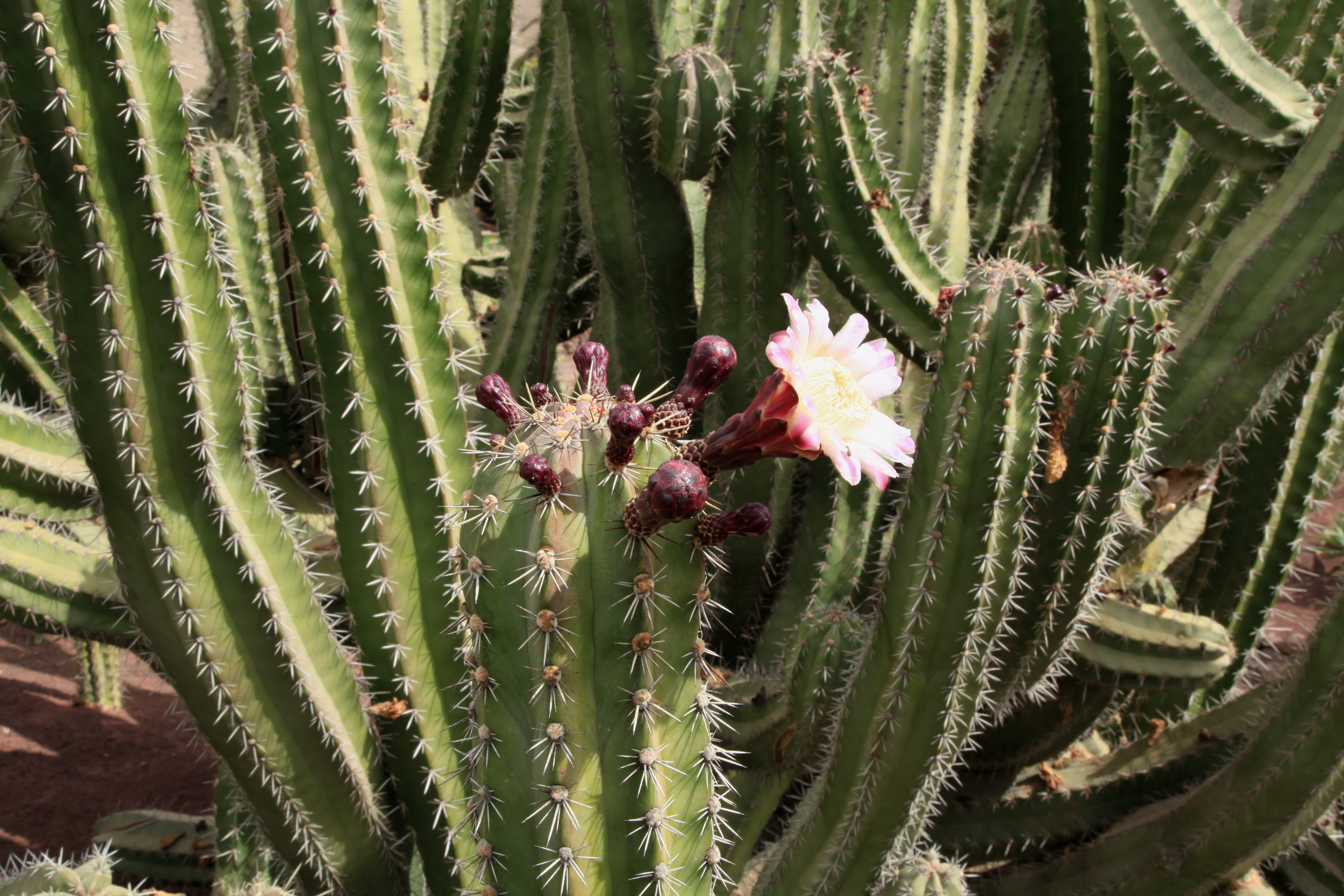
(Stenocereus griseus).

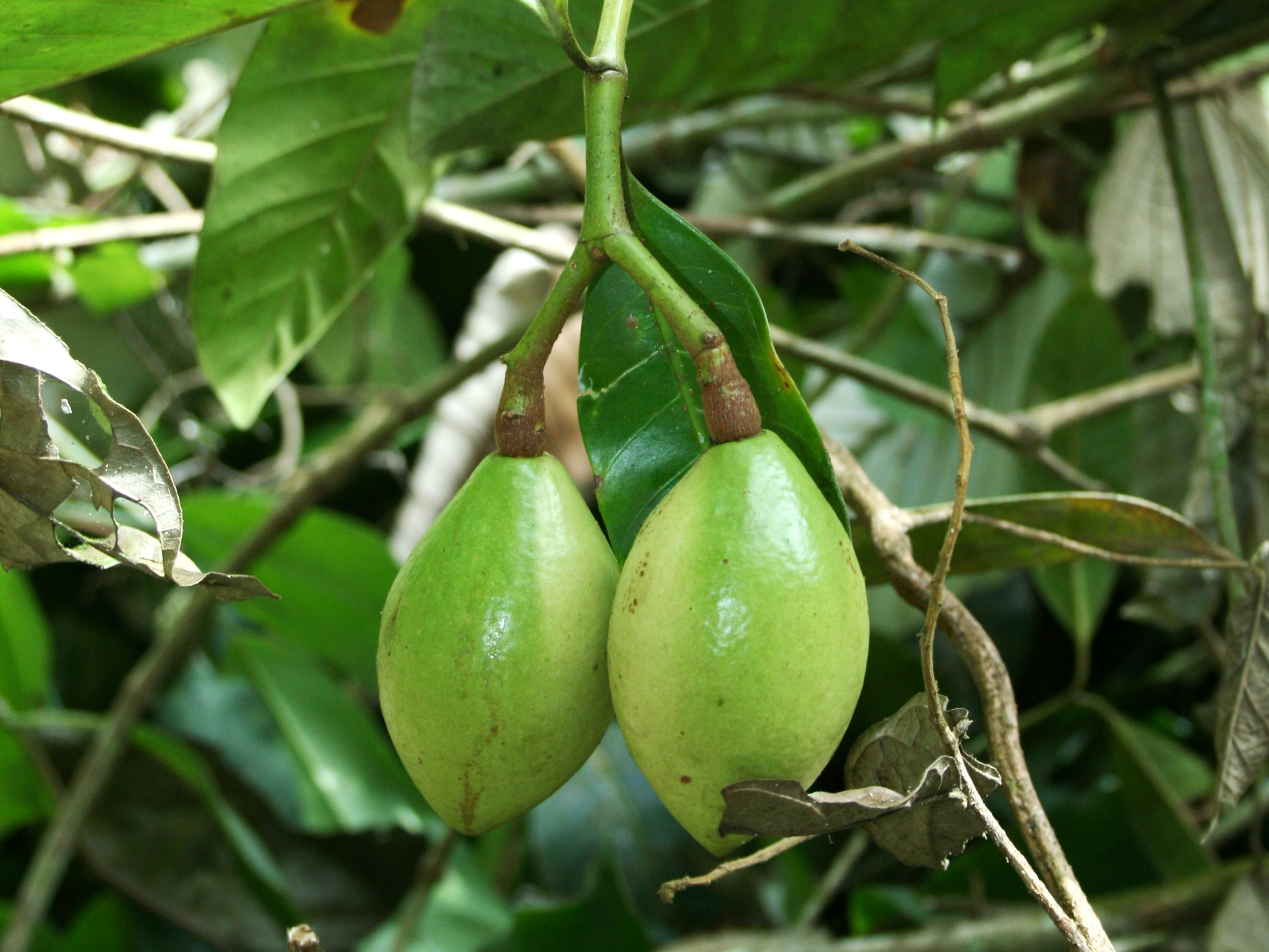
(Rhigospira quadrangularis).

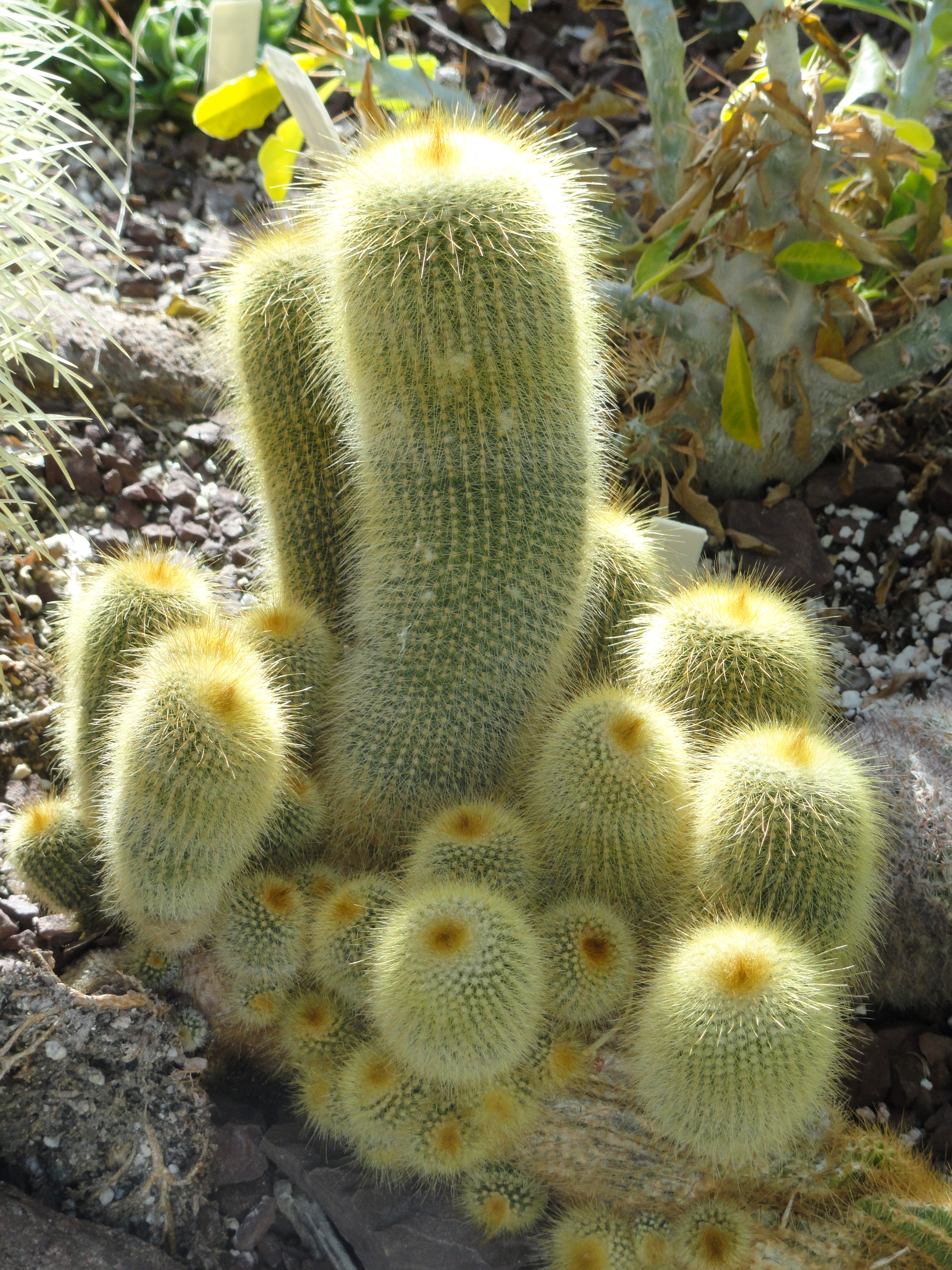
(Parodia leninghausii).

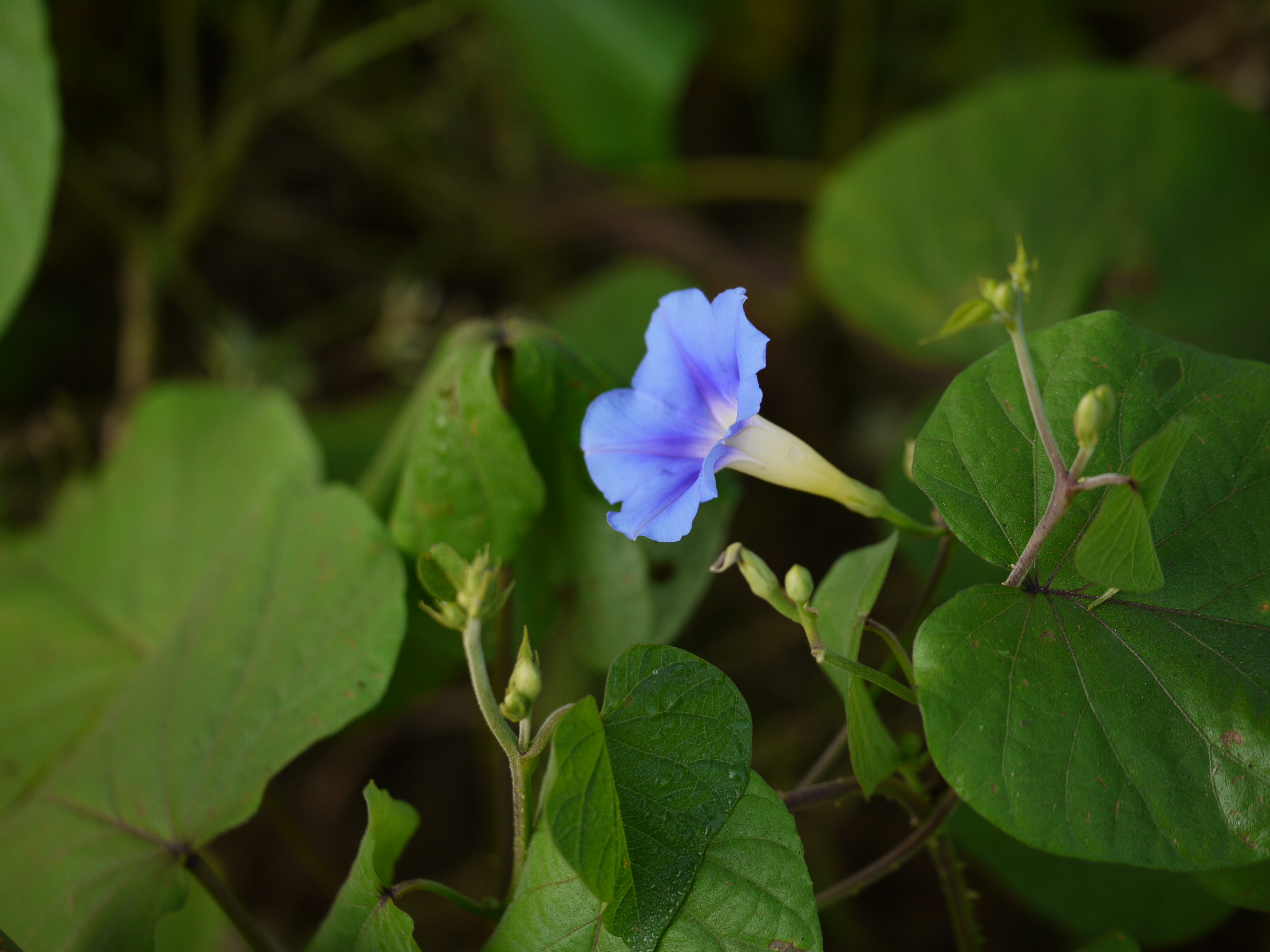
(Ipomoea parasitica).

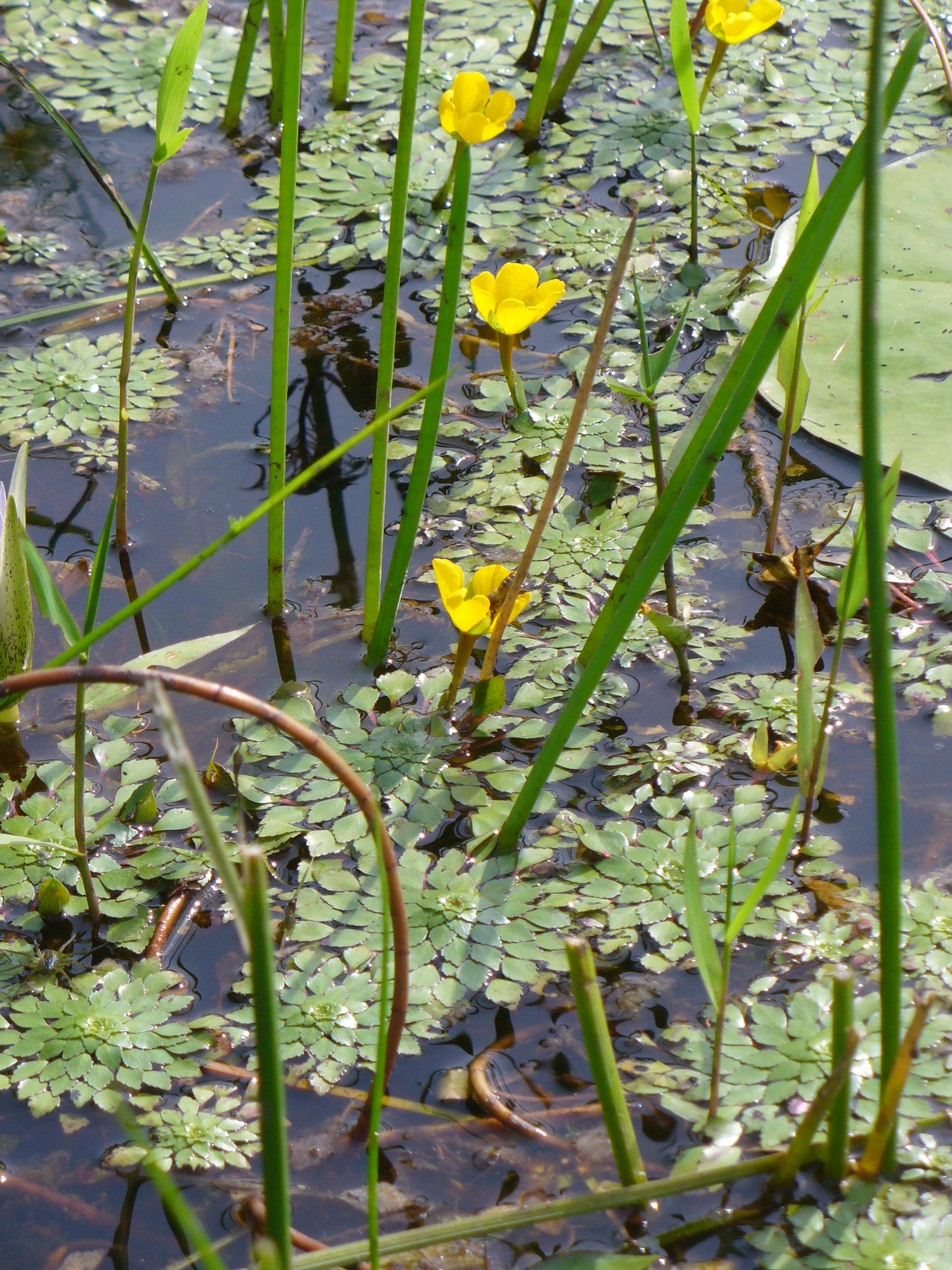
(Ludwigia sedioides).

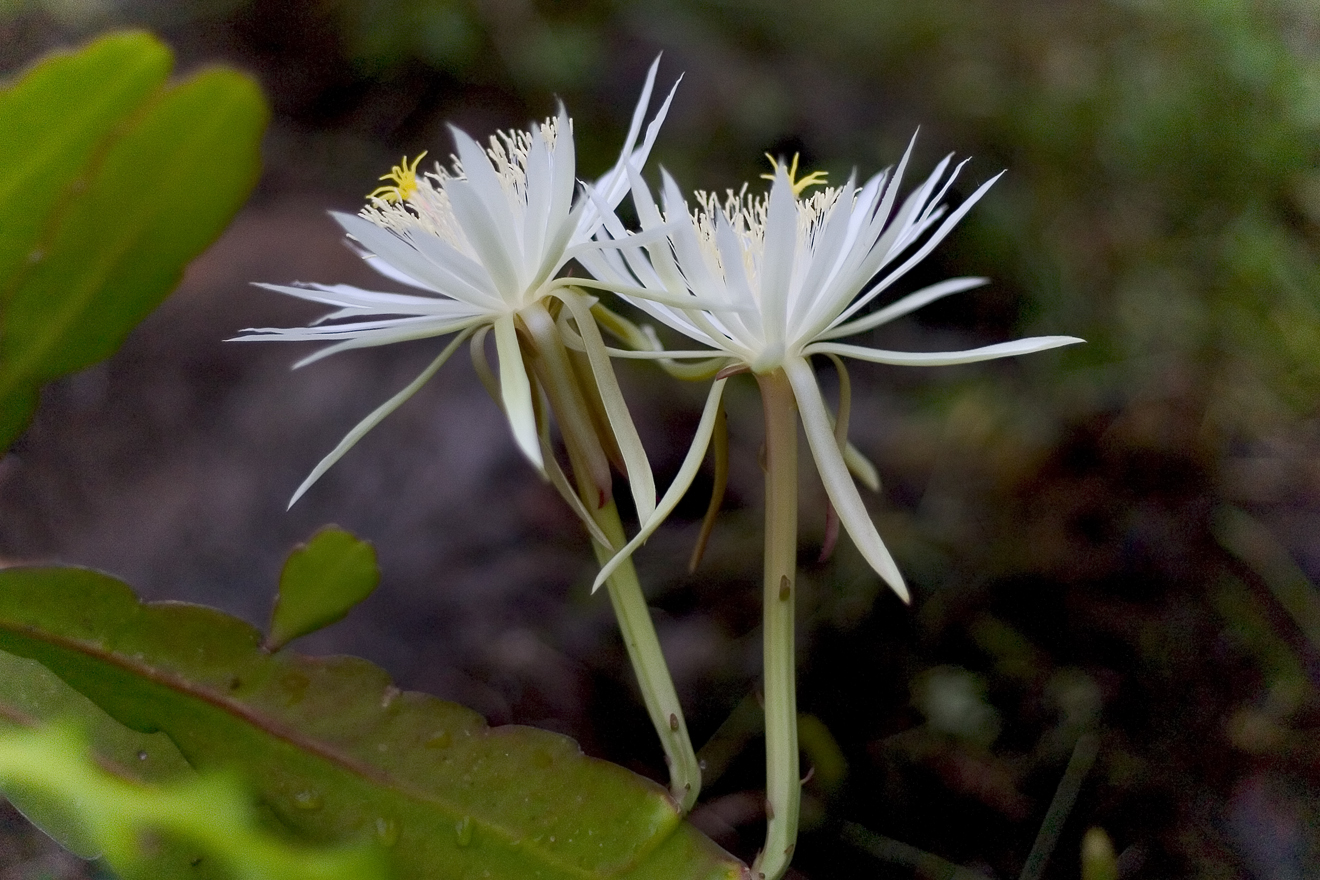
(Epiphyllum hookeri).

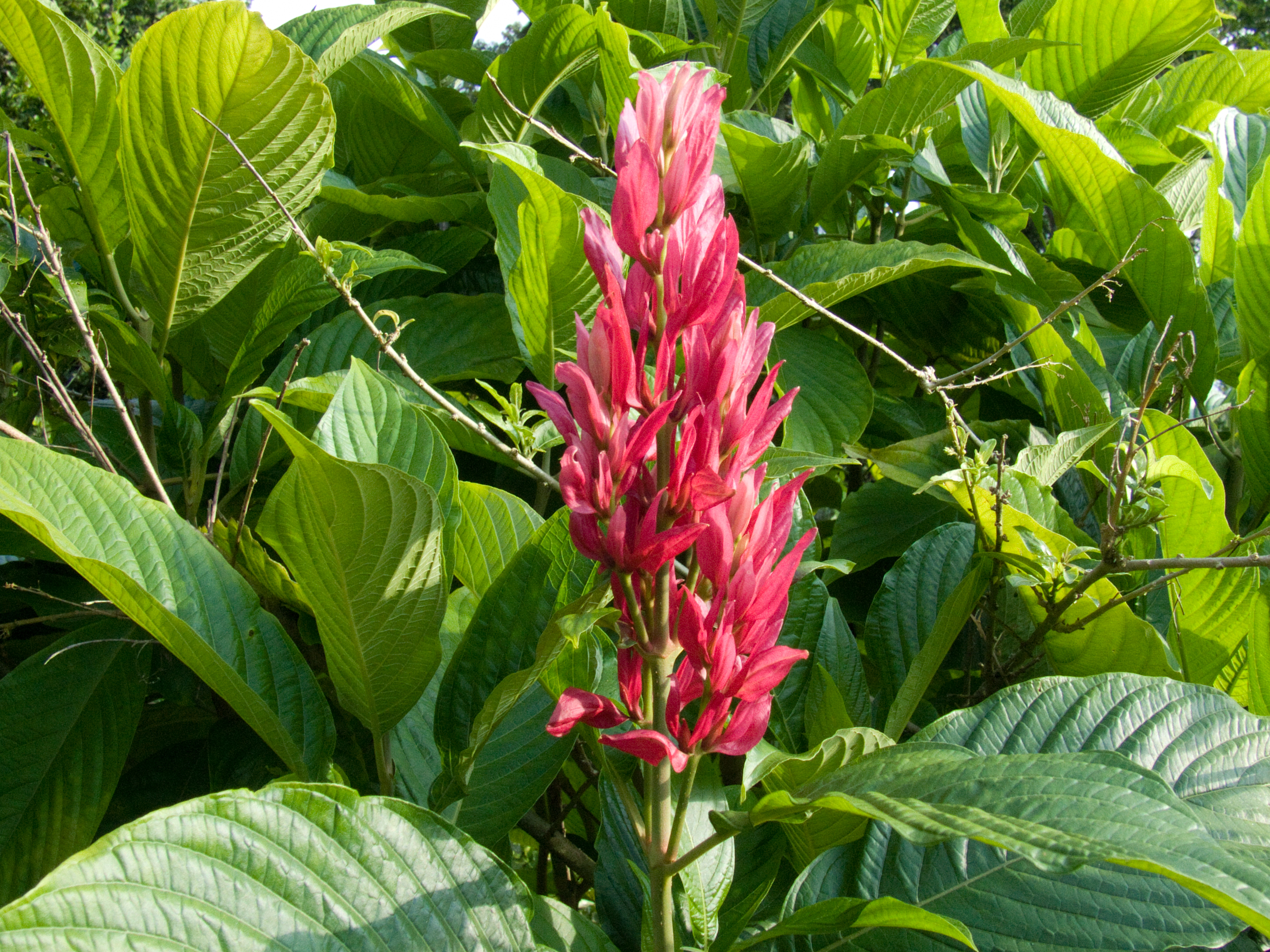
(Megaskepasma erythrochlamys).

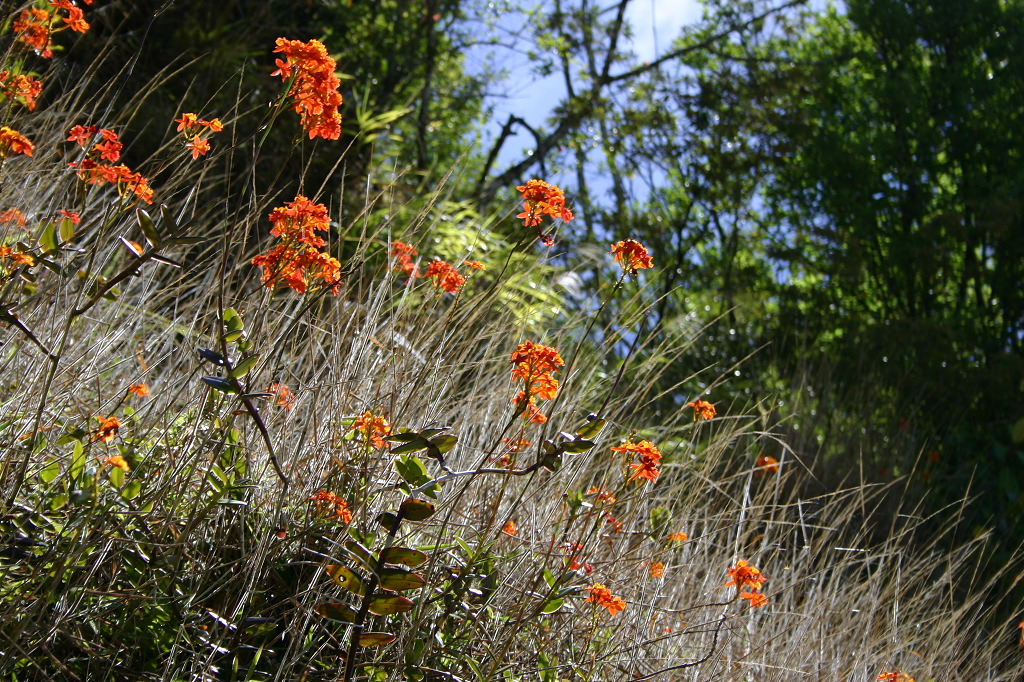
(Epidendrum radicans).

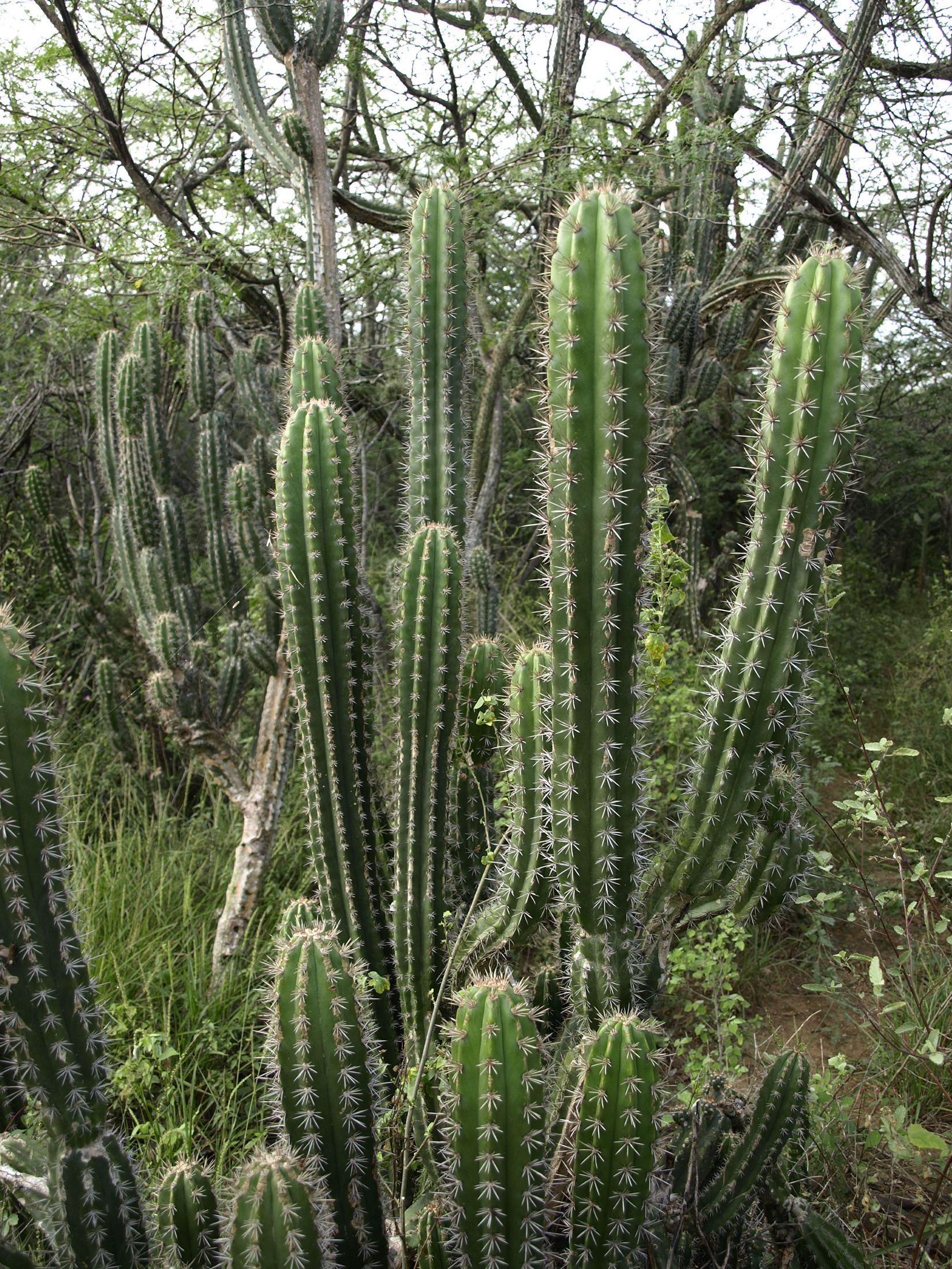
(Stenocereus fimbriatus).

### A
- Abarema commutata
- Abarema villifera
- Acacallis cyanea
- Acanthocereus tetragonus
- Acianthera miqueliana
- Acineta alticola
- Acineta superba
- Aciotis olivieriana
- Ada glumacea
- Ada keiliana
- Ada ocanensis
- Adelia ricinella
- Adenanthera pavonina
- Adenolisianthus arboreus
- Aechmea bracteata
- Aechmea tillandsioides
- Austroeupatorium inulifolium
- Anthurium

### B
- Bertholletia excelsa
- Bidens alba
- Bifrenaria longicornis
- Bifrenaria steyermarkii
- Bifrenaria venezuelana
- Bletia campanulata
- Borismene japurensis
- Brachiaria platyphylla
- Brassia arcuigera

### C
- Caesalpinia bonduc
- Caesalpinia ferrea
- Calathea picturata
- Calathea roseopicta
- Calycophyllum candidissimum
- Campomanesia aromatica
- Cycnoches loddigesii
- Cyperus ligularis
- Cyperus luzulae
- Cyperus odoratus
- Cyperus planifolius
- Cyperus surinamensis

### D
- Desfontainia spinosa
- Desmoncus mitis
- Desmoncus orthacanthos
- Dichaea brachypoda
- Dichaea dammeriana
- Dichaea muricata
- Dichaea picta
- Digitaria eriantha

### E
- Empusella
- Endopleura uchi
- Epidendrum radicans
- Epiphyllum hookeri
- Equisetum giganteum
- Euphorbia milii
- Erycina pusilla
- Eryngium ebracteatum

### F
- Furcraea hexapetala

### G
- Geonoma deversa
- Guacamaya (planta)
- Guaiacum officinale
- Guarianthe patinii

### H
- Heteropsis flexuosa
- Hibiscus radiatus
- Hofmeisterella eumicroscopica
- Hymenaea oblongifolia

### I
- Ida heynderycxii
- Ipomoea parasitica
- Iriartea deltoidea

### M
- Macoubea guianensis
- Madisonia
- Manihot esculenta
- Manilkara huberi
- Marmaroxylon racemosum

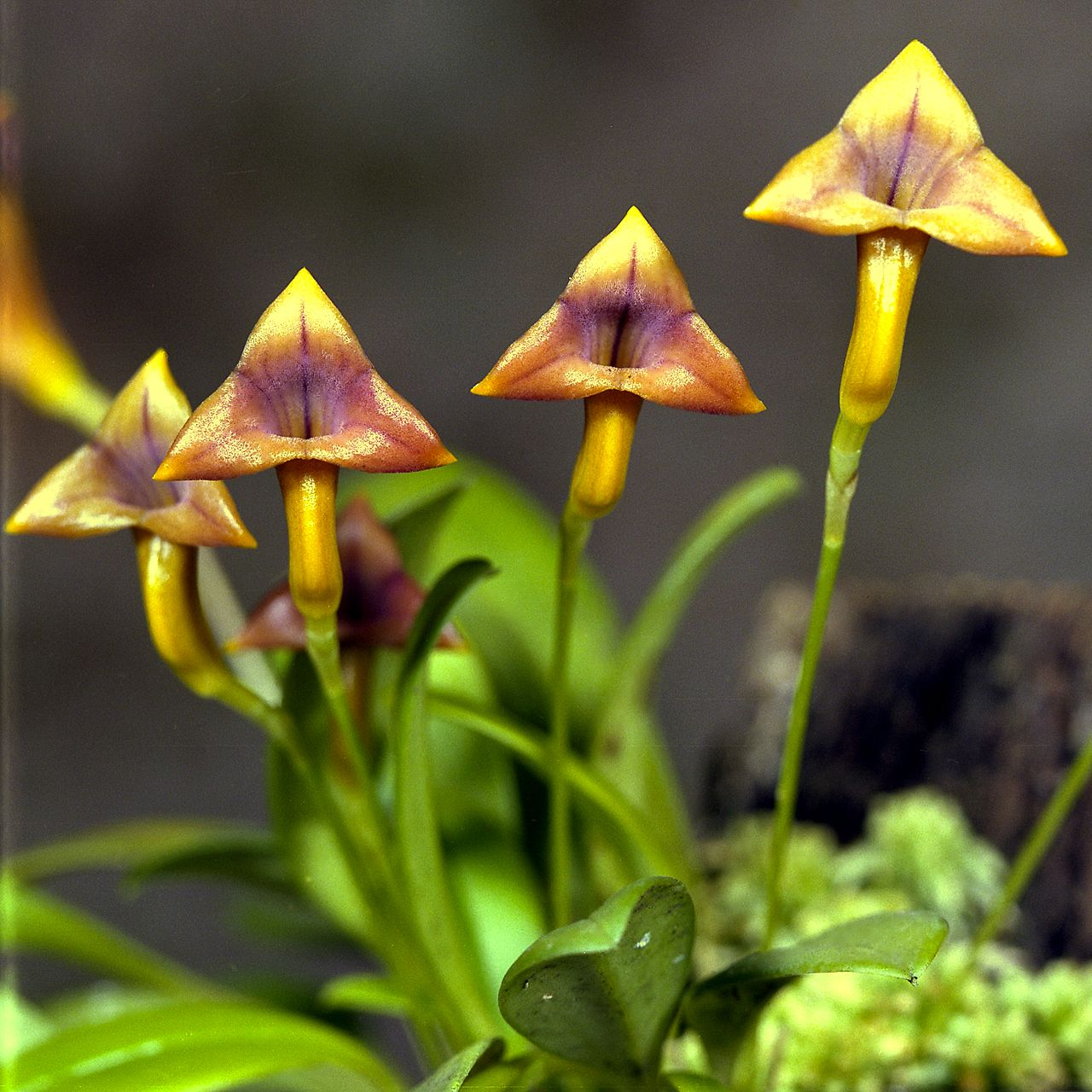
Masdevallia amanda
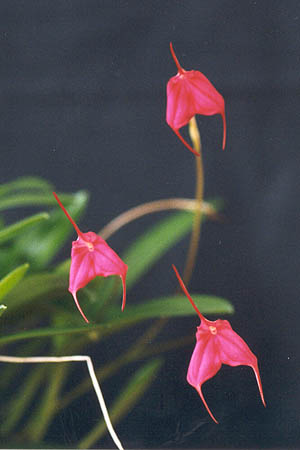
Masdevallia bicolor
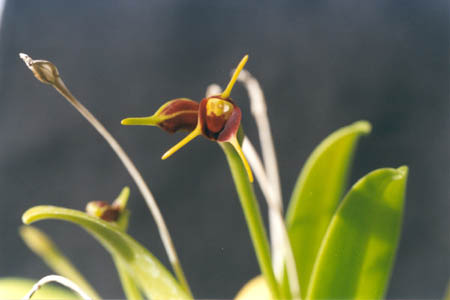
Masdevallia caudata
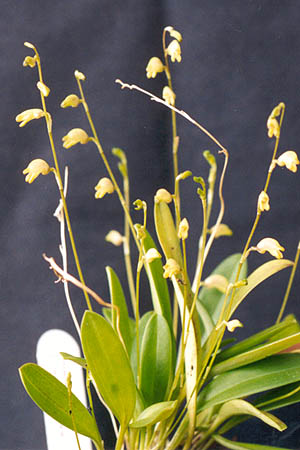
Masdevallia civilis
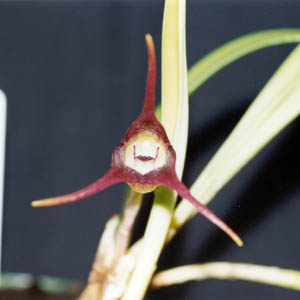
Masdevallia elephanticeps
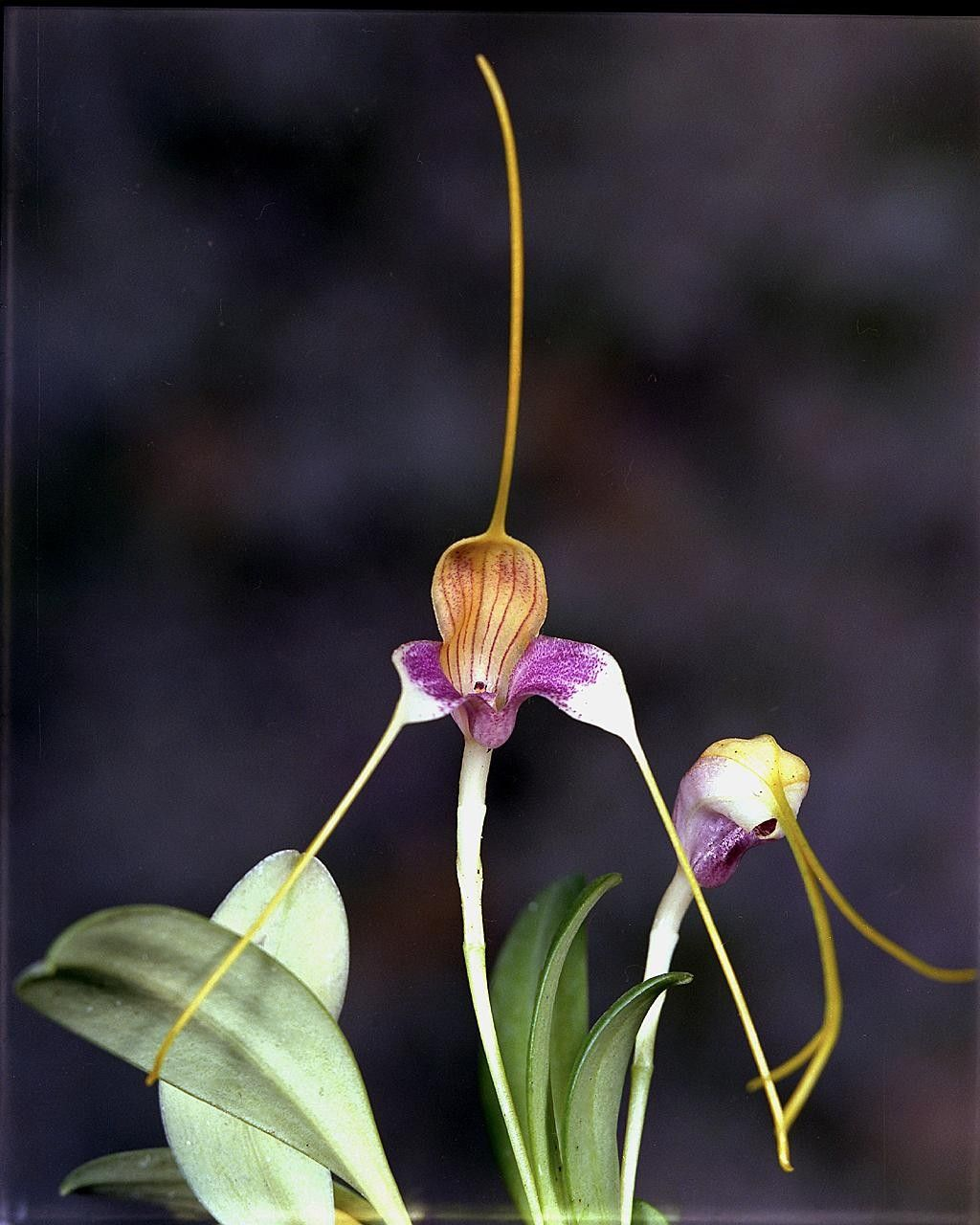
Masdevallia wageneriana
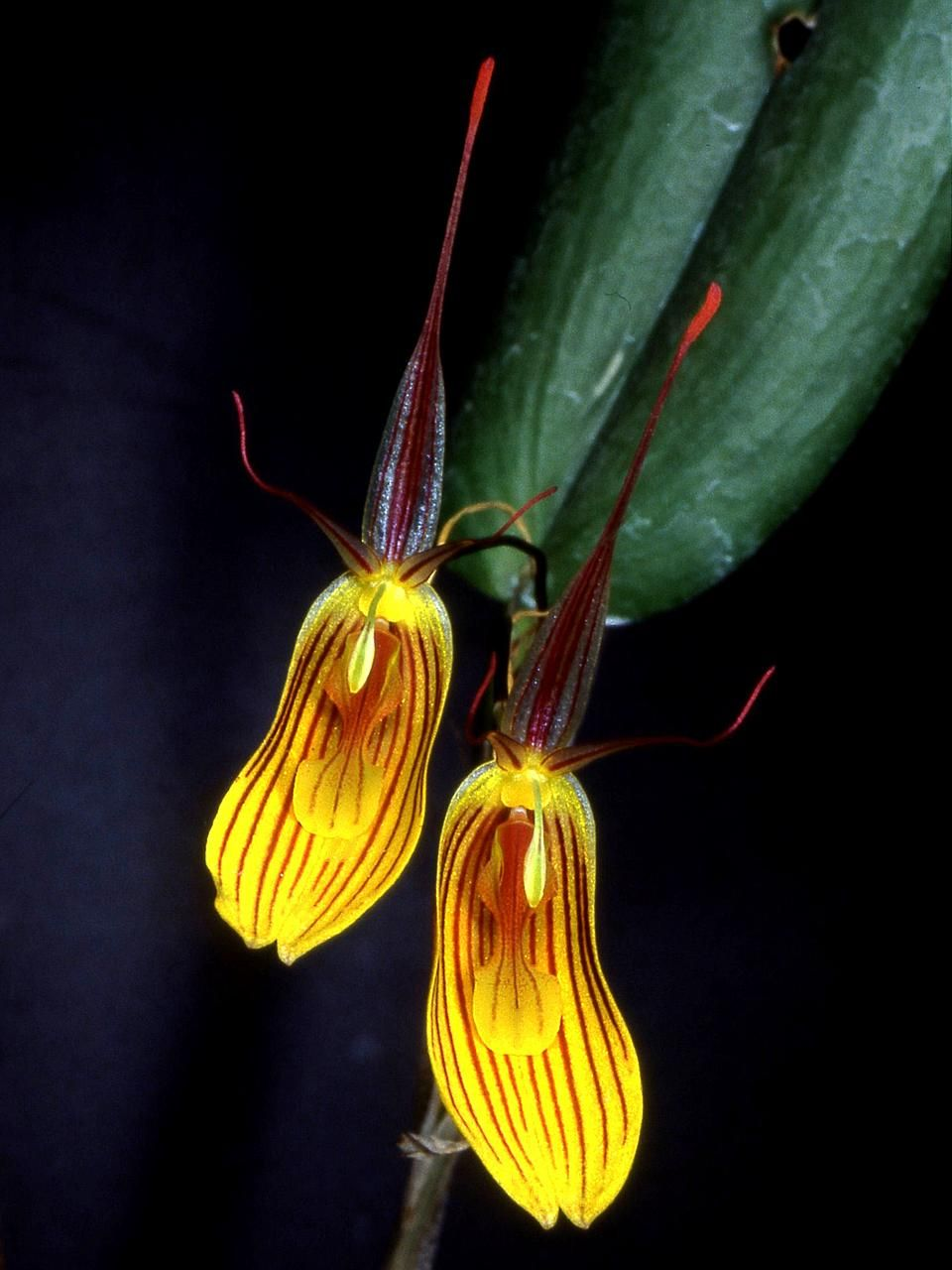
Restrepia falkenbergii
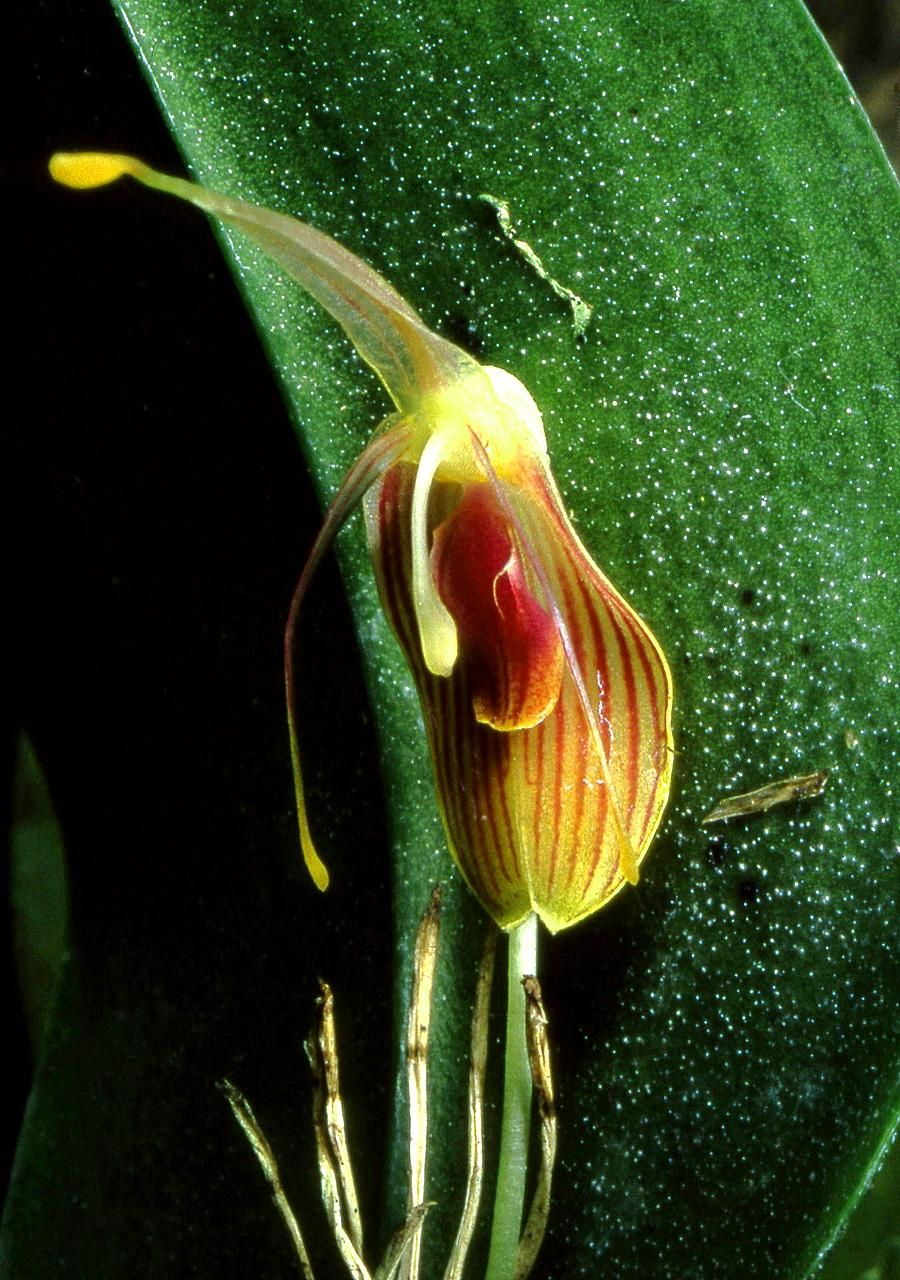
Restrepia flosculata
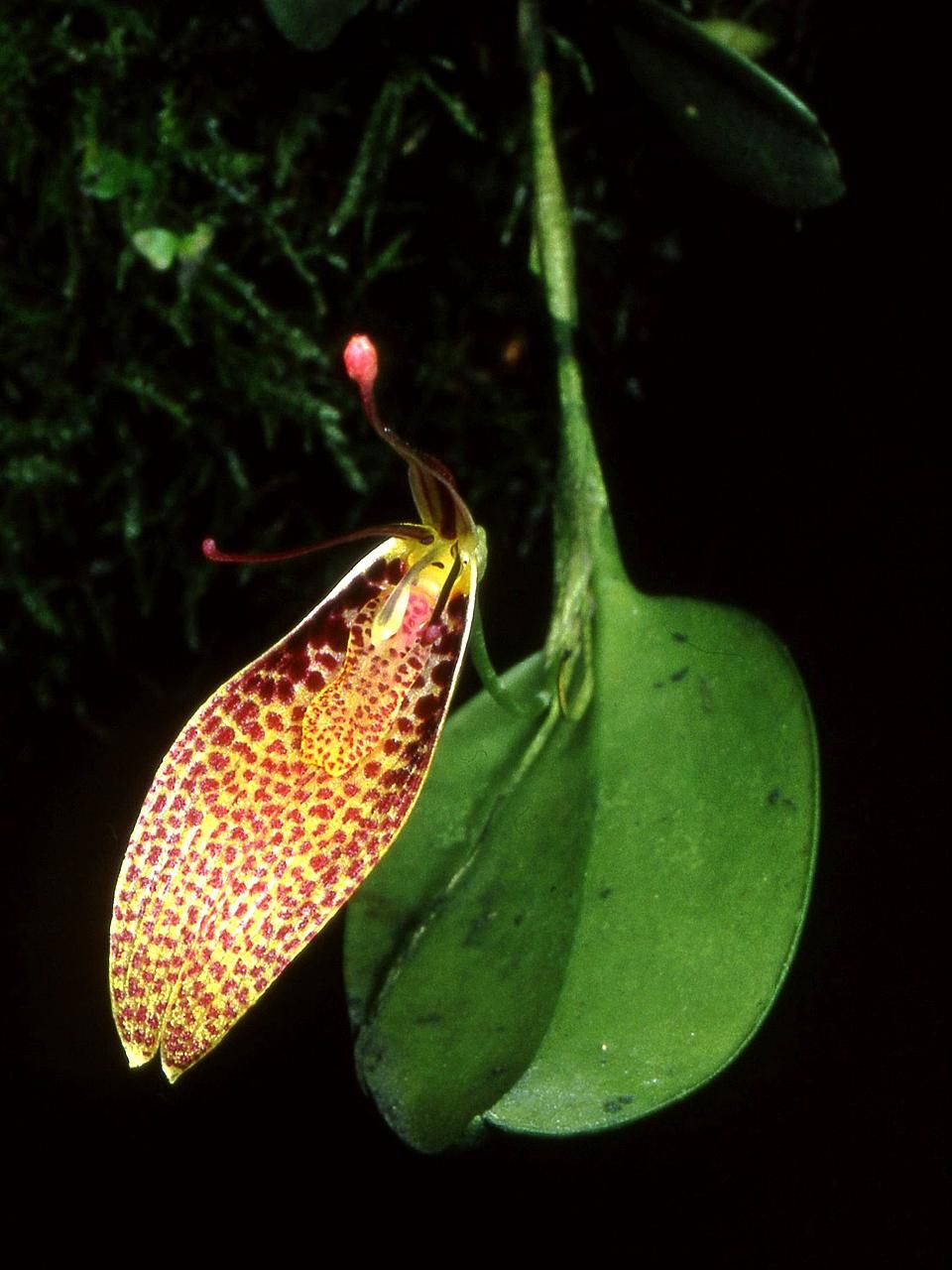
Restrepia guttulata
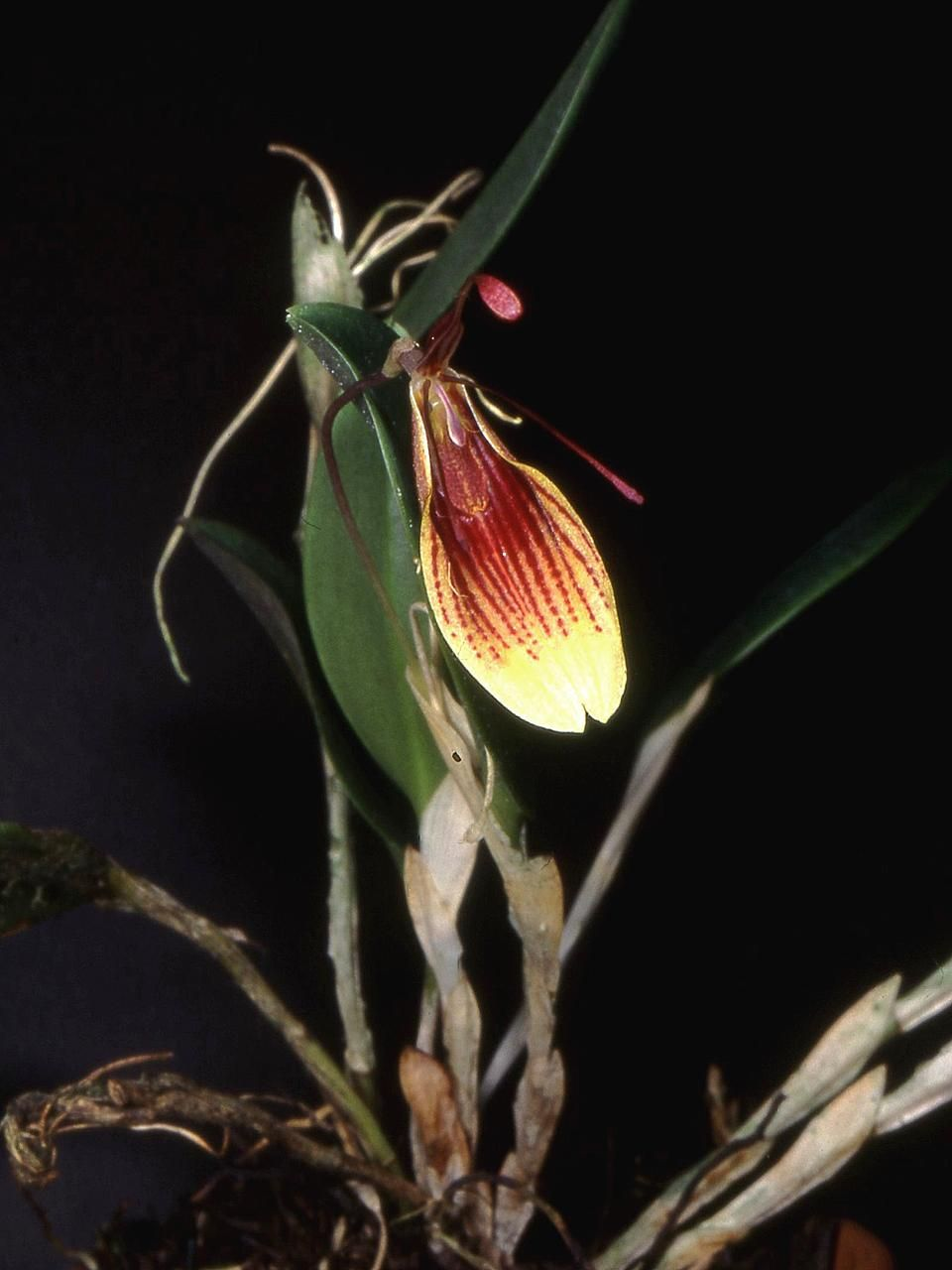
Restrepia iris
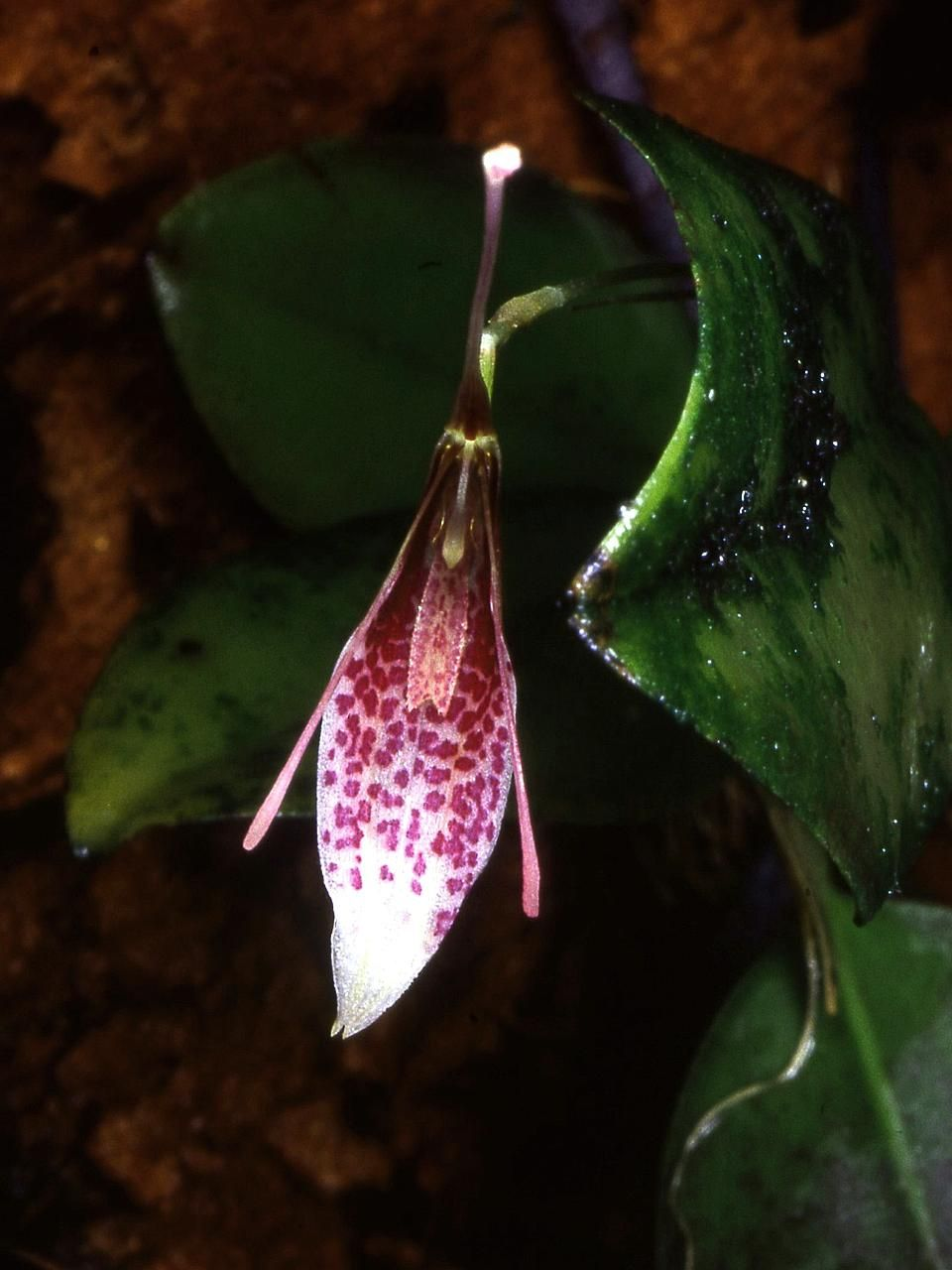
Restrepia lansbergii
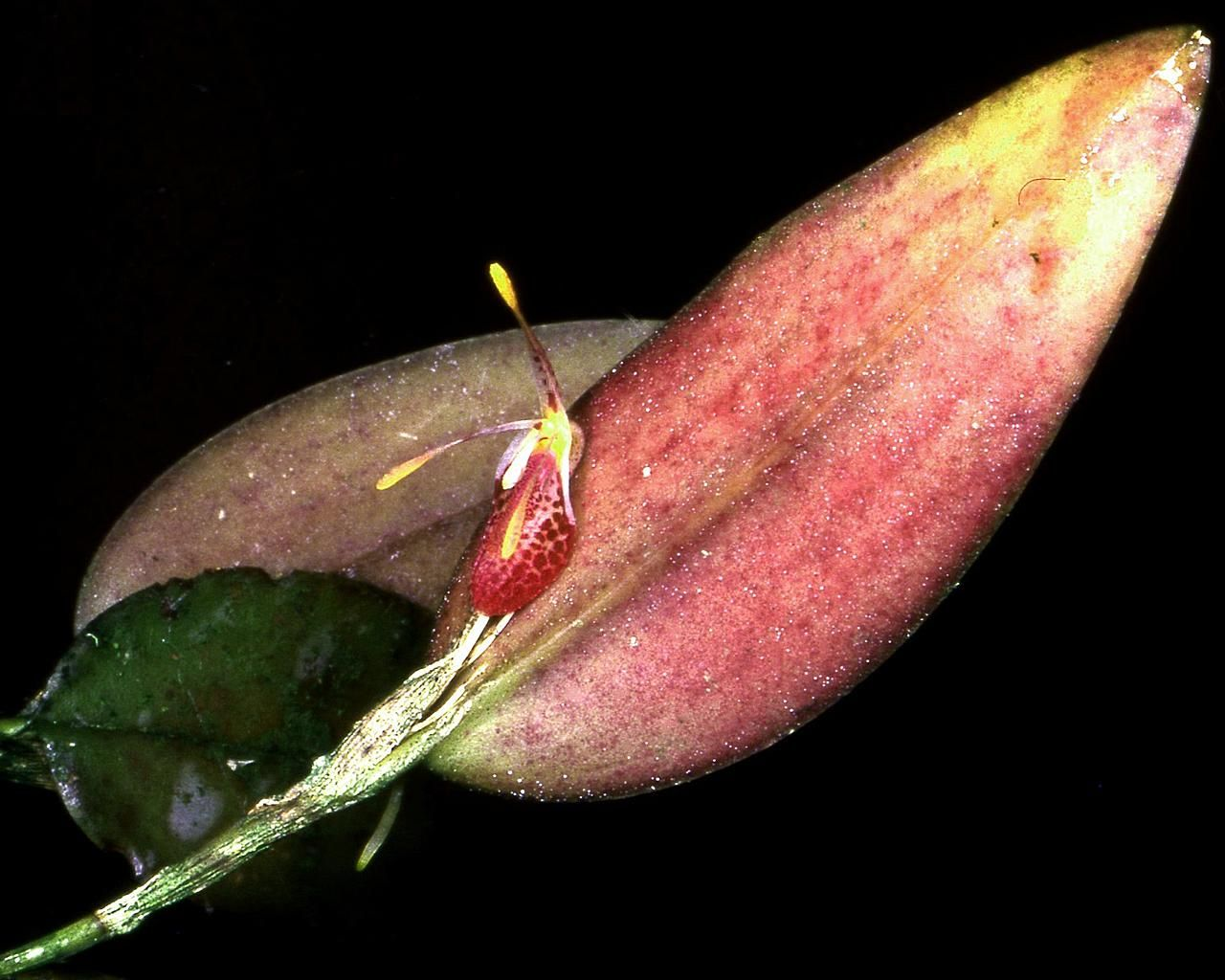
Restrepia muscifera
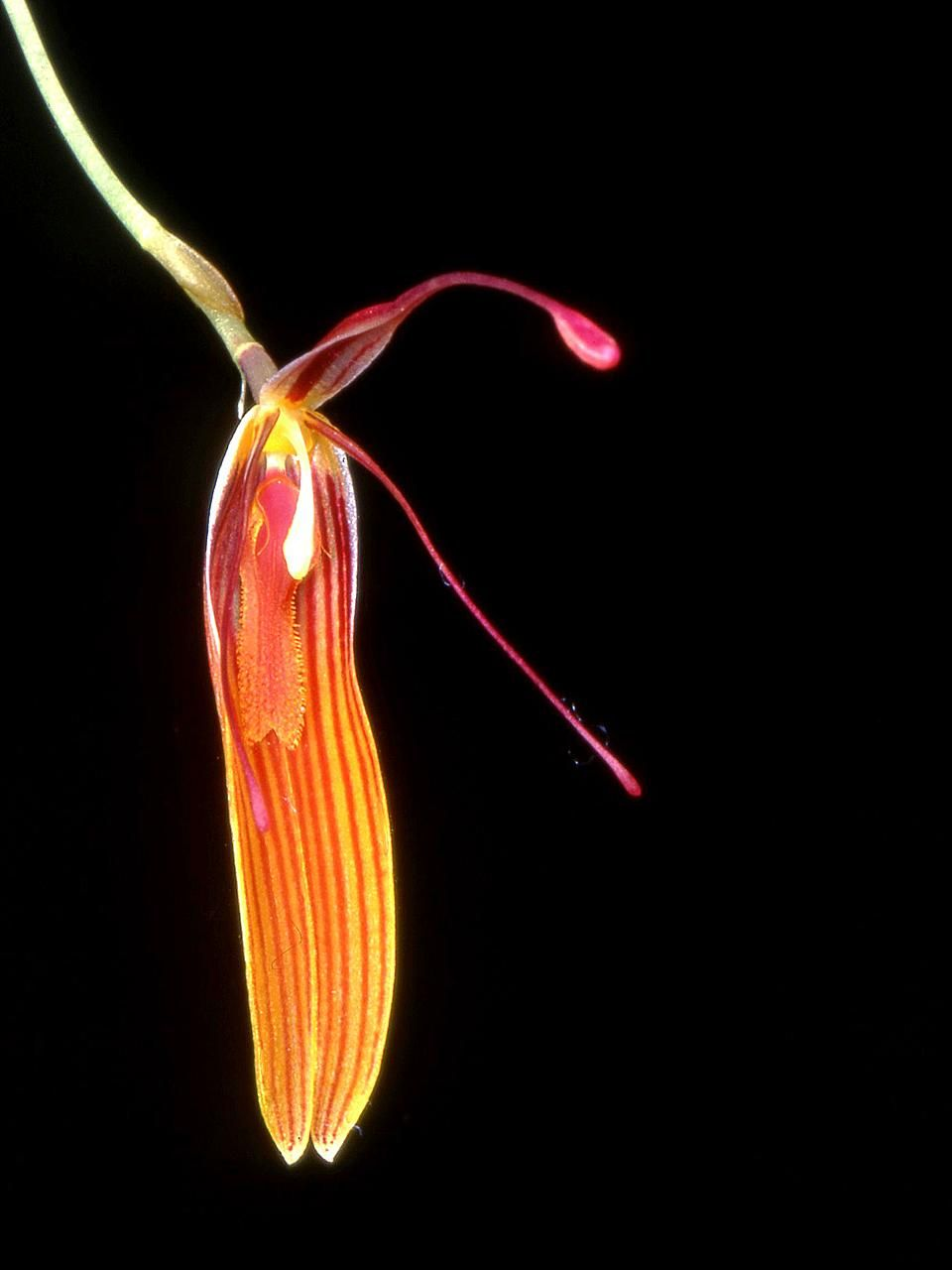
Restrepia nittiorhyncha
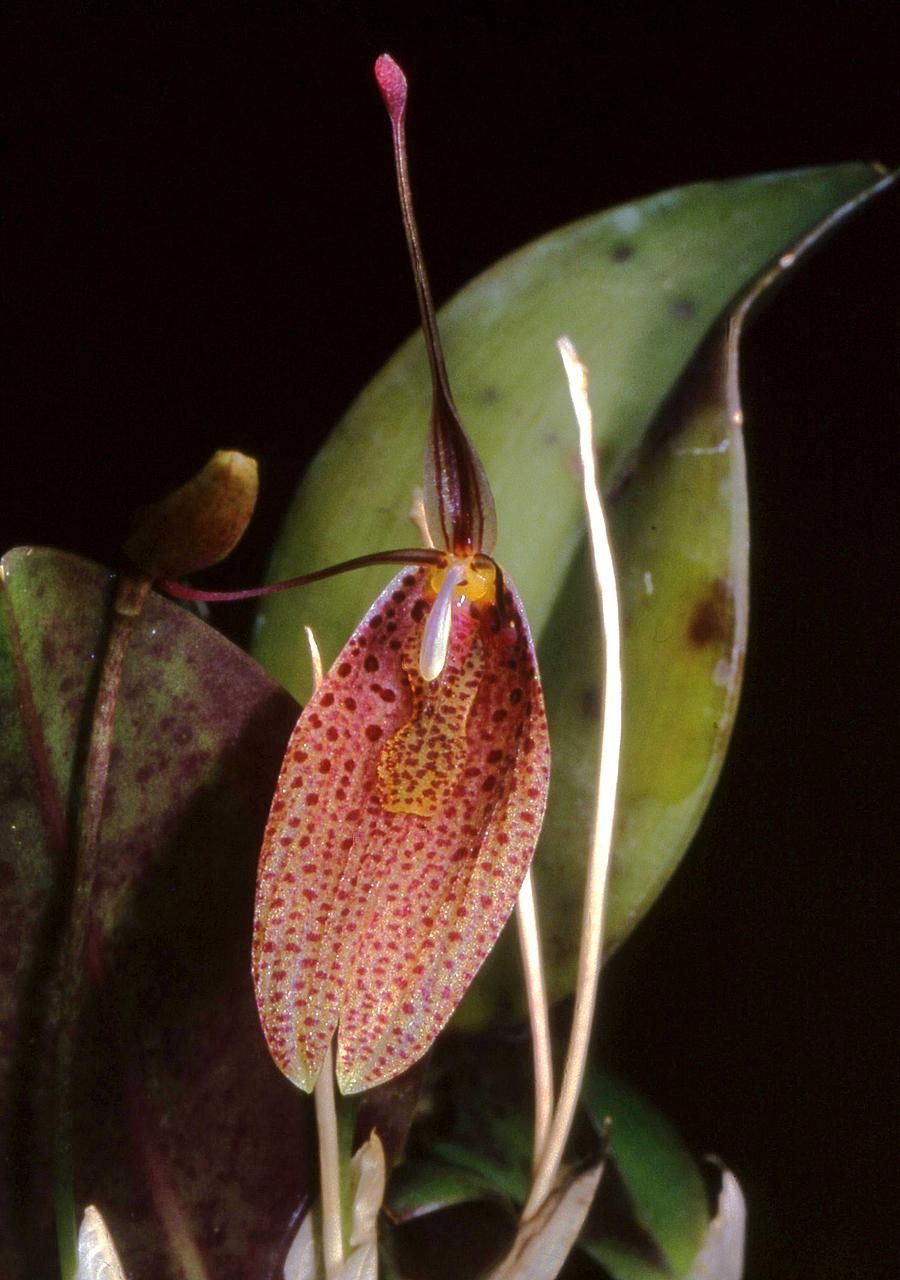
Restrepia pandurata
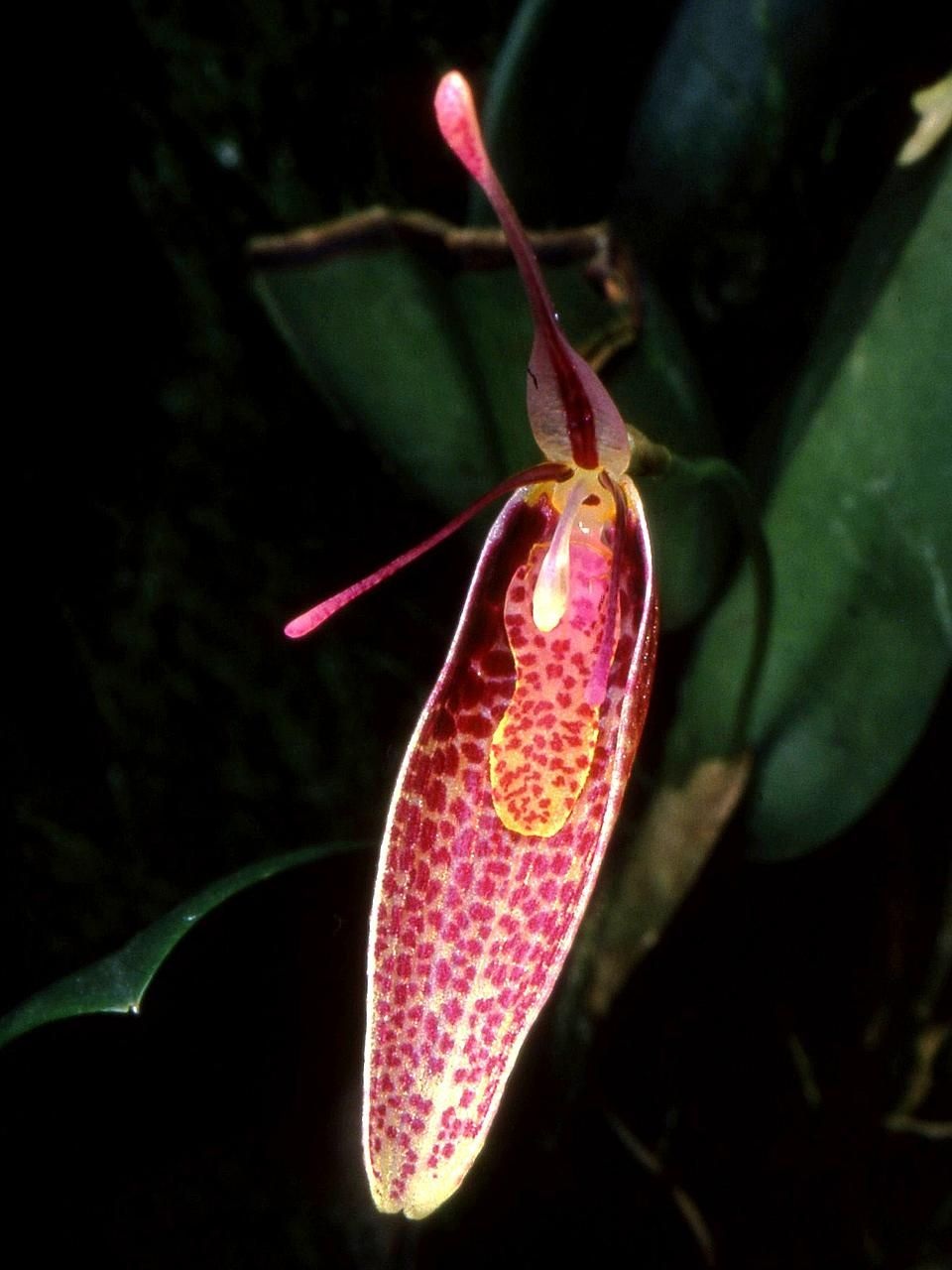
Restrepia roseola
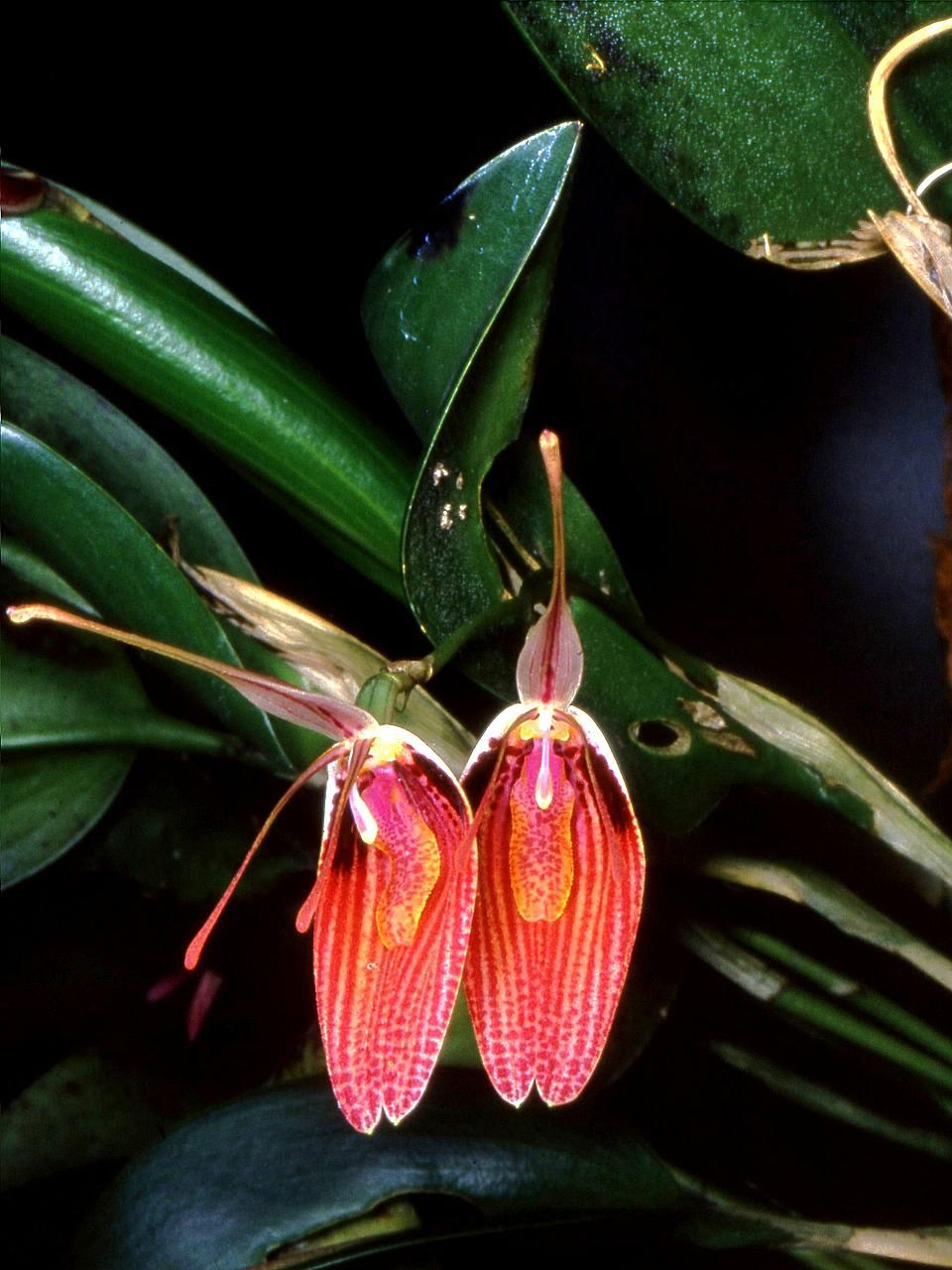
Restrepia sanguinea
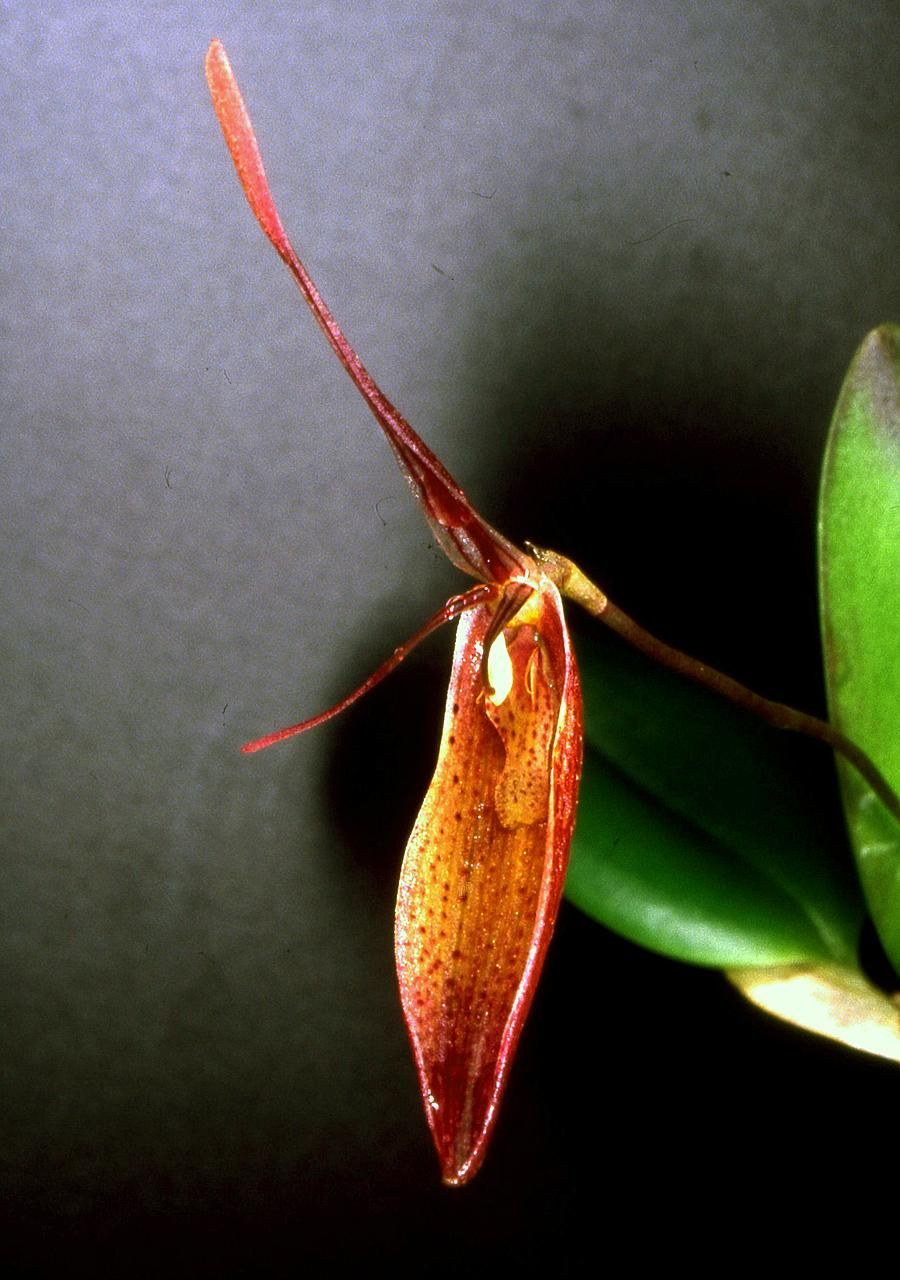
Restrepia teaguei
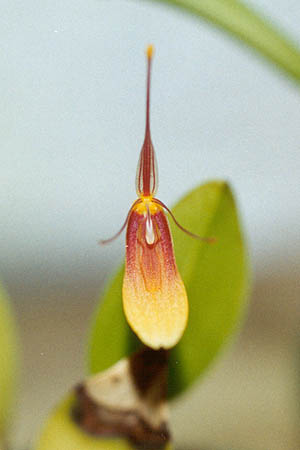
Restrepia trichoglossa
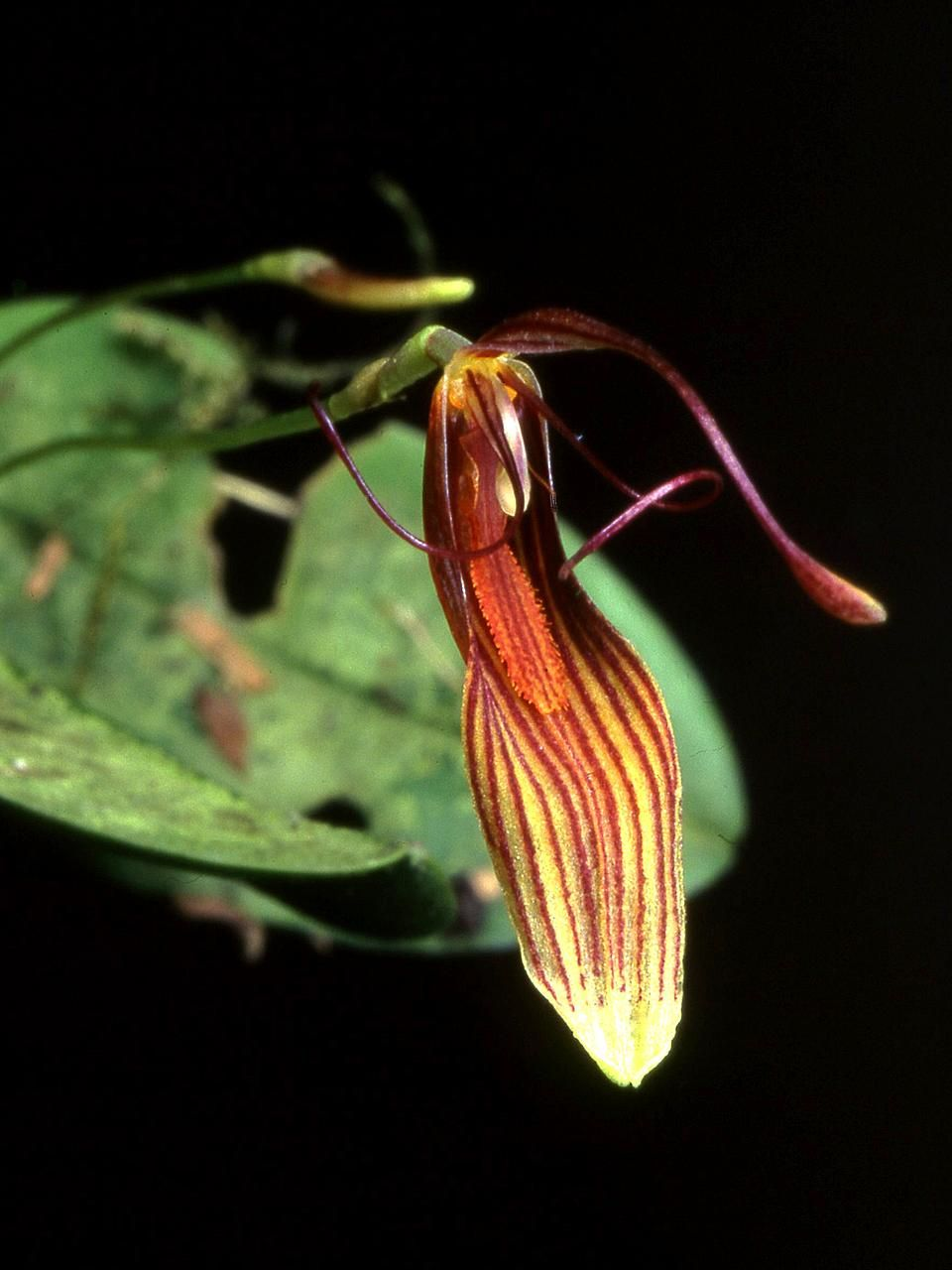
Restrepia wageneri
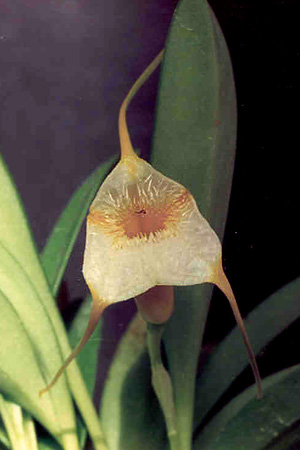
Masdevallia agaster
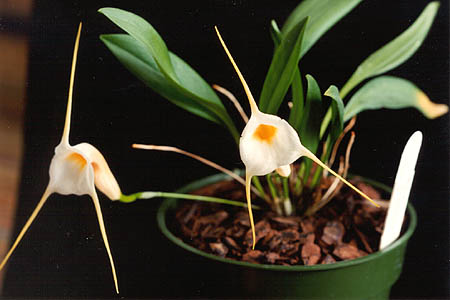
Masdevallia constricta
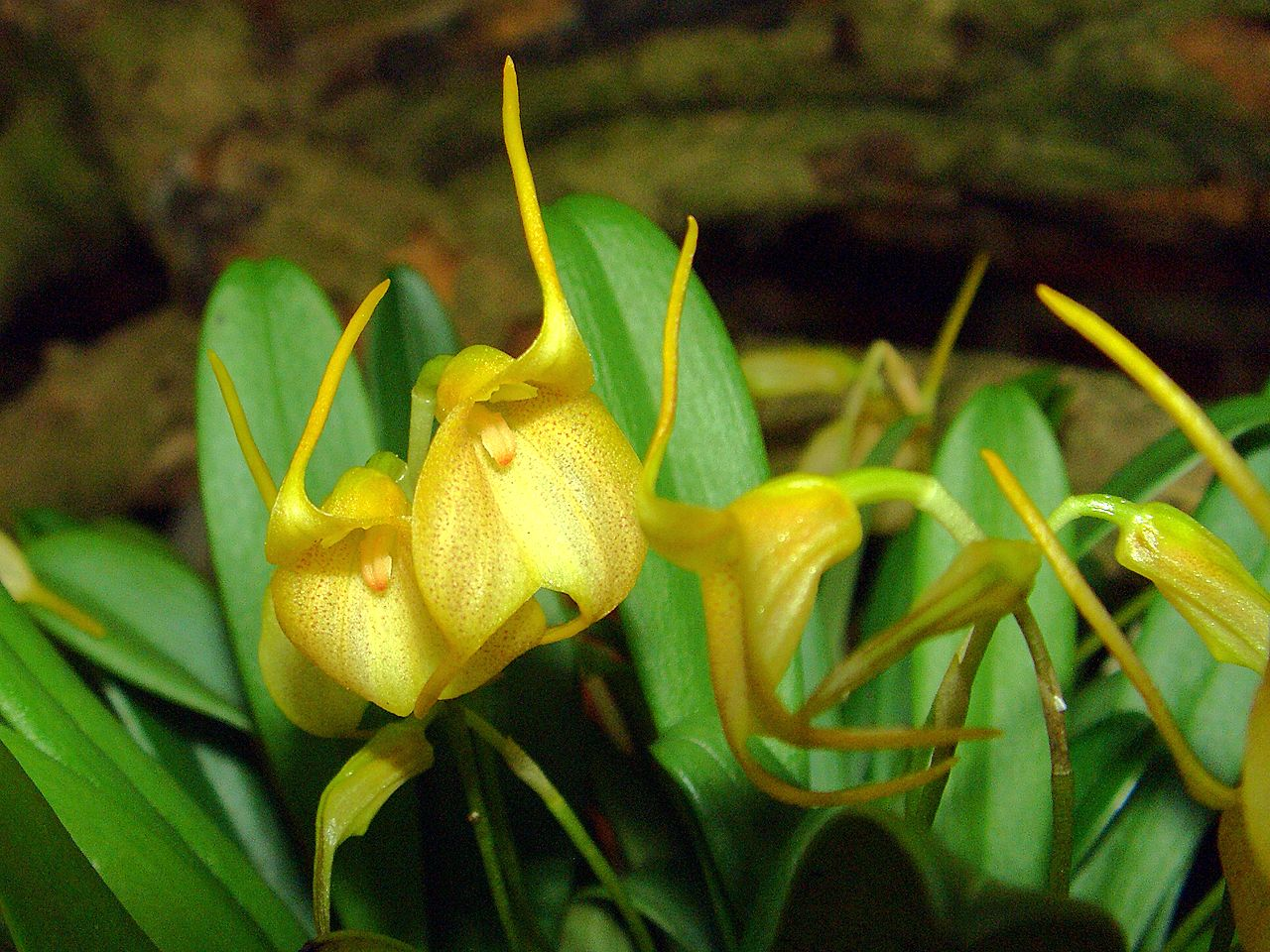
Masdevallia floribunda
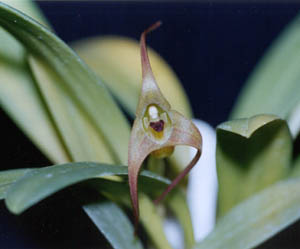
Masdevallia fractiflexa
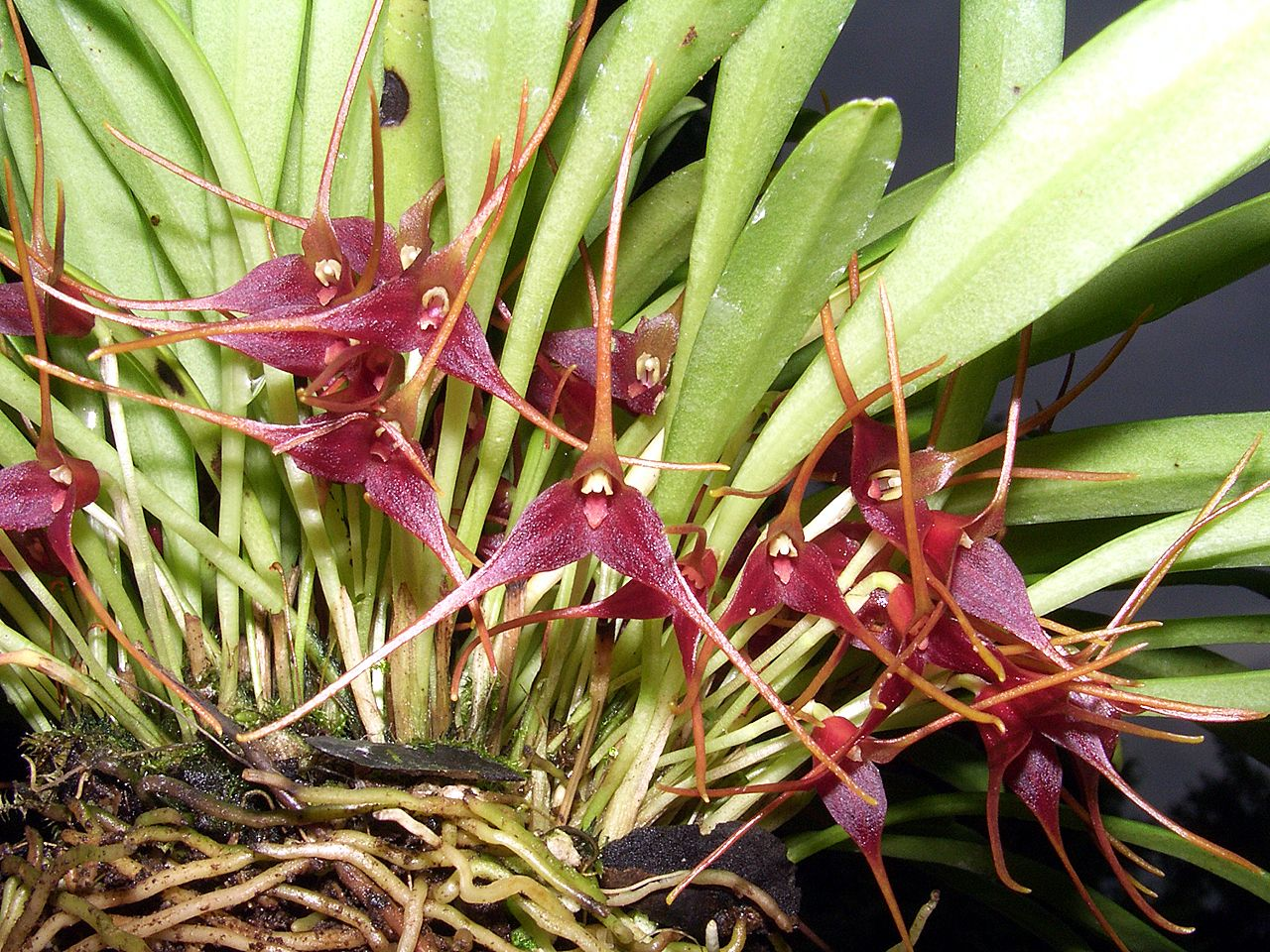
Masdevallia herradurae
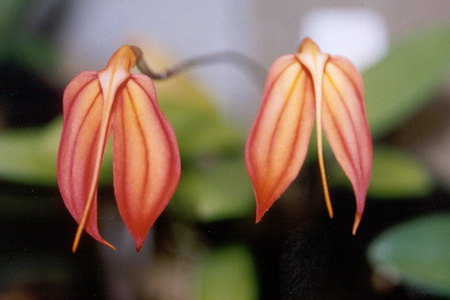
Masdevallia ignea
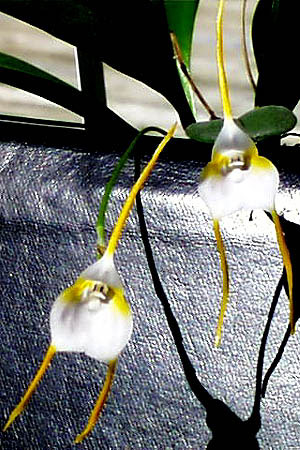
Masdevallia mejiana
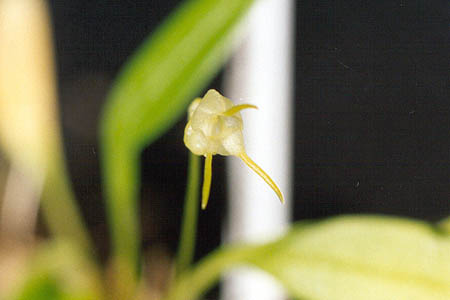
Masdevallia nidifica
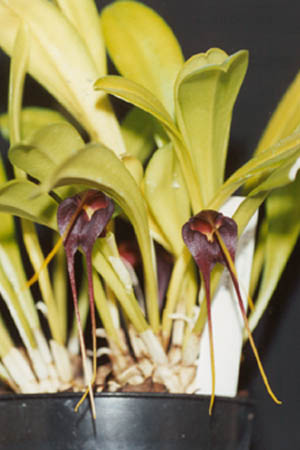
Masdevallia rolfeana
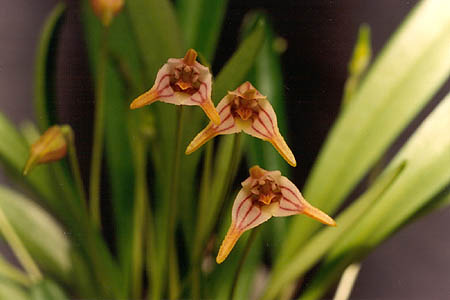
Masdevallia striatella
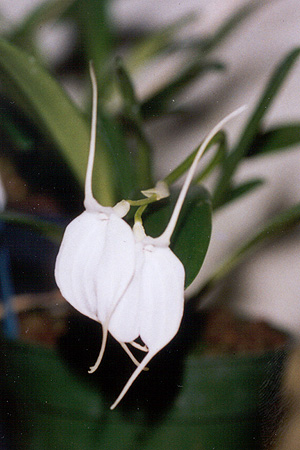
Masdevallia tovarensis
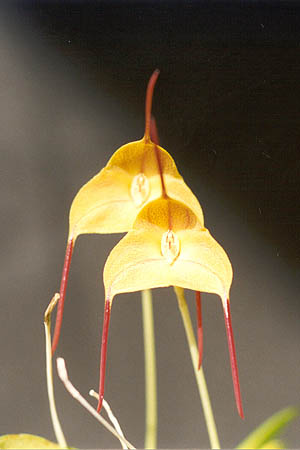
Masdevallia triangularis
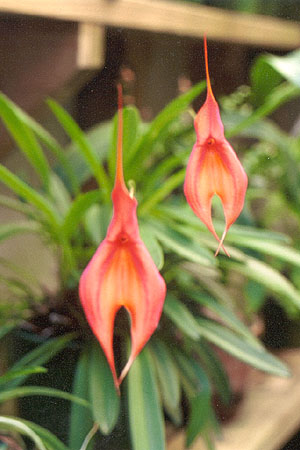
Masdevallia veitchiana
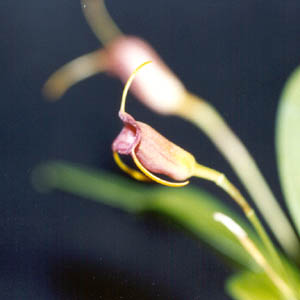
Masdevallia ventricularia
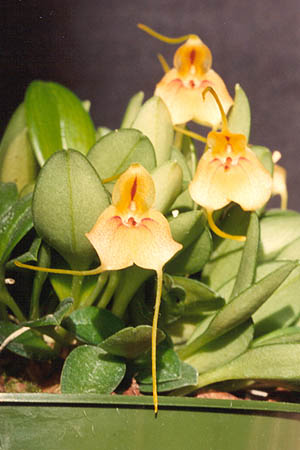
Masdevallia wageneriana
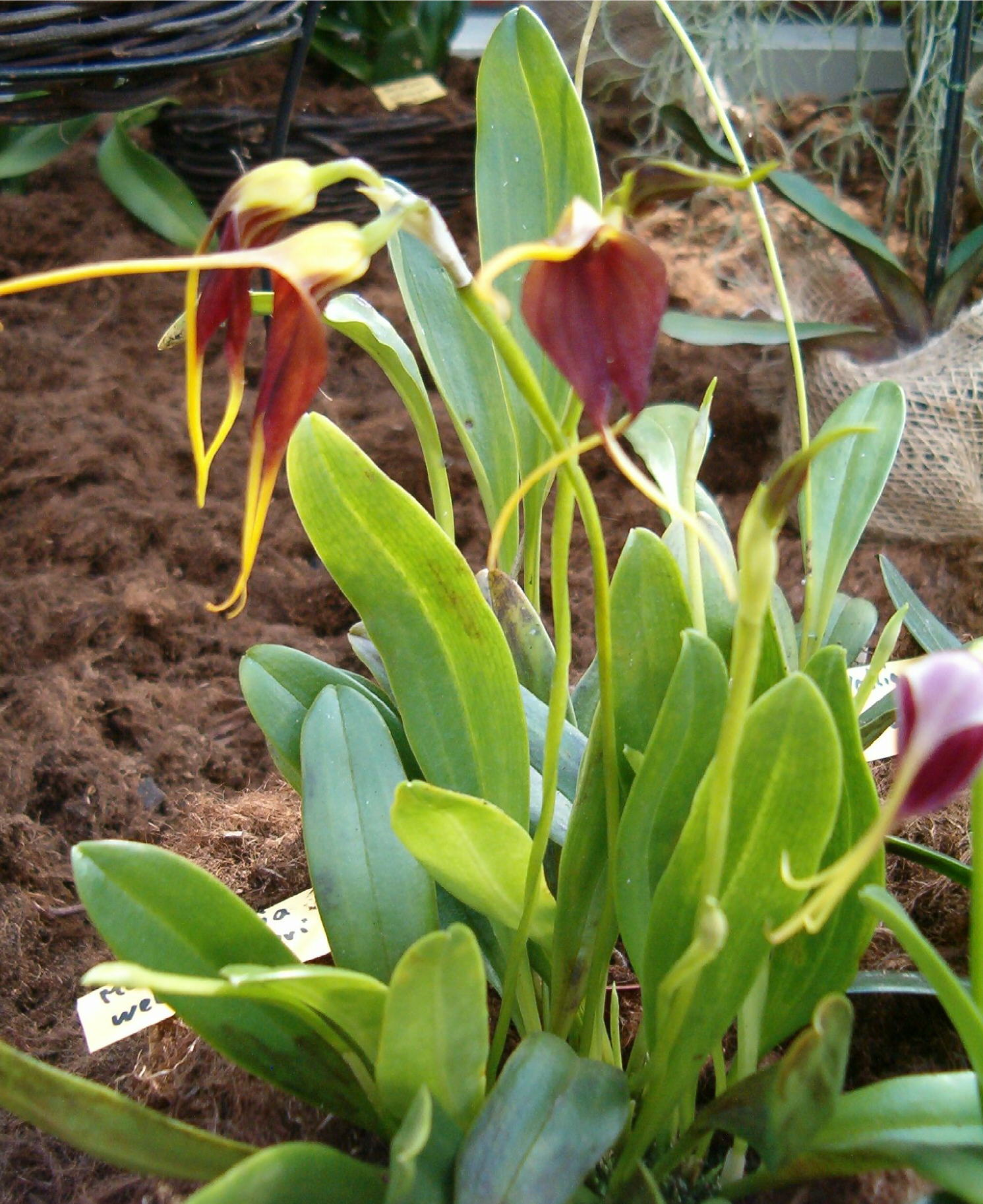
Masdevallia weberbaueri
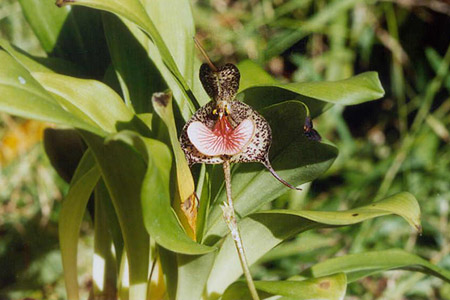
Dracula chestertonii
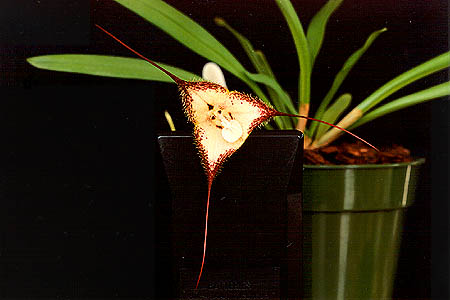
Dracula cordobae
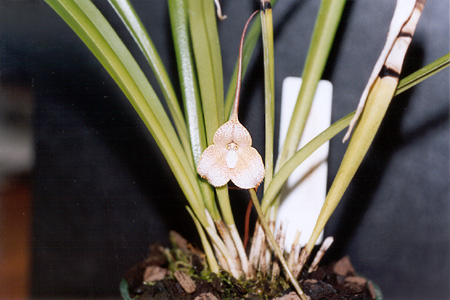
Dracula houtteana
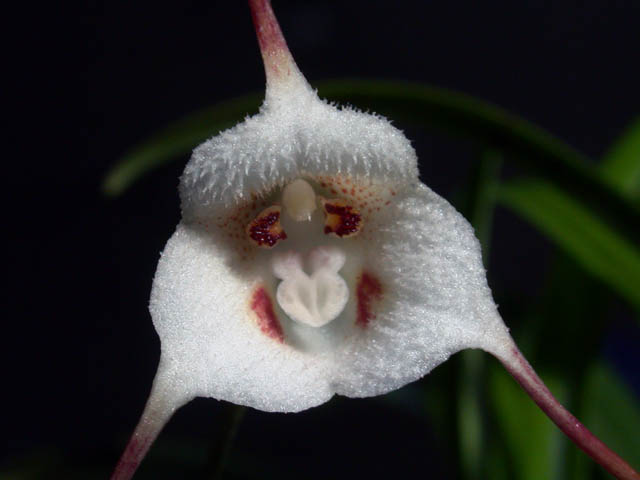
Dracula lotax
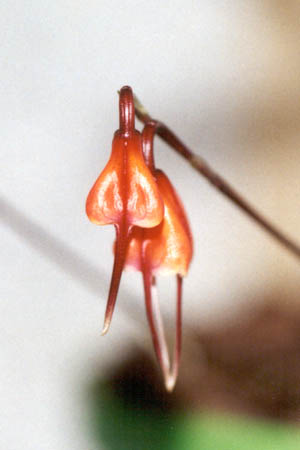
Dracula sodiroi
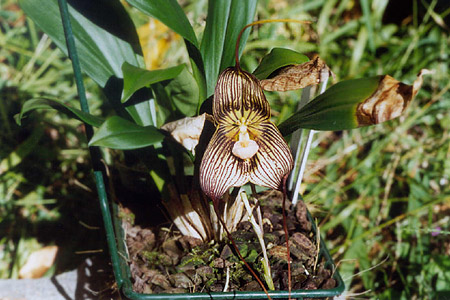
Dracula vampira
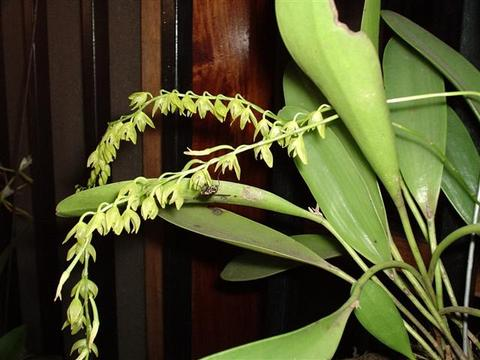
Pleurothallis racemiflora
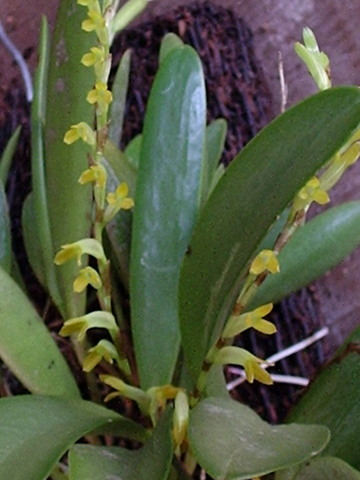
Pleurothallis tubata
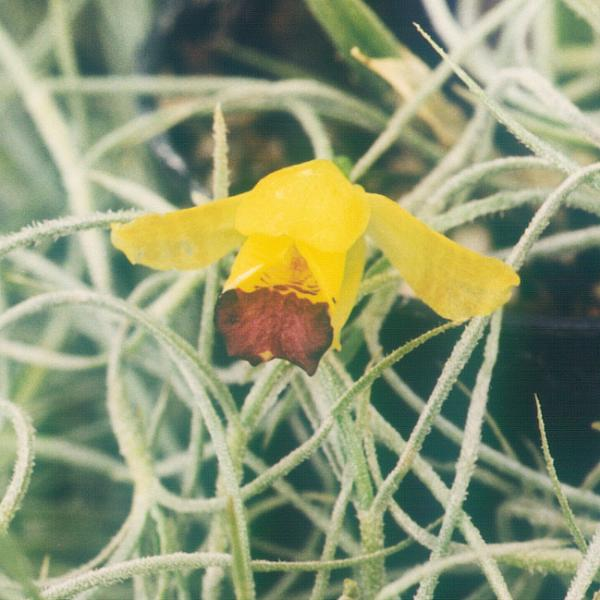
Oncidium brunleesianum
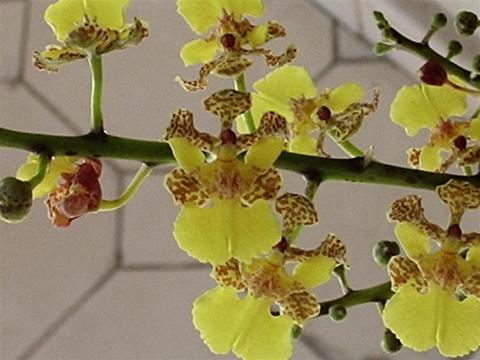
Oncidium cebolleta
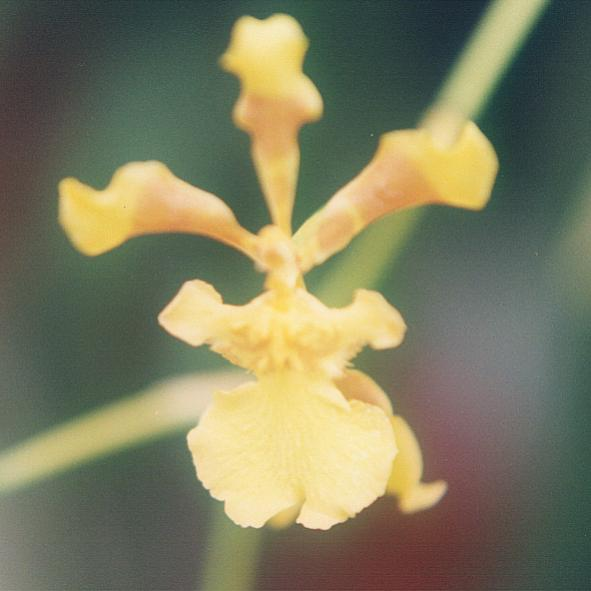
Oncidium croesus
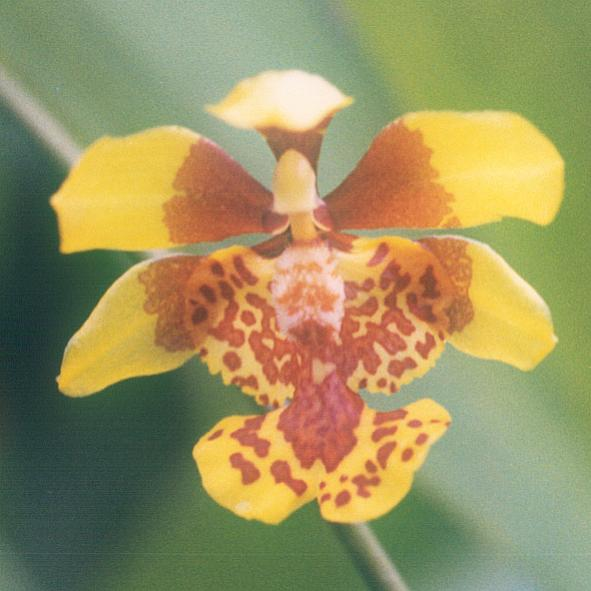
Oncidium divaricatum
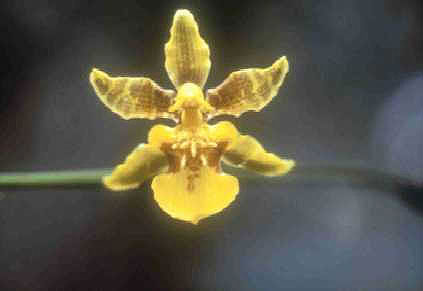
Oncidium ensatum
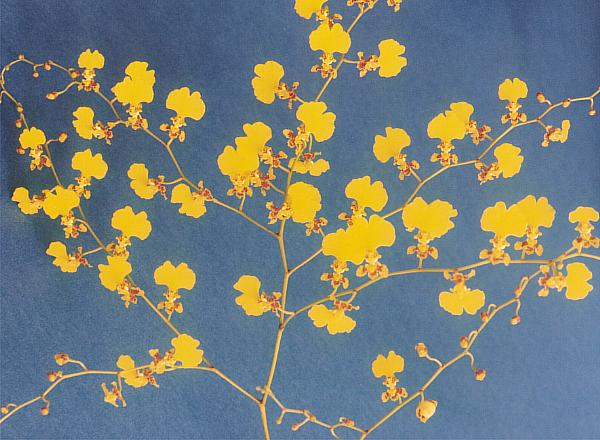
Oncidium flexuosum
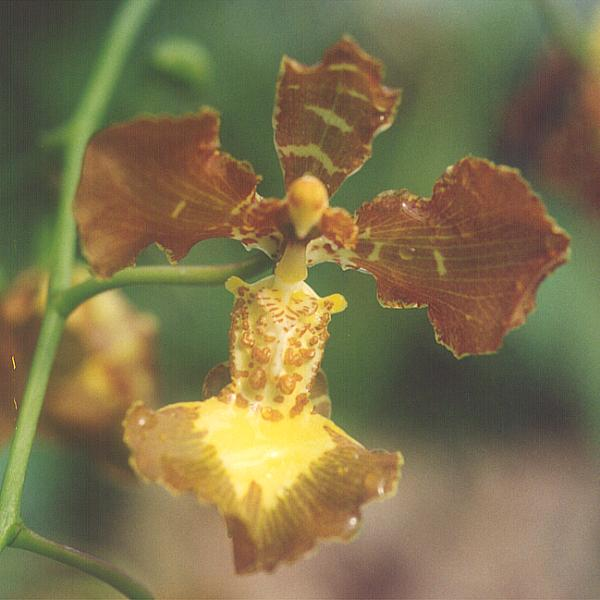
Oncidium forbesii
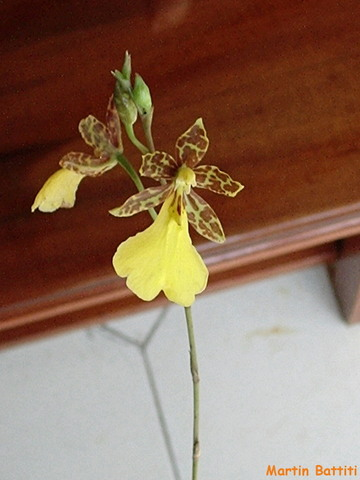
Oncidium graminifolium
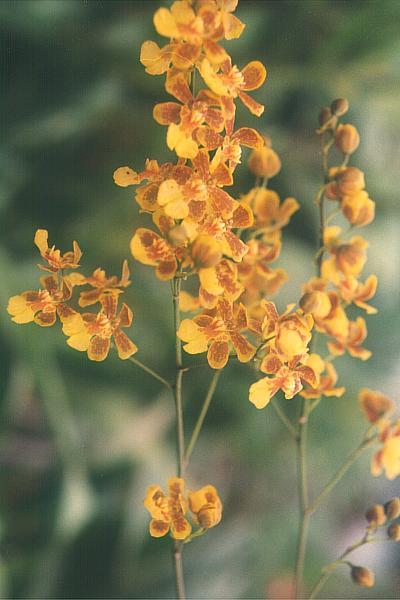
Oncidium harrisonianum
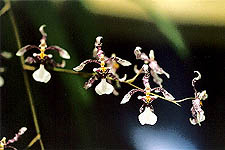
Oncidium incurvum
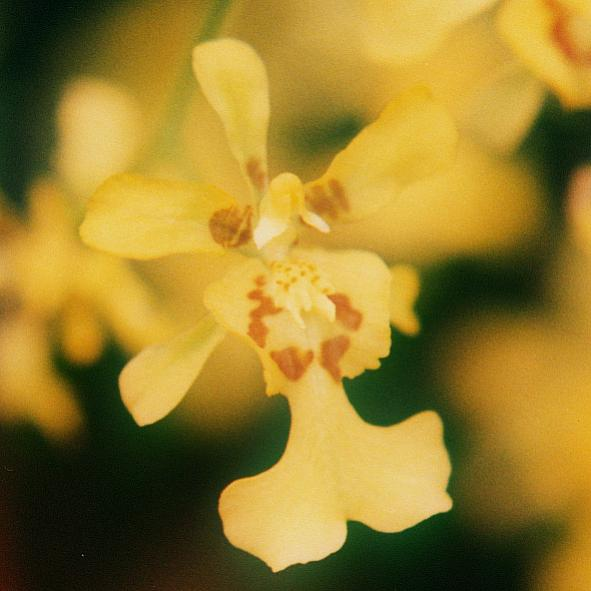
Oncidium klotzschianum
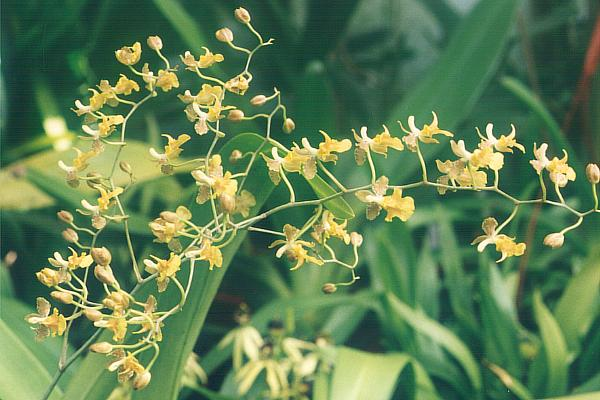
Oncidium longicornu
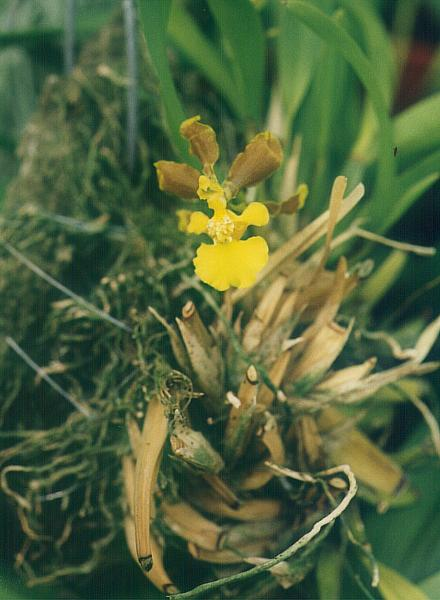
Oncidium longipes
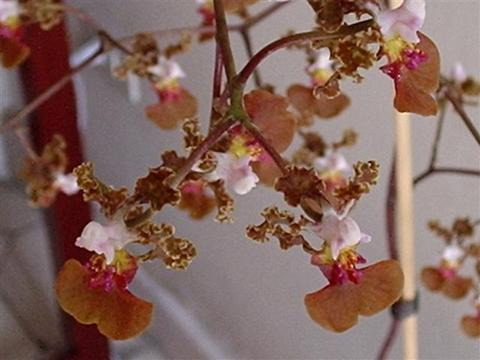
Oncidium luridum
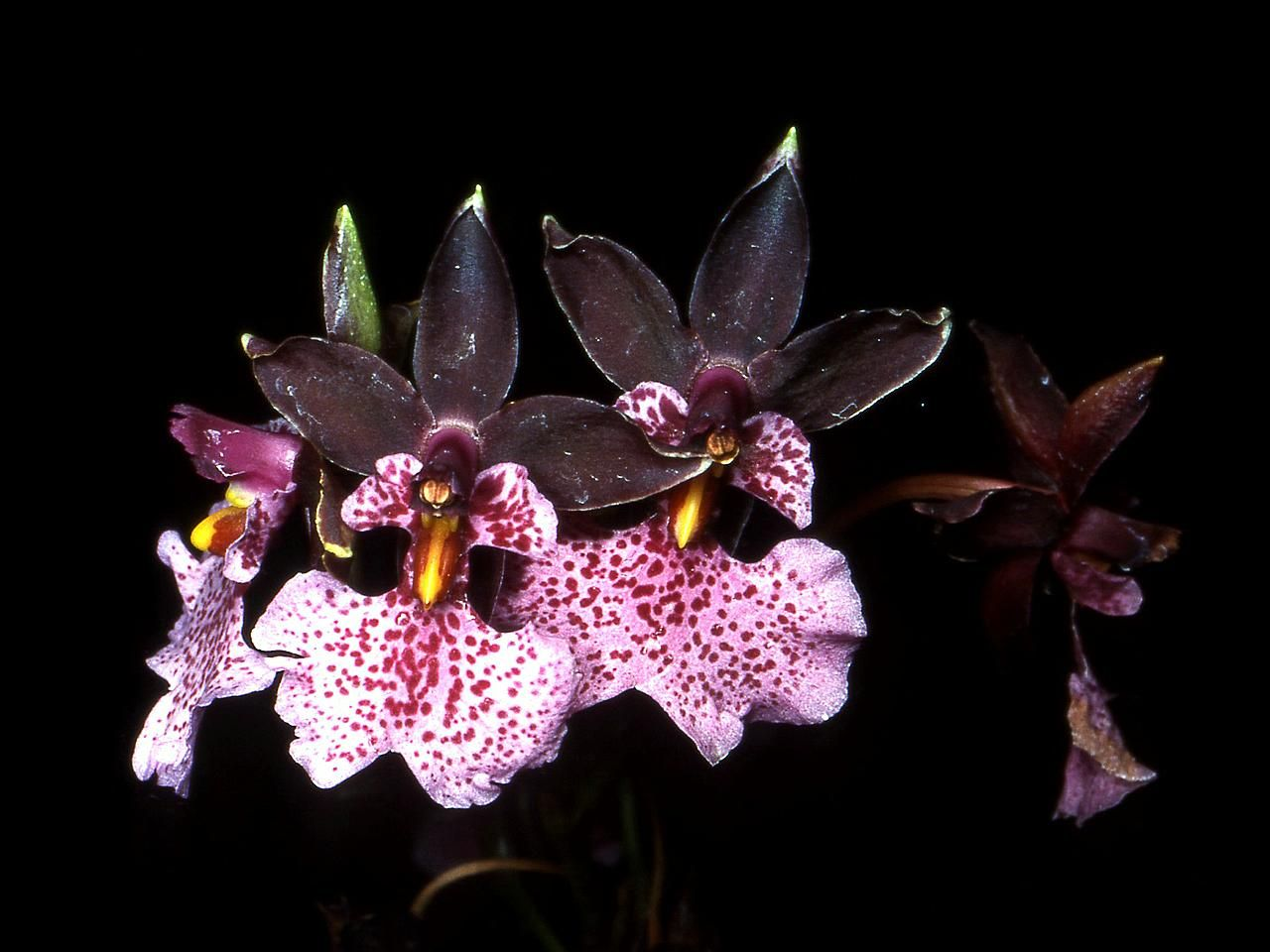
Oncidium nubigenum
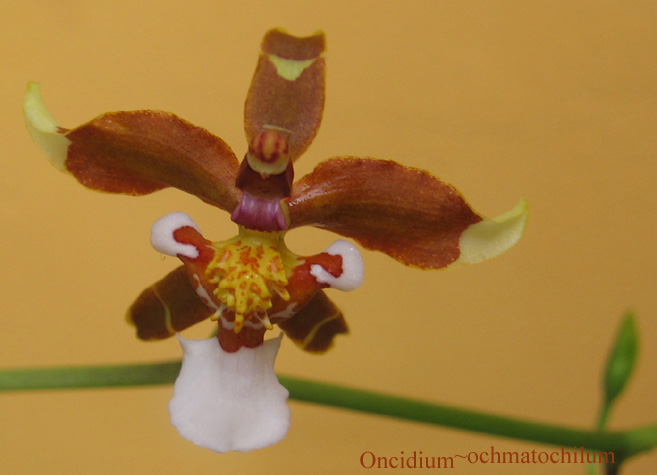
Oncidium ochmatochilum
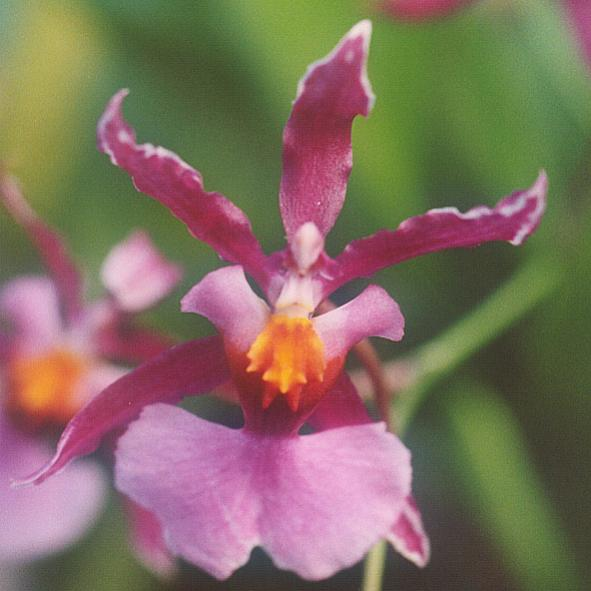
Oncidium ornithorhynchum
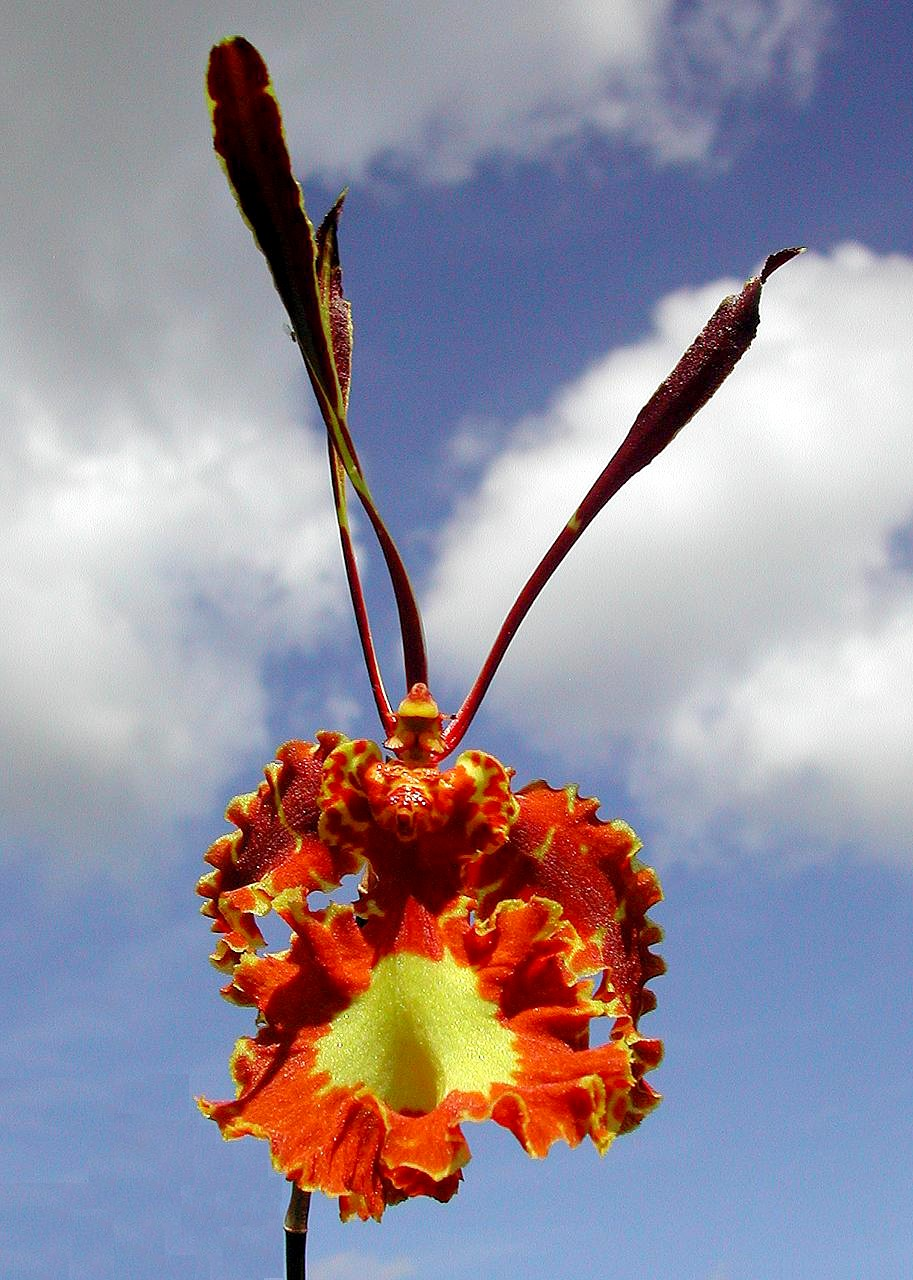
Oncidium papilio
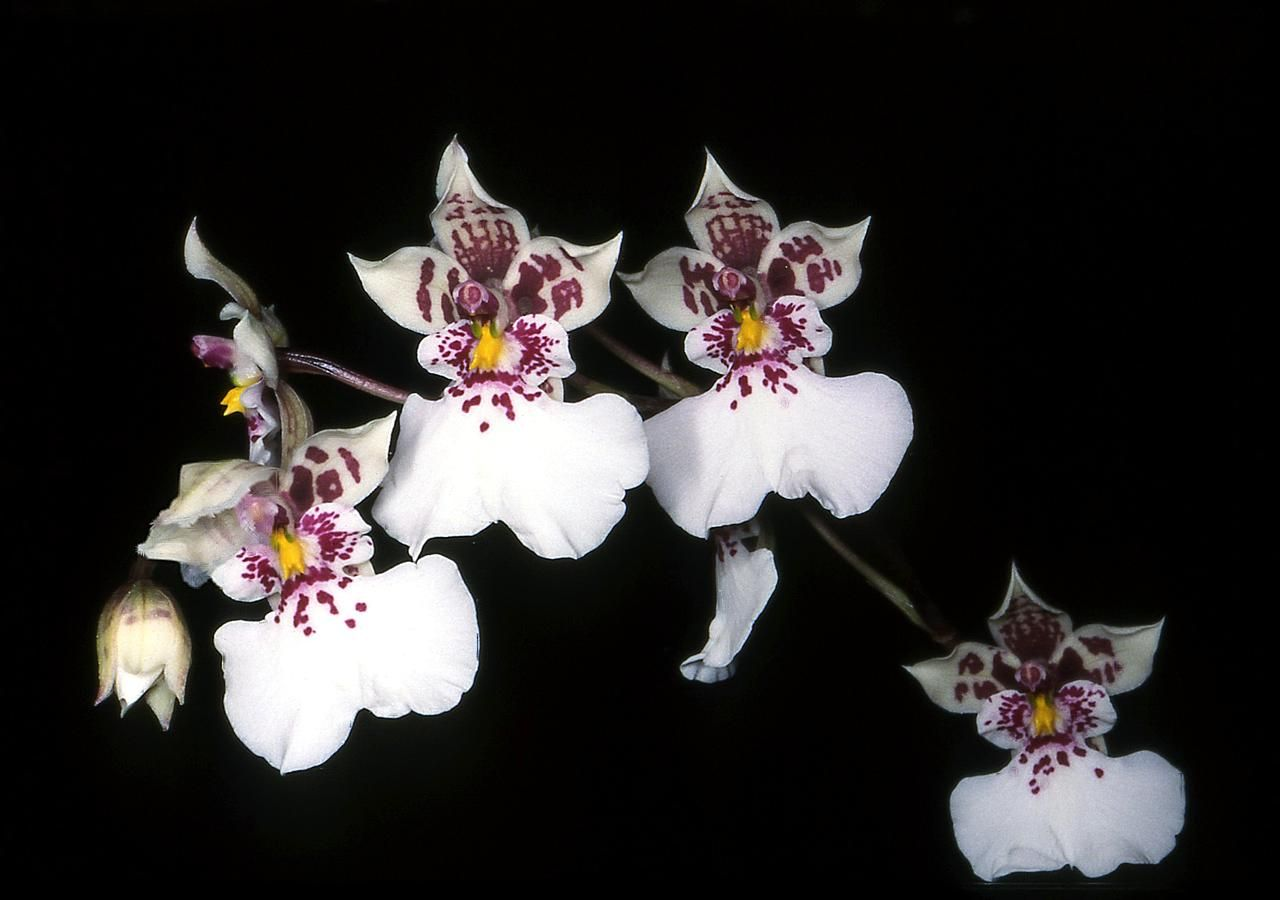
Oncidium phalaenopsis
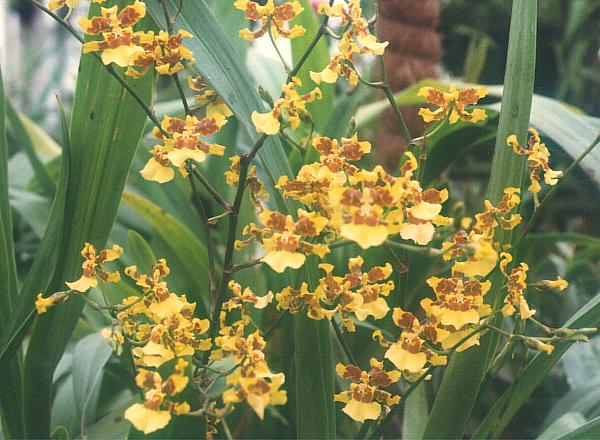
Oncidium sphacelatum
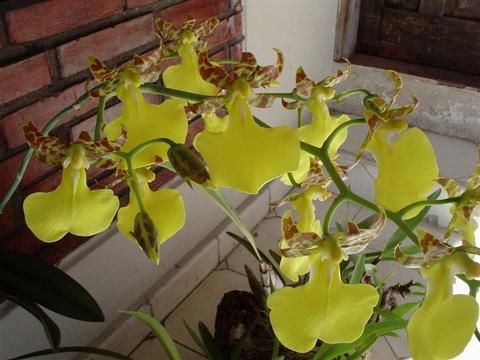
Oncidium splendidum
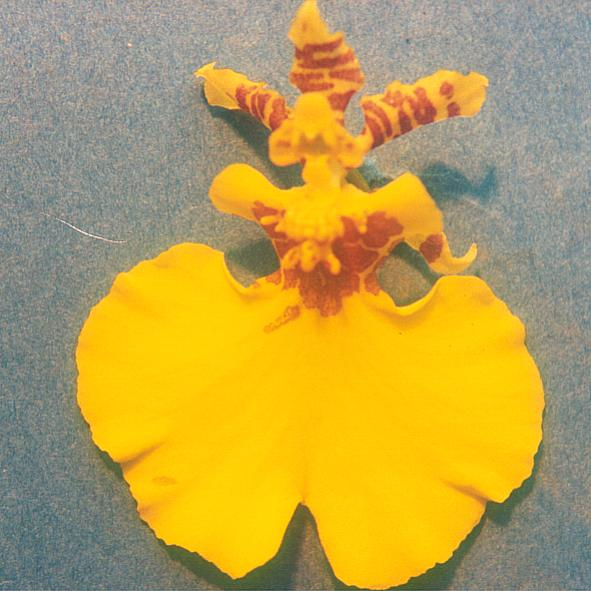
Oncidium varicosum
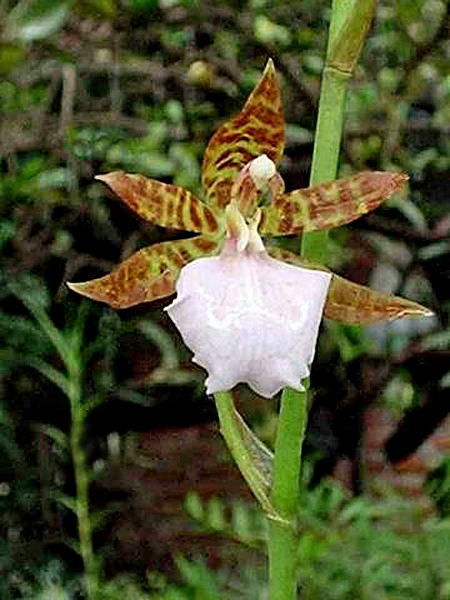
Odontoglossum bictoniense (Rhynchostele bictoniensis)
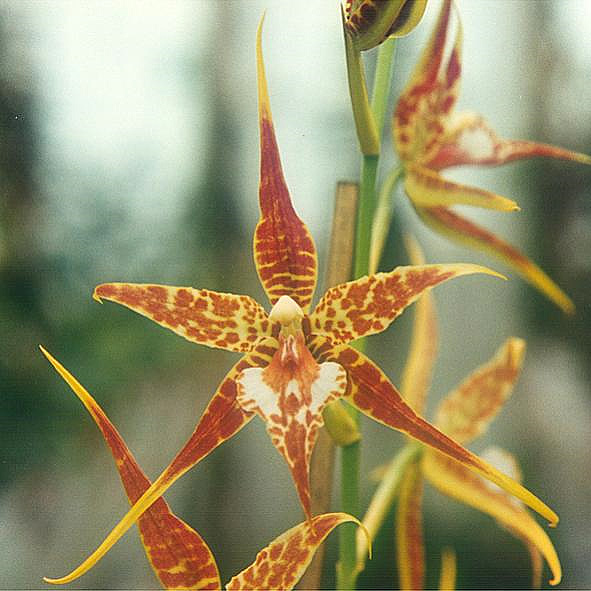
Odontoglossum cordatum (Rhynchostele cordata)
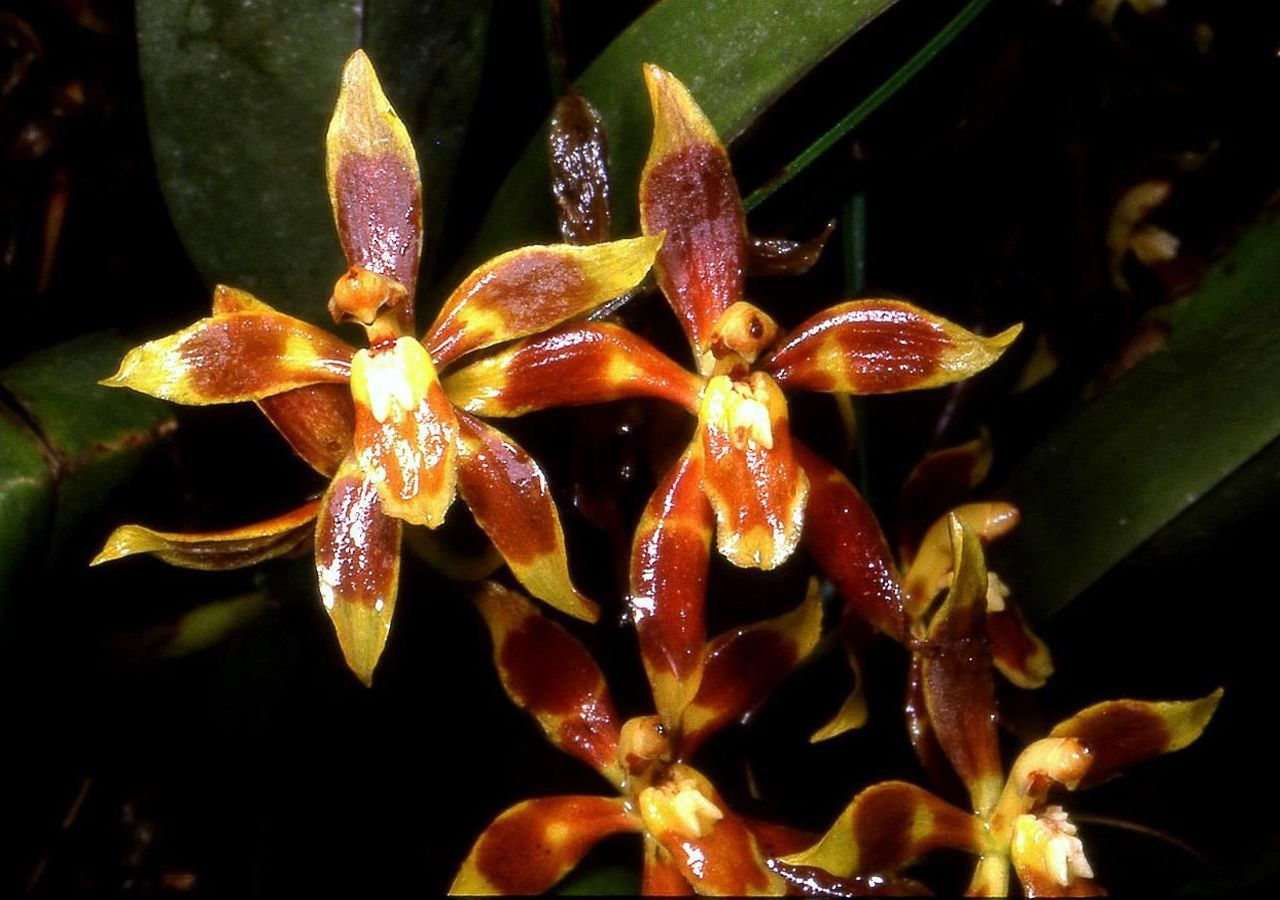
Odontoglossum cruentum
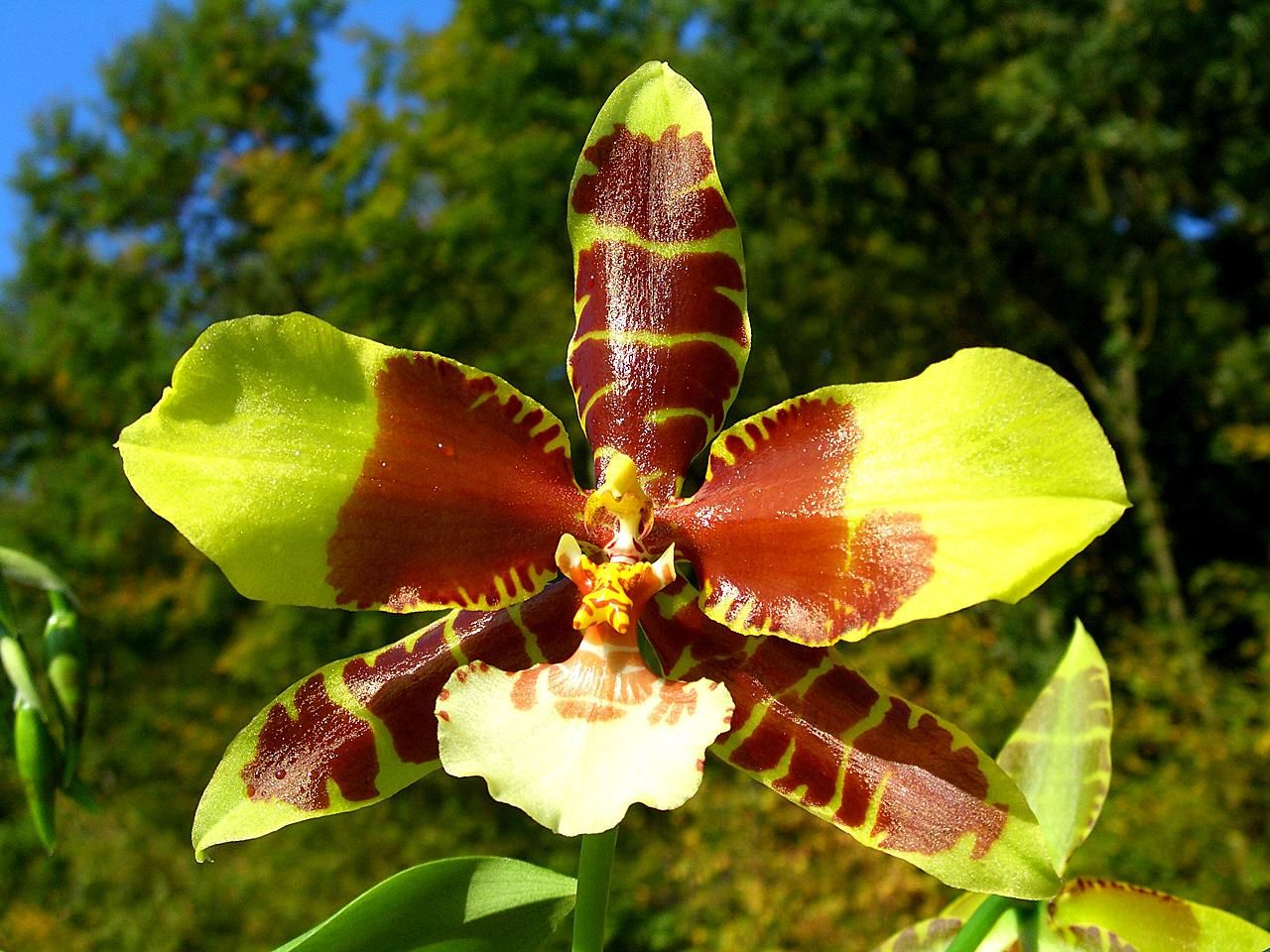
Odontoglossum grande (Rossioglossum grande)
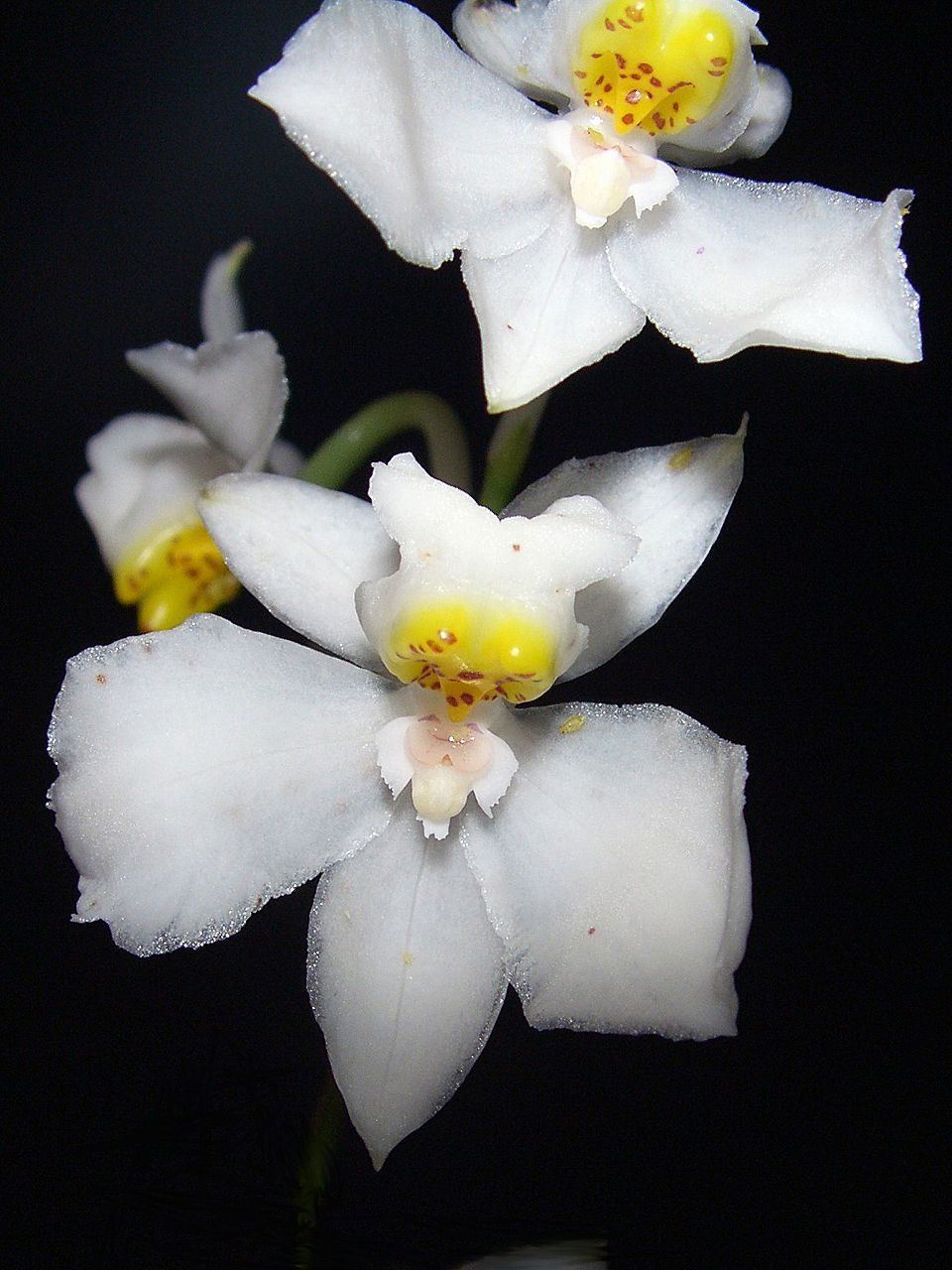
Odontoglossum pulchellum (Cuitlauzina pulchella)
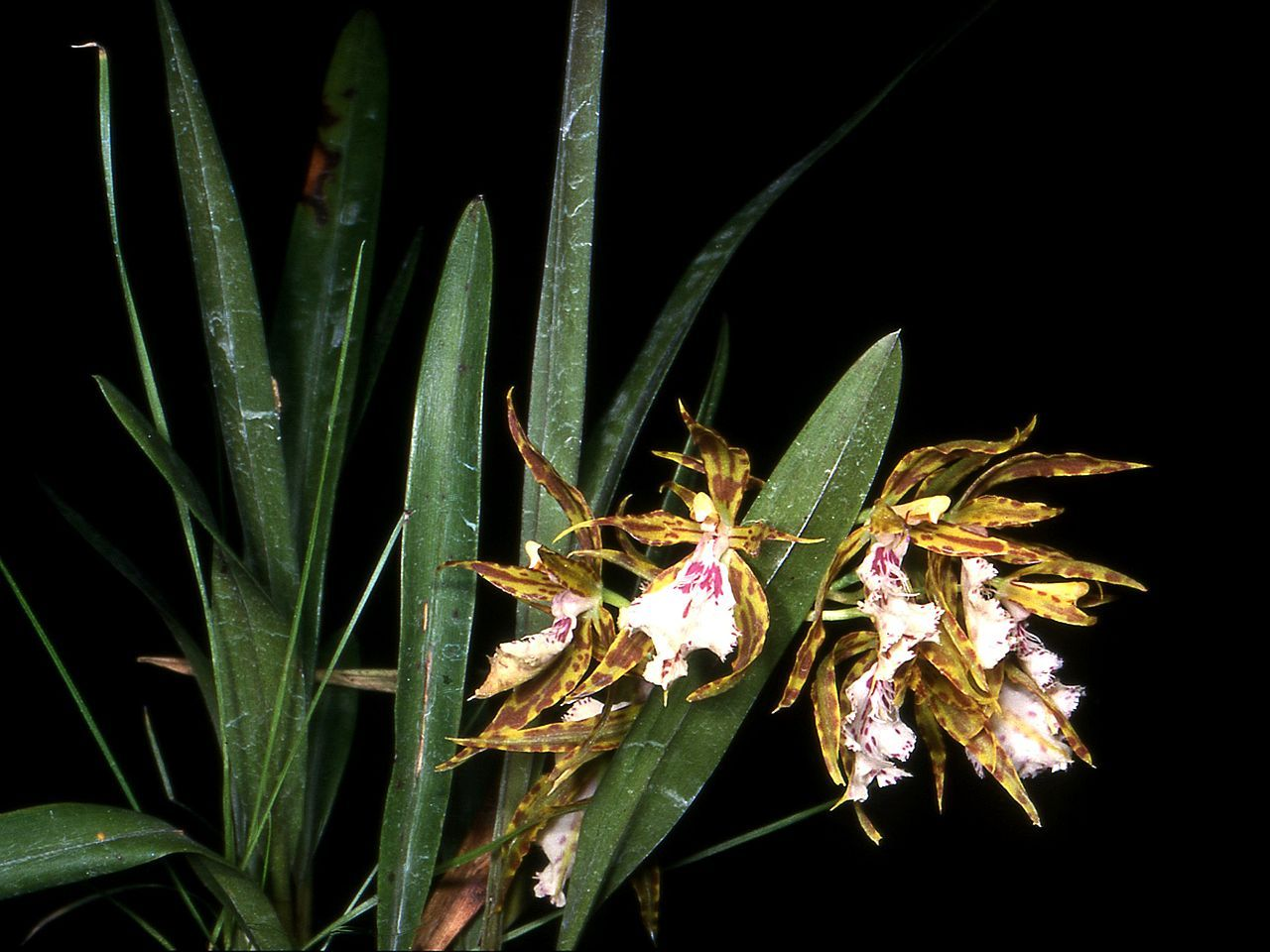
Odontoglossum tenue
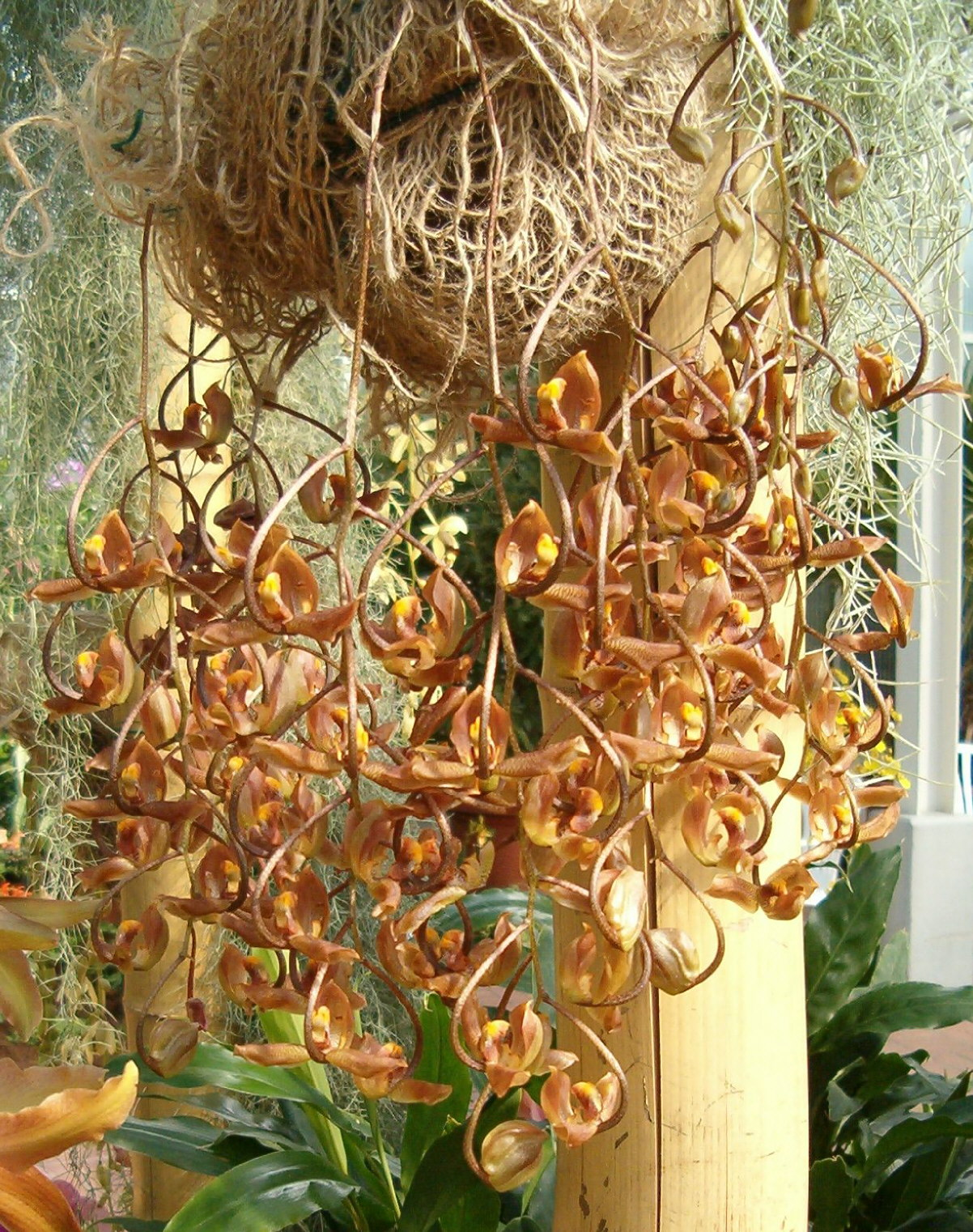
Gongora galeata
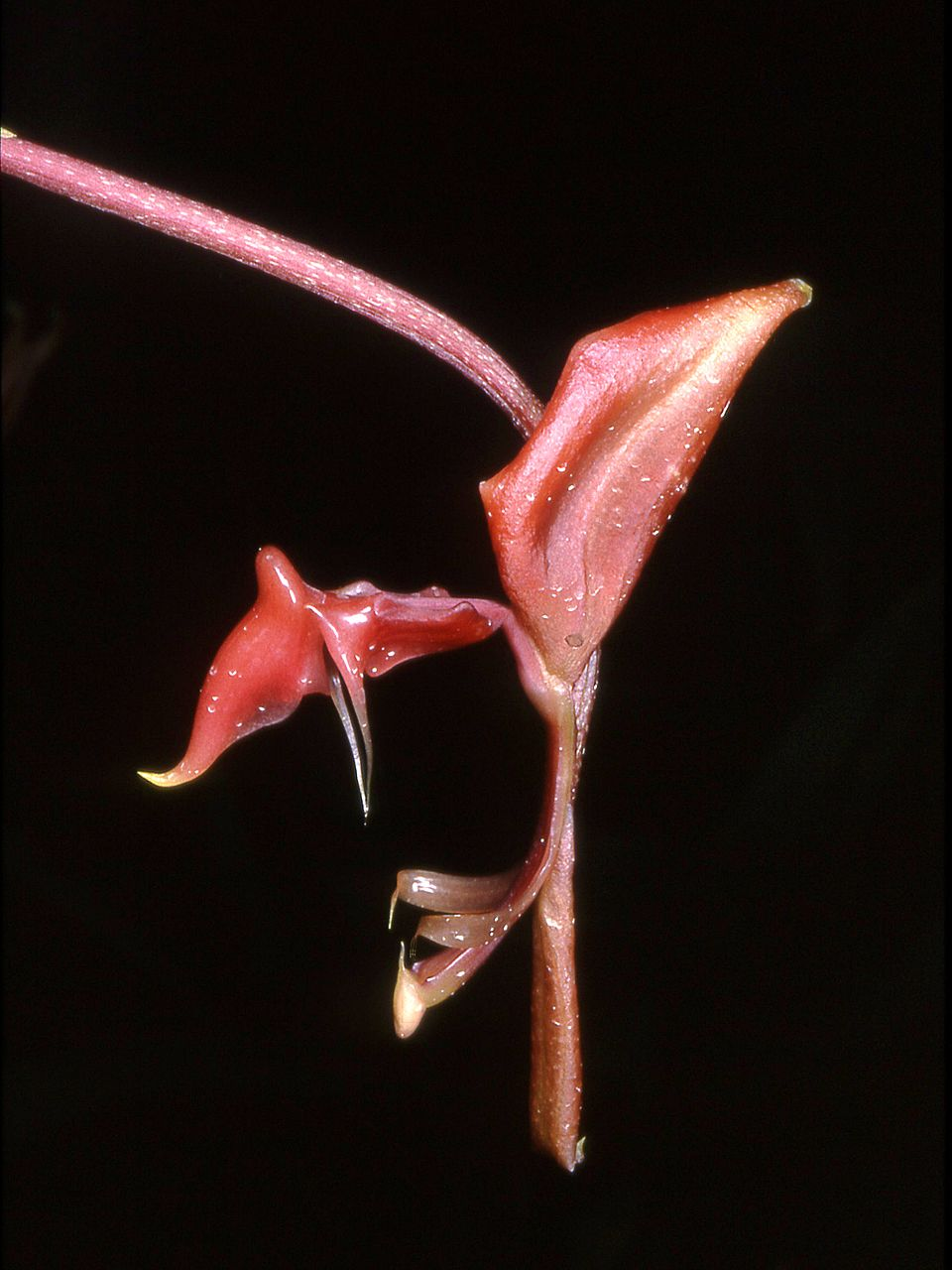
Gongora ilense
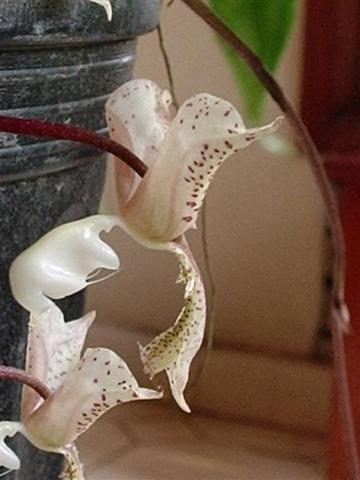
Gongora truncata
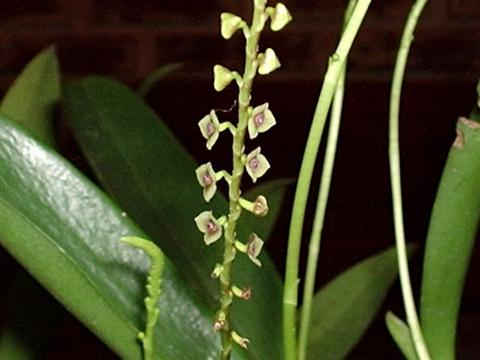
Stelis
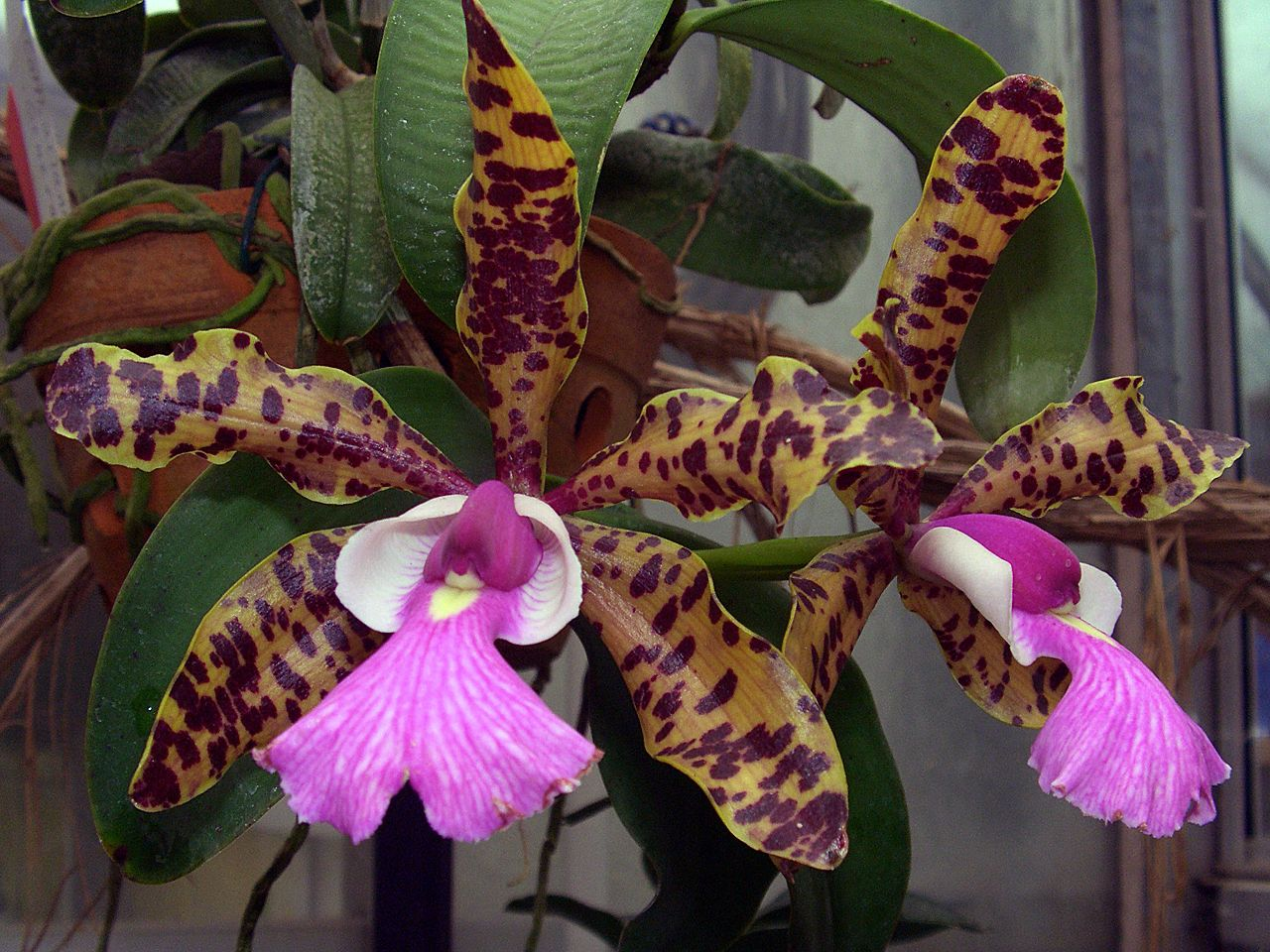
Cattleya aclandiae
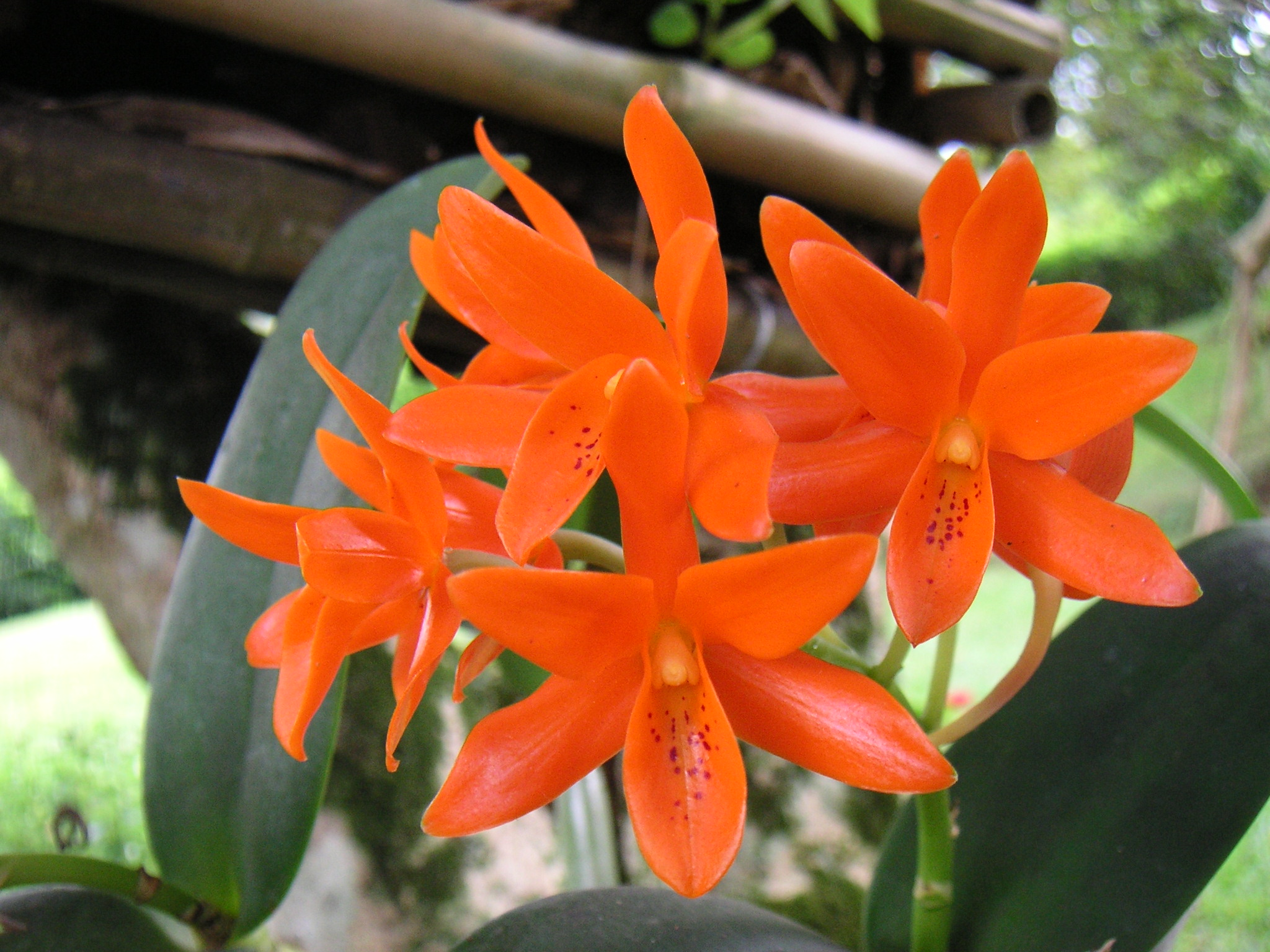
Cattleya aurantiaca
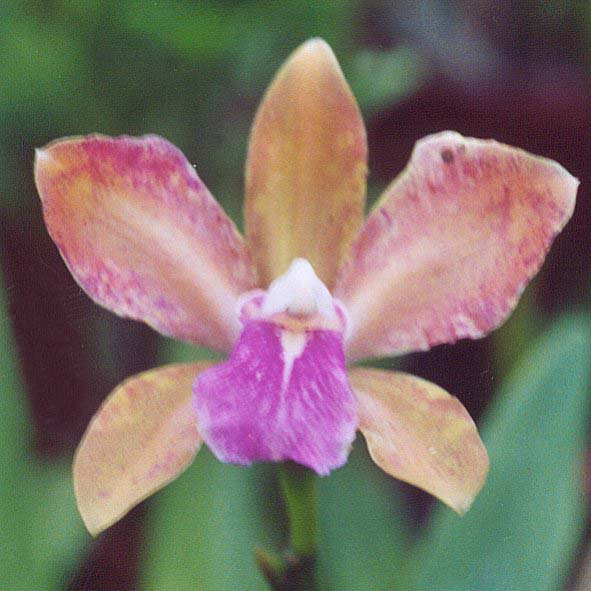
Cattleya bicolor
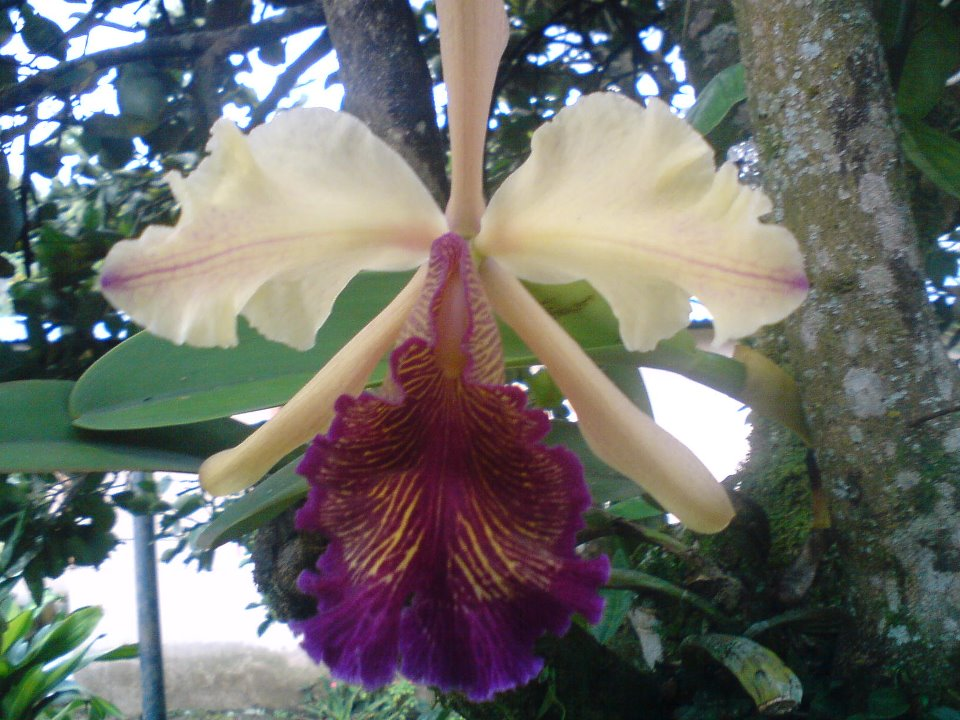
Cattleya dowiana
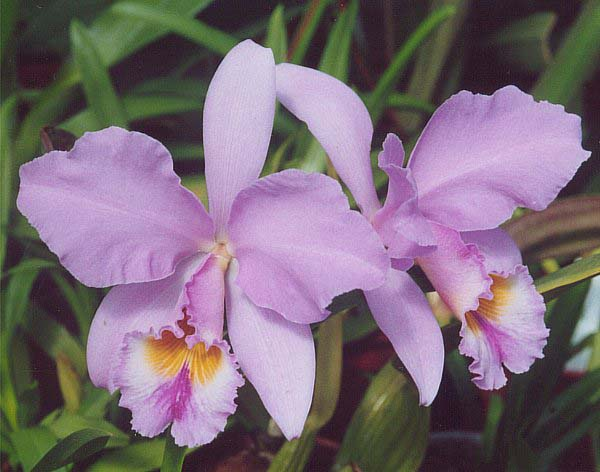
Cattleya gaskelliana
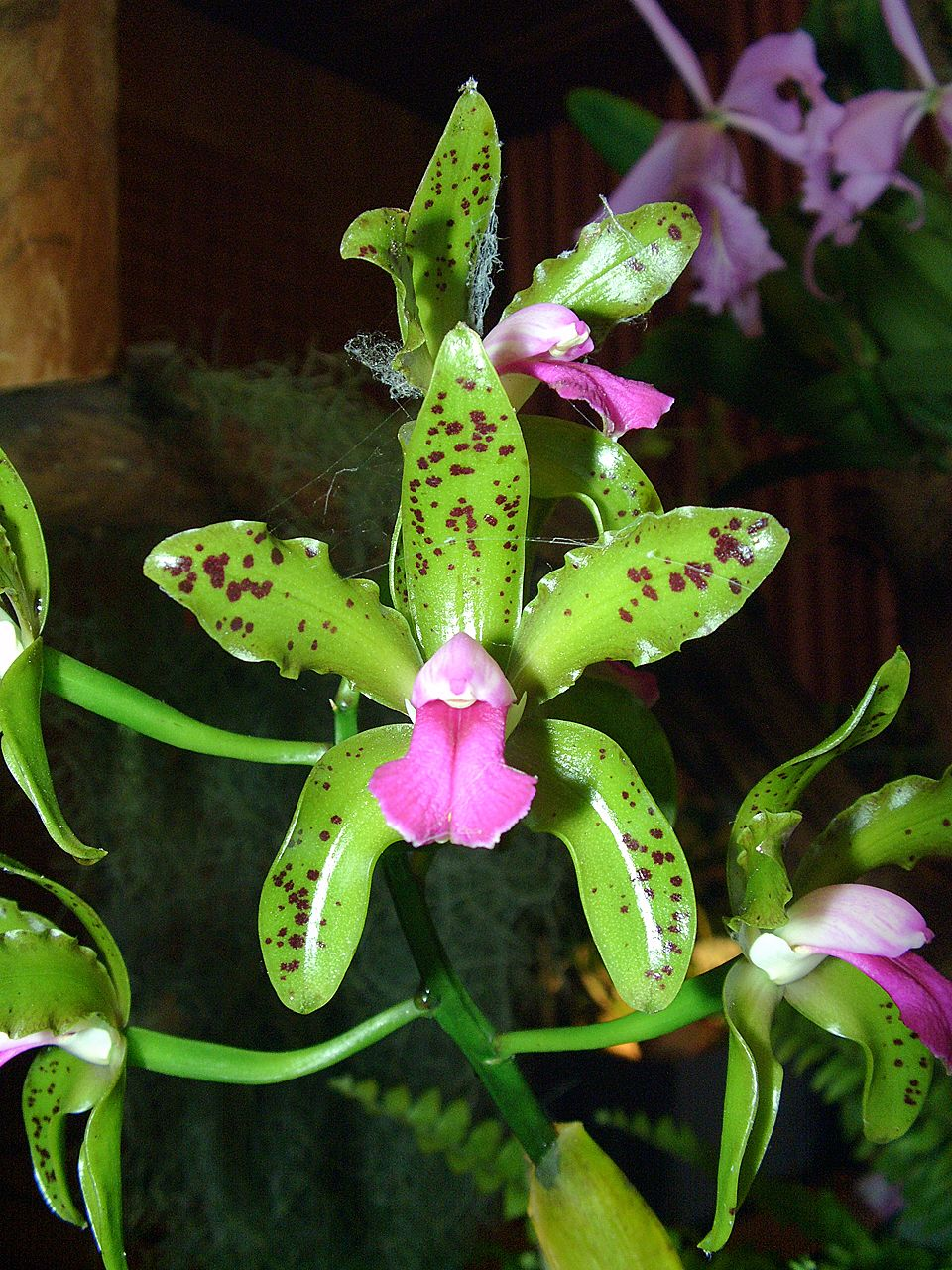
Cattleya guttata
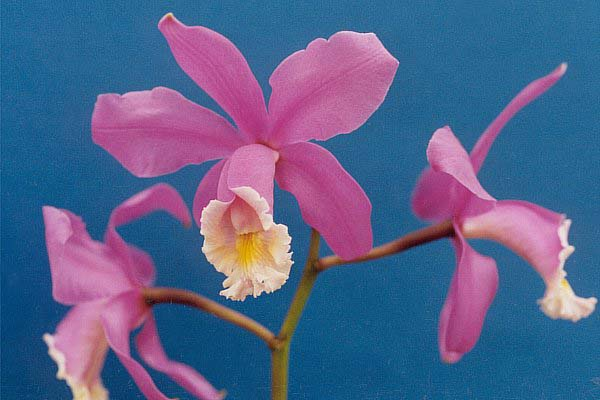
Cattleya harrisoniana
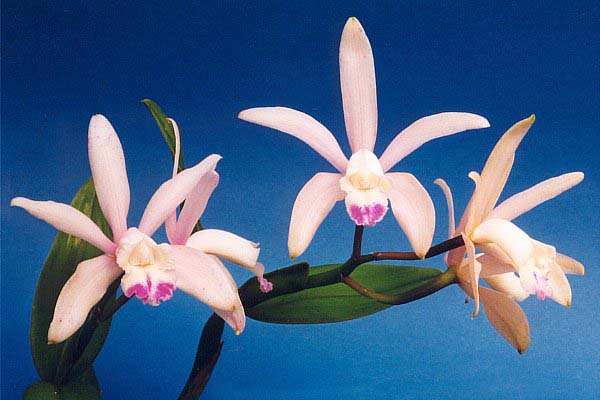
Cattleya intermedia
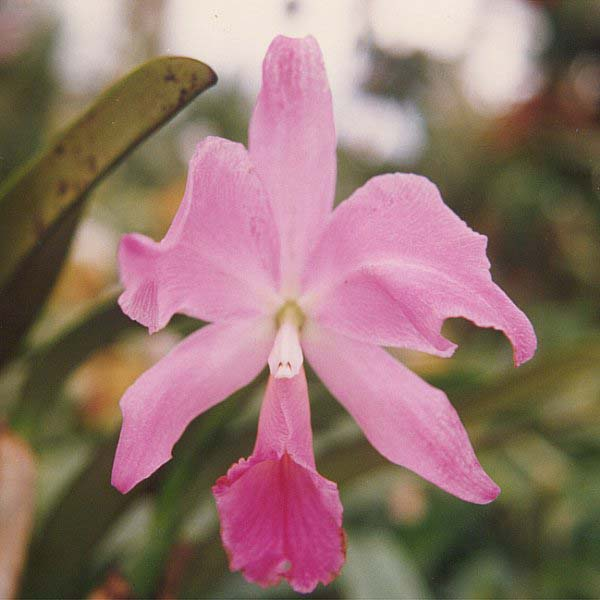
Cattleya labiata
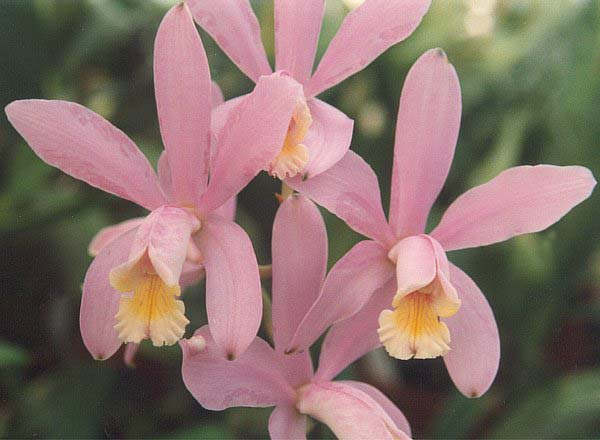
Cattleya loddigesii
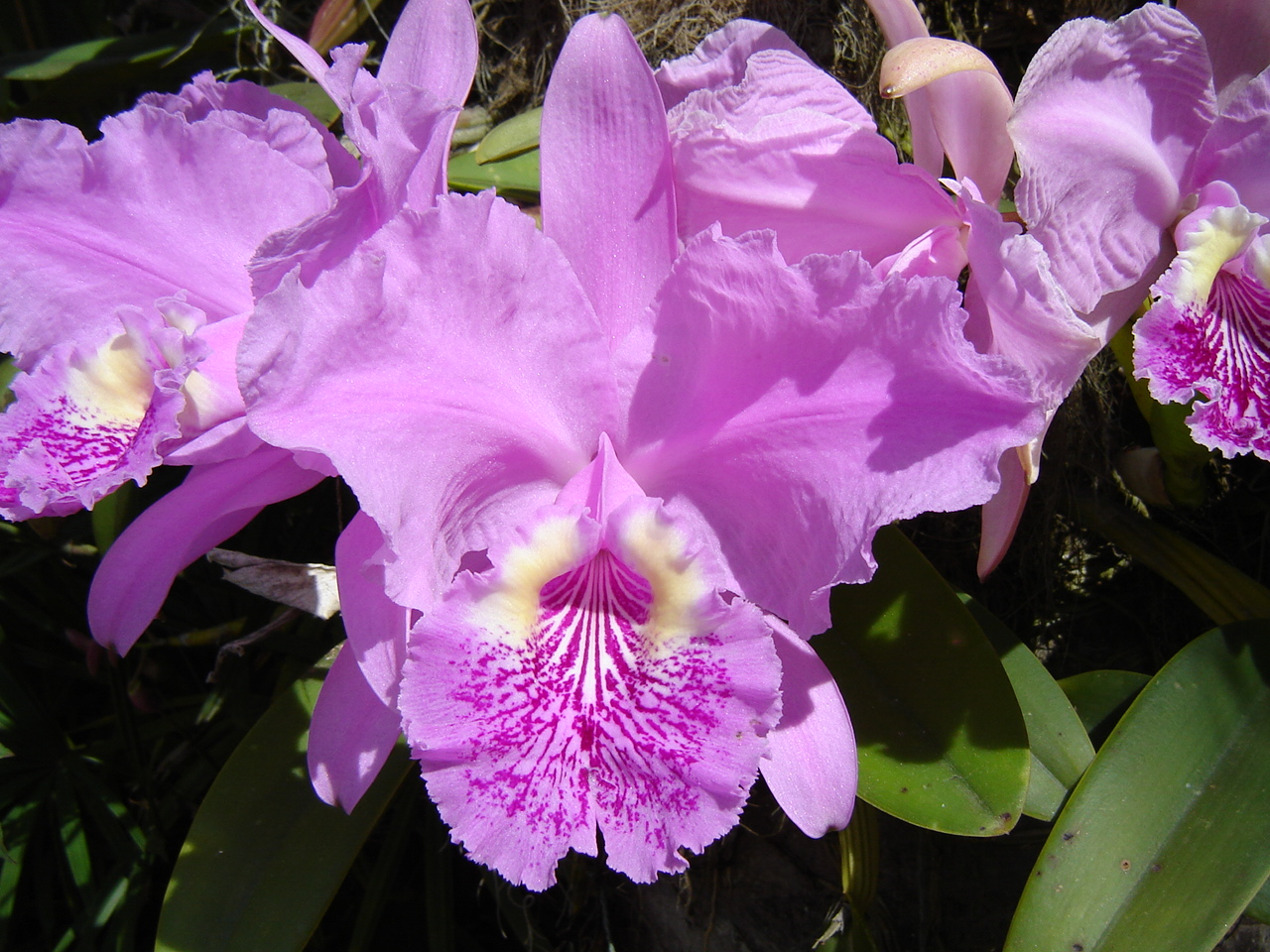
Cattleya lueddemanniana
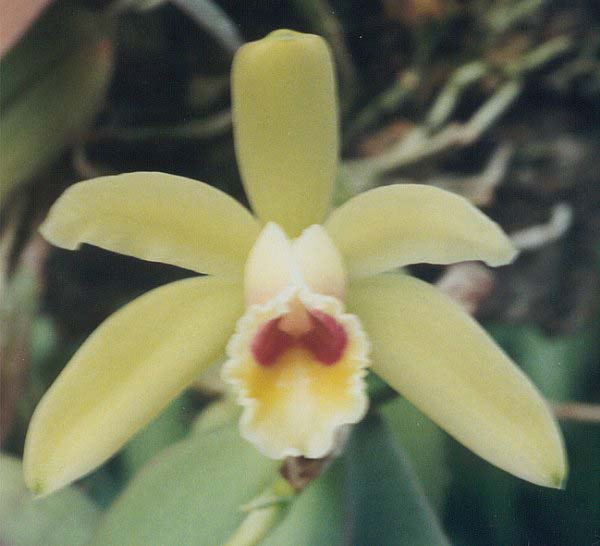
Cattleya luteola
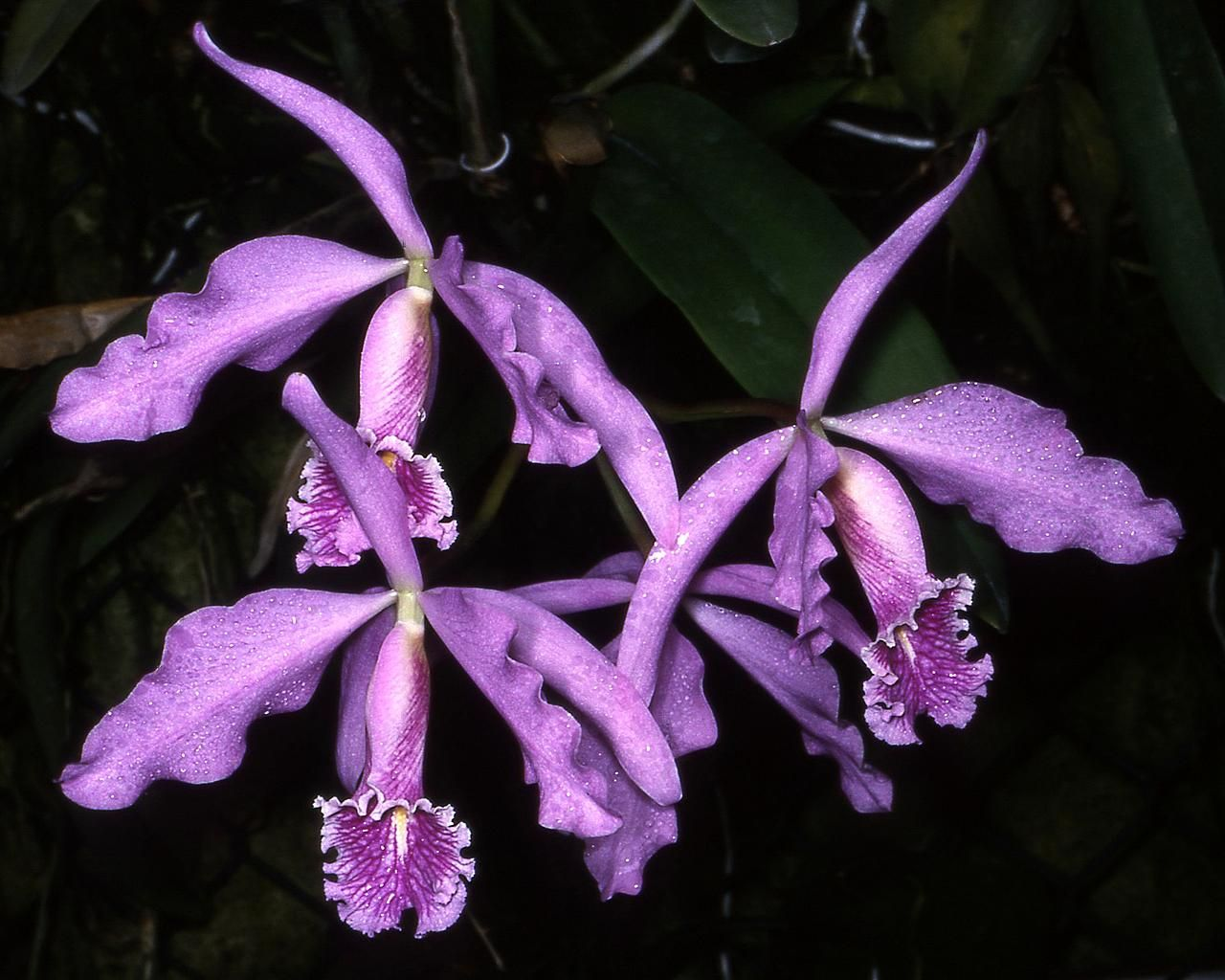
Cattleya maxima
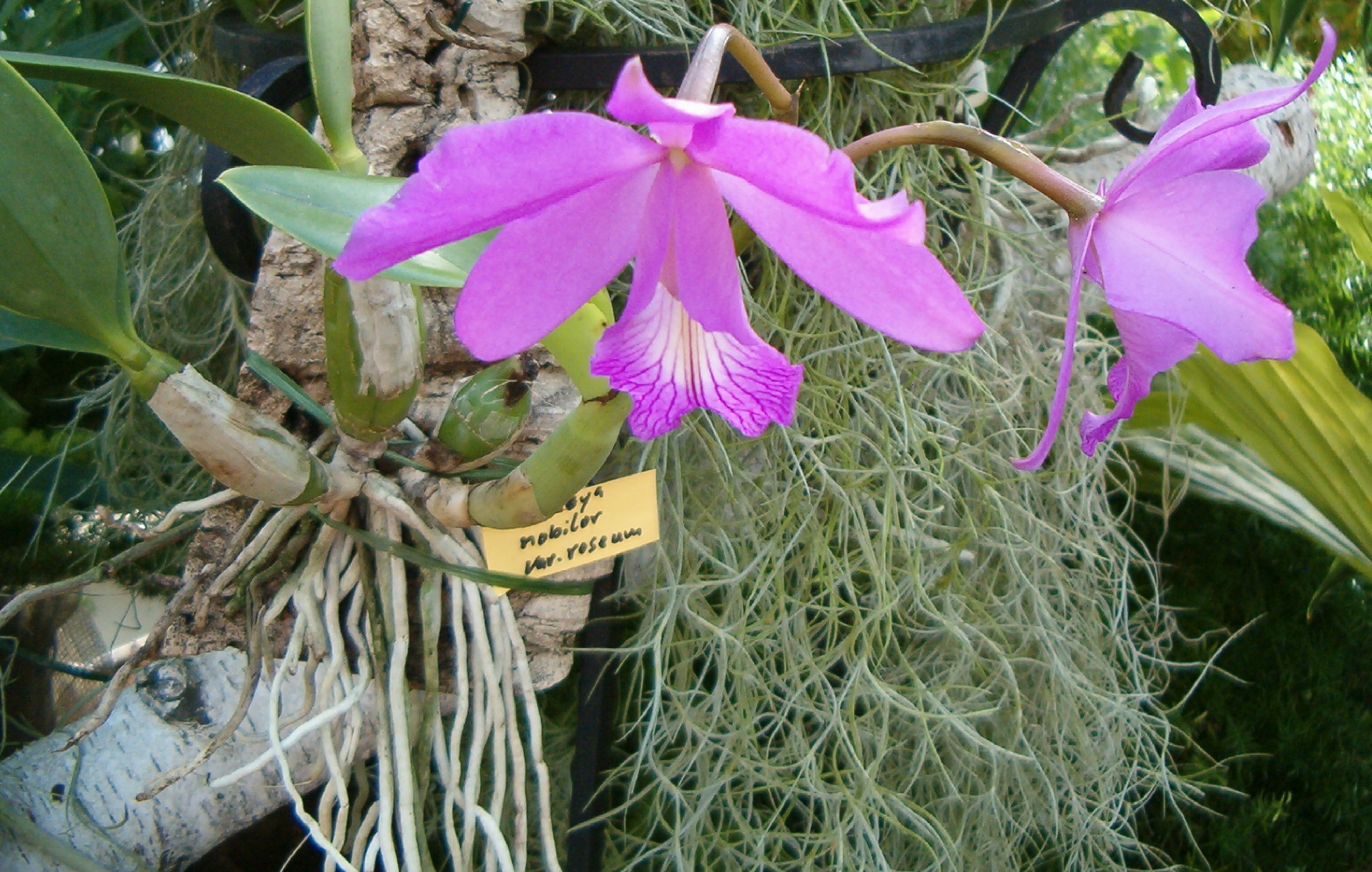
Cattleya nobilior
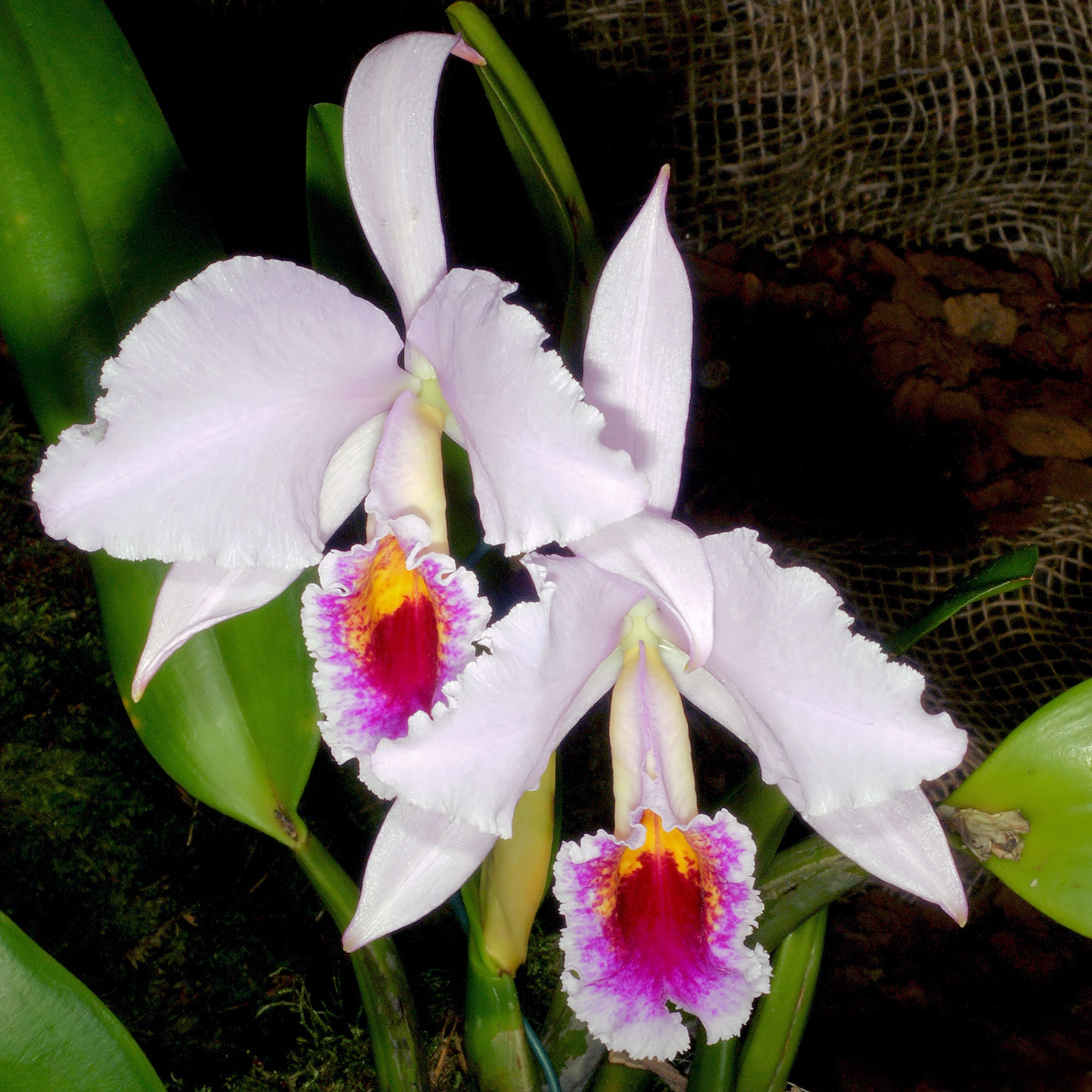
Cattleya percivaliana
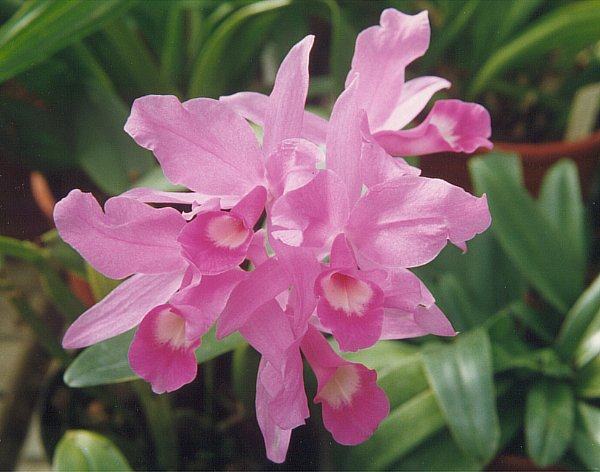
Cattleya skinneri
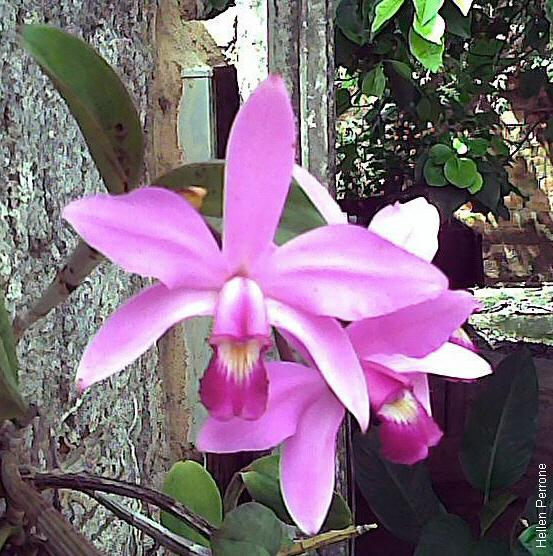
Cattleya violacea
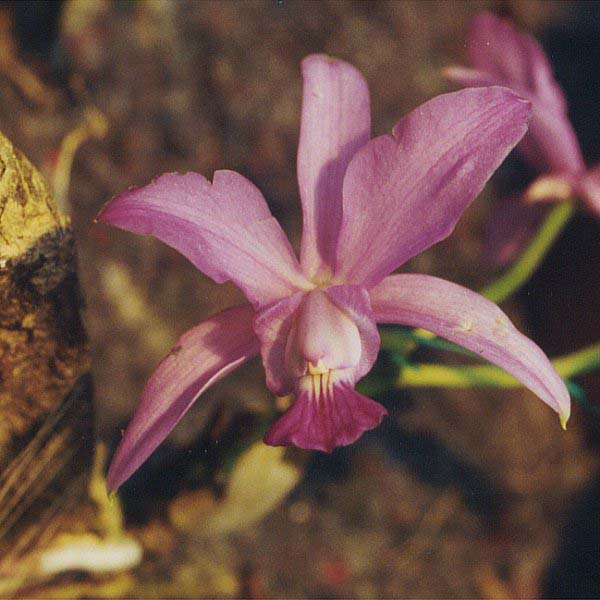
Cattleya walkeriana
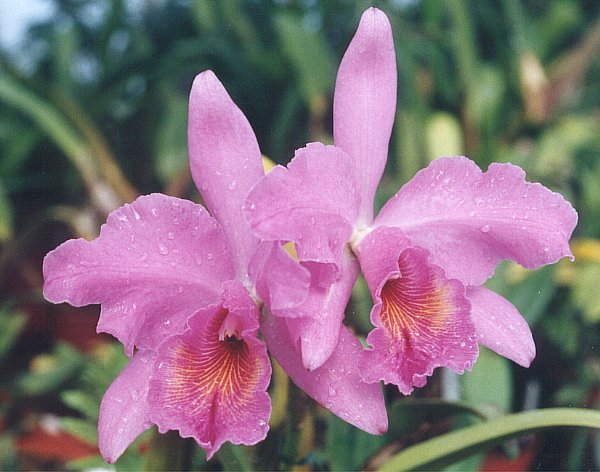
Cattleya warscewiczii
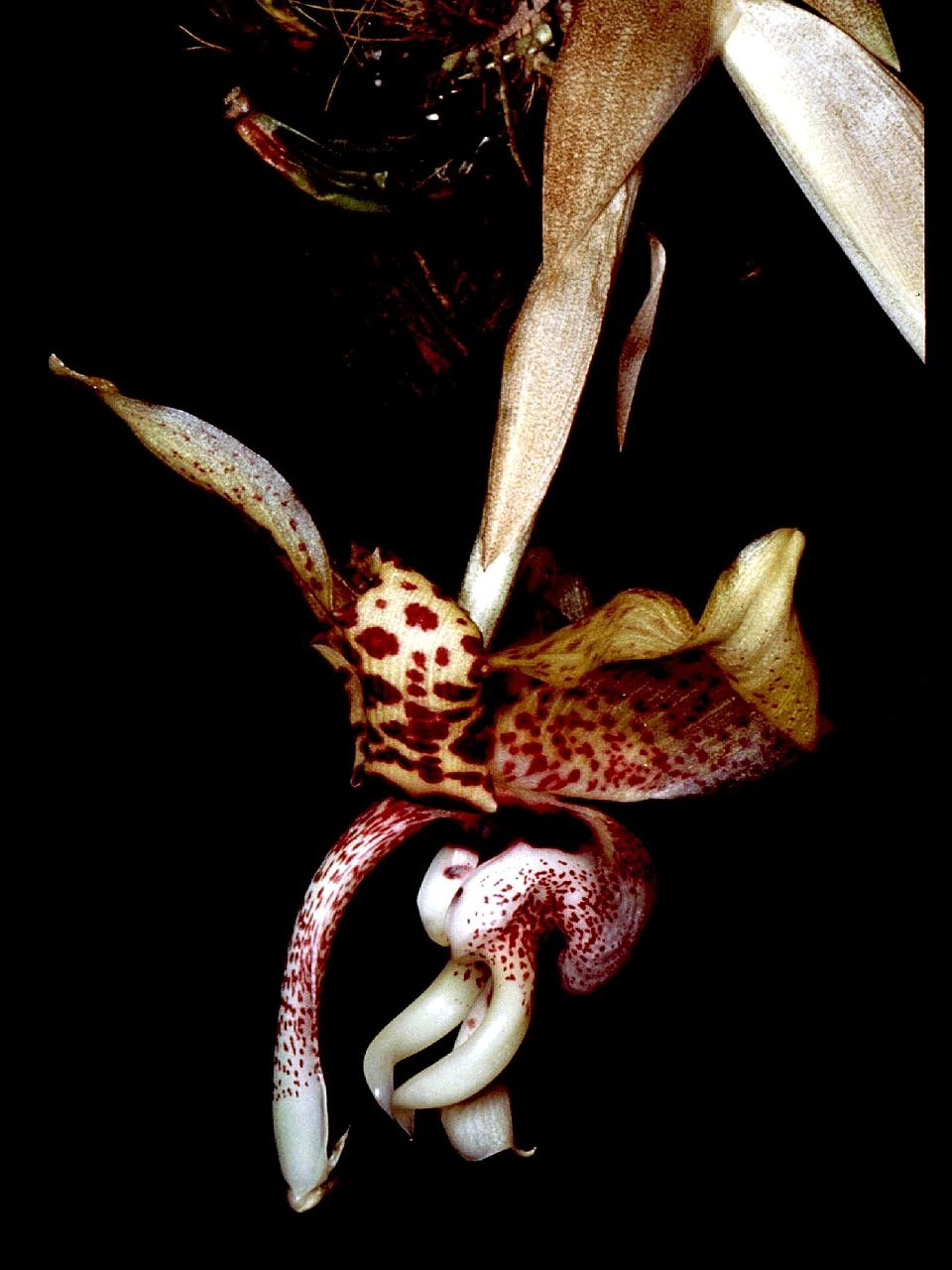
Anguloa
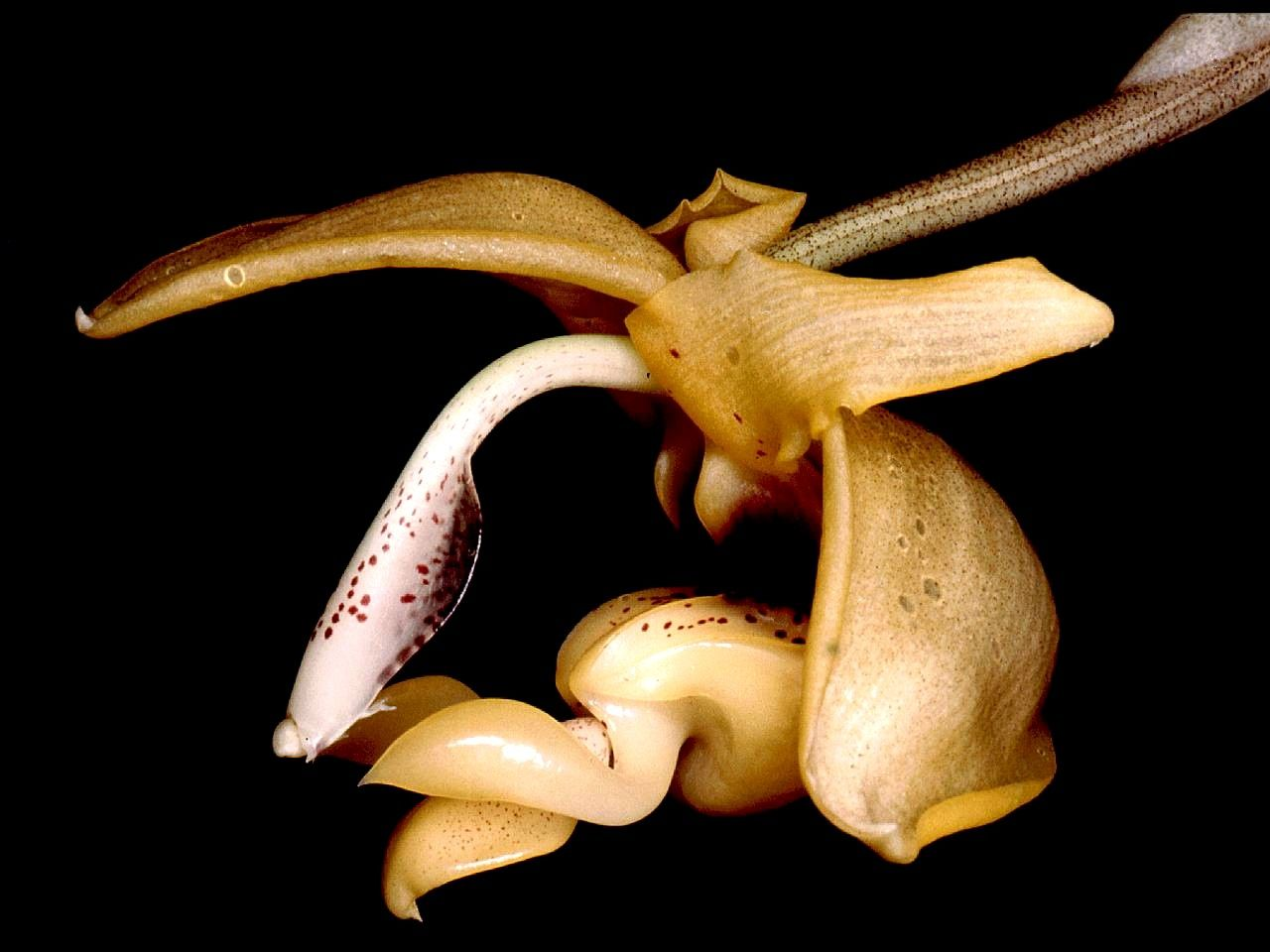
Stanhopea anfracta
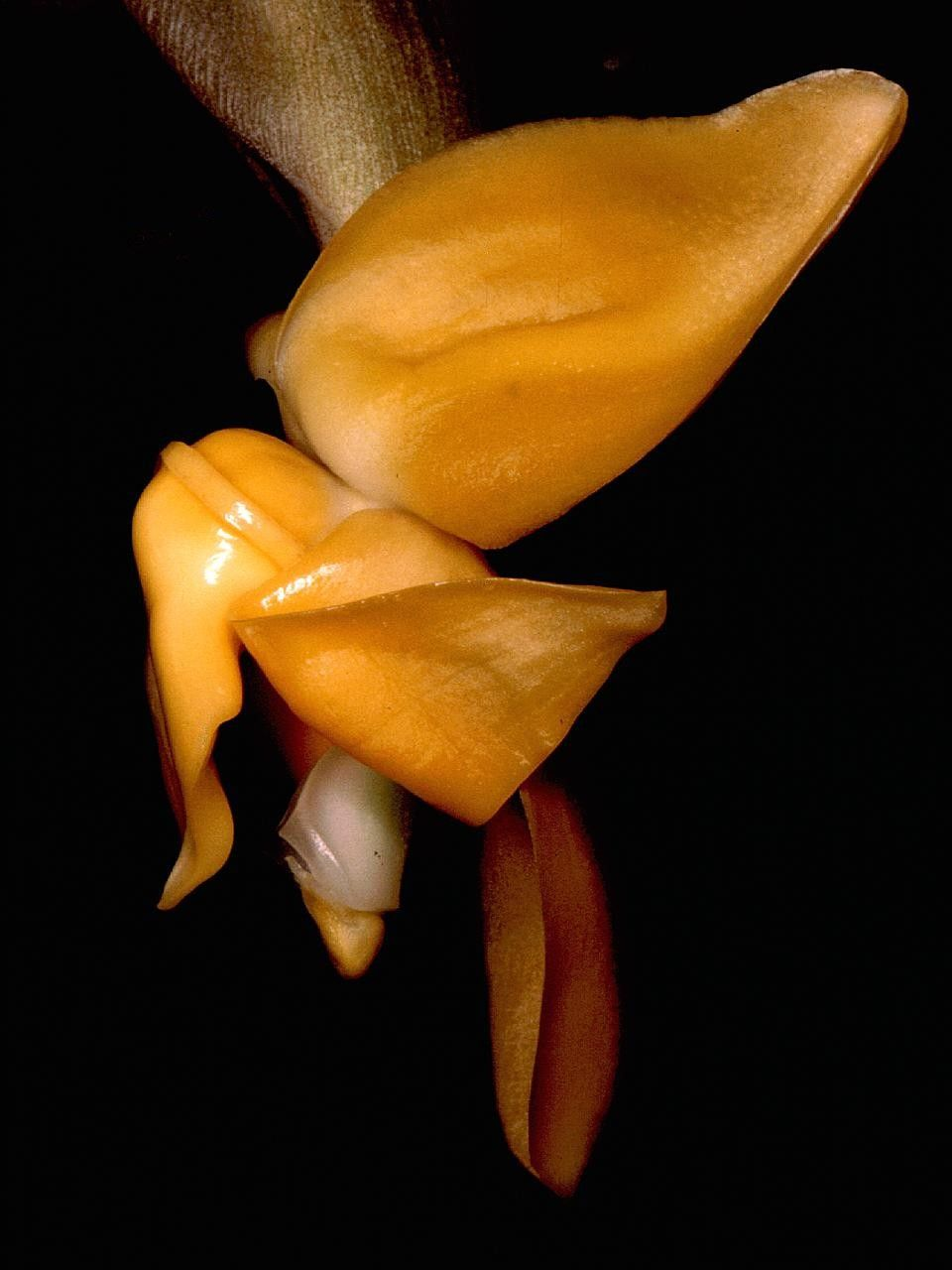
Stanhopea annulata
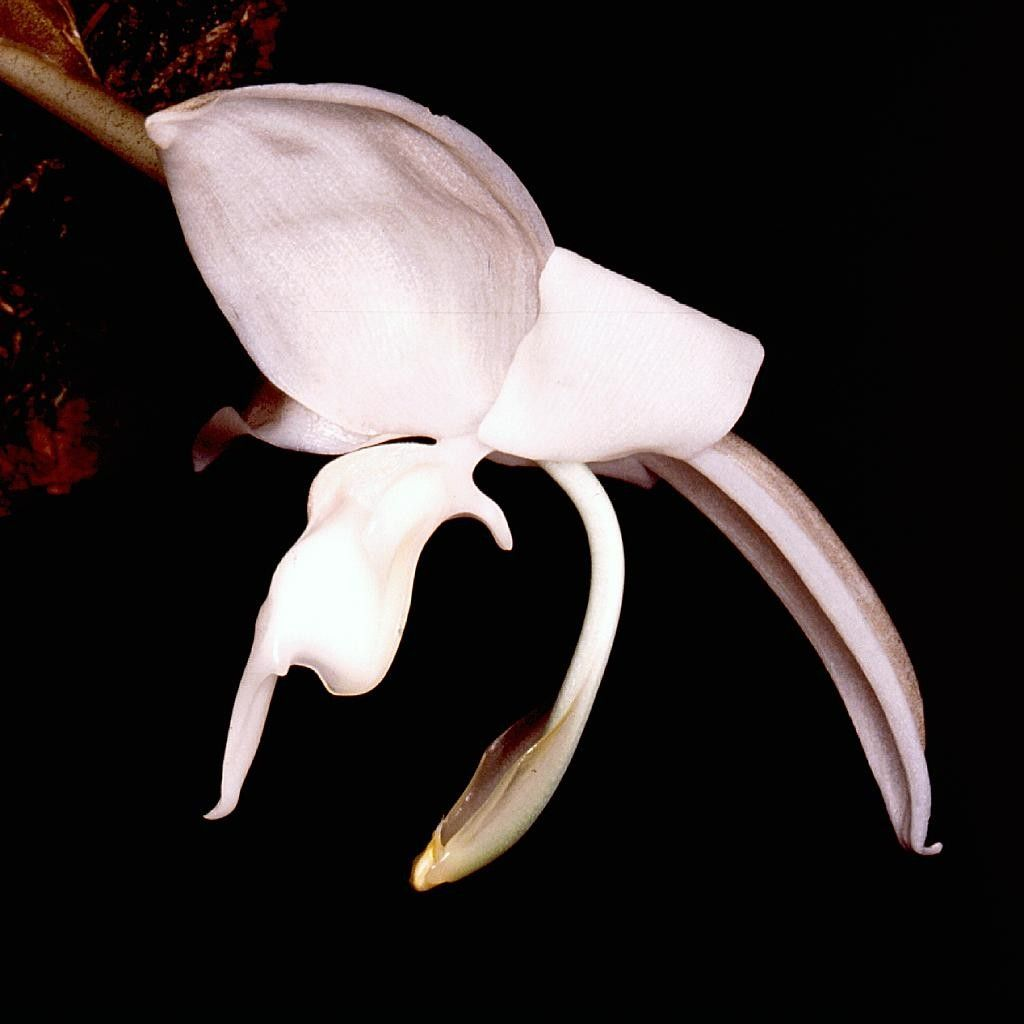
Stanhopea candida
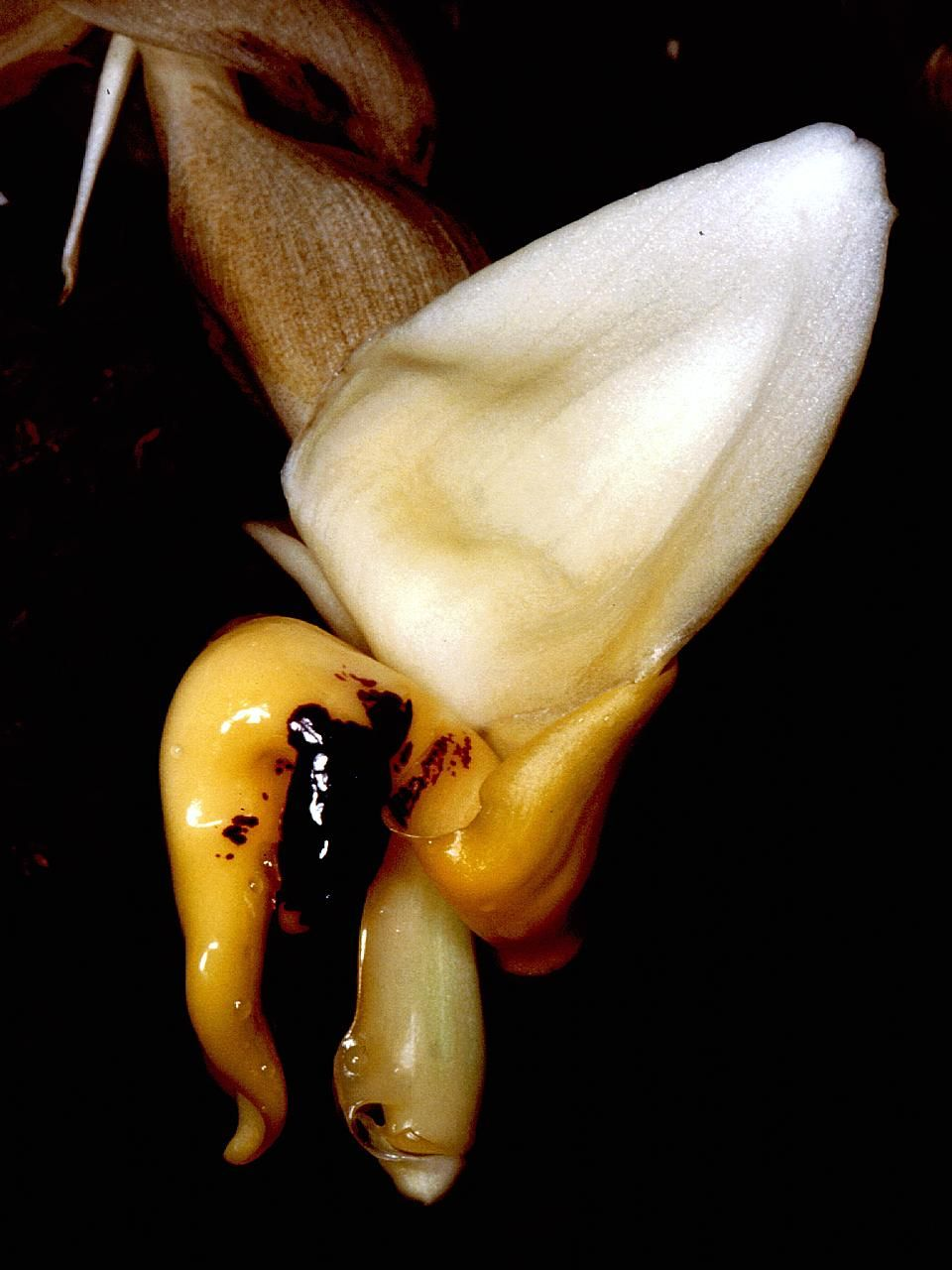
Stanhopea cirrhata
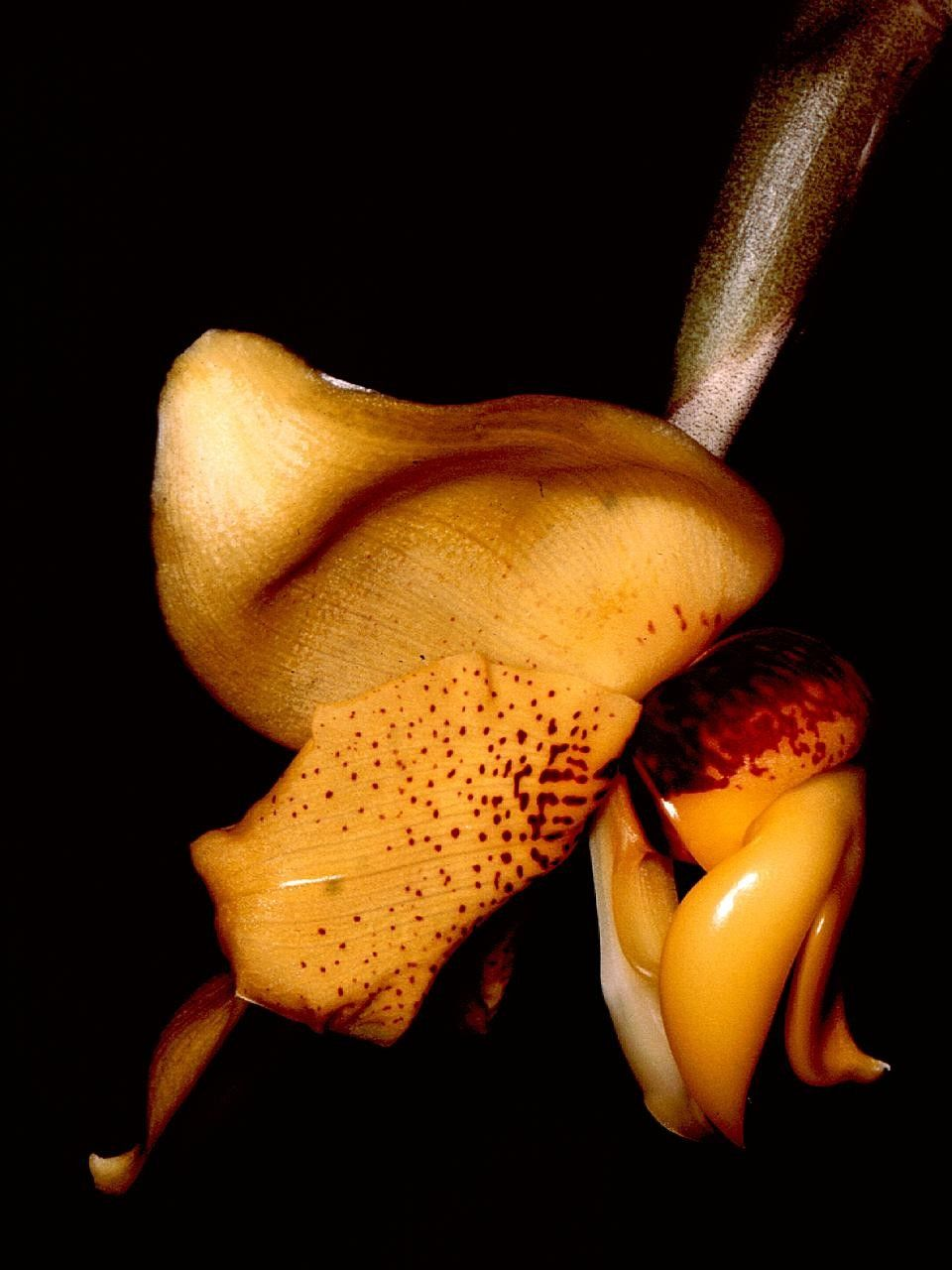
Stanhopea connata
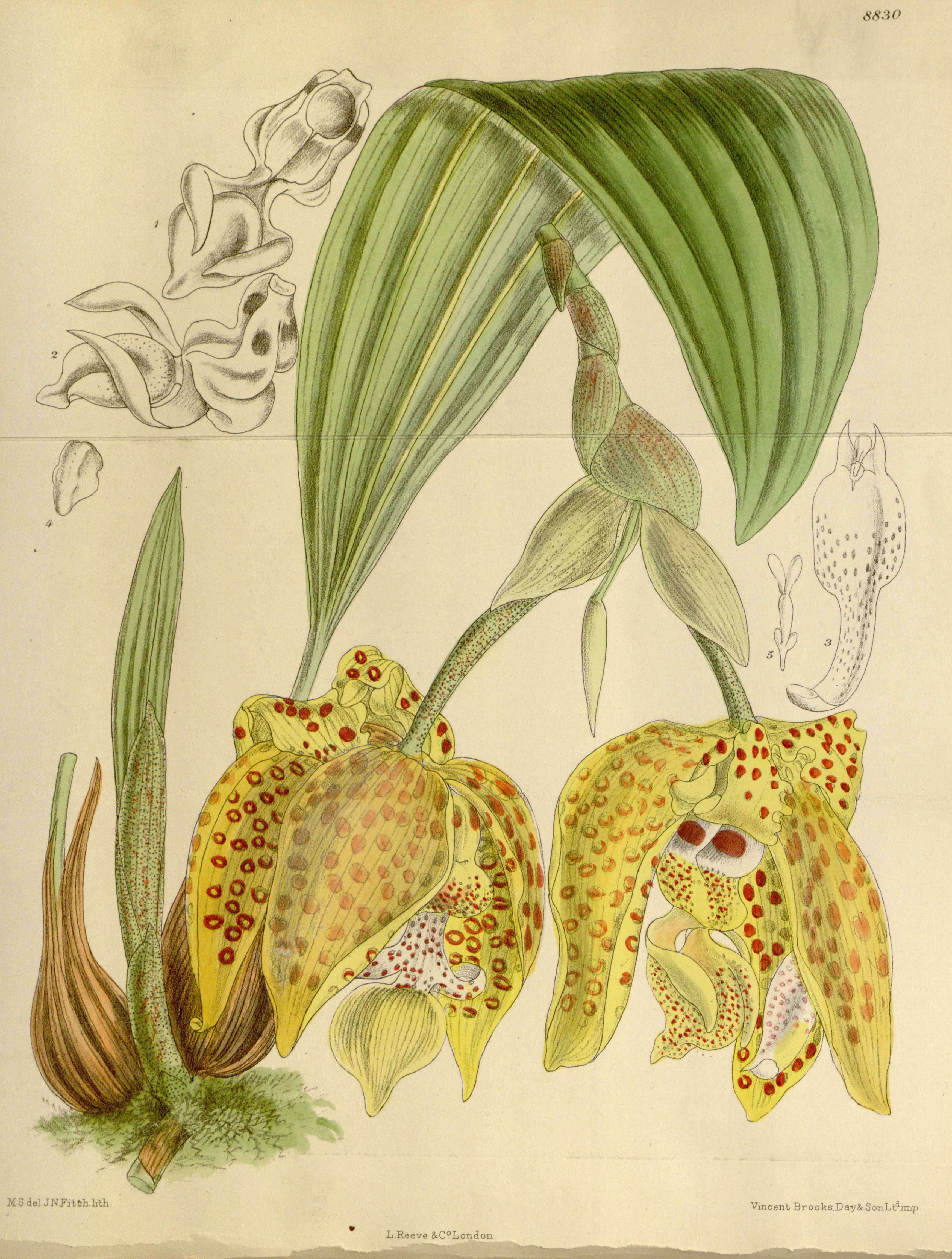
Stanhopea costaricensis
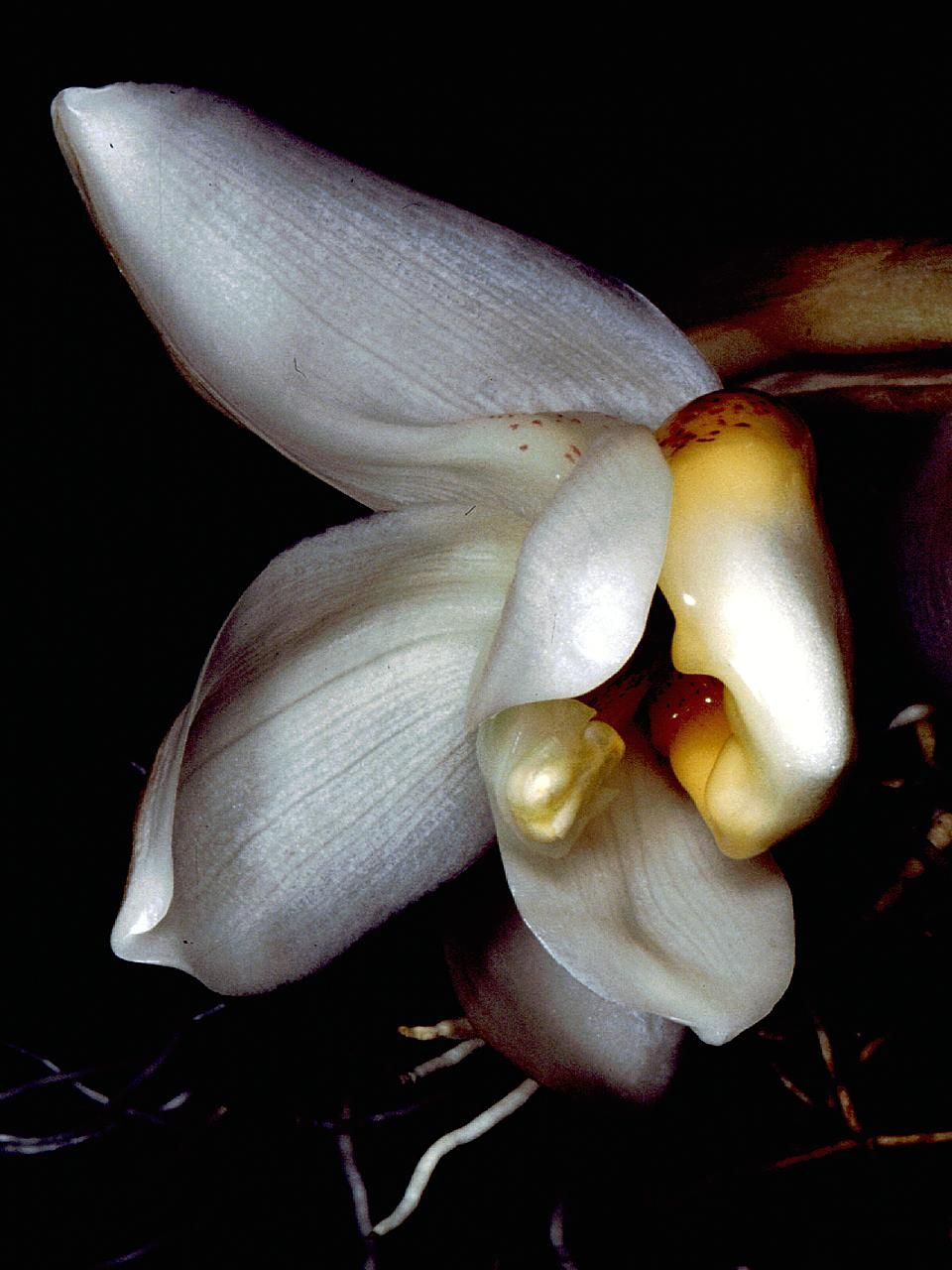
Stanhopea ecornuta
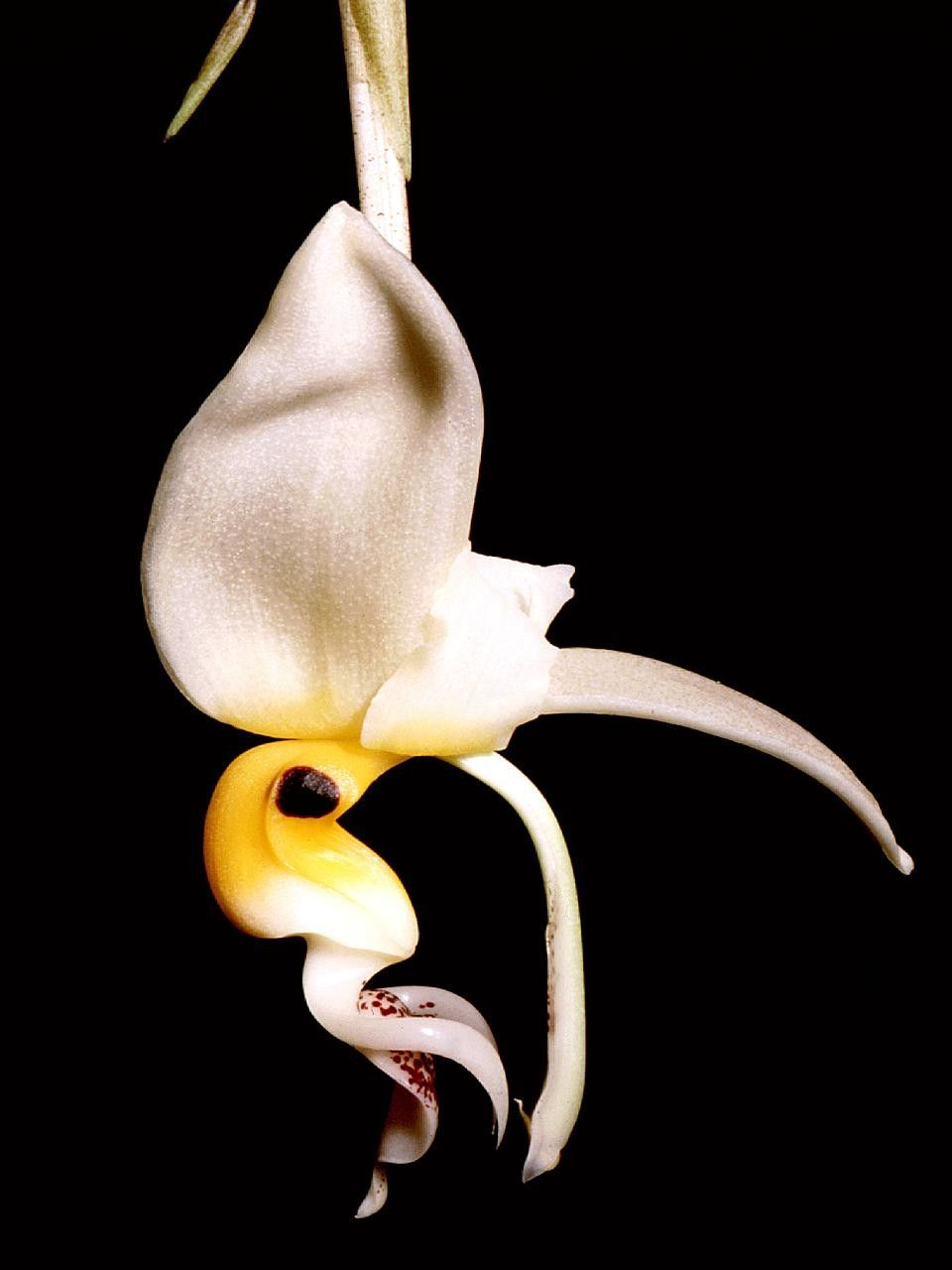
Stanhopea embreei
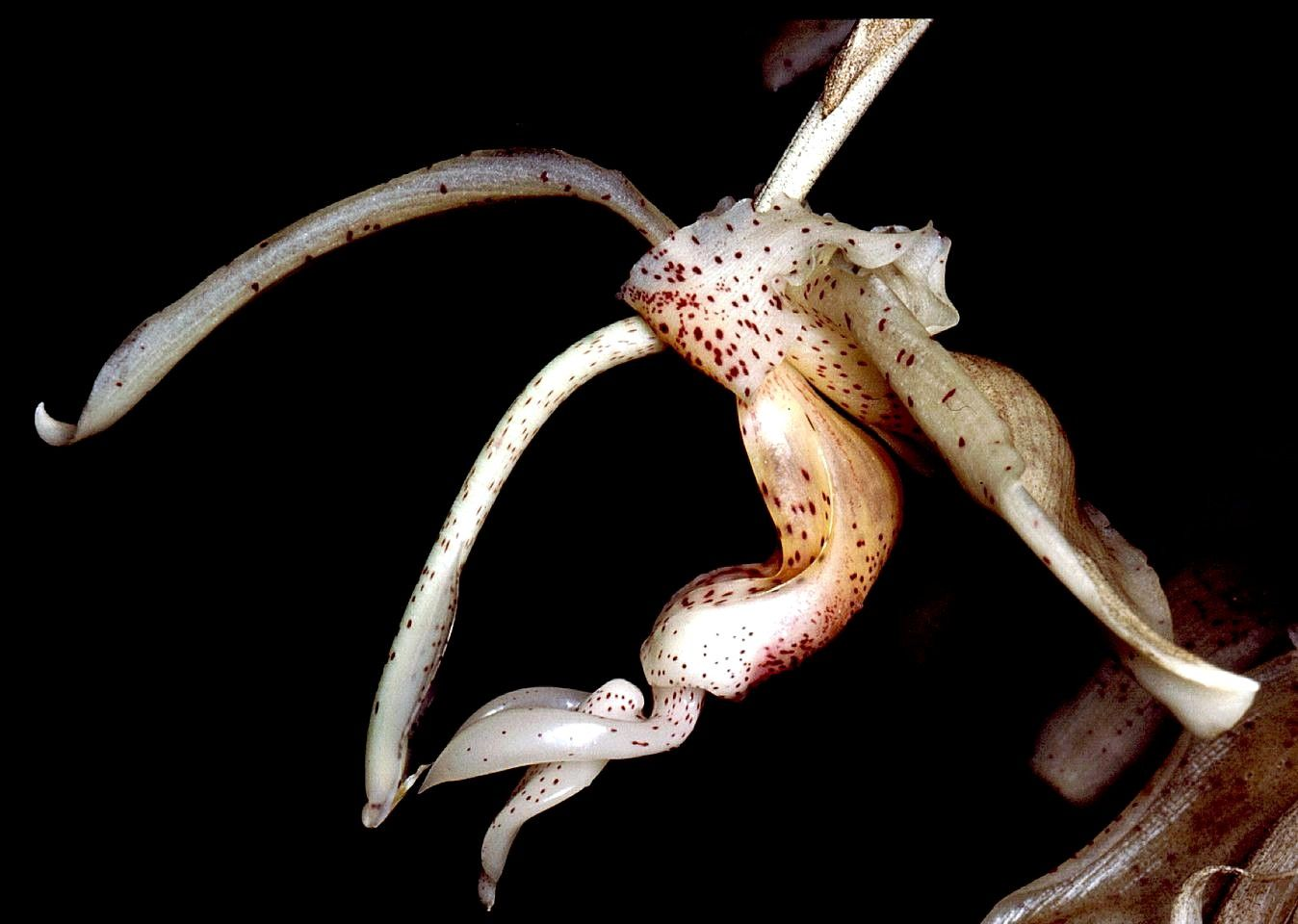
Stanhopea florida
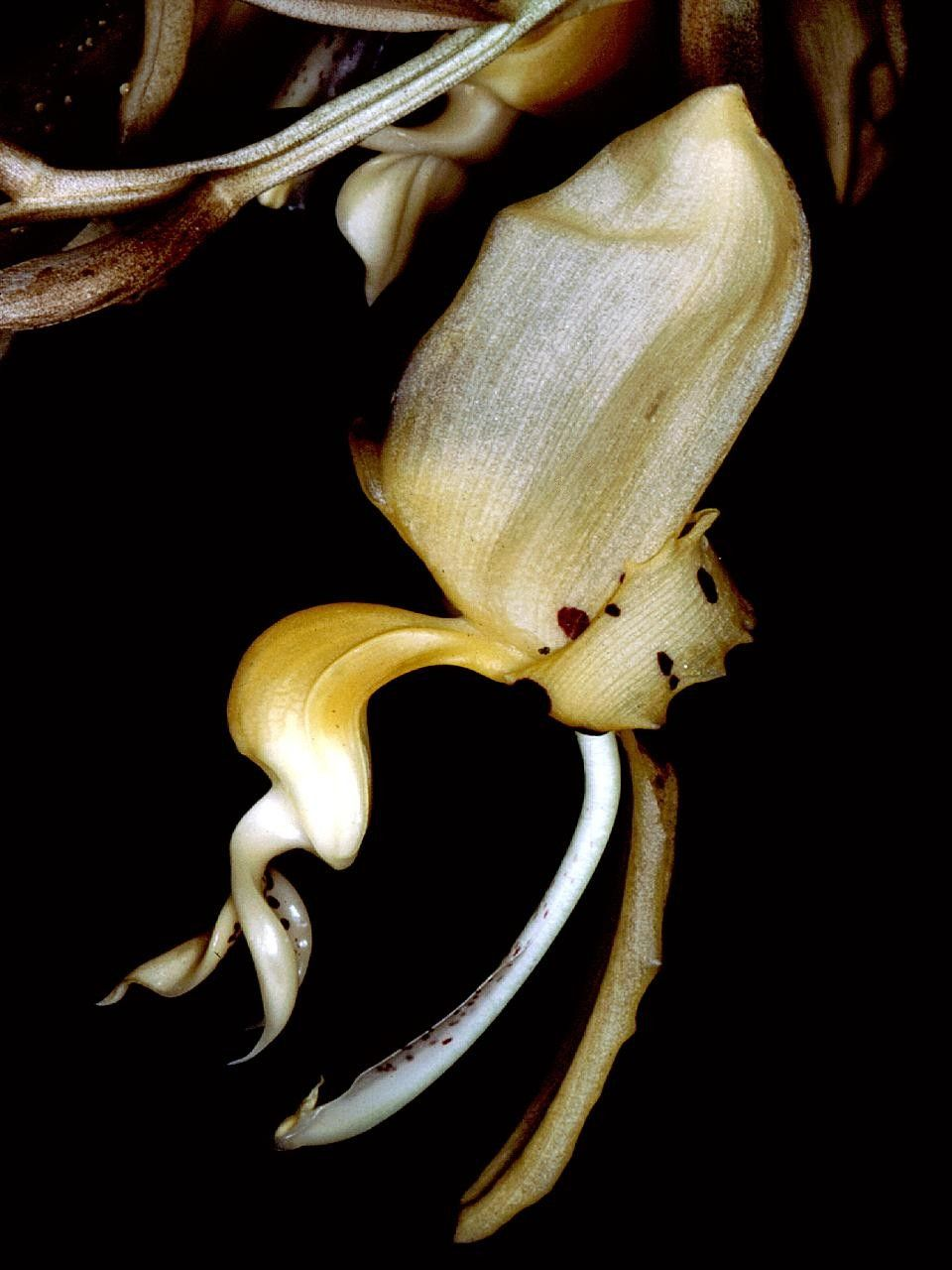
Stanhopea frymirei
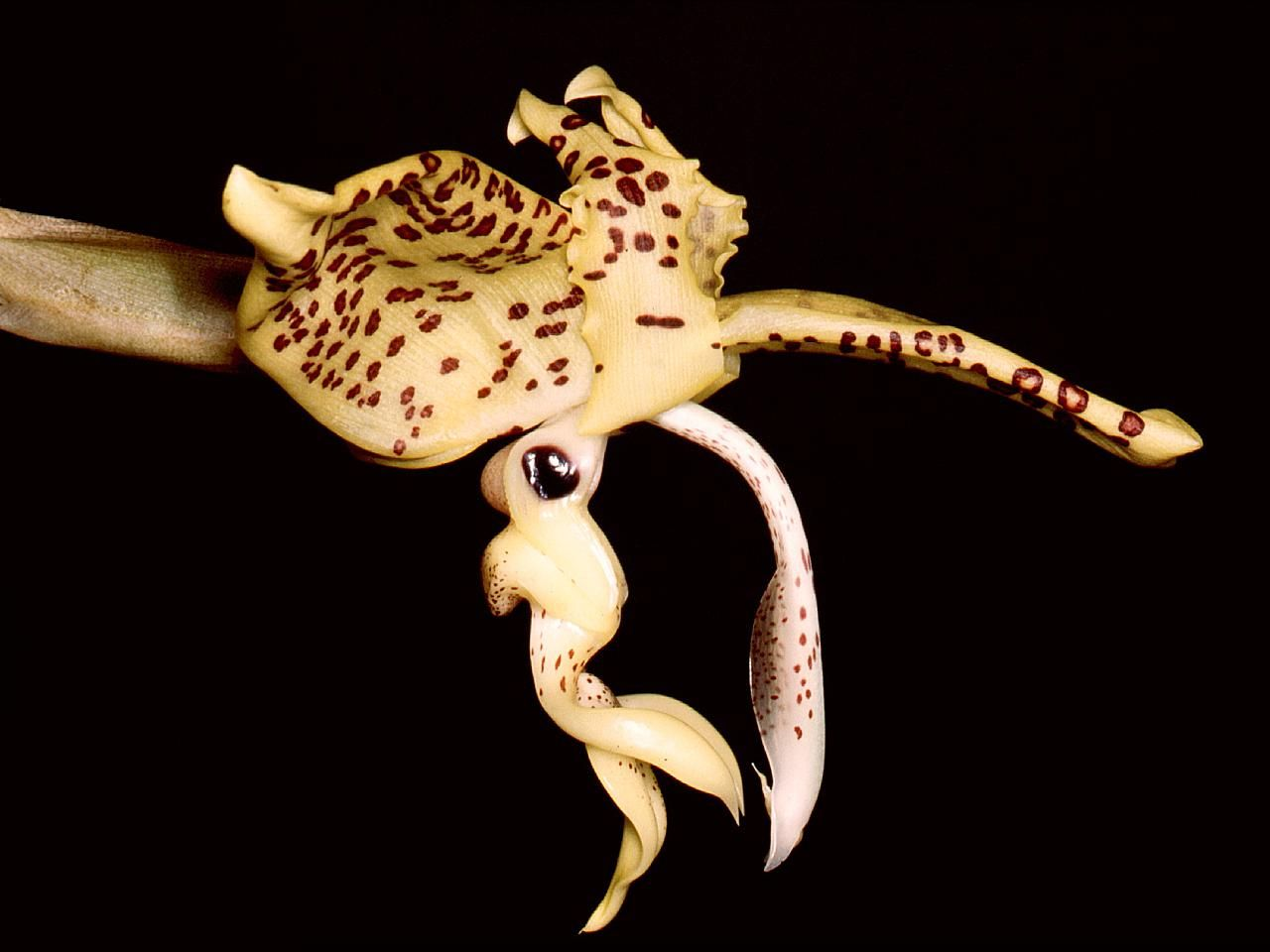
Stanhopea gibbosa
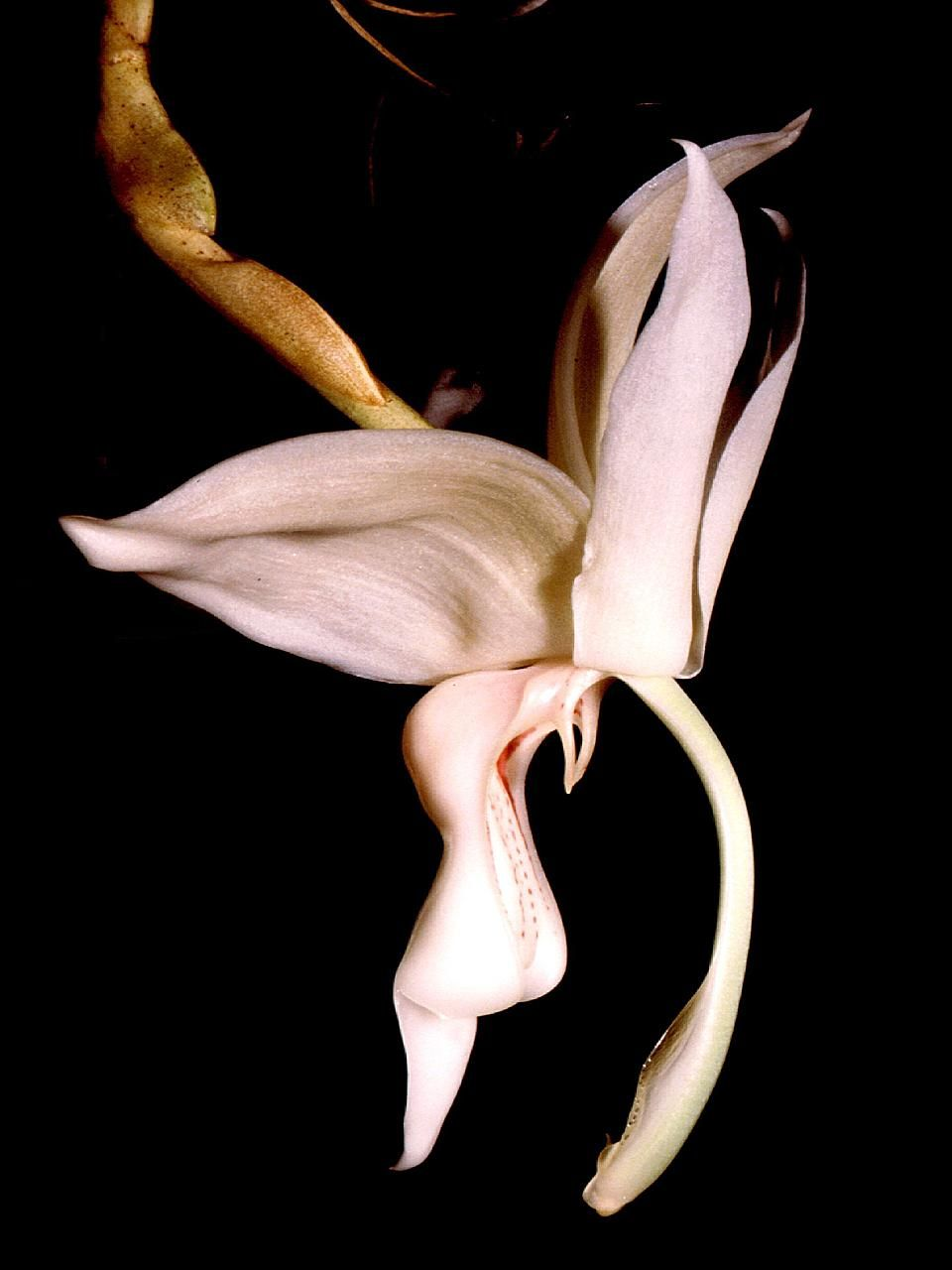
Stanhopea grandiflora
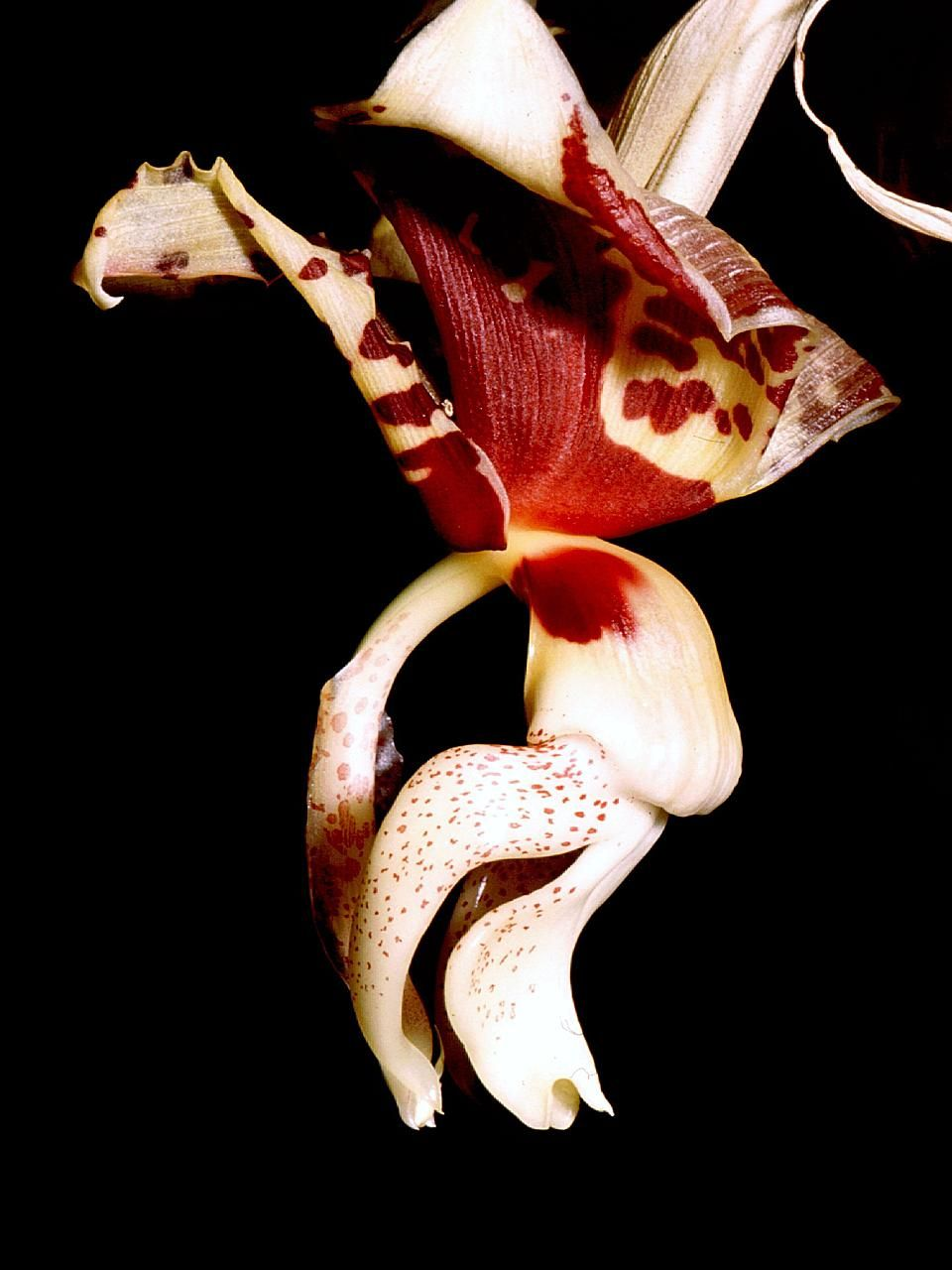
Stanhopea tigrina
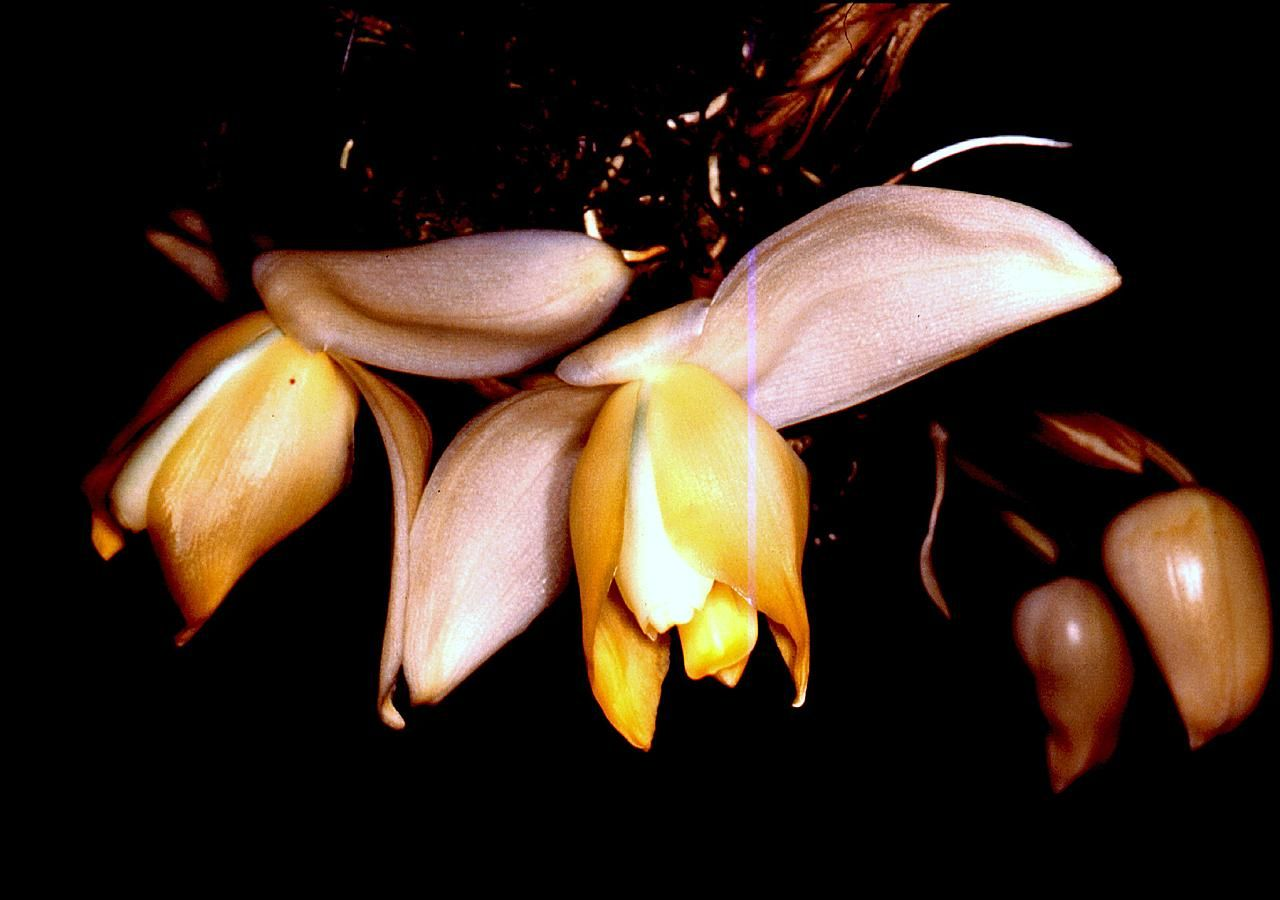
Stanhopea tricornis
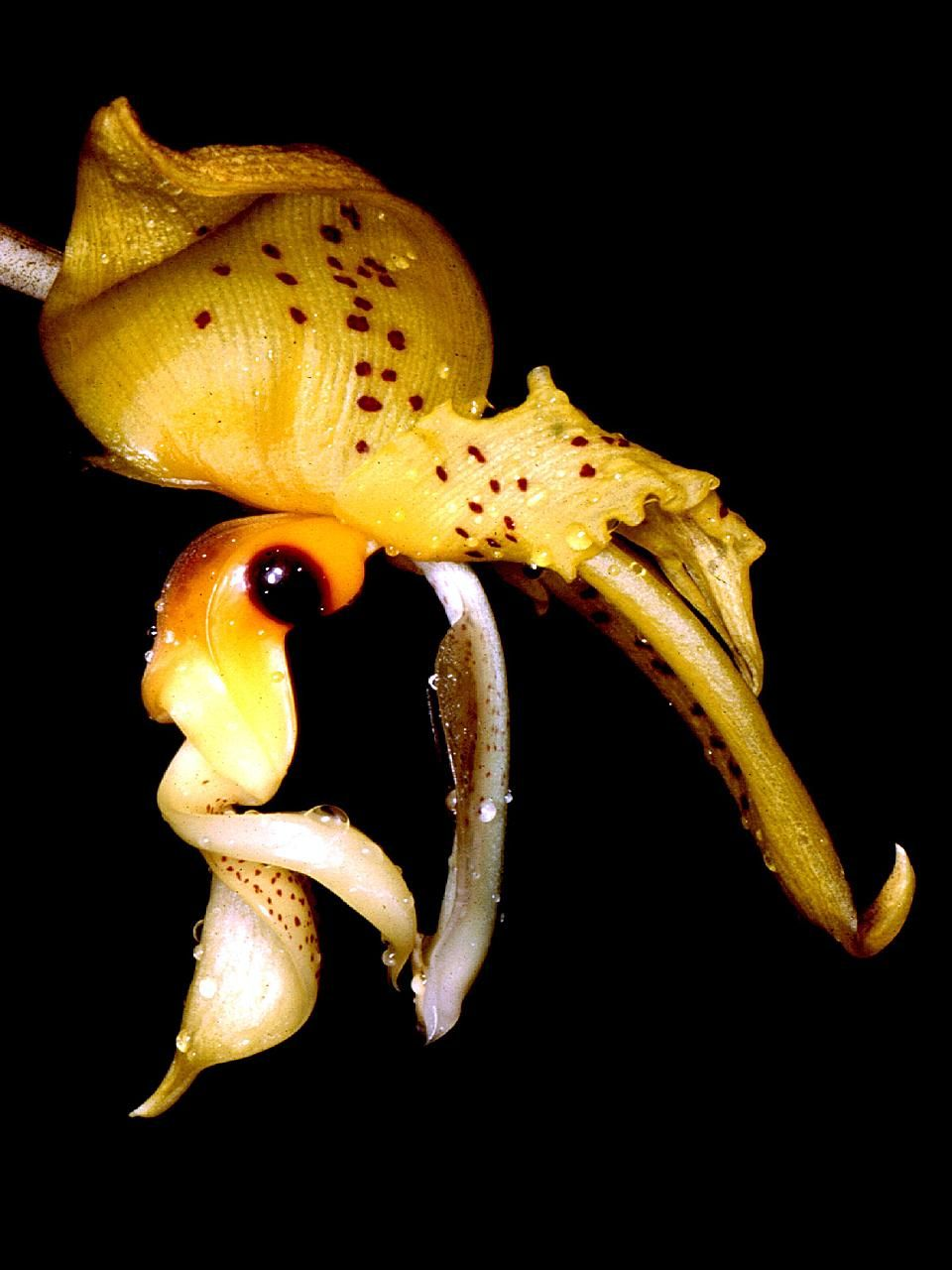
Stanhopea wardii
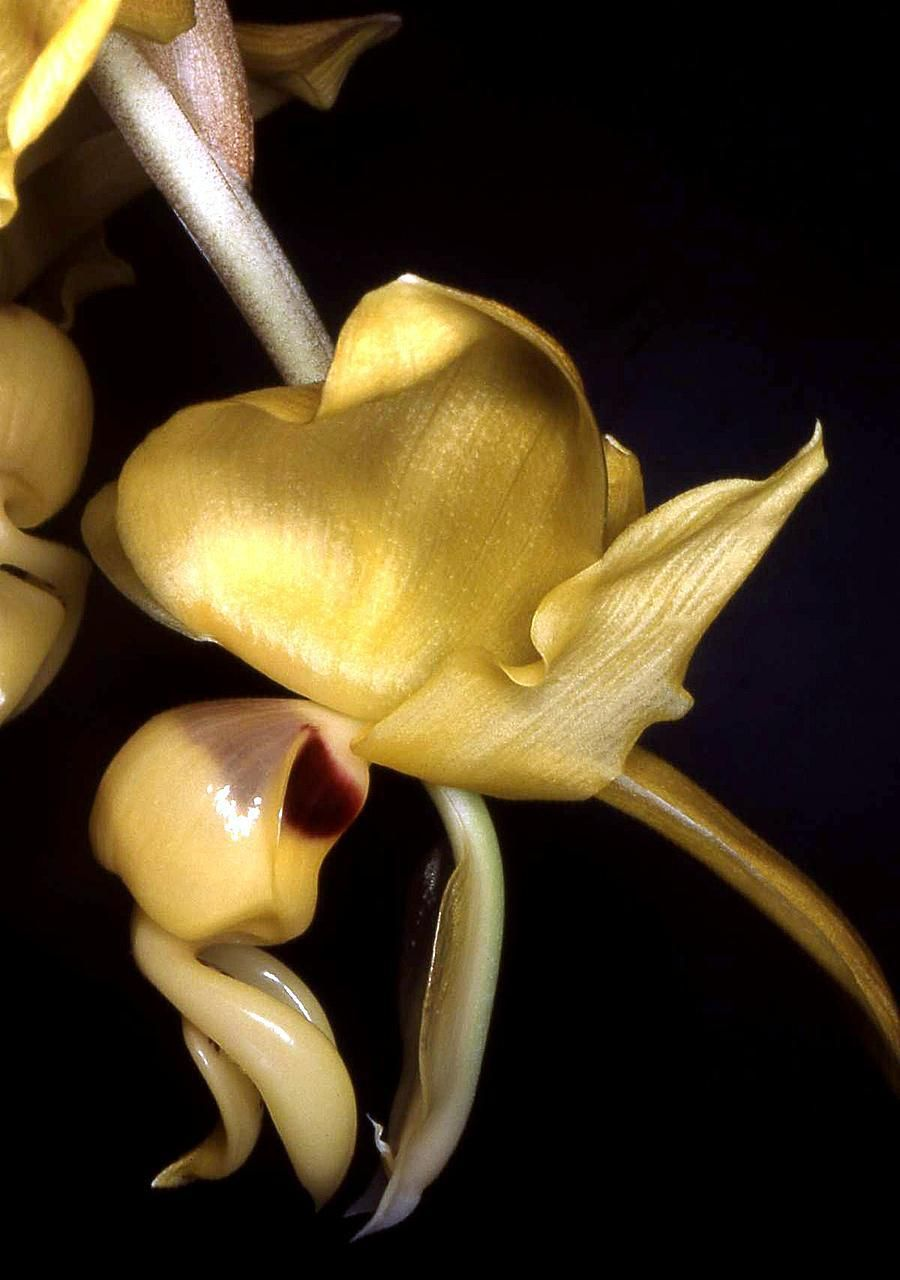
Stanhopea warszewicziana
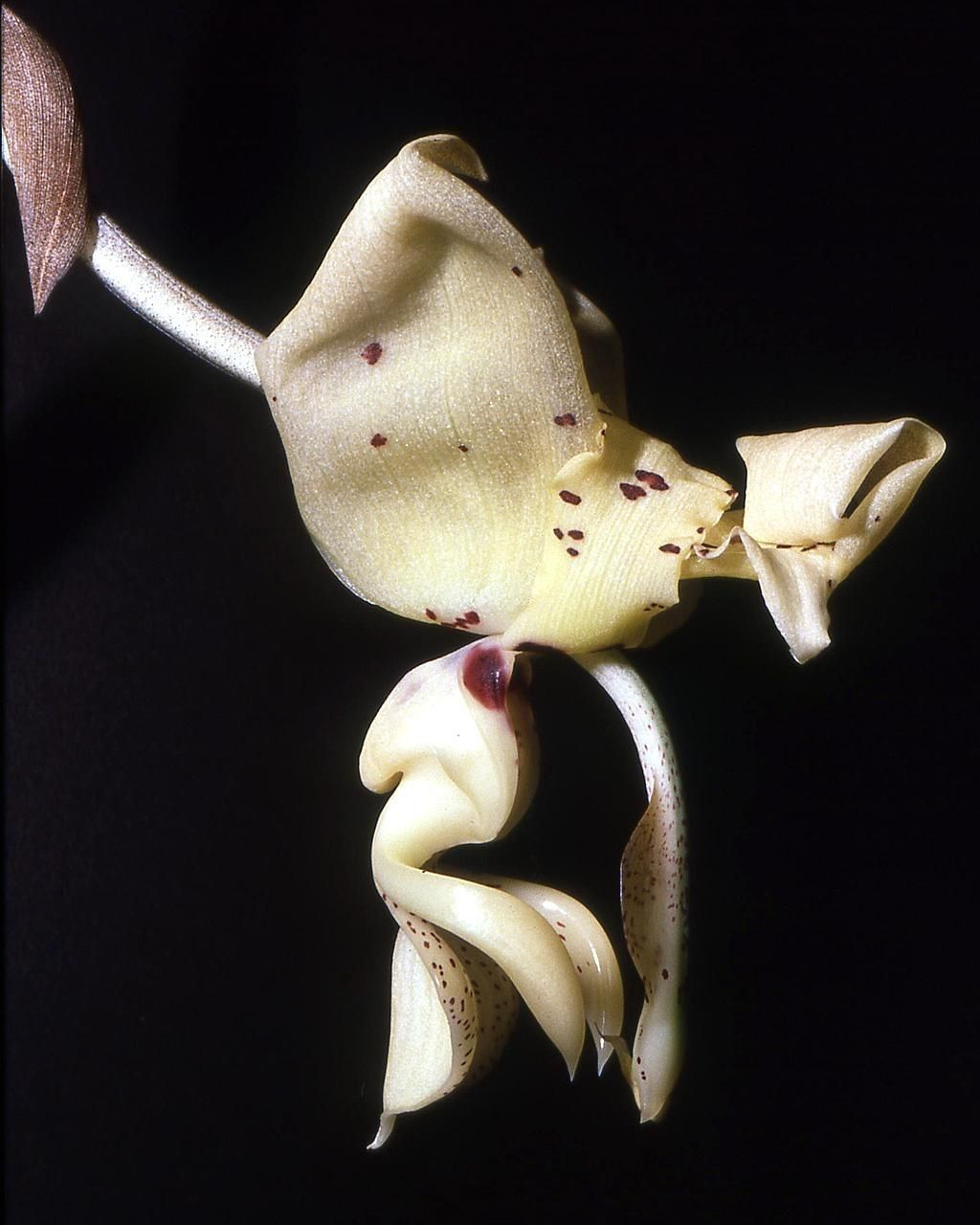
Stanhopea xytriophora
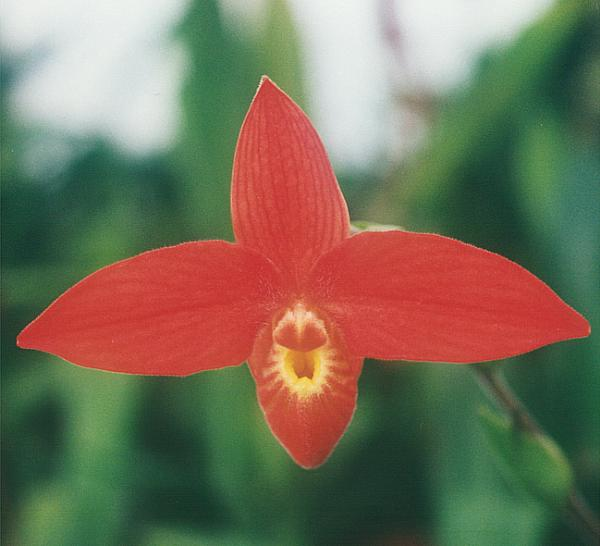
Phragmipedium besseae
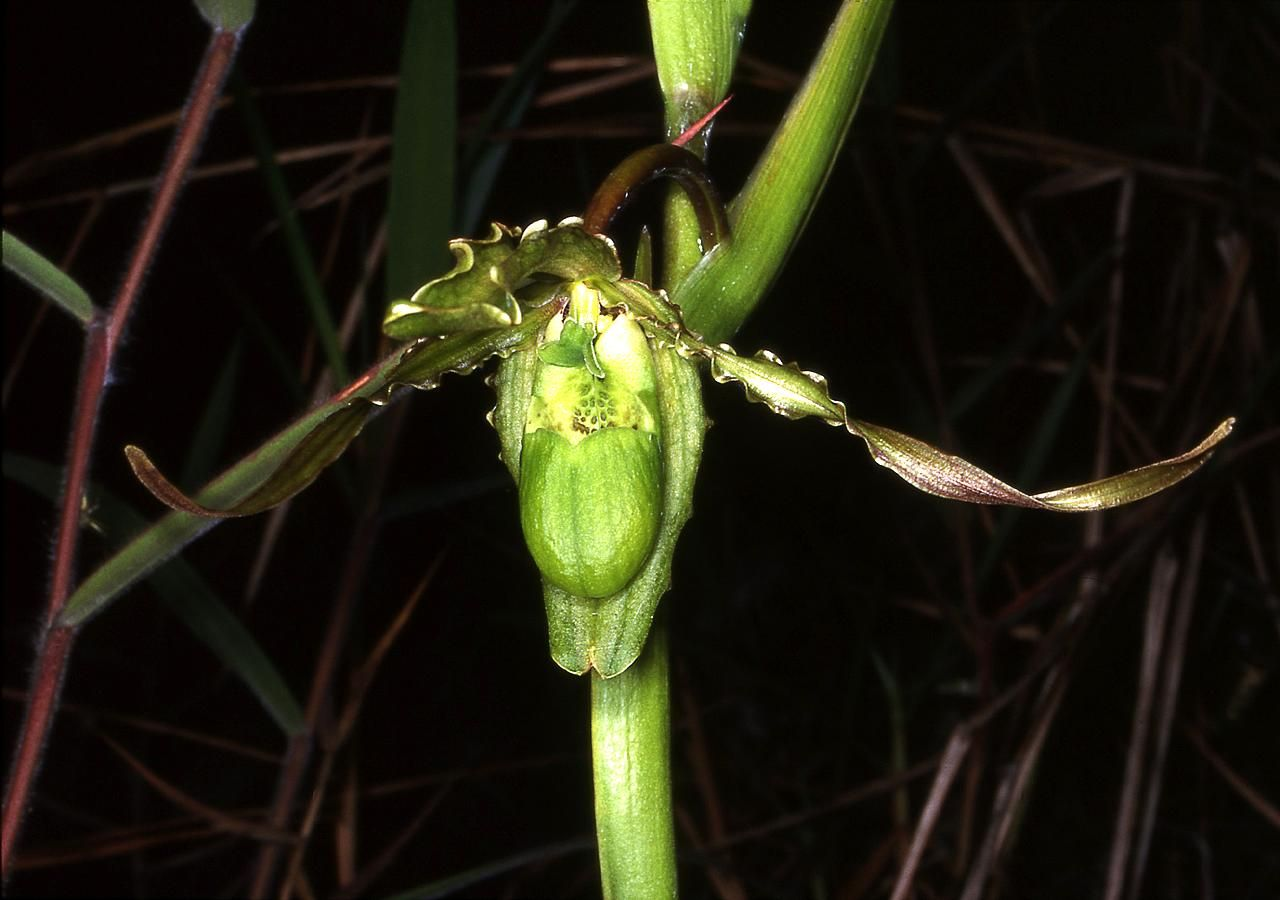
Phragmipedium boissierianum
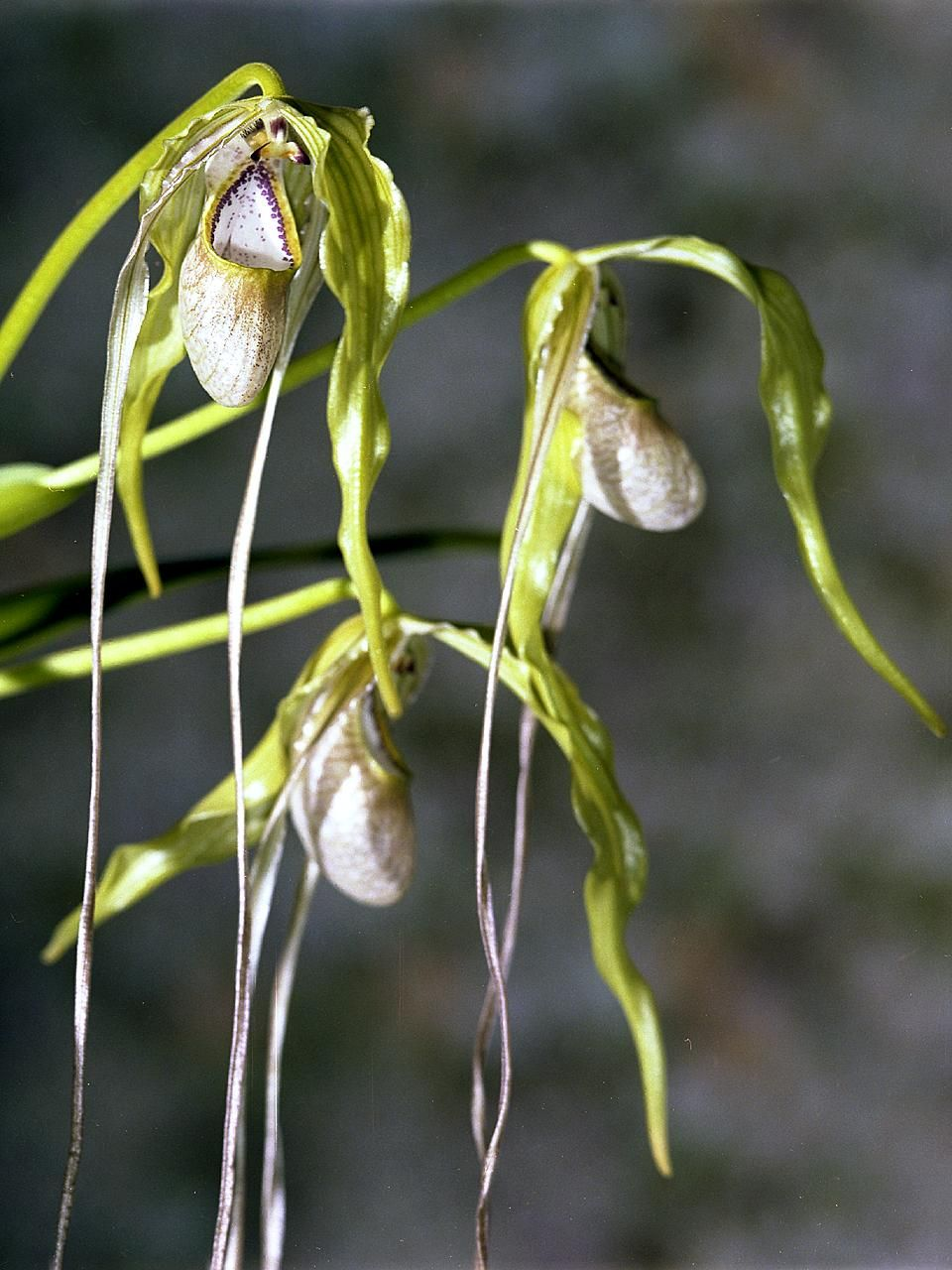
Phragmipedium caudatum
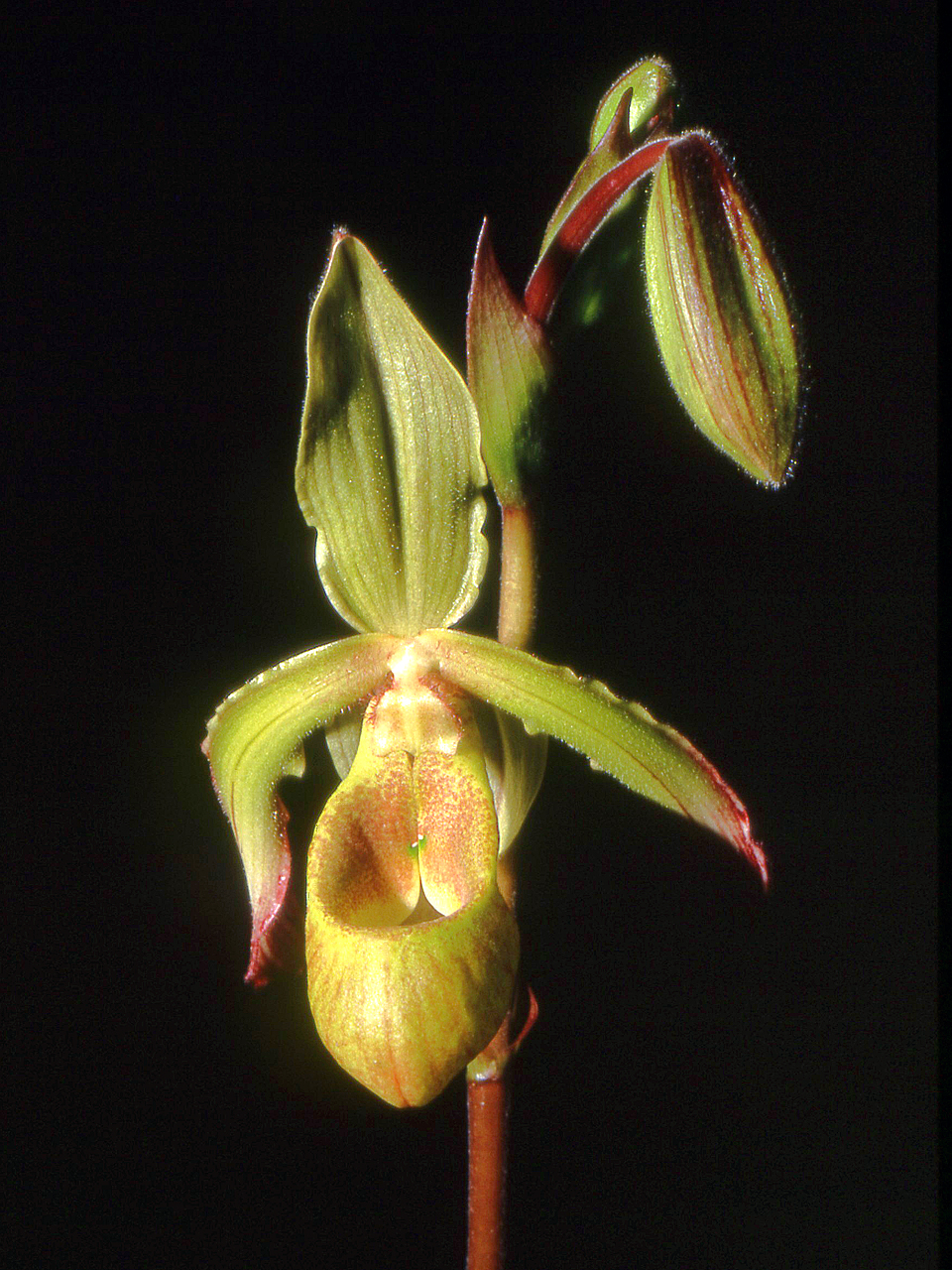
Phragmipedium lindleyanum
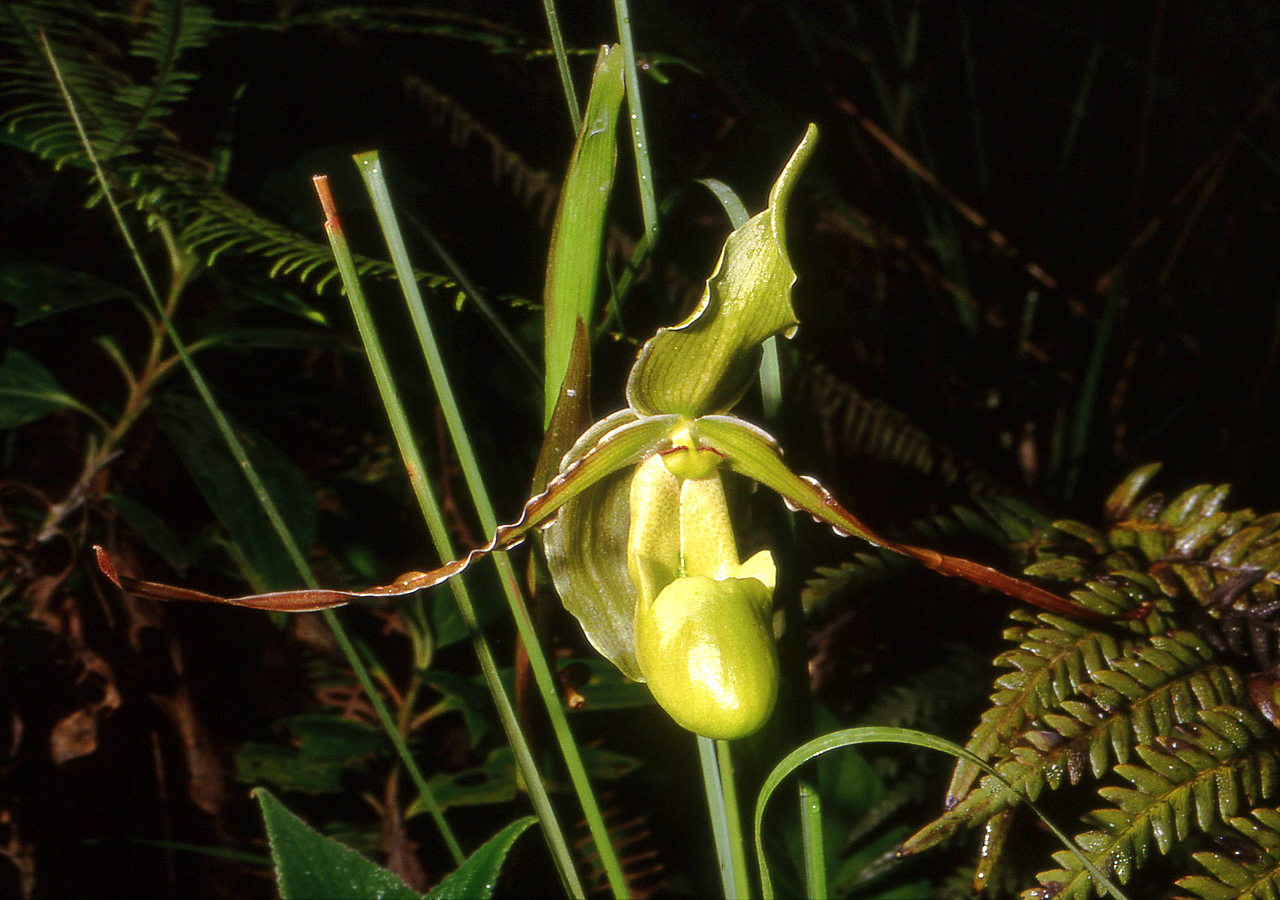
Phragmipedium longifolium
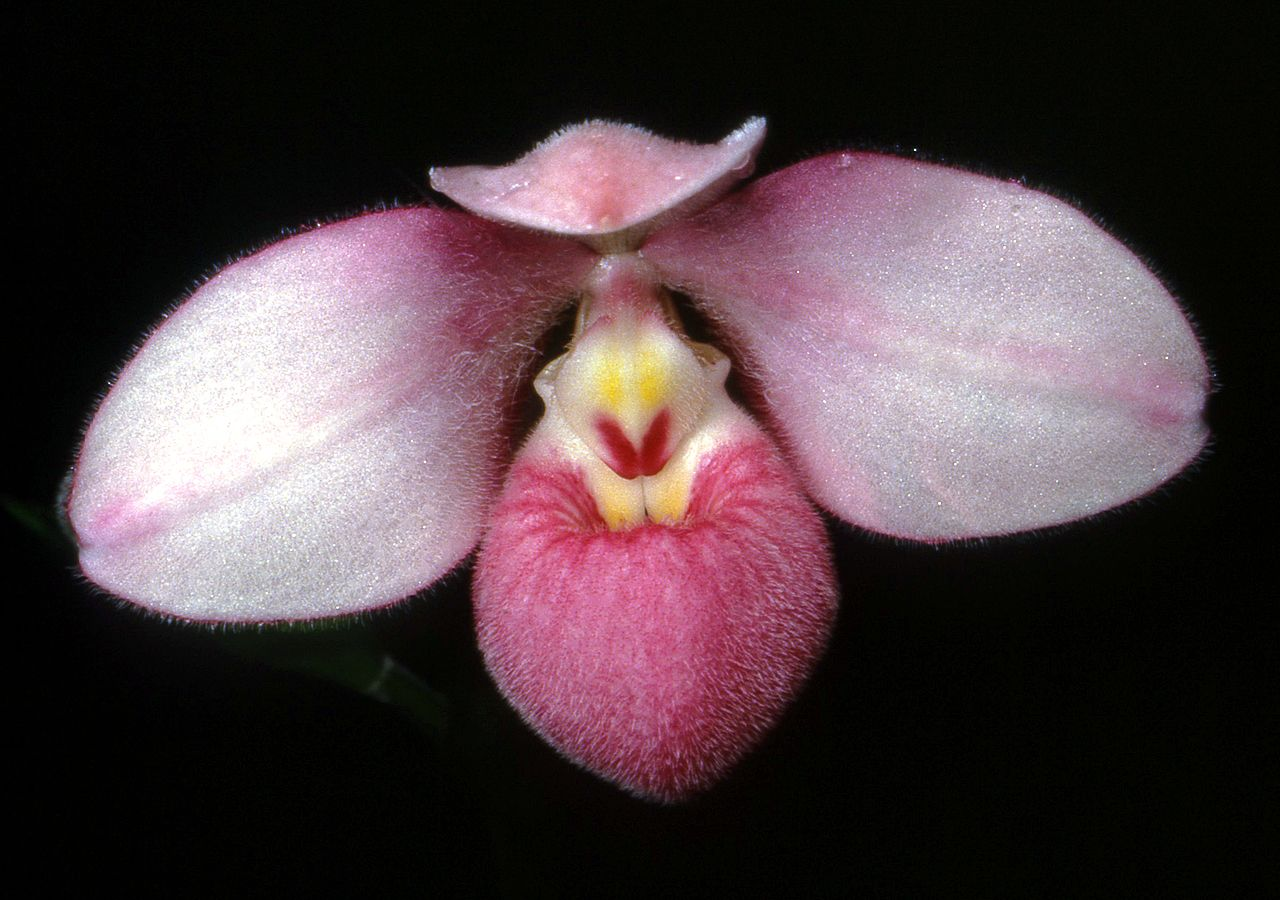
Phragmipedium schlimii
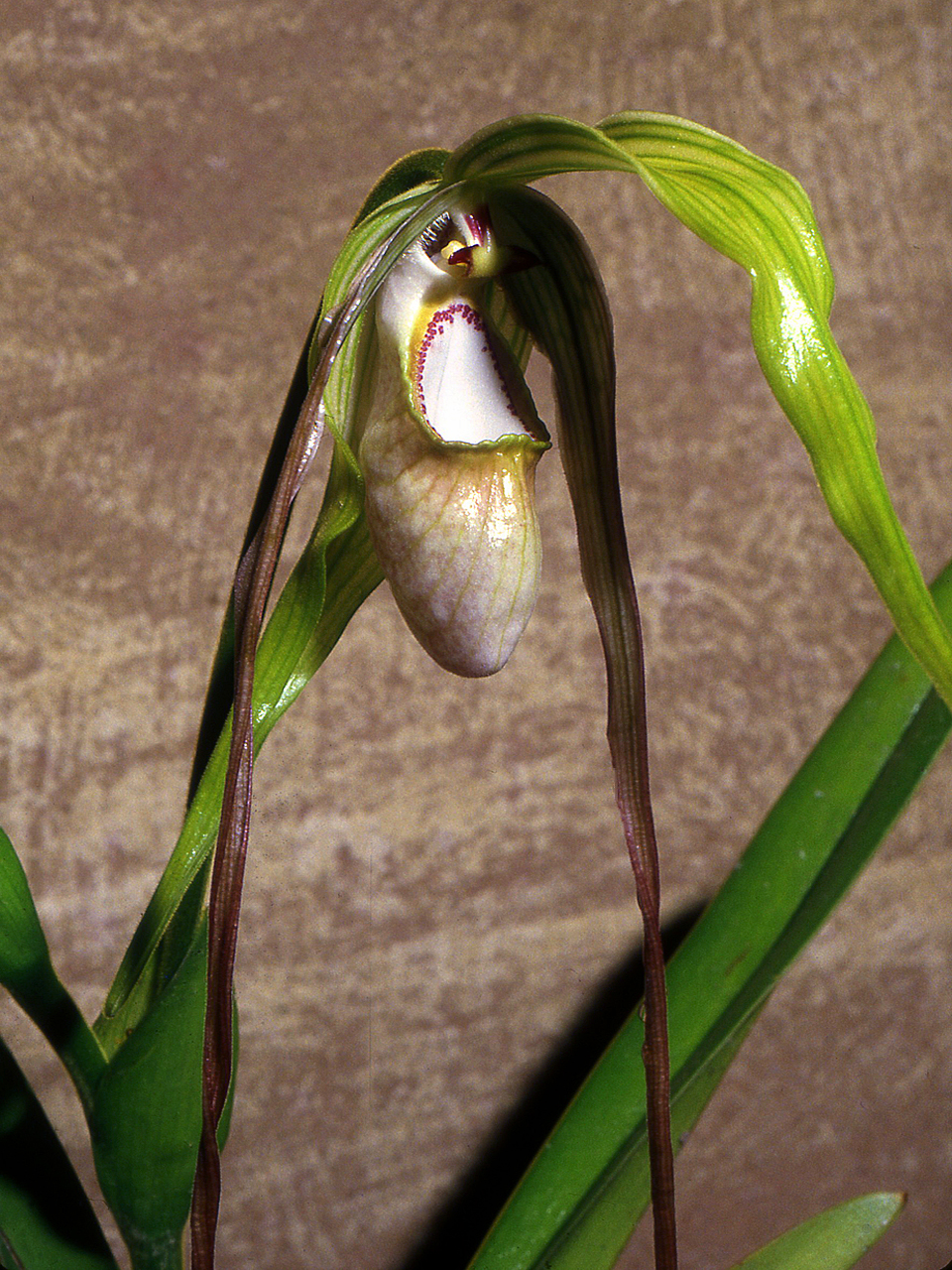
Phragmipedium warszewiczianum
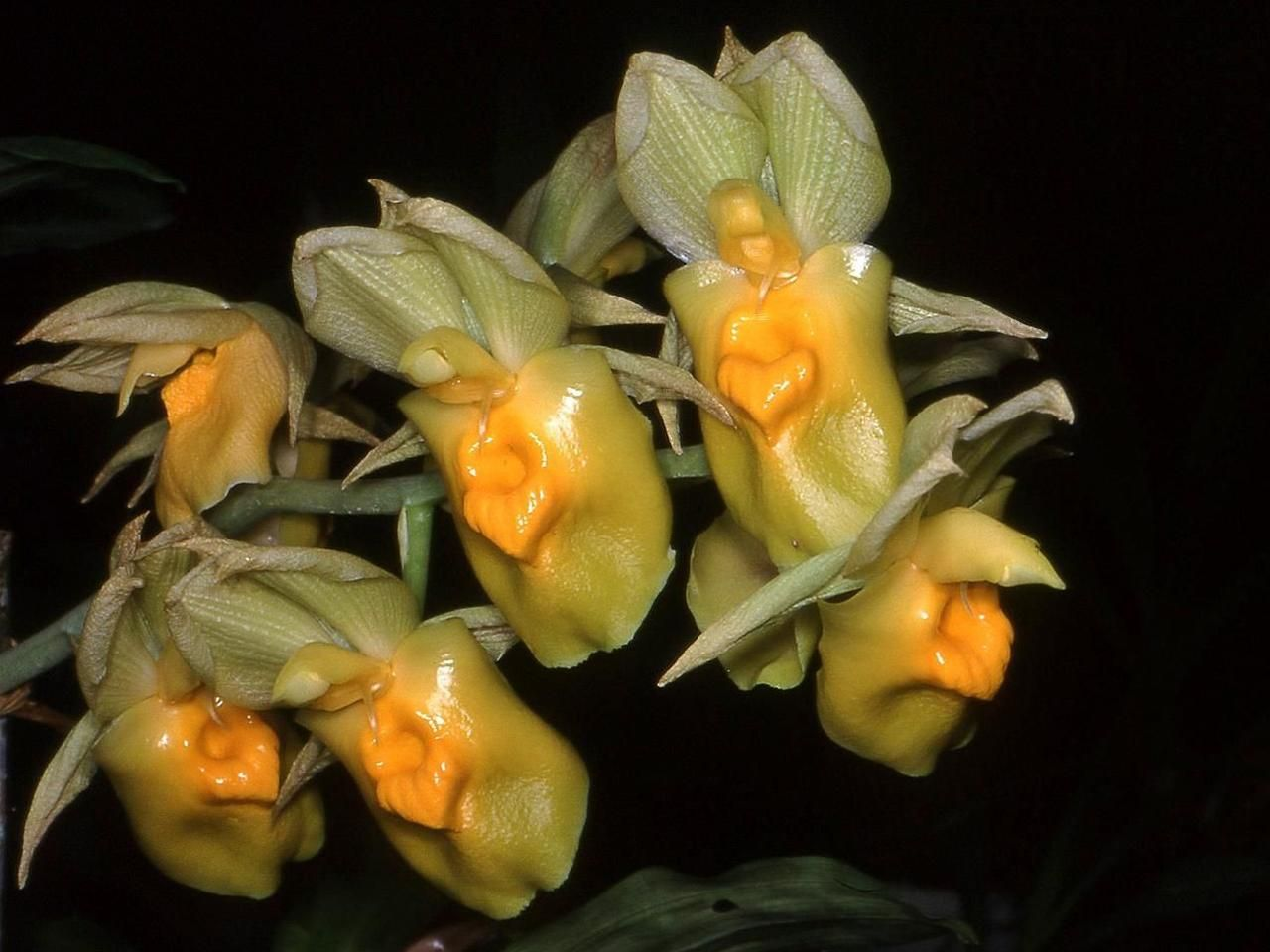
Catasetum expansum
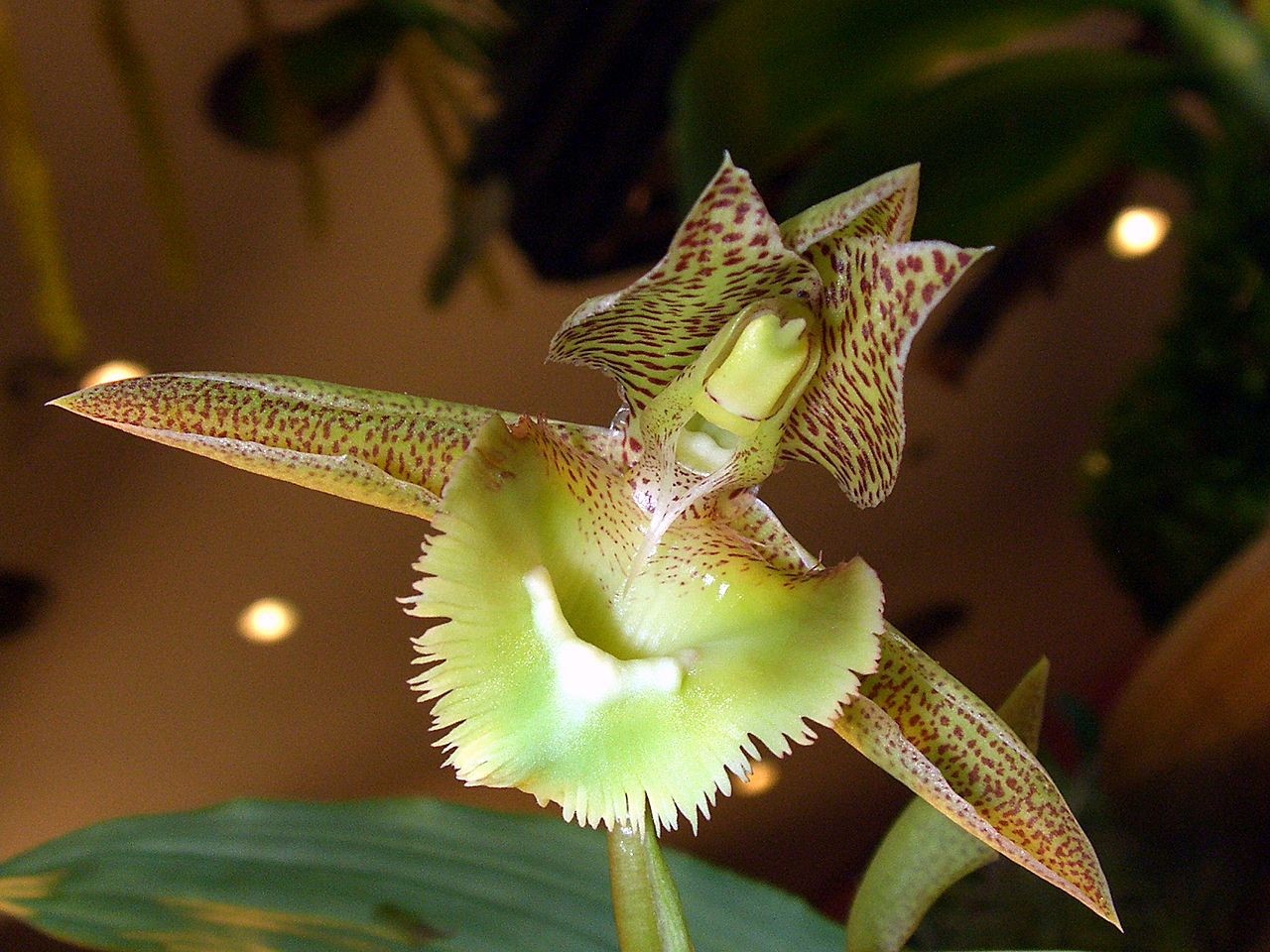
Catasetum fimbriatum
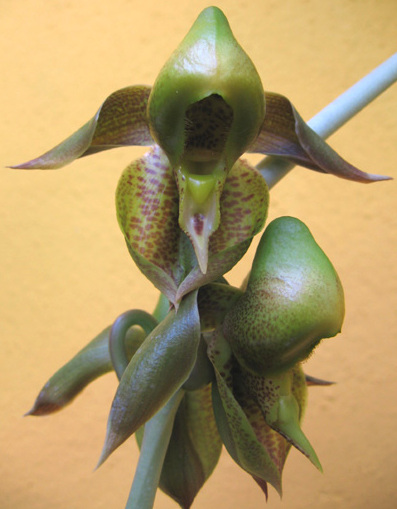
Catasetum maculatum
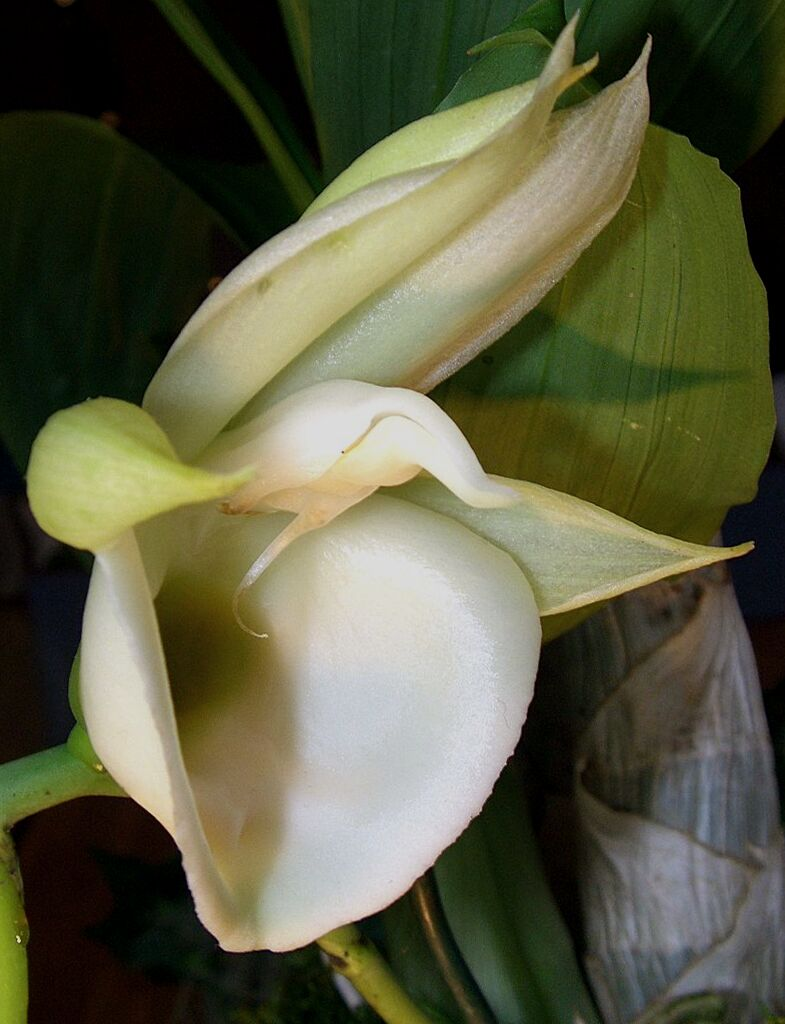
Catasetum pileatum
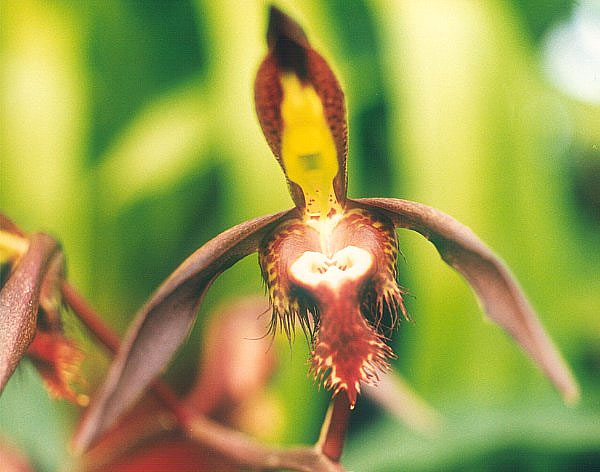
Catasetum saccatum
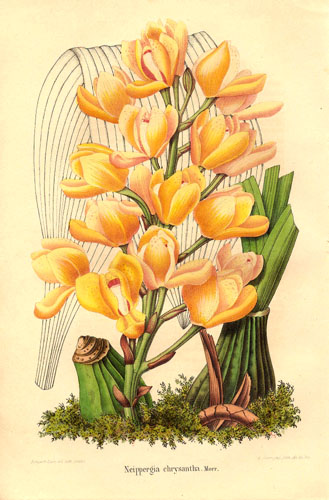
Acineta chrysantha
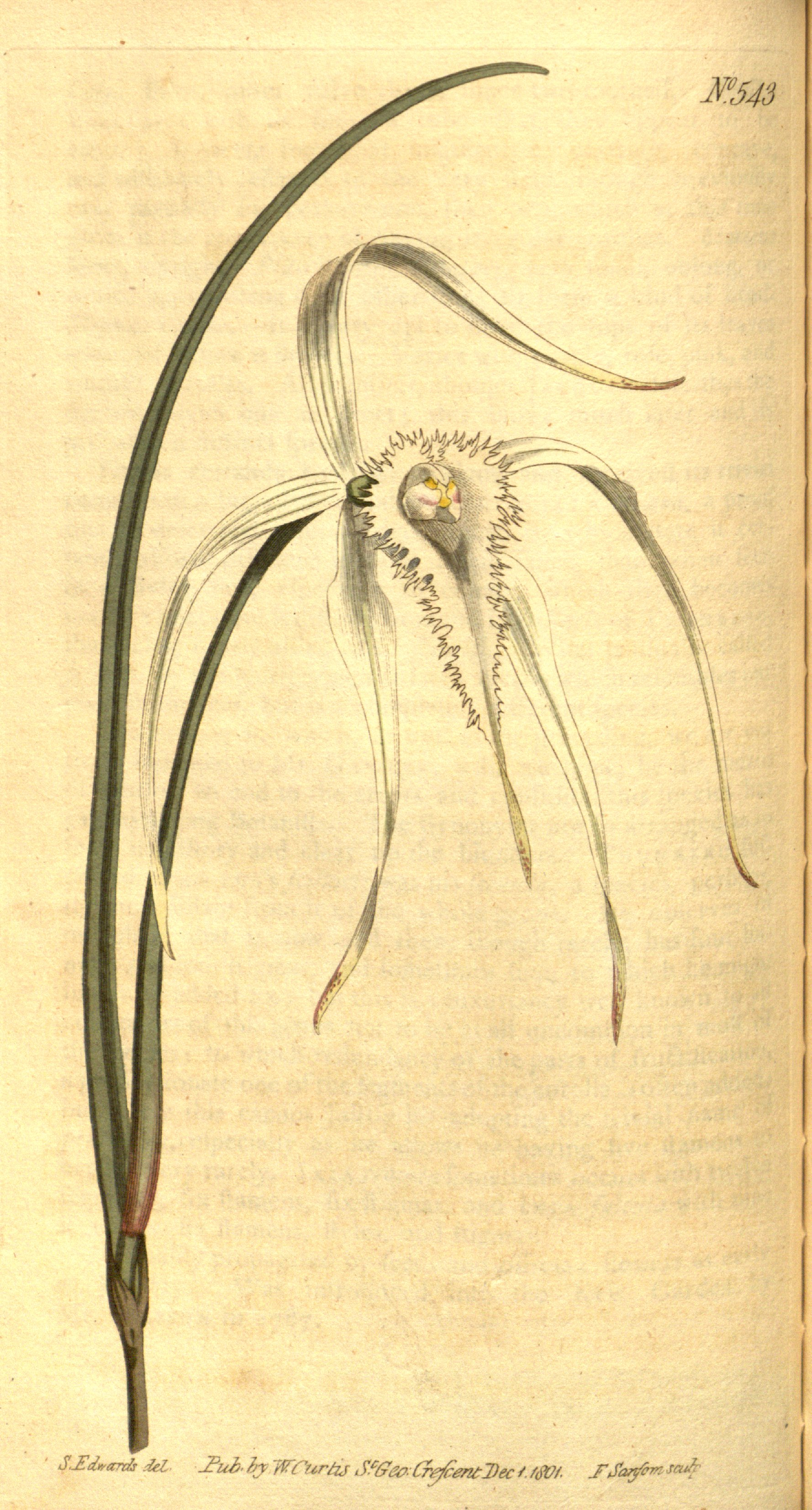
Brassavola cucullata
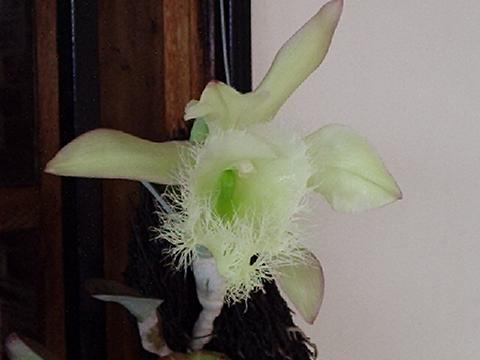
Brassavola digbyana
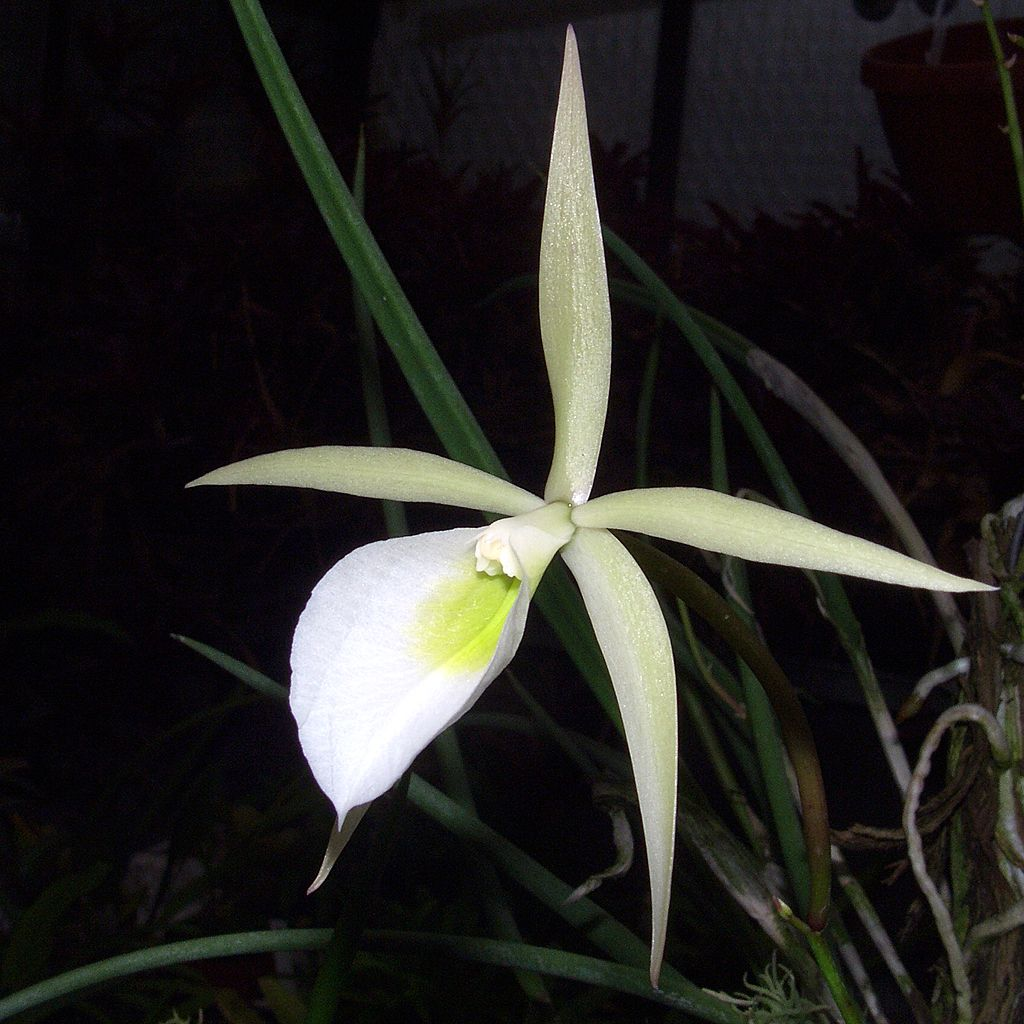
Brassavola flagellaris
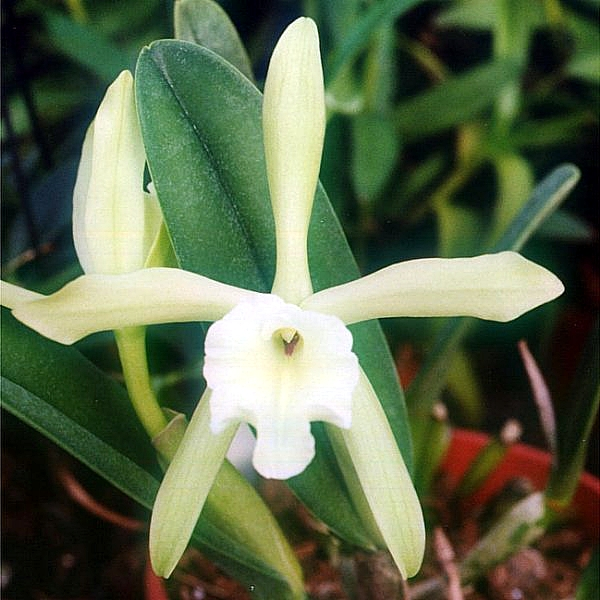
Brassavola glauca
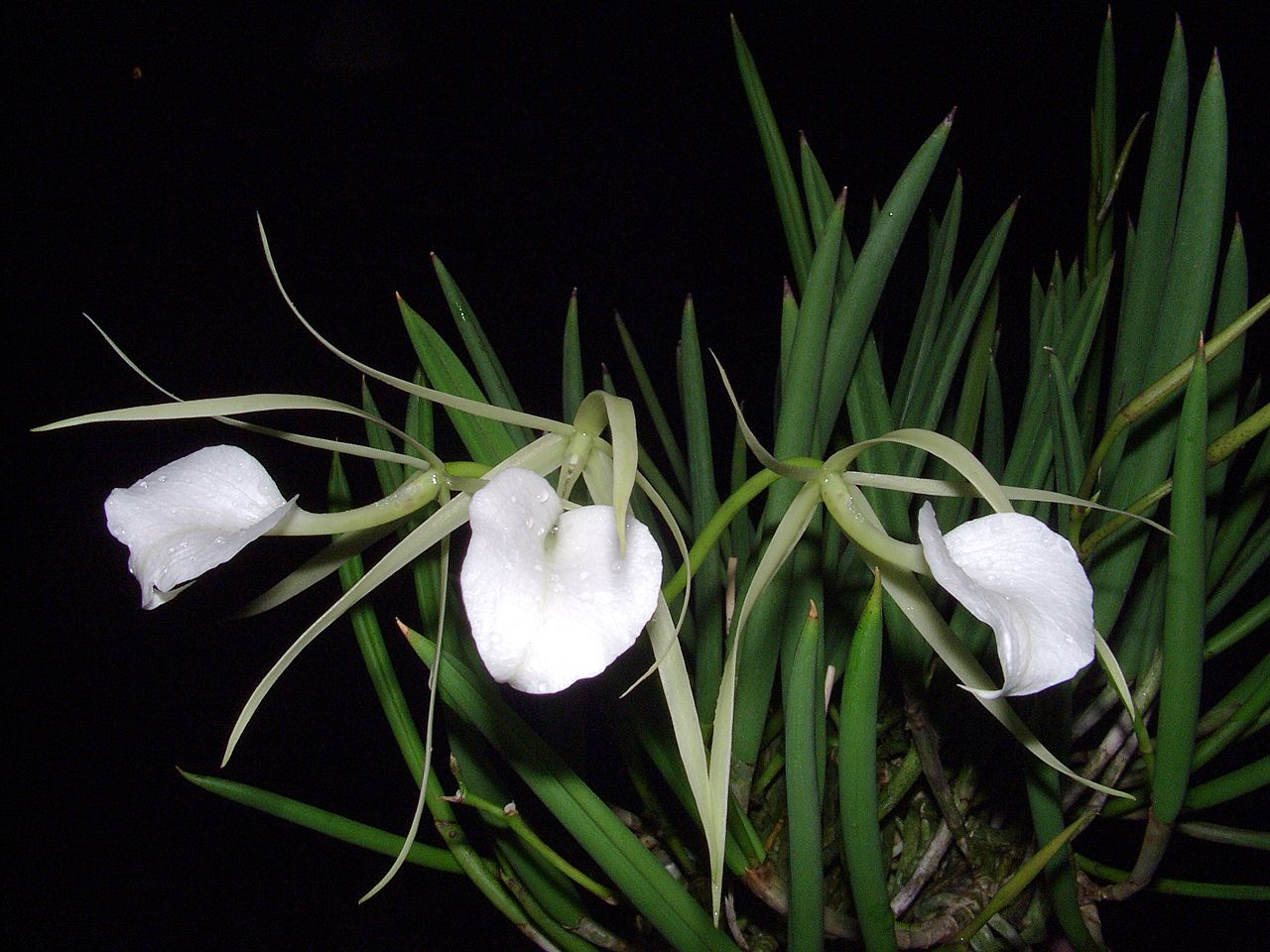
Brassavola nodosa
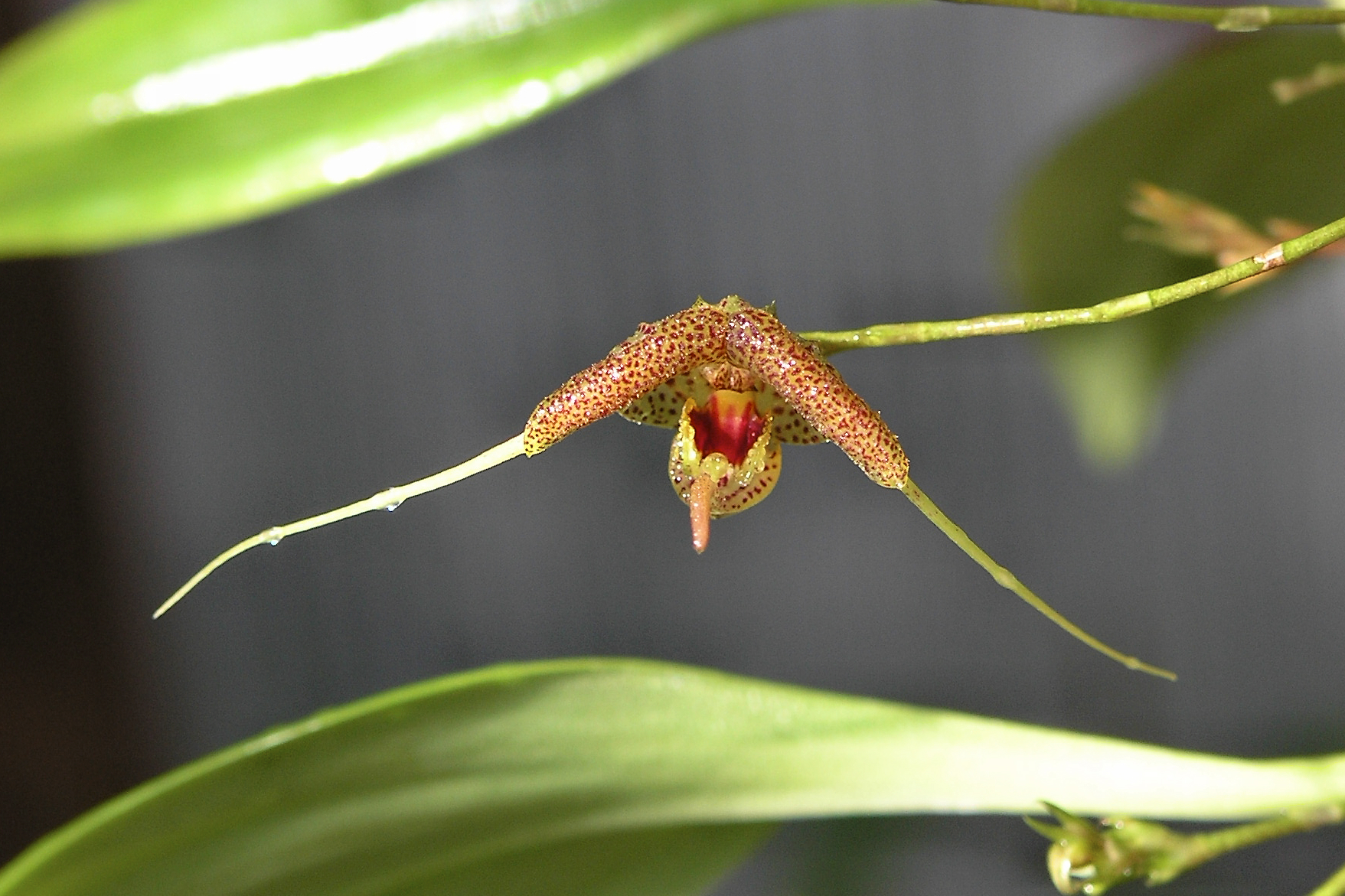
Scaphosepalum swertifolium
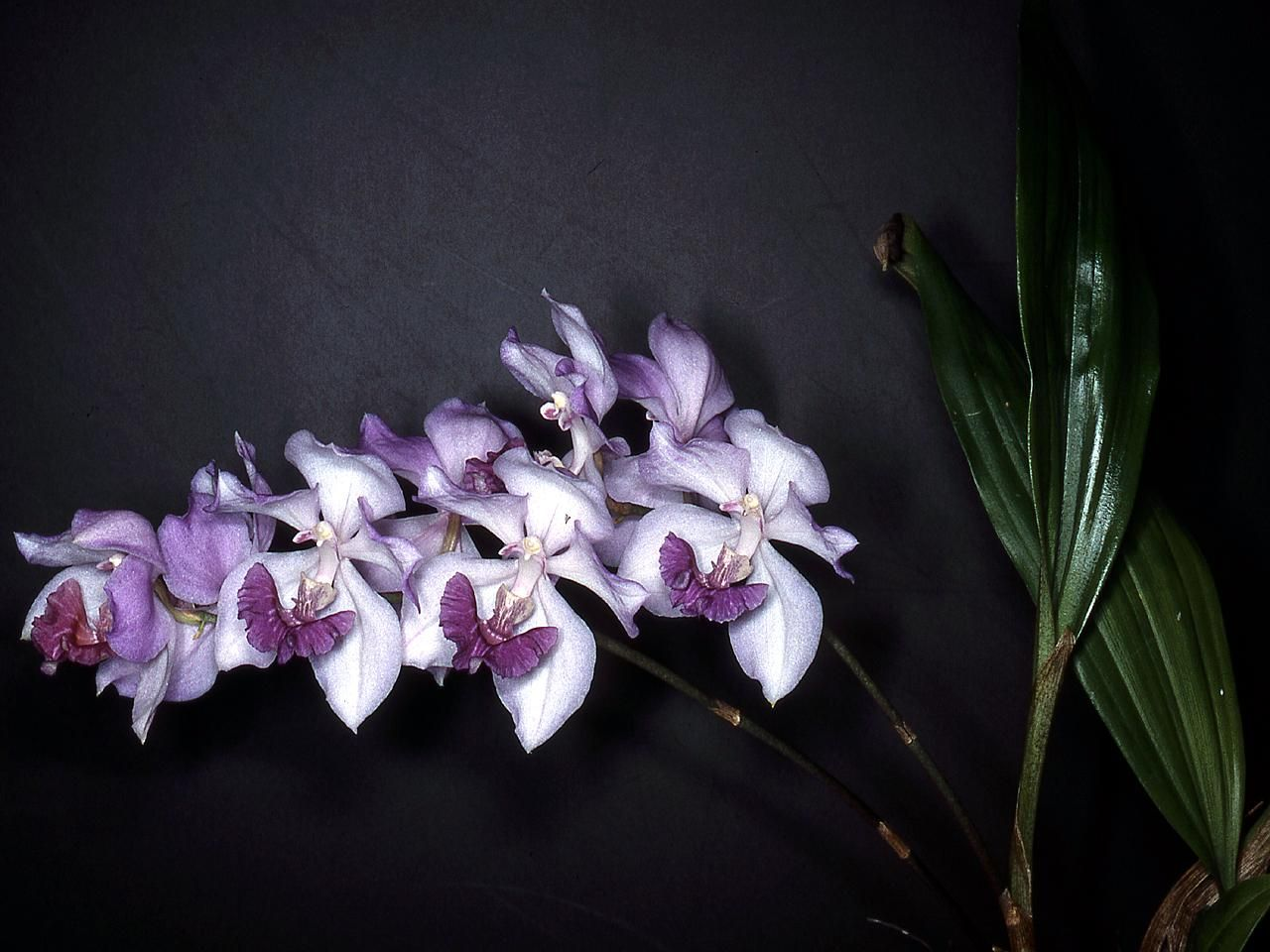
Aganisia cyanea

- Mammillaria
- Melicoccus bijugatus
- Melocactus andinus
- Melocactus curvispinus
- Melochia arenosa
- Melocactus andinus
- Melocactus curvispinus
- Melocactus macracanthos
- Melocactus deinacanthus

### O
- Odontoglossum constrictum
- Oenocarpus bataua var. bataua
- Oenocarpus mapora
- Oncidium pictum
- Opisthocentra clidemioides

### P
- Pachycereus pringlei
- Paphinia cristata
- Passiflora ligularis
- Parahancornia fasciculata
- Parodia leninghausii
- Platymiscium dimorphandrum
- Pleurothallis cordata
- Pleurothallis lamellaris
- Pseudosenefeldera inclinata
- Psidium acutangulum

### R
- Resia ichthyoides
- Restrepia antennifera
- Restrepia aspasicensium
- Restrepia brachypus
- Rhipsalis micrantha

### S

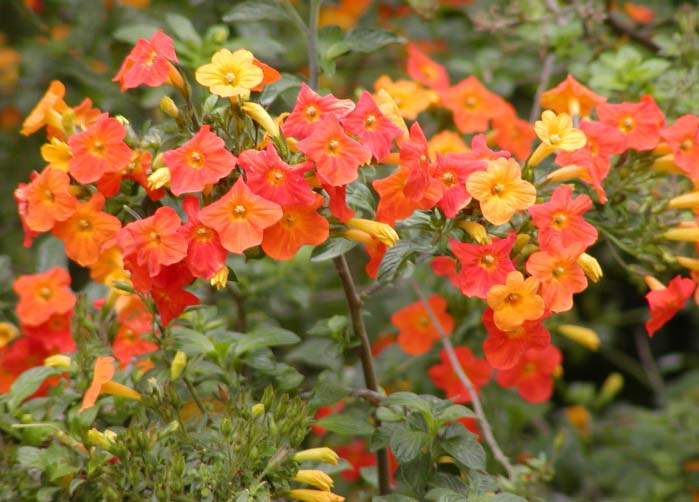
(Streptosolen jamesonii).

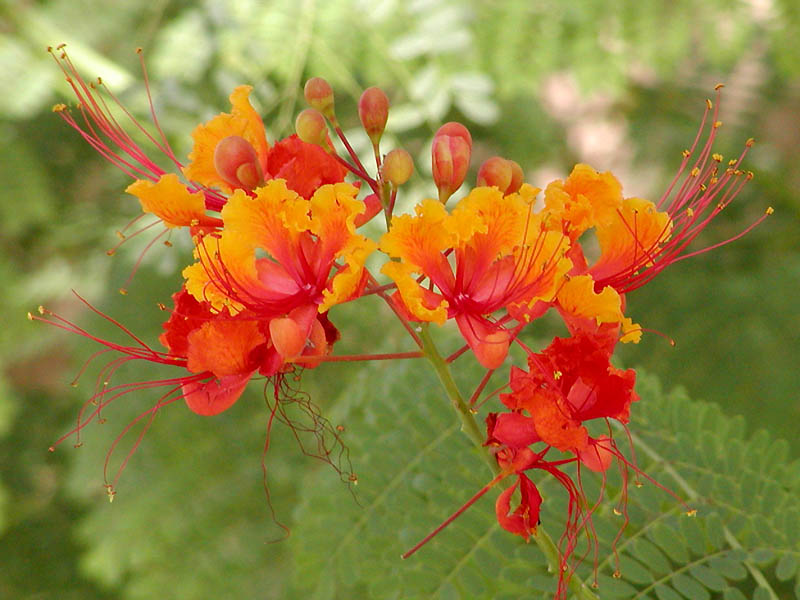
El Caesalpinia pulcherrima era sagrado para las culturas precolombinas.

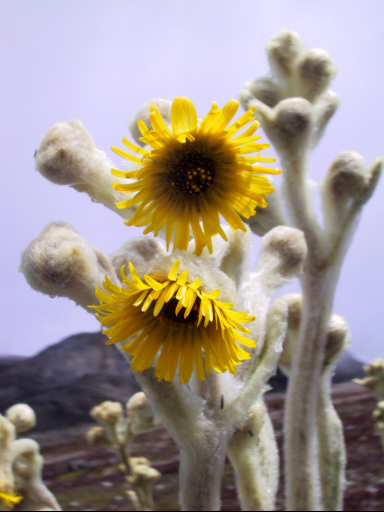
Espeletia schultzii.

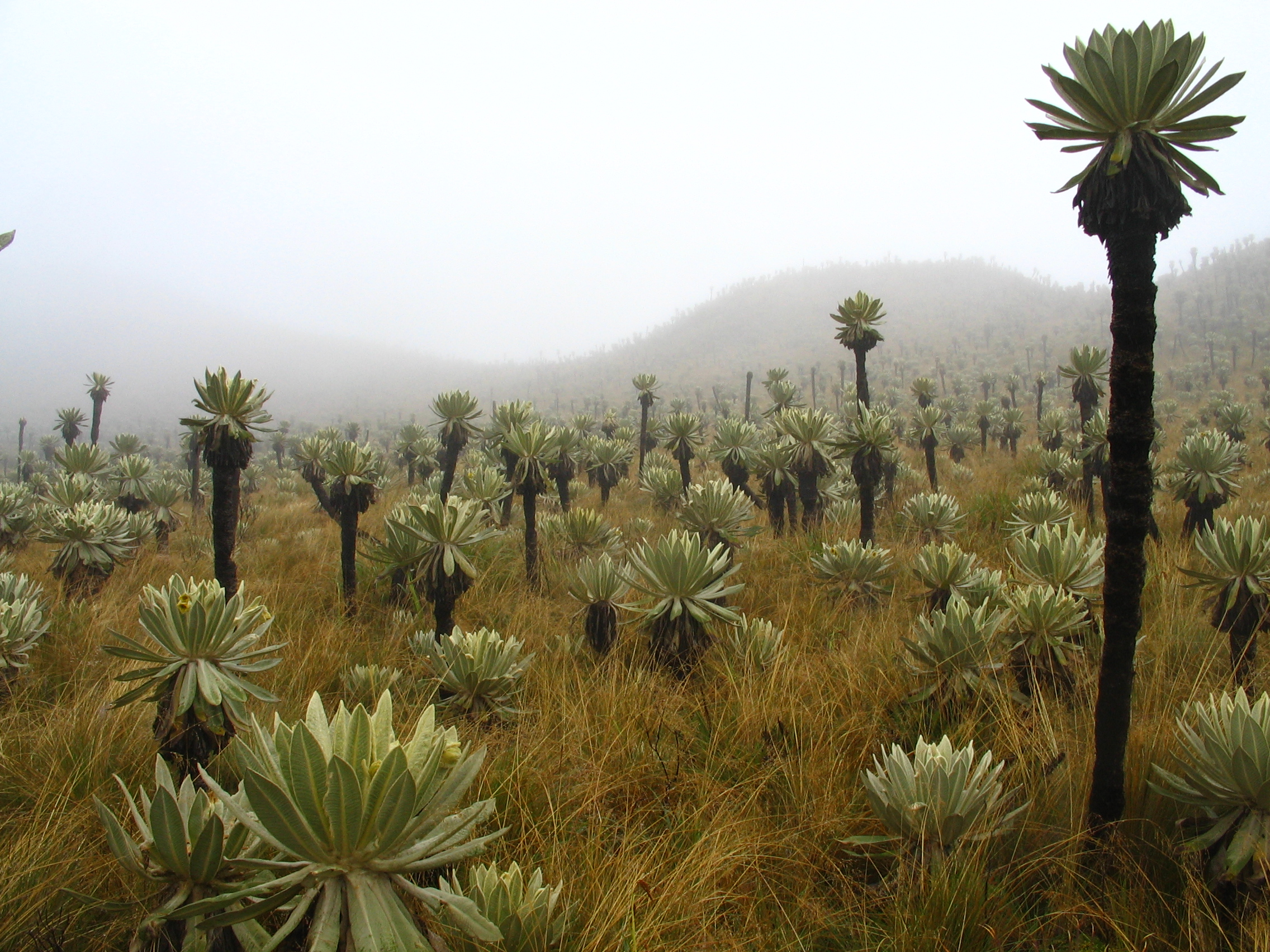
Espeletia pycnophylla.

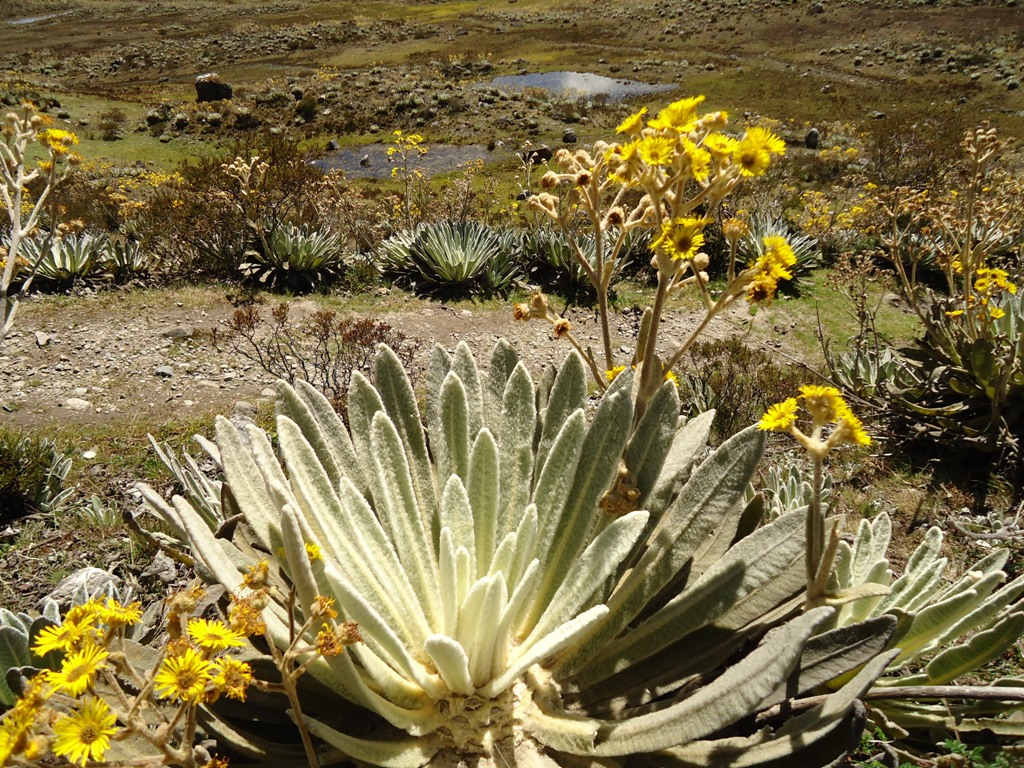
Espeletia.

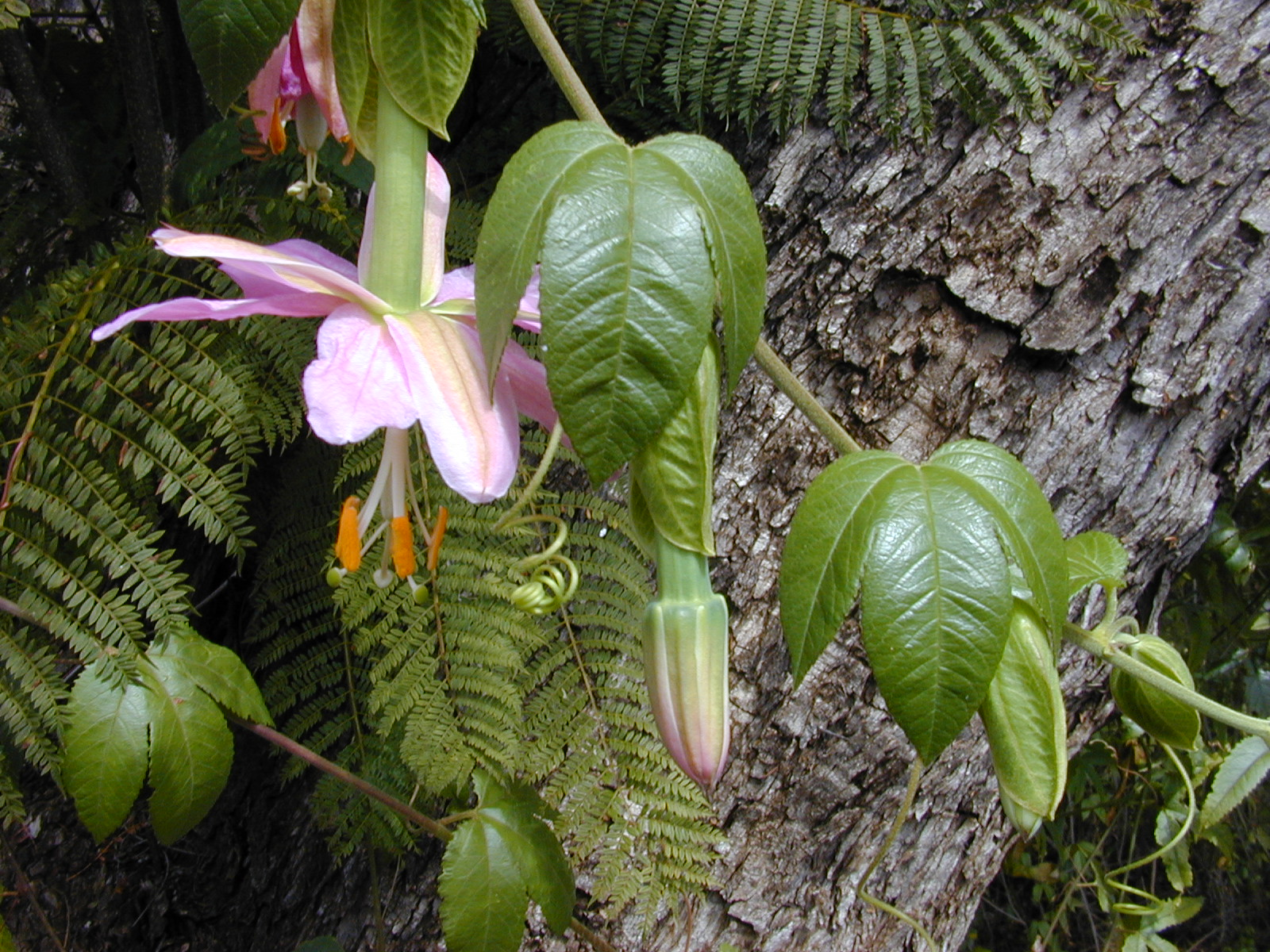
Passiflora tarminiana.

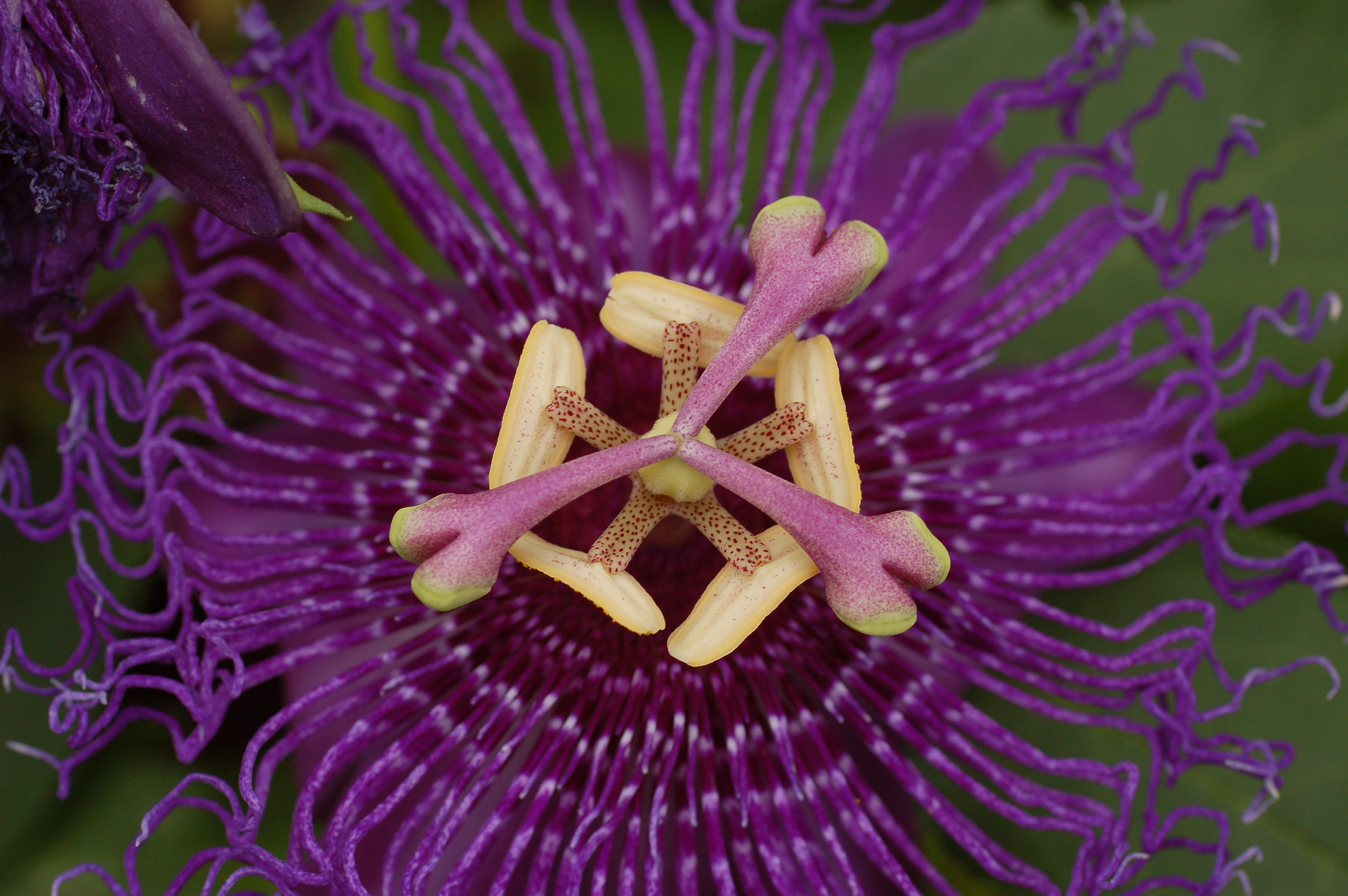
Flor de la pasión.

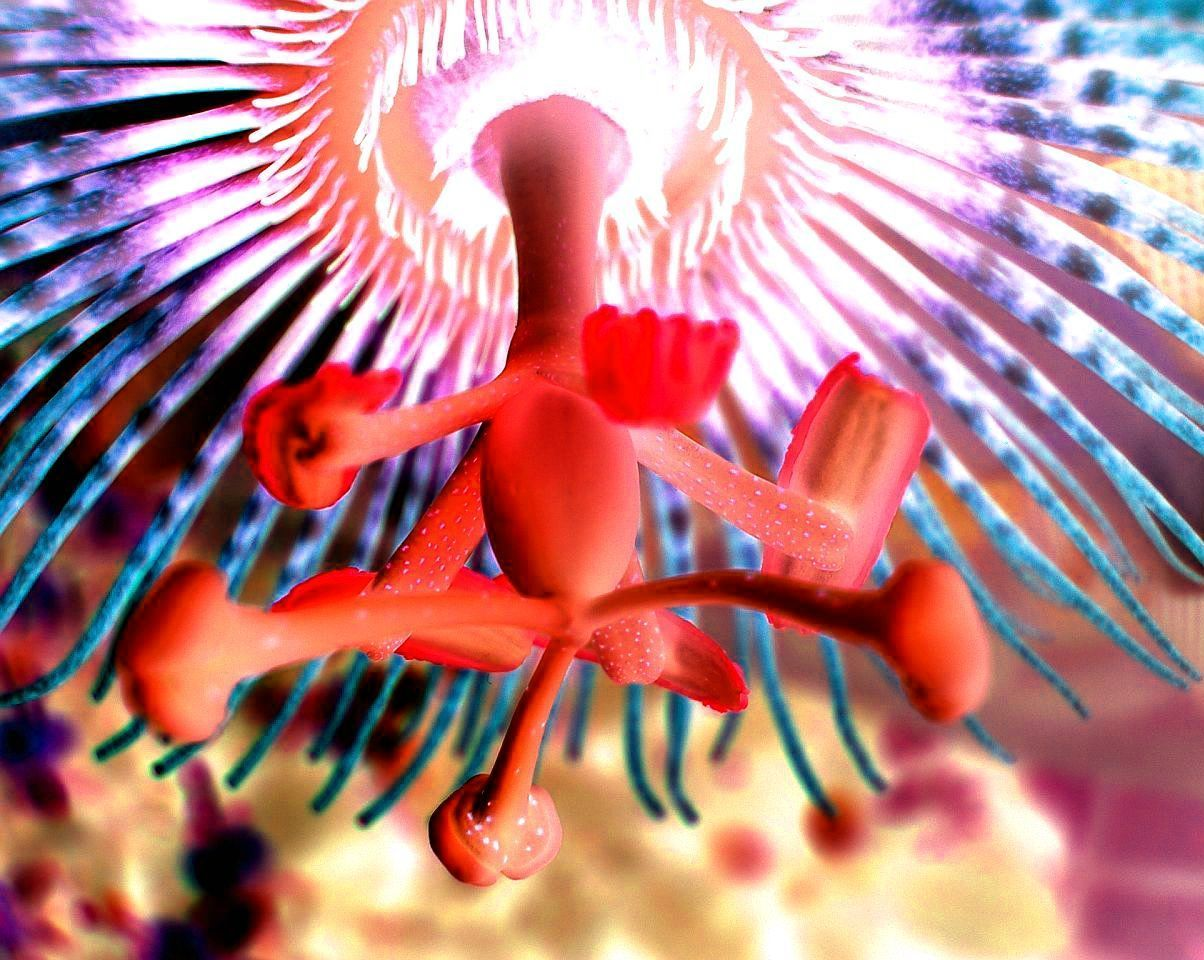
Flor de la Pasión naranja.

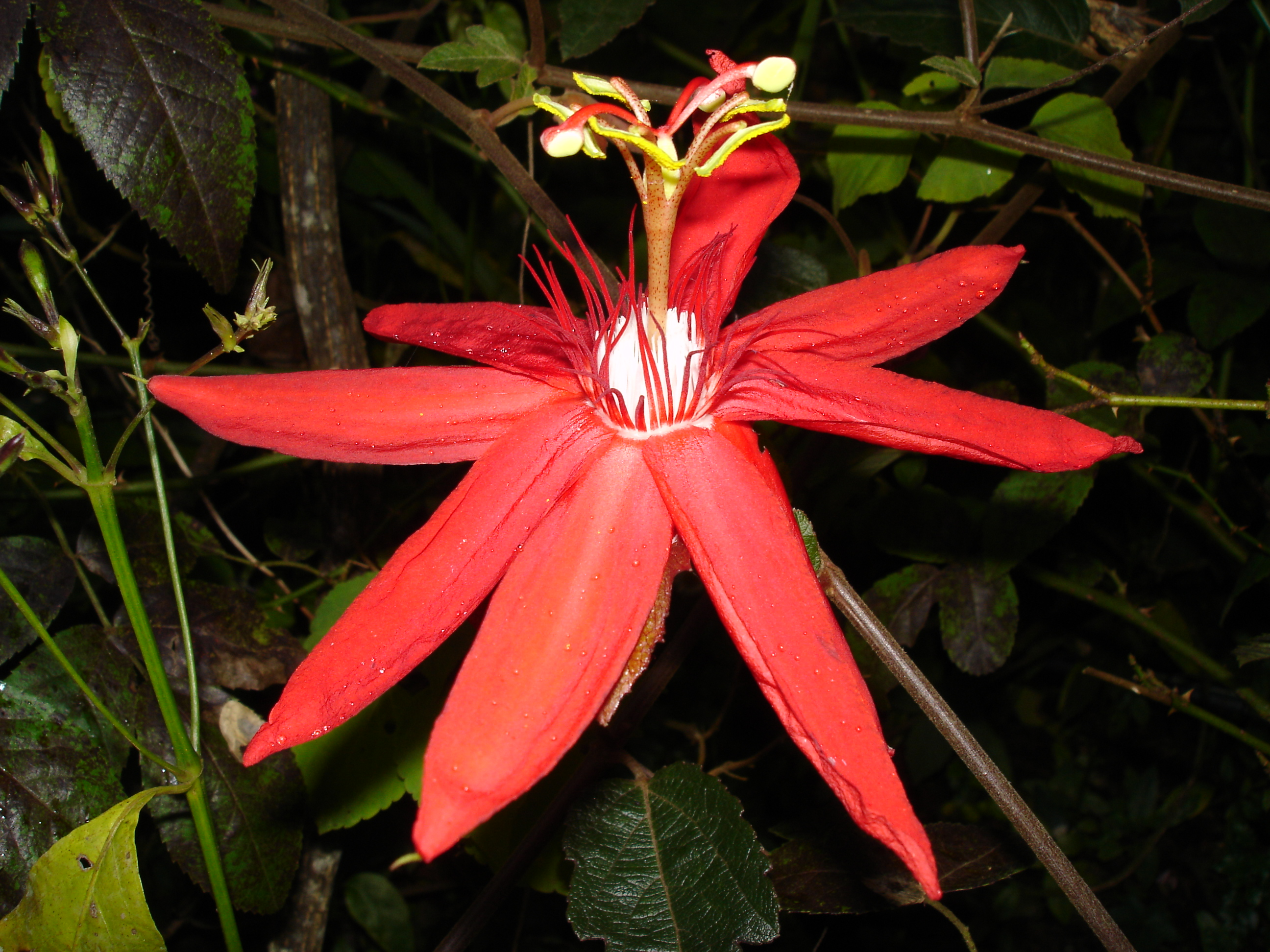
Passiflora coccinea.

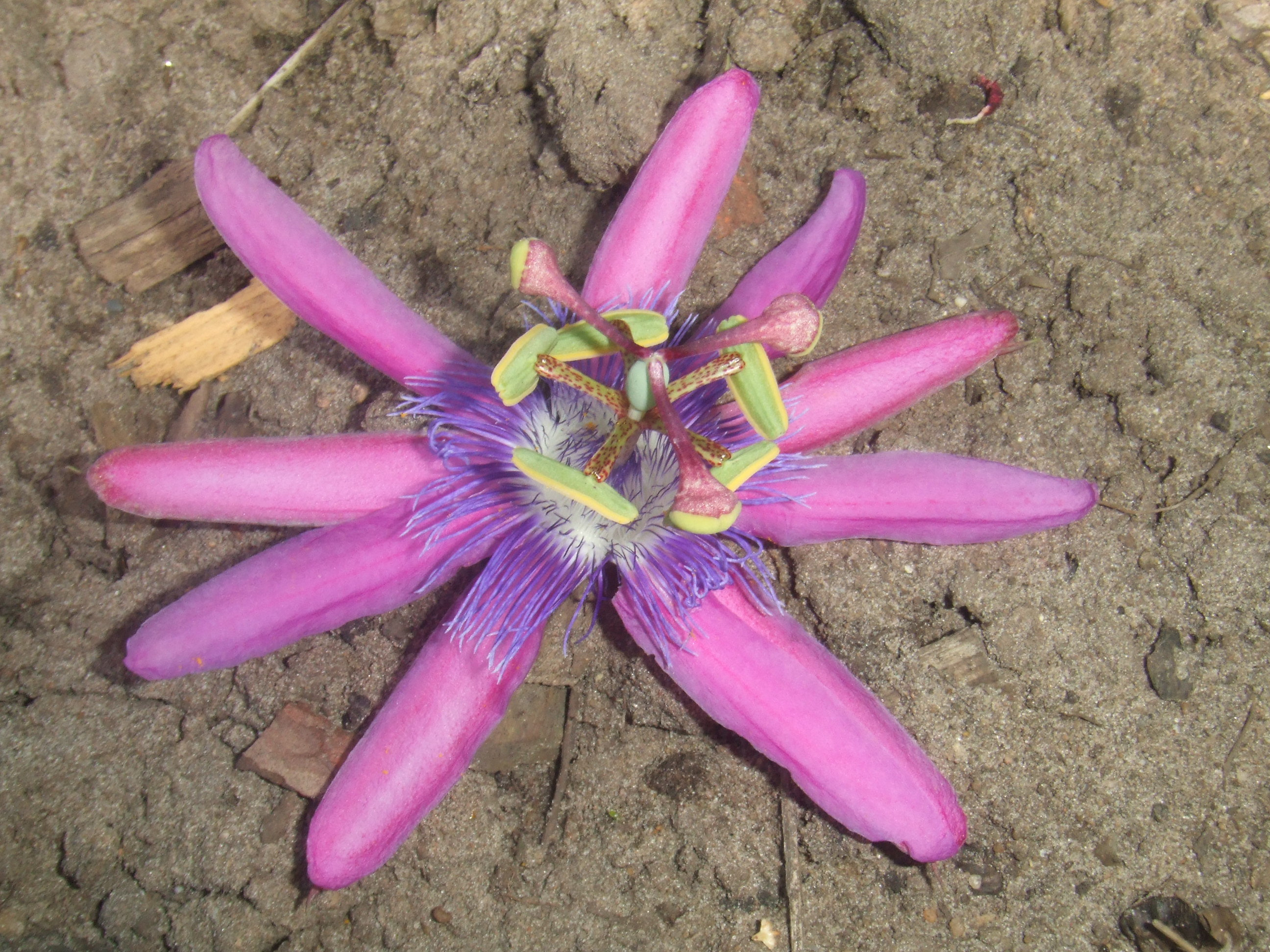
Passiflora loefgrenii.

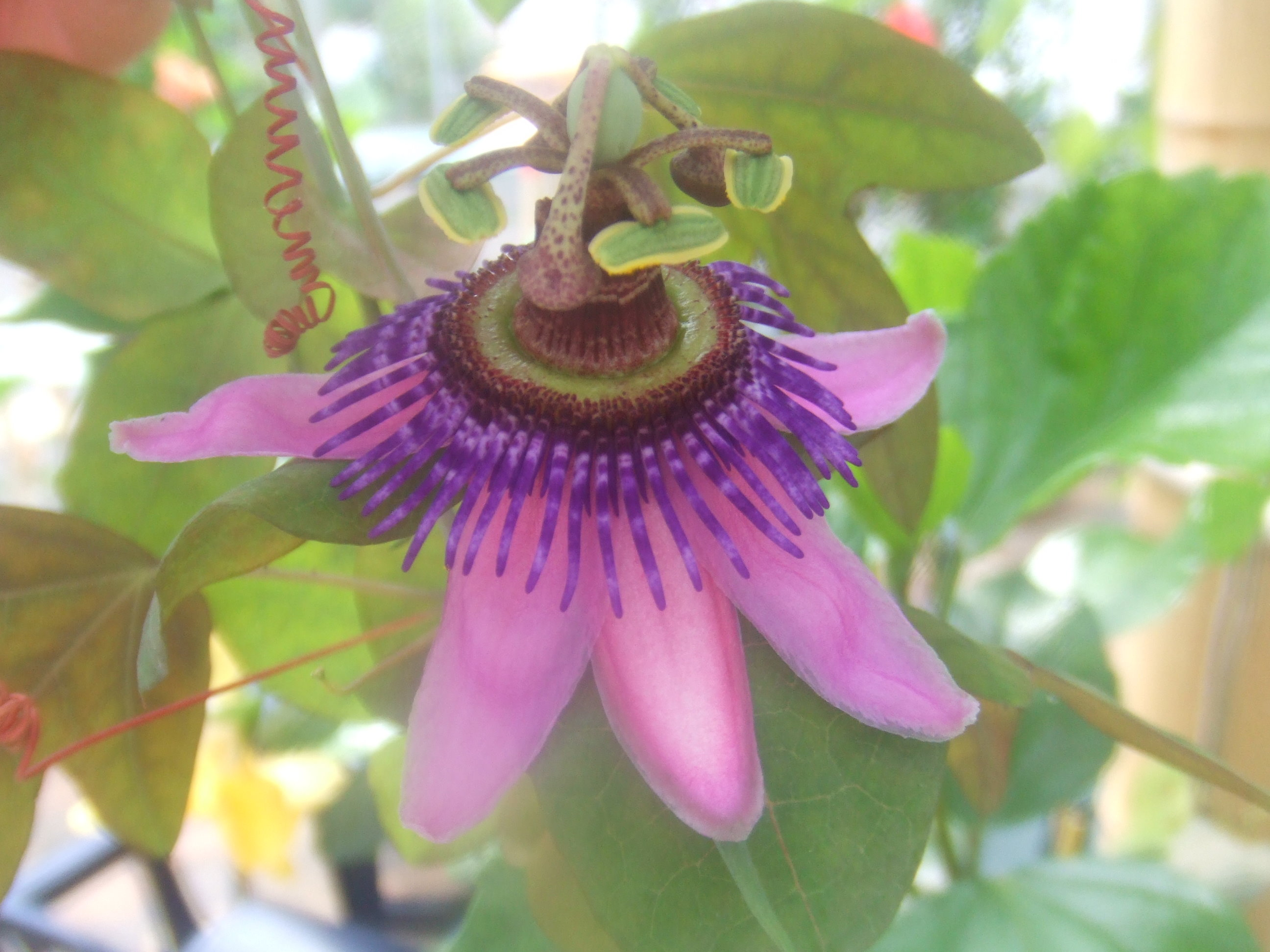
Passiflora picturata.

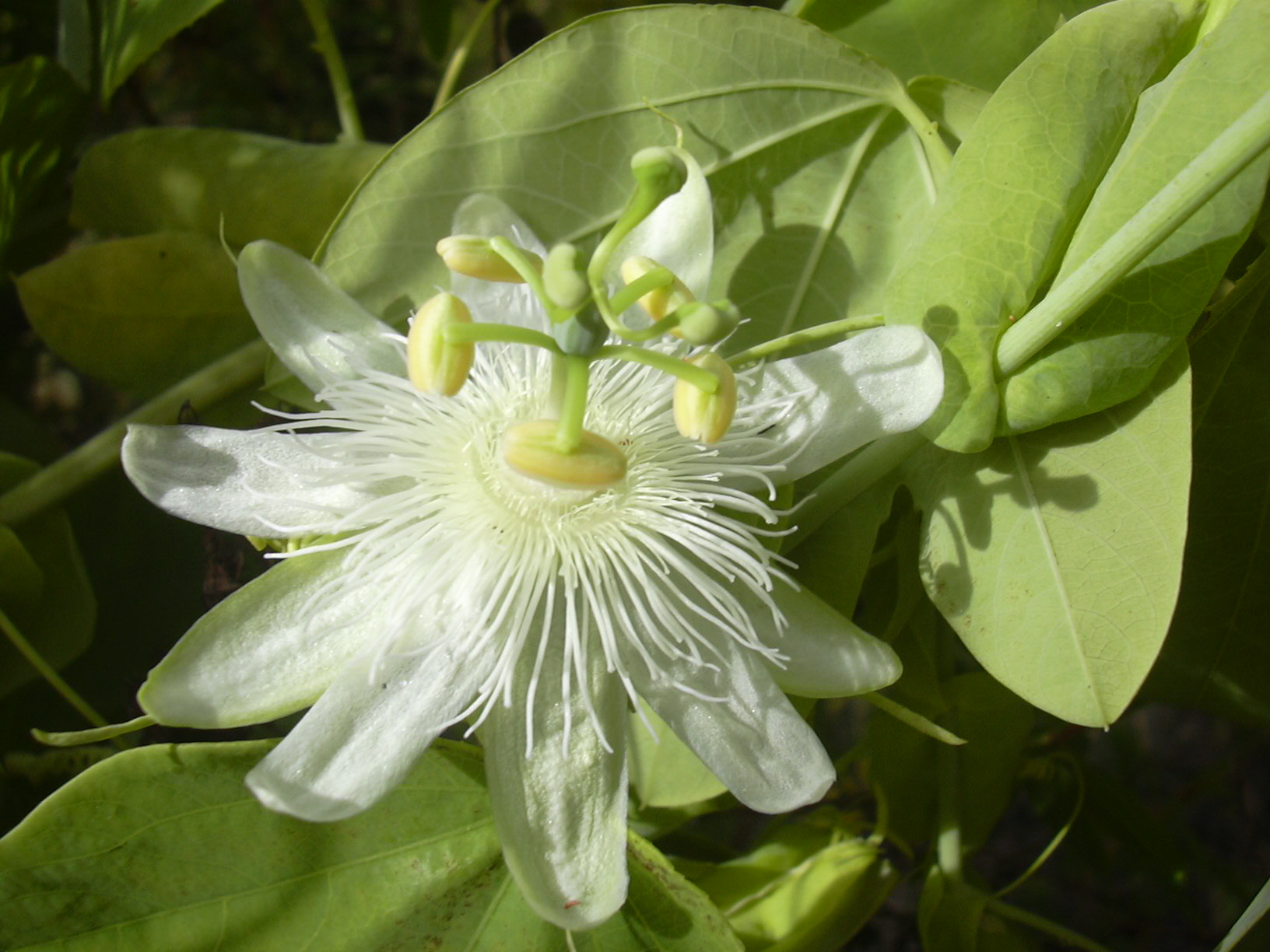
Passiflora subpeltata.

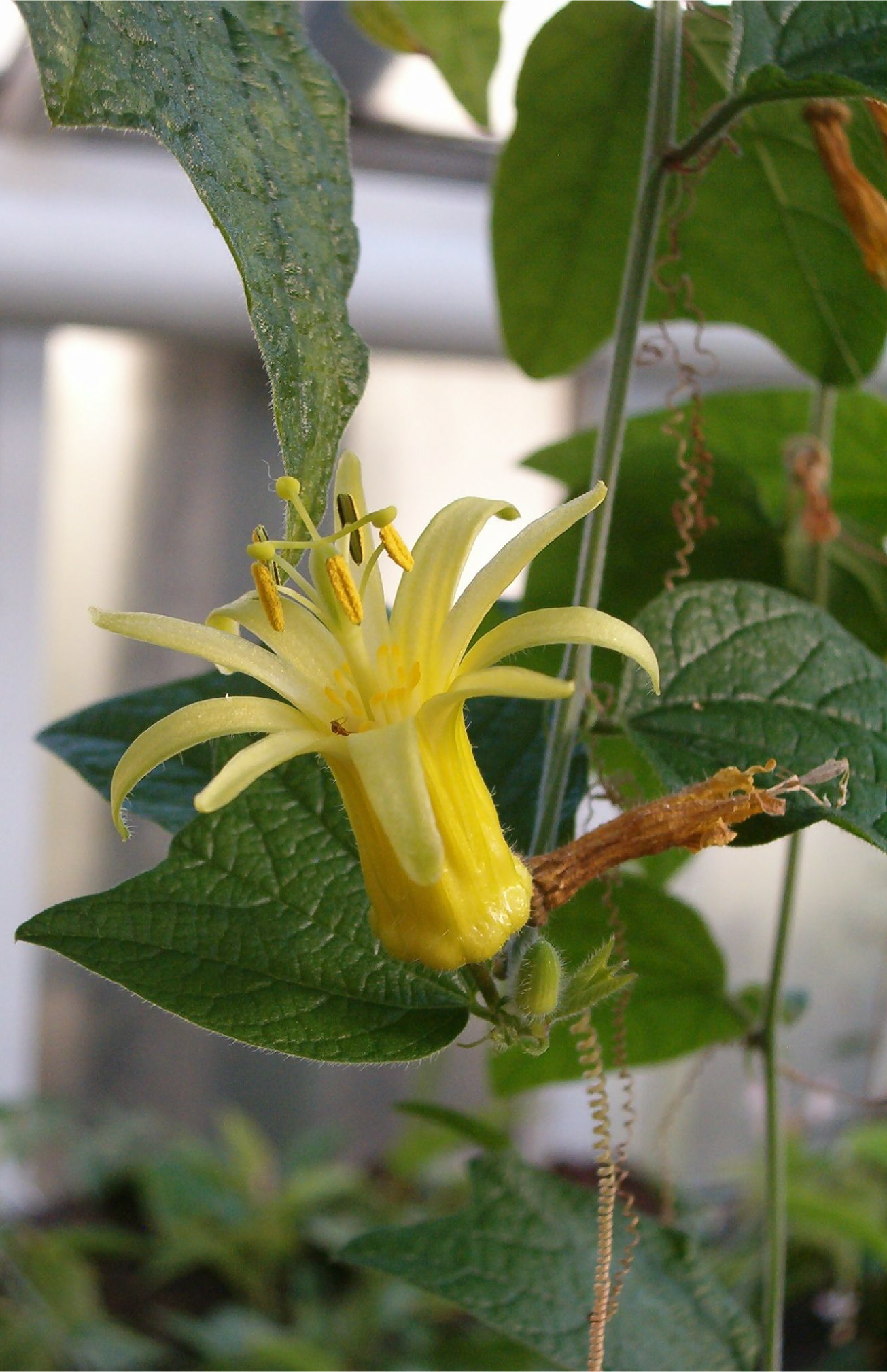
Passiflora citrina.

- Saccifolium bandeirae
- Sandemania hoehnei
- Sarcostemma clausum
- Scaphyglottis prolifera
- Stipa ichu

### Abarema
- Abarema callejasii
- Abarema ganymedea
- Abarema josephi
- Abarema killipii
- Abarema lehmannii

### Acidocroton
- Acidocroton gentryi

### Aiphanes
- Aiphanes duquei
- Aiphanes leiostachys
- Aiphanes lindeniana
- Aiphanes linearis

### Aniba
- Aniba novo-granatensis
- Aniba rosaeodora
- Aniba vaupesiana

### Brownea
- Brownea santanderensis
- Browneopsis excelsa

### Brunellia
- Brunellia occidentalis
- Brunellia penderiscana
- Brunellia racemifera
- Brunellia rufa
- Brunellia subsessilis

### Calatola
- Calatola columbiana

### Ceroxylon
- Ceroxylon alpinum
- Ceroxylon ferrugineum
- Ceroxylon sasaimae

### Clusia
- Clusia croatii
- Clusia osseocarpa

### Cordia
- Cordia dentata

### Espeletia
- Espeletia argentea
- Espeletia schultzii
- Espeletia hartwegiana

### Grias
- Grias colombiana
- Grias haughtii flor de la naturaleza
- Grias multinervia

### Guarea

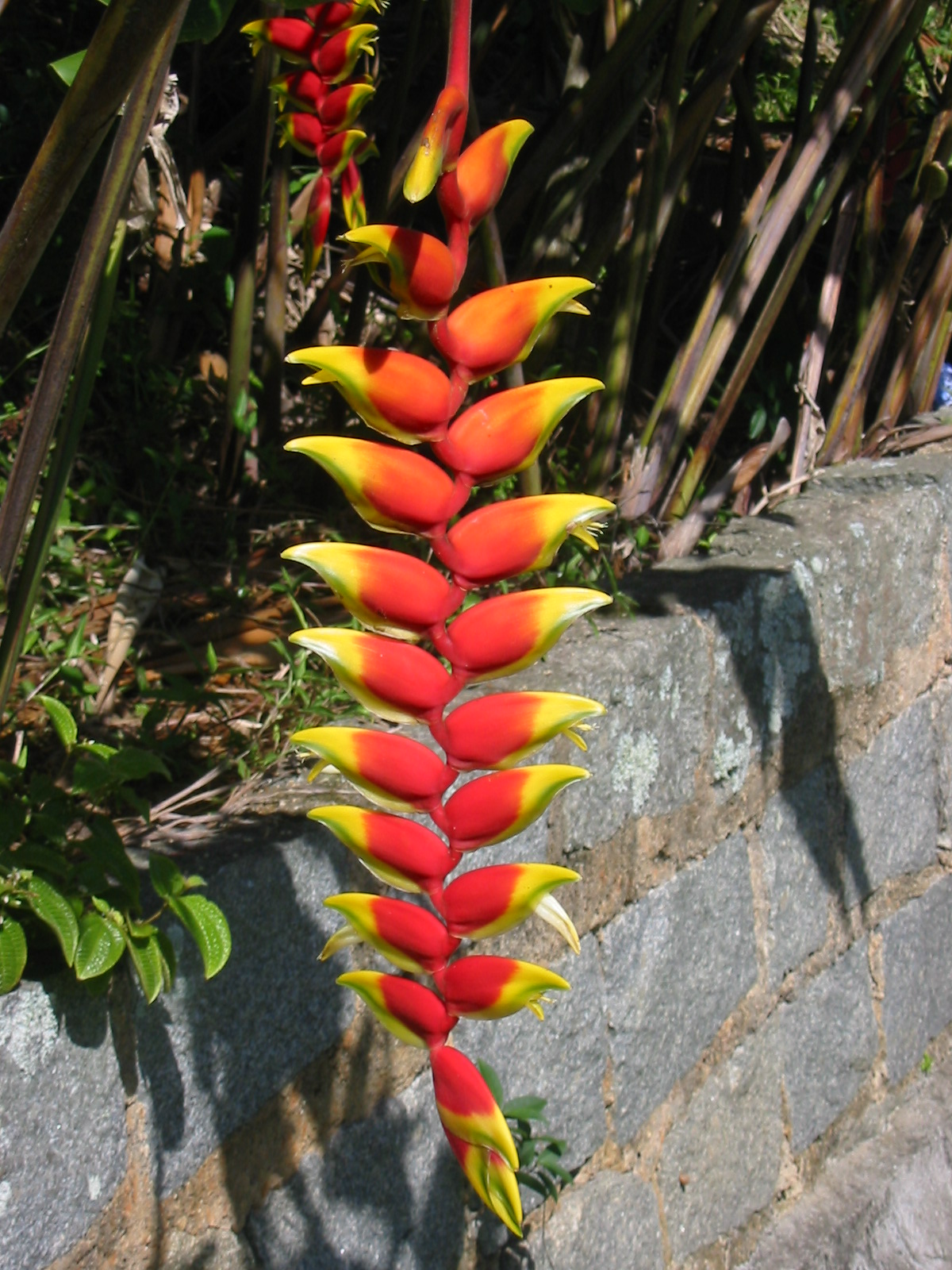
Heliconia rostrata.

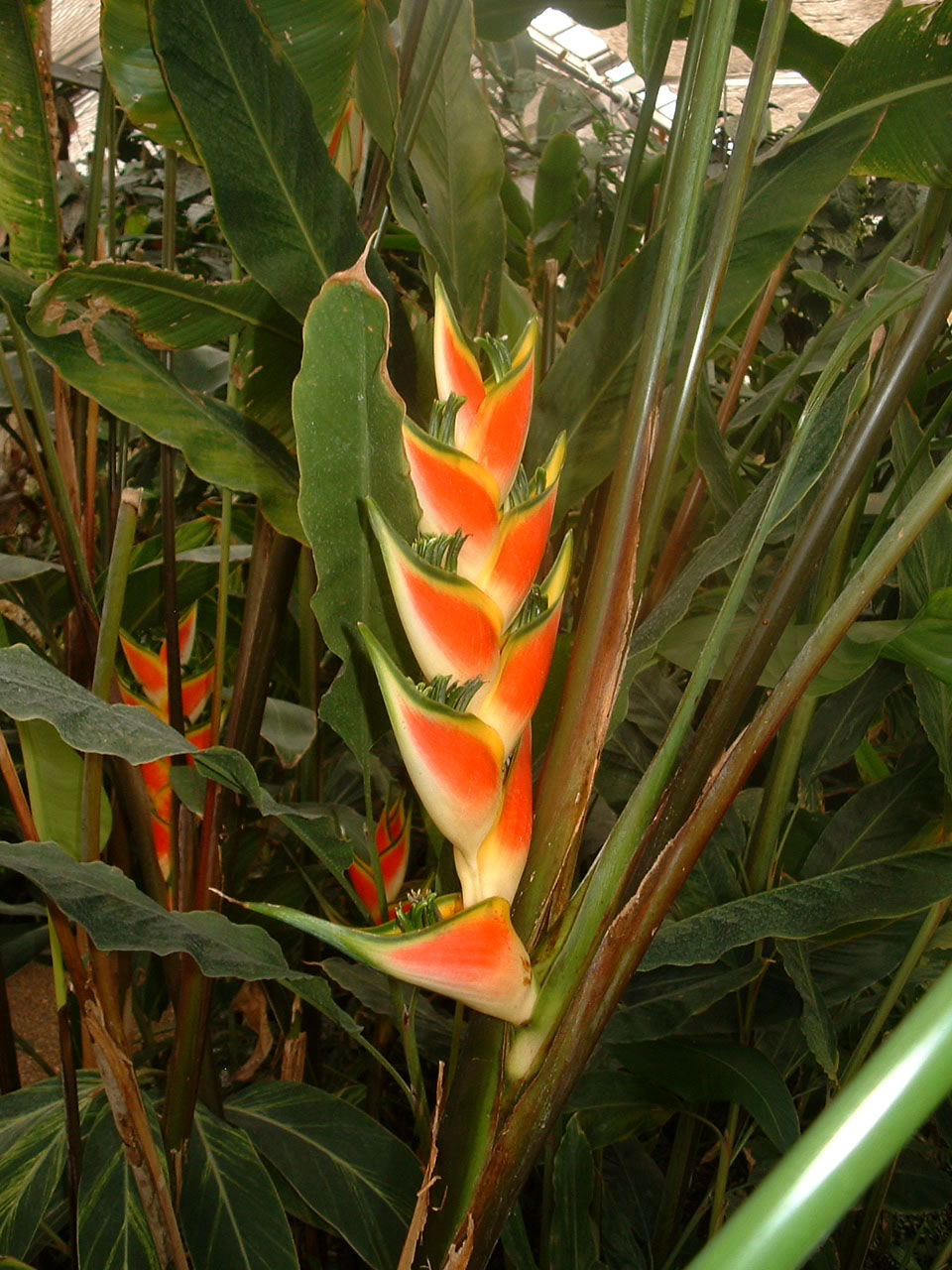
Heliconia wagneriana.

- Guarea caulobotrys
- Guarea corrugata

### Heliconia
- Heliconia acuminata
- Heliconia angusta
- Heliconia wagneriana
- Heliconia bihai
- Heliconia bihai
- Heliconia chartacea
- Heliconia episcopalis
- Heliconia hirsuta
- Heliconia rostrata
- Heliconia stricta
- Heliconia velutina

### Herrania
- Herrania laciniifolia
- Herrania umbratica

### Huilaea
- Huilaea kirkbridei
- Huilaea macrocarpa
- Huilaea minor
- Huilaea mutisiana
- Huilaea occidentalis
- Huilaea penduliflora

### Inga
- Inga allenii
- Inga coragypsea
- Inga goniocalyx
- Inga interfluminensis
- Inga macarenensis
- Inga mucuna
- Inga saffordiadai

### Leptolejeunea
- Leptolejeunea tridentata

### Licania
- Licania salicifolia

### Macrolobium
- Macrolobium pittieri

### Magnolia
- Magnolia espinalii
- Magnolia georgii
- Magnolia gilbertoi
- Magnolia guatapensis
- Magnolia yarumalense

### Mayna
- Mayna pubescens
- Mayna suaveolens

### Meriania
- Meriania peltata
- Meriania versicolor

### Miconia
- Miconia poecilantha

### Oenocarpus
- Oenocarpus circumtextus
- Oenocarpus makeru
- Oenocarpus simplex

### Orphanodendron
- Orphanodendron bernalii

### Parmentiera
- Parmentiera stenocarpa

### Passiflora
- Passiflora tarminiana

### Pouteria
- Pouteria arguacoensium

### Pradosia
- Pradosia cuatrecasasii

### Prunus
- Prunus carolinae
- Prunus ernestii
- Prunus villegasiana

### Rinorea
- Rinorea cordata
- Rinorea haughtii
- Rinorea hymenosepala
- Rinorea laurifolia
- Rinorea marginata
- Rinorea ulmifolia

### Rollinia
- Rollinia amazonica
- Rollinia pachyantha
- Rollinia rufinervis

### Romeroa
- Romeroa verticillata

### Schoenocephalium
- Inírida flower

### Solanum
- Solanum sibundoyense
- Solanum betaceum (tamarillo)

### Streptosolen
- Streptosolen jamesonii

### Swartzia
- Swartzia macrophylla
- Swartzia oraria
- Swartzia robiniifolia

### Utricularia
- Utricularia neottioides
- Utricularia nervosa
- Utricularia oliveriana
- Utricularia pusilla
- Utricularia triloba

### Wettinia
- Wettinia anomala
- Wettinia disticha
- Wettinia fascicularis
- Wettinia hirsuta
- Wettinia kalbreyeri

### Xylosma
- Xylosma obovatum

### Zamia
- Zamia amplifolia
- Zamia encephalartoides
- Zamia montana
- Zamia wallisii

### Zygia
- Zygia lehmannii
- la sexopolitas

## Flora de la Región de Guayana

(Couroupita guianensis).

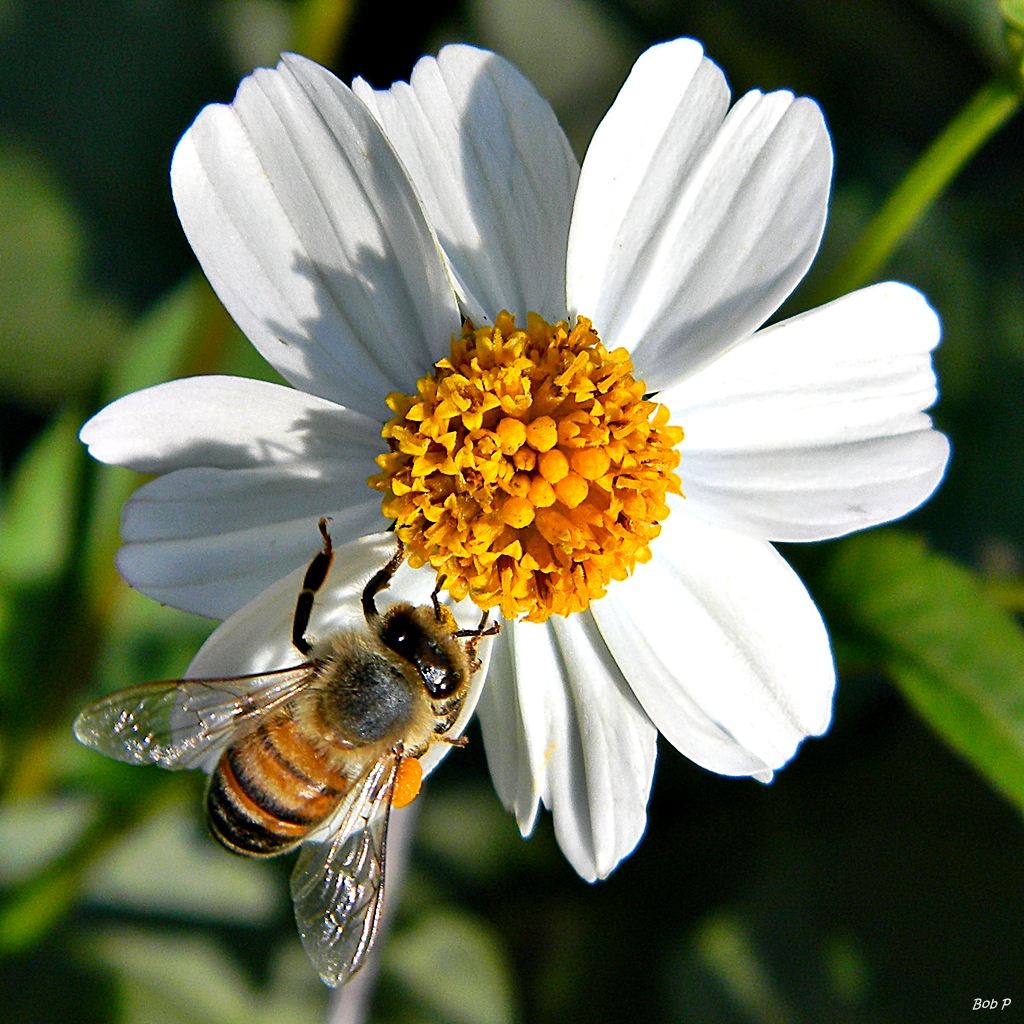
(Bidens alba).

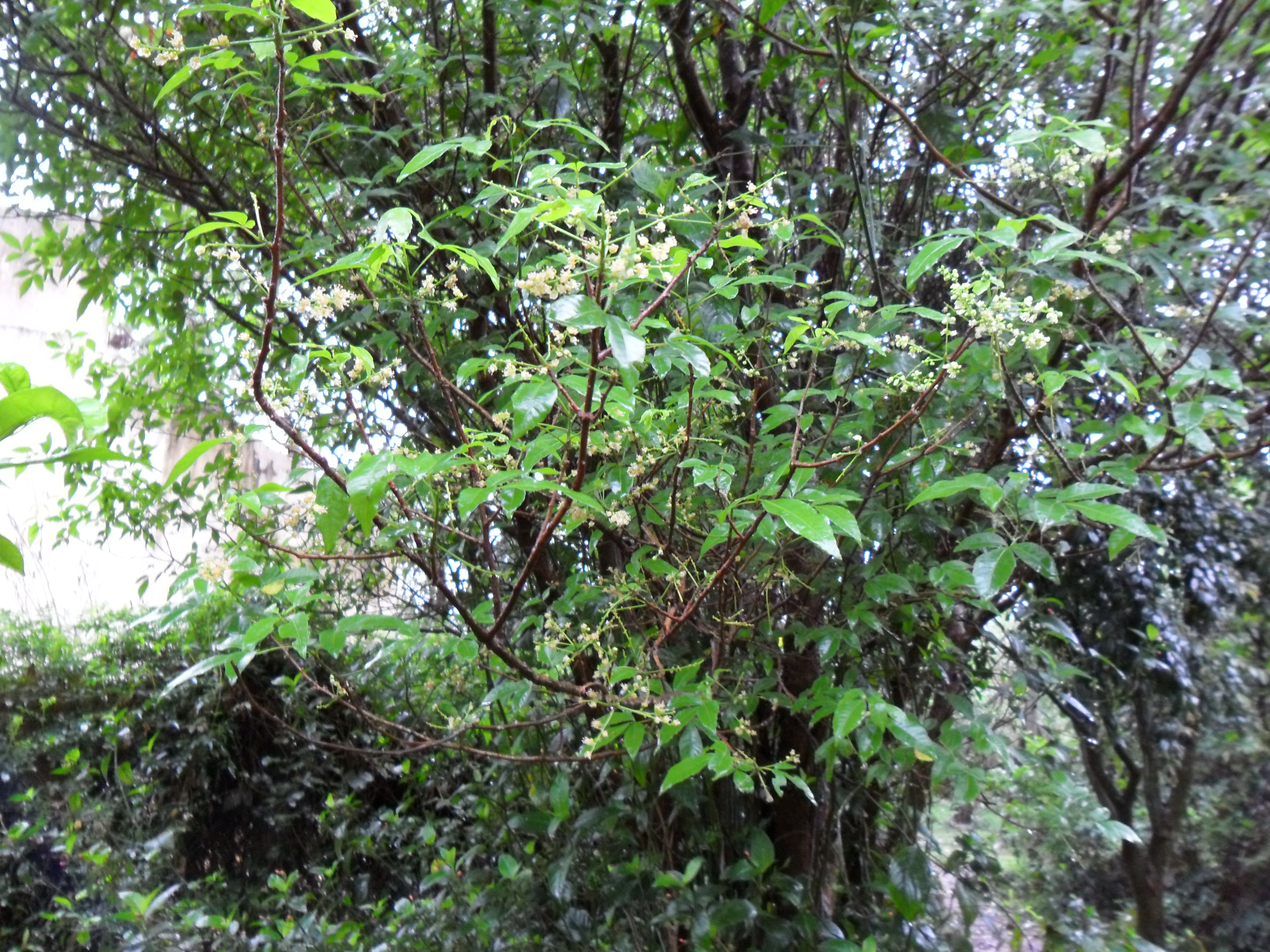
(Allophylus edulis).

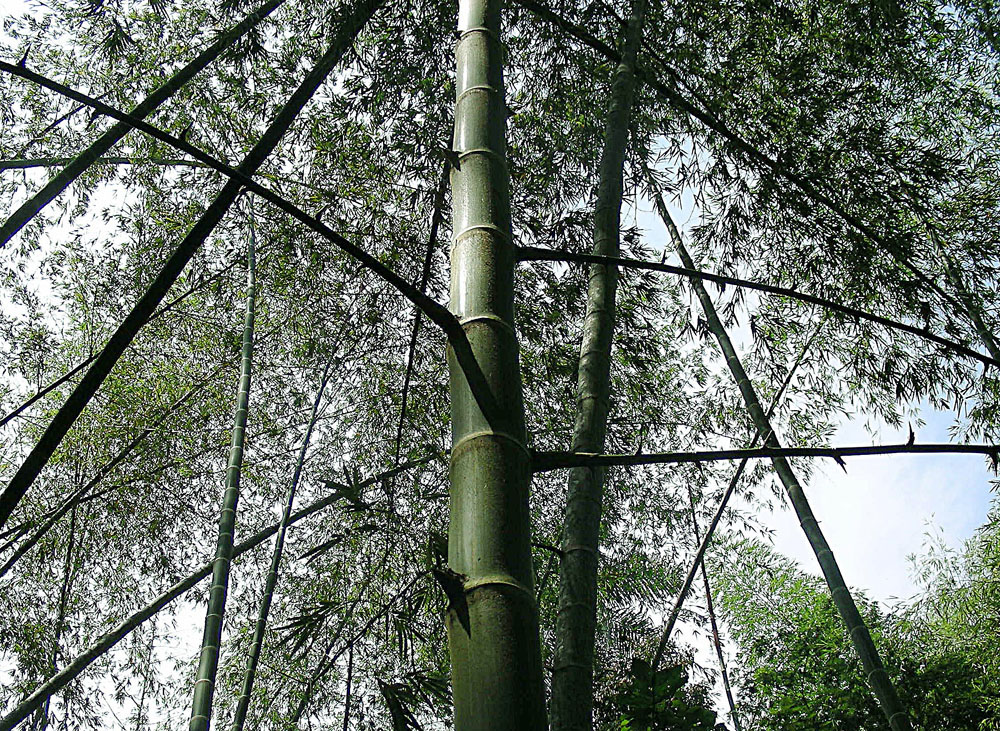
(Guadua angustifolia).

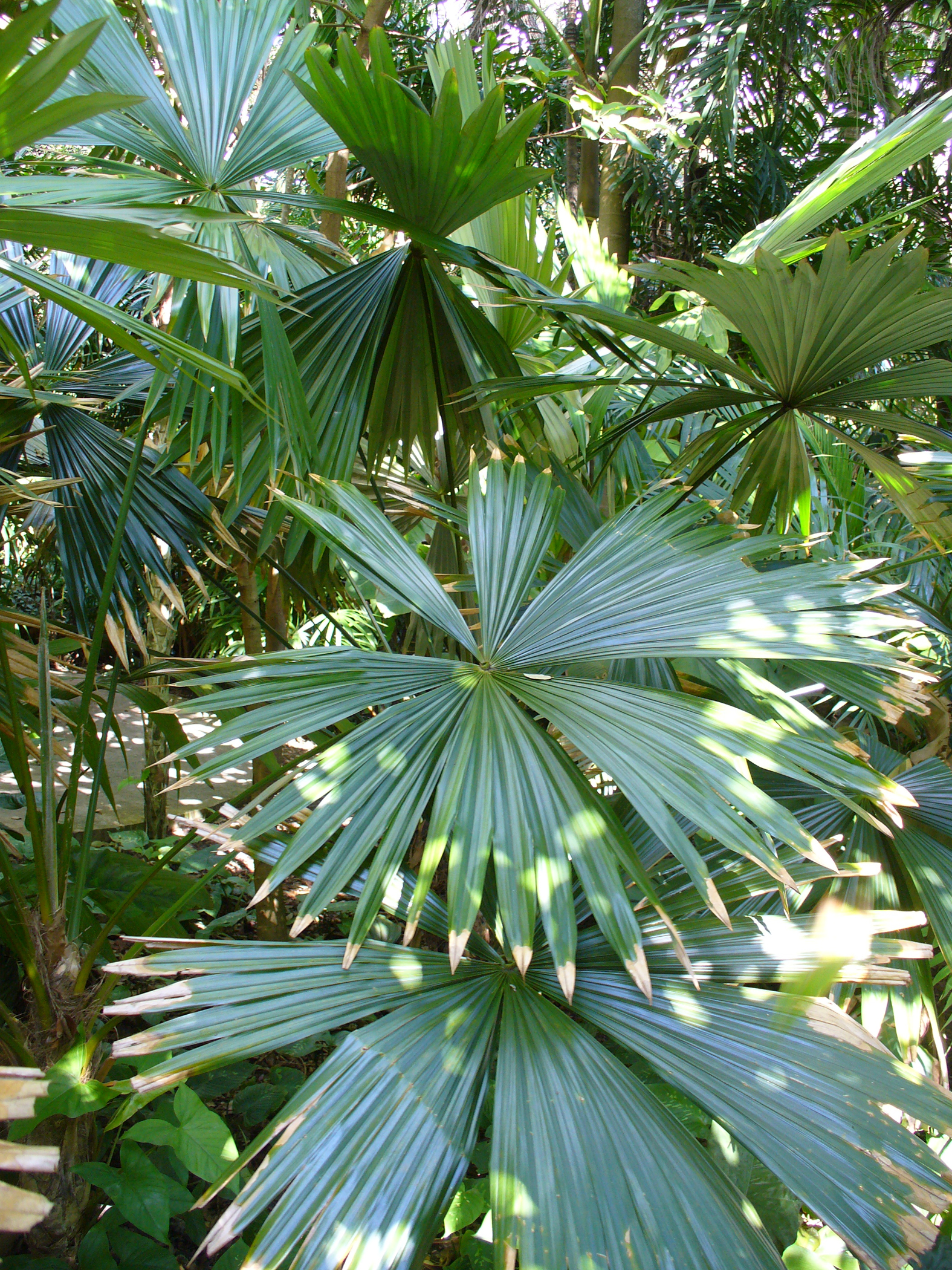
(Chelyocarpus ulei).

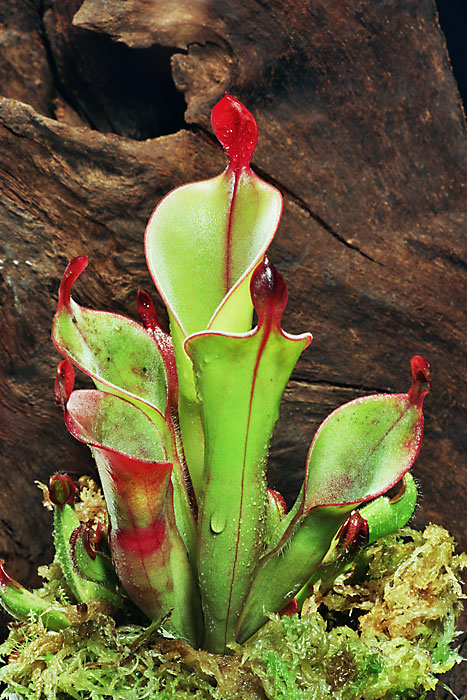
(Heliamphora chimantensis) planta carnívora que únicamente se encuentra en Venezuela.

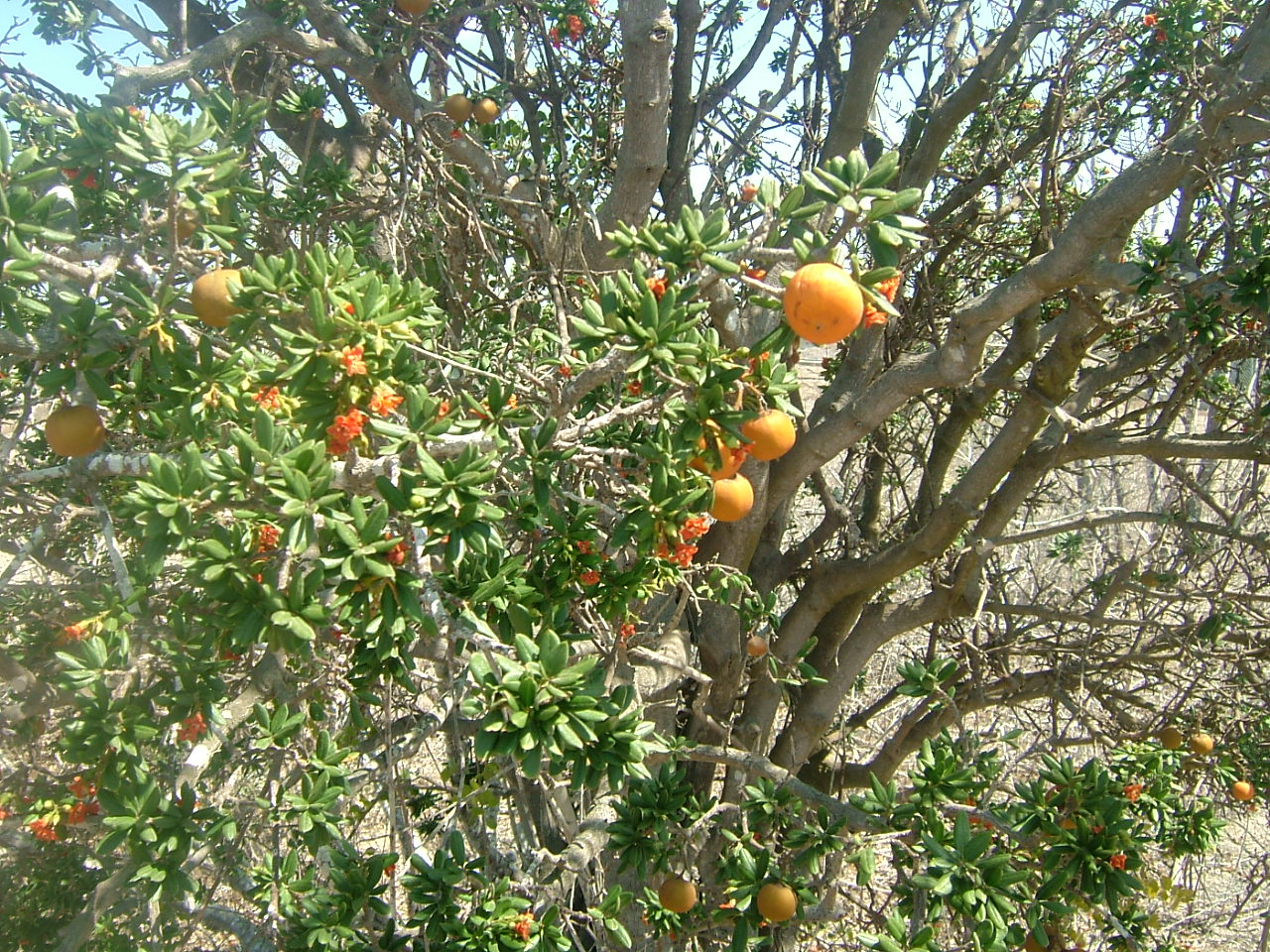
(Lonchocarpus urucu).

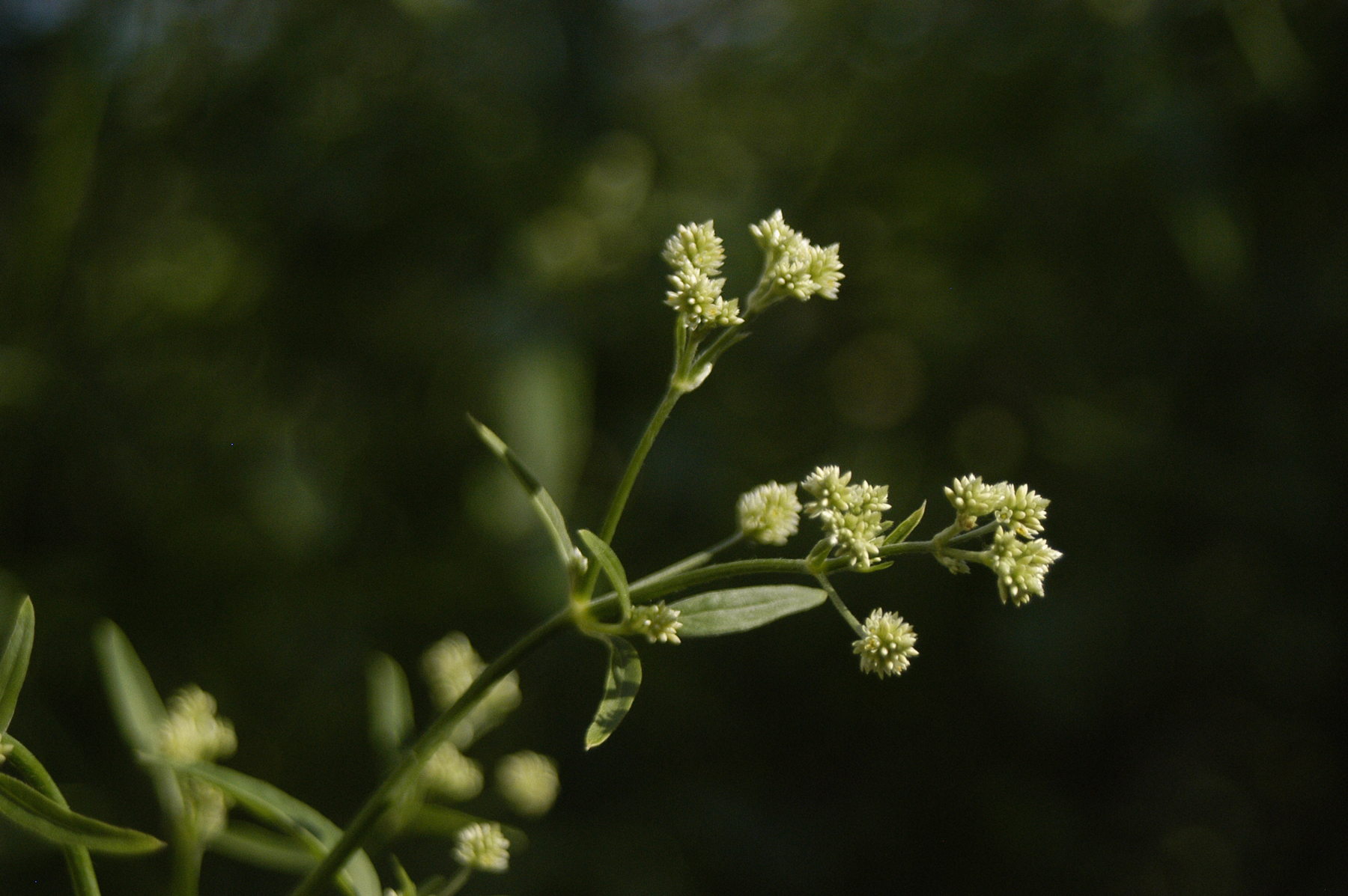
(Pfaffia glomerata).

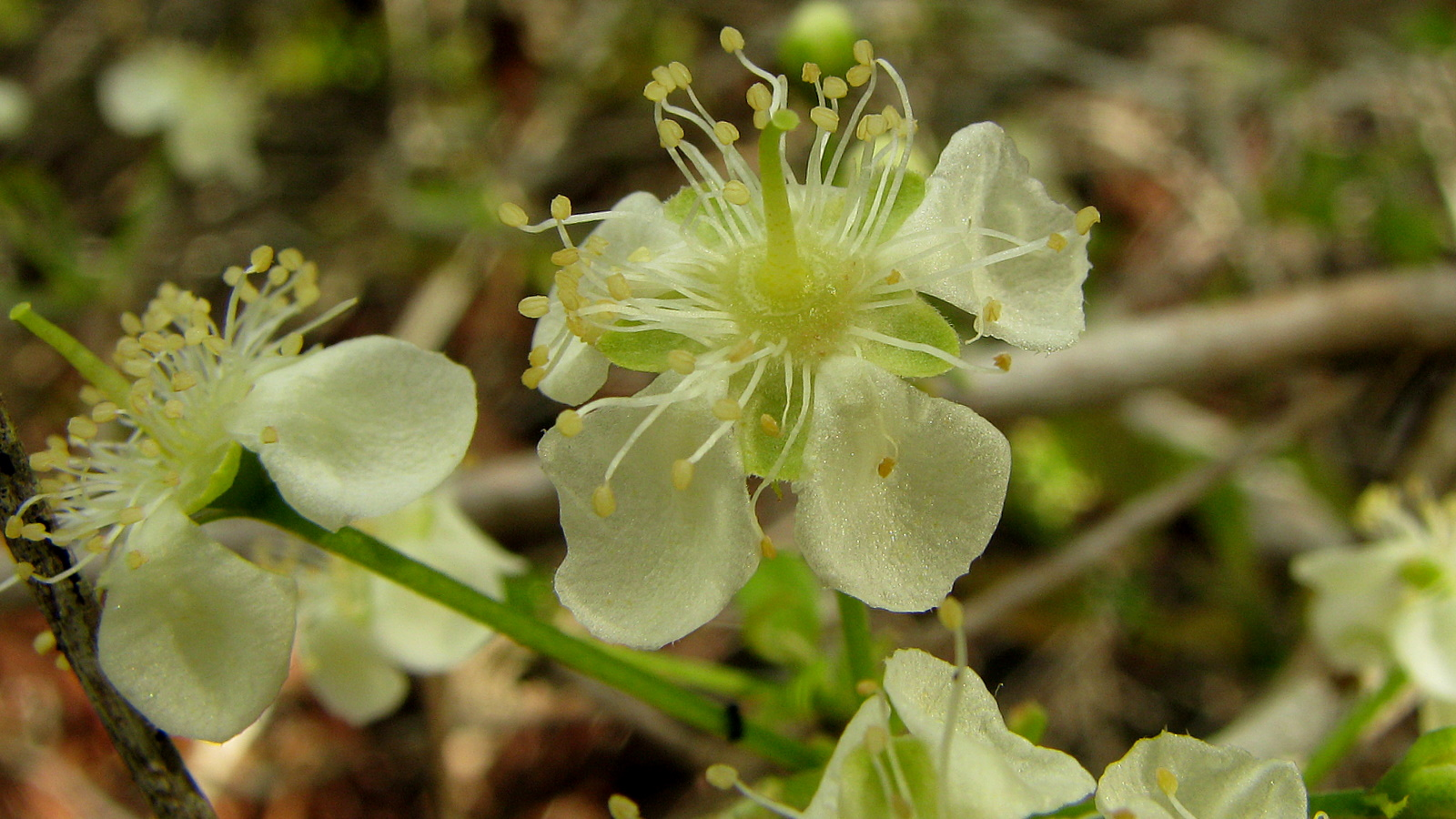
(Campomanesia aromatica).

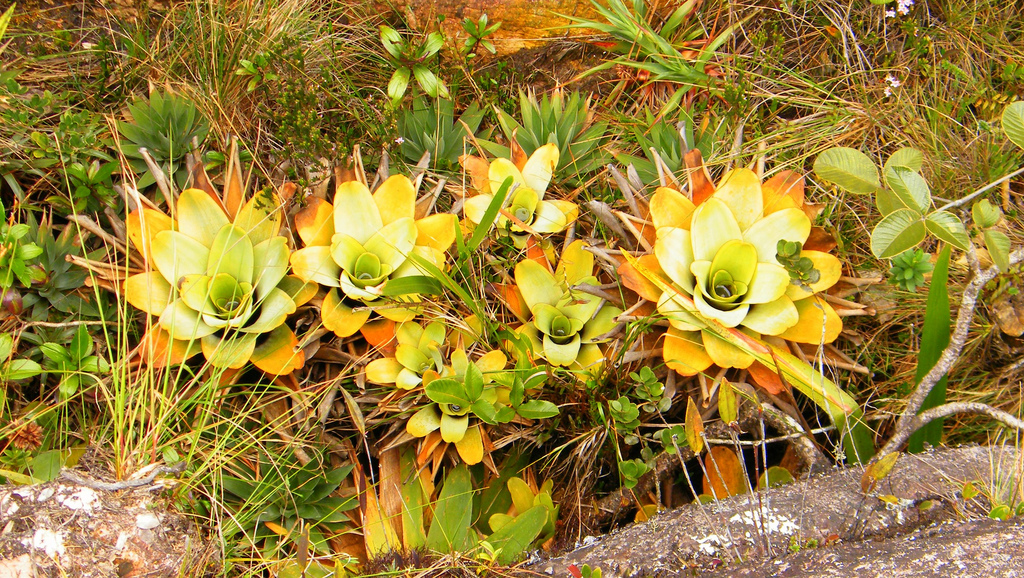
(Brocchinia tatei).

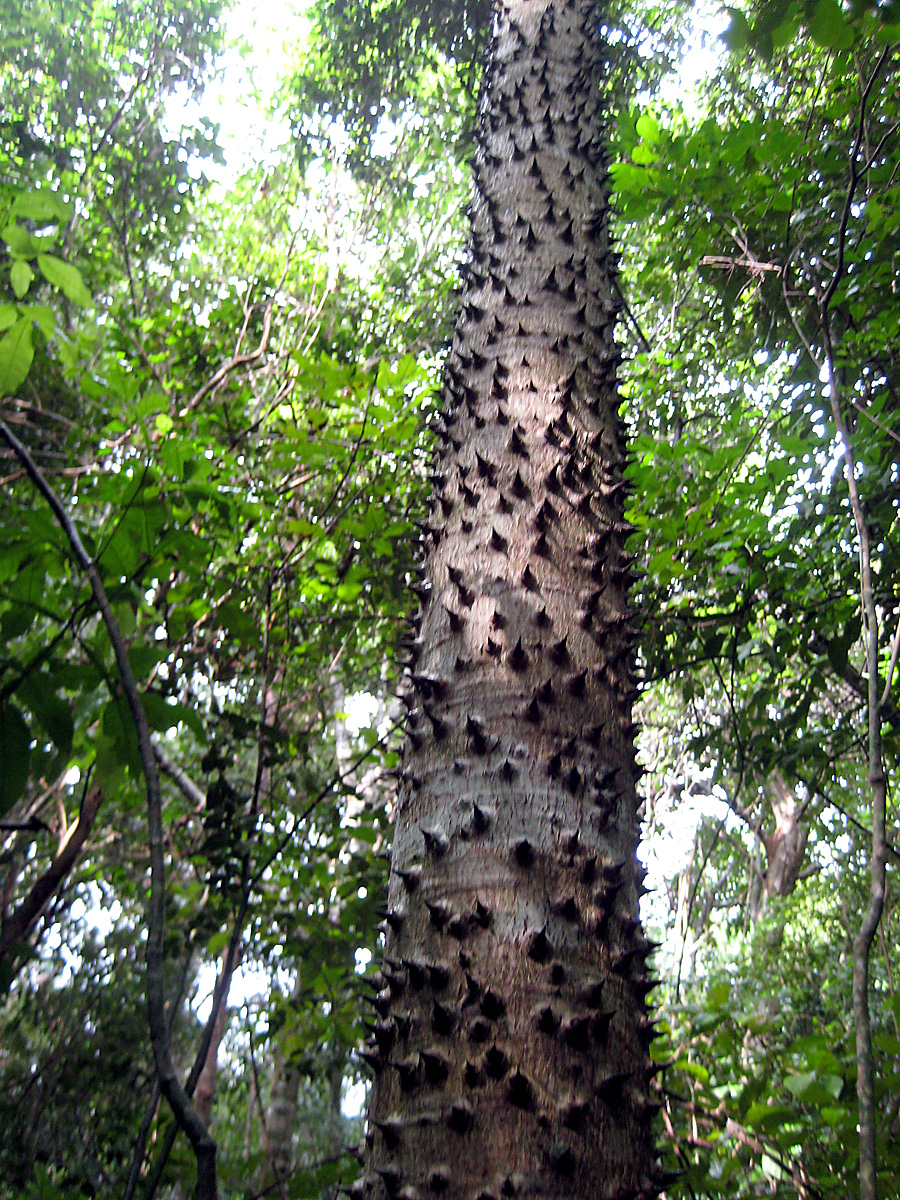
(Hura crepitans).

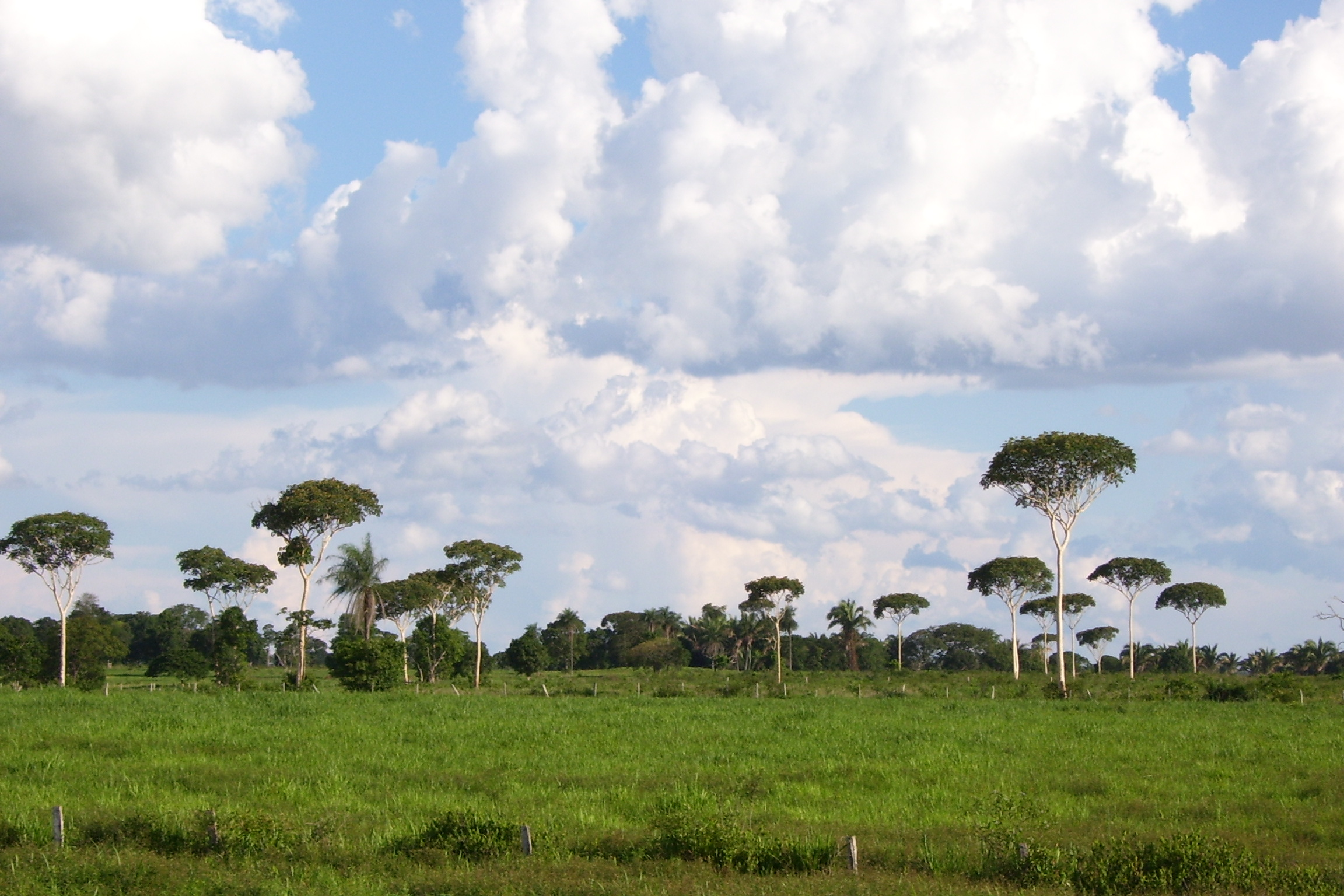
(Schefflera morototoni).

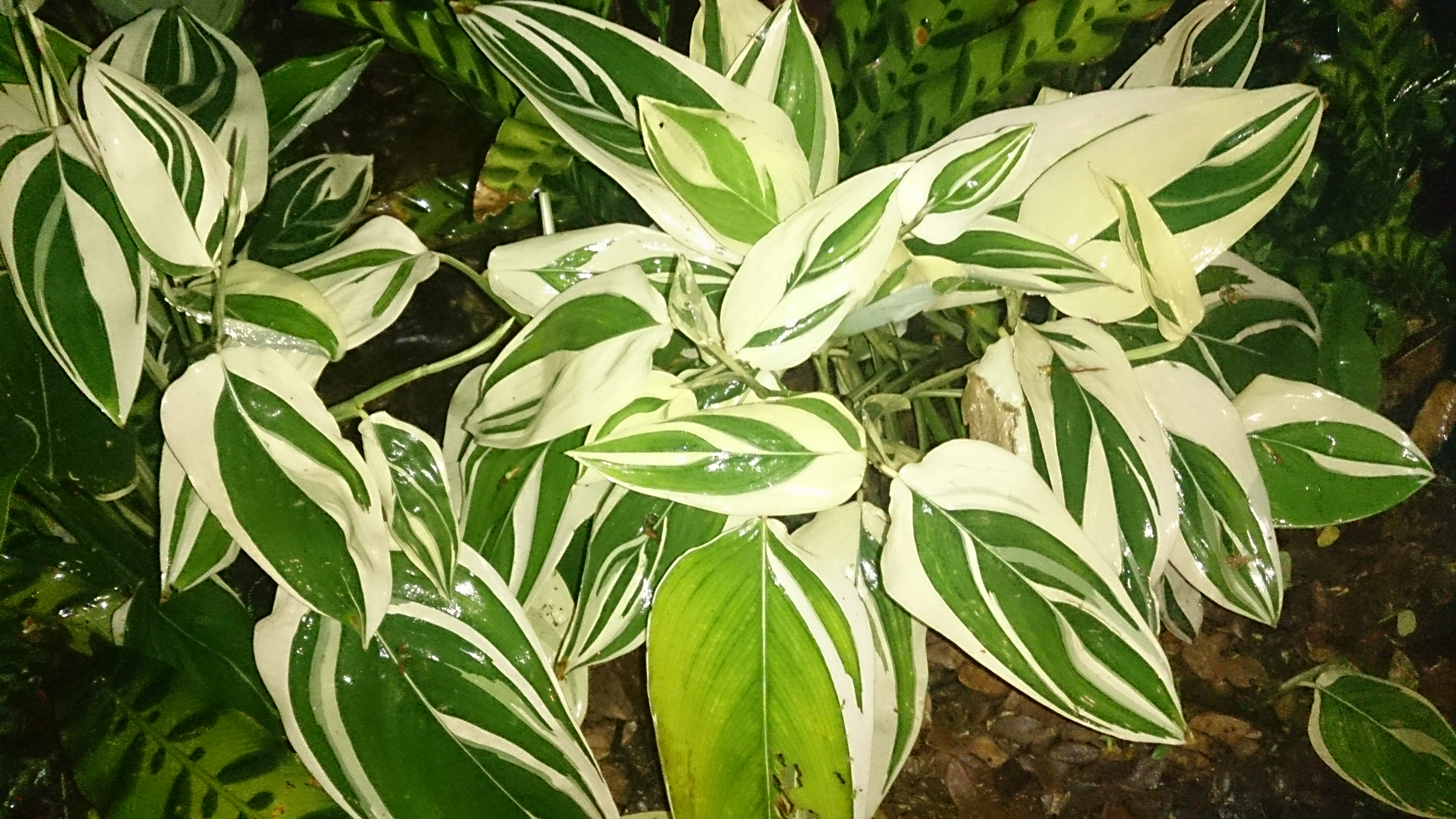
(Maranta arundinacea).

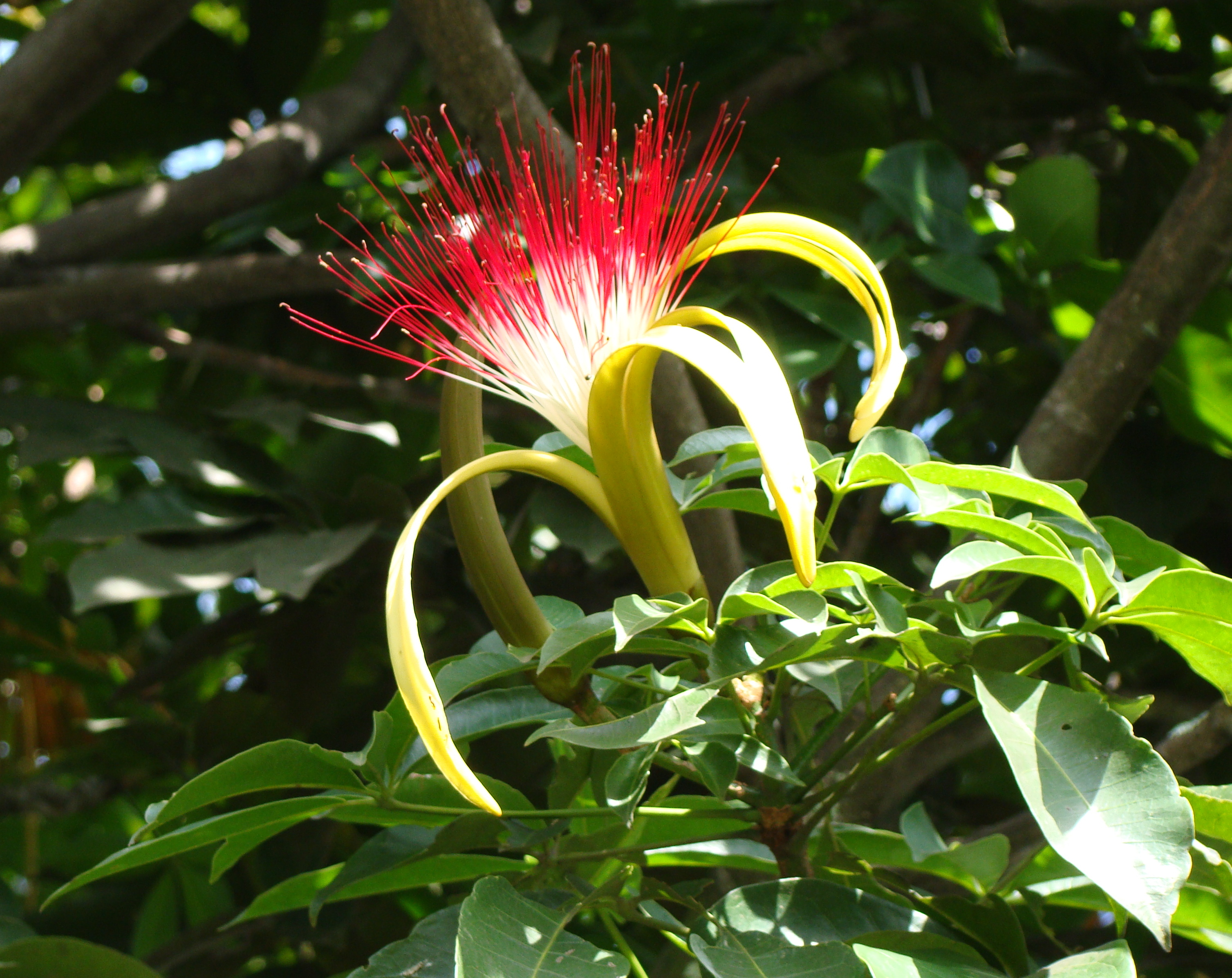
(Pachira aquatica).

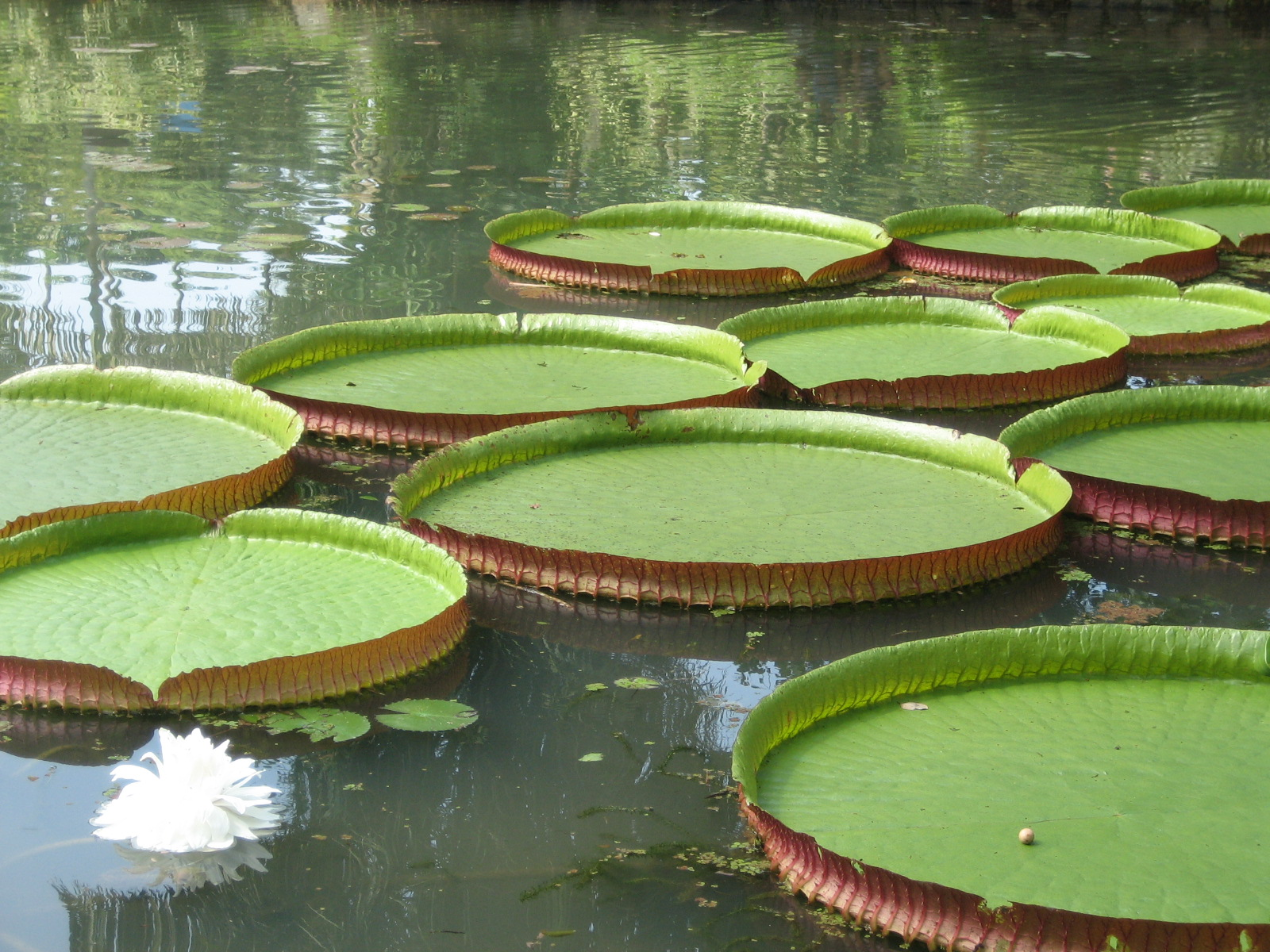
(Victoria amazonica).

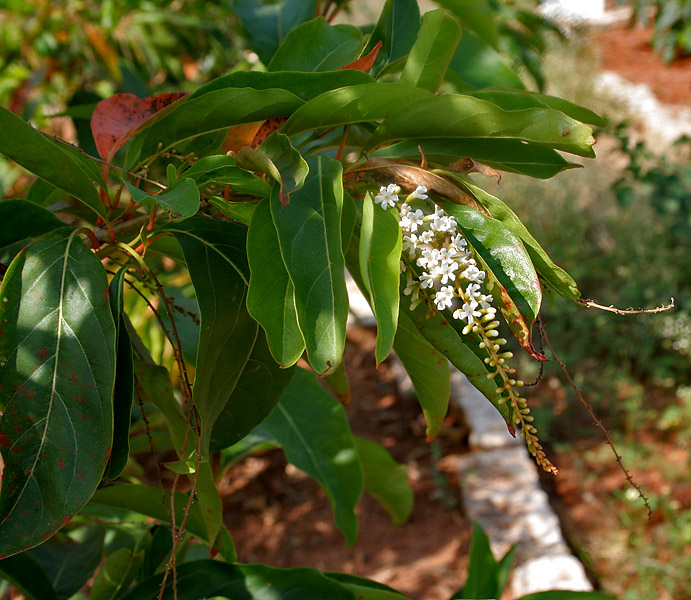
(Citharexylum spinosum).

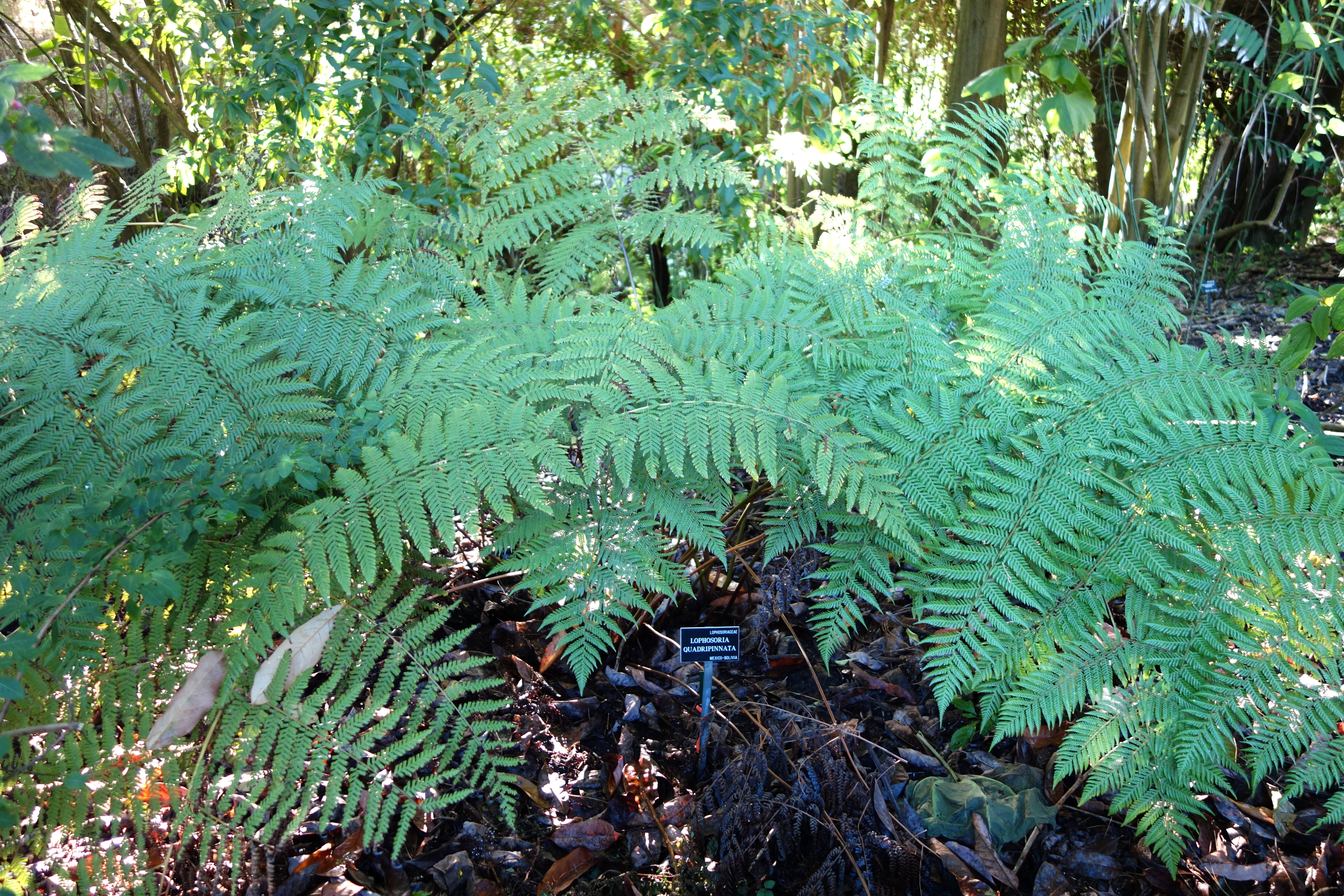
(Lophosoria quadripinnata).

La Región Guayana, comprende los estados Amazonas, Bolívar y Delta Amacuro. 3 de los 24 estados de Venezuela con más biodiversidad. Alguna de la flora que se encuentra en esta región:

### A
- Attalea maripa
- Aniba rosaeodora
- Abarema commutata
- Abarema villifera
- Acianthera miqueliana
- Aganisia fimbriata
- Aganisia pulchella
- Allophylus edulis
- Astrocaryum vulgare
- Aniba canelilla
- Aracamunia liesneri
- Annona cherimola
- Aniba ferrea
- Astrocaryum aculeatum
- Aspidosperma spruceanum
- Austroeupatorium inulifolium
- Abarema commutata

### B
- Bagassa guianensis
- Bactris brongniartii
- Bactris campestris
- Bellucia grossularioides
- Beloglottis costaricensis
- Bidens alba
- Bothriospora
- Begonia wageneriana
- Bifrenaria longicornis
- Brassia caudata
- Brocchinia micrantha
- Brocchinia steyermarkii
- Brocchinia tatei
- Brocchinia hechtioides
- Brocchinia cowanii
- Brocchinia delicatula
- Brocchinia hitchcockii
- Brocchinia maguirei
- Brocchinia prismática
- Brocchinia vestita
- Brocchinia melanacra
- Brocchinia acuminata
- Brocchinia gilmartiniae
- Brocchinia reducta

### C
- Campomanesia aromatica
- Campyloneurum angustifolium
- Campyloneurum phyllitidis
- Ceiba pentandra
- Celianella montana
- Couroupita guianensis
- Cyrtopodium andersonii
- Chelyocarpus ulei
- Calathea allouia
- Chlorocardium rodiei
- Calliandra riparia
- Copaifera officinalis
- Citharexylum spinosum
- Cyathea procera

### D
- Dichaea brachypoda
- Dichaea picta
- Diploon cuspidatum
- Dipteryx odorata
- Drosera sessilifolia
- Dunstervillea mirabilis
- Desmoncus polyacanthos
- Drosera roraimae
- Desmoncus orthacanthos
- Desmoncus polyacanthos
- Duroia maguirei
- Deguelia utilis
- Dorstenia brasiliensis
- Duidania

### E
- Elleanthus caravata
- Endopleura uchi
- Erycina pusilla
- Euterpe oleracea
- Egletes florida
- Euterpe precatoria
- Echinodorus bleheri
- Elaeis oleifera
- Eugenia stipitata
- Eugenia uniflora

### F
- Froesia gereauana

### G
- Geonoma deversa
- Guadua glomerata
- Guadua angustifolia
- Guaiacum officinale
- Garcinia brasiliensis
- Garcinia macrophylla
- Guarea guidonia
- Guanchezia maguirei

### H
- Hyospathe elegans
- Hura crepitans
- Hymenaea parvifolia
- Heliamphora
- Heliamphora glabra
- Heliamphora heterodoxa
- Heliamphora ionasi
- Heliamphora minor
- Heliamphora neblinae
- Heteropetalum brasiliense
- Huberopappus maigualidae

### I
- Inga feuilleei
- Ischnosiphon arouma

### J
- Jablonskia
- Jasarum steyermarkii

### K
- Koernickanthe

### L
- Lecointea amazonica
- Lembocarpus
- Lepanthes helicocephala
- Lepanthopsis floripecten
- Lepidocaryum tenue
- Ligeophila stigmatoptera
- Lonchocarpus urucu
- Lophosoria quadripinnata

### M
- Macoubea guianensis
- Manilkara huberi
- Manilkara bidentata
- Marmaroxylon racemosum
- Masdevallia tubuliflora
- Mammea americana
- Maranta arundinacea
- Masdevallia vargasii
- Malpighia emarginata
- Mauritia flexuosa
- Melochia graminifolia
- Melochia lanceolata
- Micropholis guyanensis

### N
- Neurodium
- Niphidium crassifolium
- Nephrolepis exaltata

### O
- Ormosia coccinea
- Ocotea aciphylla
- Osmunda regalis

### P
- Paphinia cristata
- Pfaffia glomerata
- Pachira aquatica
- Psidium guajava
- Phlebodium aureum
- Platonia insignis
- Piper aduncum
- Pitcairnia altensteinii
- Pyrrorhiza neblinae
- Pleurothallis grobyi
- Pleopeltis polypodioides
- Pteris quadriaurita
- Protium heptaphyllum
- Platonia insignis
- Psychotria poeppigiana

### R
- Rudolfiella aurantiaca
- Roystonea oleracea

### S
- Salvinia
- Salix humboldtiana
- Scaphyglottis modesta
- Schiekia orinocensis
- Sobralia bletiae
- Schefflera morototoni
- Spondias mombin
- Sipapoantha ostrina

### T
- Talinum fruticosum
- Tetrapollinia caerulescens
- Theobroma cacao
- Trizeuxis falcata
- Theobroma grandiflorum
- Tylopsacas cuneata
- Theobroma cacao
- Tillandsia funckiana

### U
- Utricularia trichophylla
- Utricularia triloba
- Utricularia trichophylla

### V
- Voyriella parviflora
- Victoria amazonica

### W
- Warrea cyanea
- Wedelia calycina
- Wurdackanthus argyreus

### Tipos de Plantas Carnívoras en Venezuela
Son del género Heliamphora (del griego: helos "pantano" y amphoreus "ánfora") contiene 18 especies de plantas lanzaderas, endémicas de Venezuela. 
| Especies                    | Autoridad                            | Año  | Imagen | Distribución                                 | Distribución altitudinal |
| --------------------------- | ------------------------------------ | ---- | ------ | -------------------------------------------- | ------------------------ |
| Heliamphora chimantensis    | Wistuba, Carow & Harbarth            | 2002 |        | Venezuela                                    | 1900–2100 m s. n. m.     |
| Heliamphora ciliata         | Wistuba, Nerz & A.Fleischm.          | 2009 |        | Venezuela                                    | 900 m                    |
| Heliamphora elongata        | Nerz                                 | 2004 |        | Venezuela                                    | 1800–2600 m              |
| Heliamphora exappendiculata | (Maguire & Steyerm.) Nerz & Wistuba  | 2006 |        | Venezuela                                    | 1700–2100 m              |
| Heliamphora folliculata     | Wistuba, Harbarth & Carow            | 2001 |        | Venezuela                                    | 1700–2100 m              |
| Heliamphora glabra          | (Maguire) Nerz, Wistuba & Hoogenstr. | 2006 |        | zona fronteriza de Brasil, Guyana, Venezuela | 1200–2810 m              |
| Heliamphora heterodoxa      | Steyerm.                             | 1951 |        | Venezuela                                    | 1100–2300 m              |
| Heliamphora hispida         | Nerz & Wistuba                       | 2000 |        | entre Brasil y Venezuela                     | 1800–3014 m              |
| Heliamphora huberi          | A.Fleischm., Wistuba & Nerz          | 2009 |        | Venezuela                                    | 1850–2200 m              |
| Heliamphora ionasi          | Maguire                              | 1978 |        | Venezuela                                    | 1800–2150 m              |
| Heliamphora macdonaldae     | Gleason                              | 1931 |        | Venezuela                                    | 1500–2300 m              |
| Heliamphora minor           | Gleason                              | 1939 |        | Venezuela                                    | 1900–2500 m              |
| Heliamphora neblinae        | Maguire                              | 1978 |        | entre Brasil y Venezuela                     | 1750–1850 m              |
| Heliamphora nutans          | Benth.                               | 1840 |        | zona fronteriza de Brasil, Guyana, Venezuela | 1200–2810 m              |
| Heliamphora pulchella       | Wistuba, Carow, Harbarth & Nerz      | 2005 |        | Venezuela                                    | 1700–2400 m              |
| Heliamphora sarracenioides  | Carow, Wistuba & Harbarth            | 2005 |        | Venezuela                                    | 2500–2650 m              |
| Heliamphora tatei           | Gleason                              | 1931 |        | Venezuela                                    | 1700–2400 m              |
| Heliamphora uncinata        | Nerz, Wistuba & A.Fleischm.          | 2009 |        | Venezuela                                    | 1850 m                   |

## Especies de orquídeas
Venezuela es uno de los países que presenta la mayor riqueza de especies, llegando a totalizar más de 2.500 taxones de orquídeas registrados.
- Masdevallia
angulifera
- Masdevallia
barlaeana
- Masdevallia
bicolor
- Masdevallia
bulbophyllopsis
- Masdevallia
civilis
- Masdevallia
caudata
- Restrepia falkenbergii
- Restrepia flosculata
- Restrepia guttulata
- Restrepia iris
- Restrepia lansbergii
- Restrepia muscifera
- Restrepia nittiorhyncha
- Restrepia pandurata
- Restrepia roseola
- Restrepia sanguinea
- Restrepia teaguei
- Restrepia trichoglossa
- Restrepia wageneri
- Masdevallia
agaster
- Masdevallia
constricta
- Masdevallia
floribunda
- Masdevallia
fractiflexa
- Masdevallia
herradurae
- Masdevallia
ignea
- Masdevallia
mejiana
- Masdevallia
nidifica
- Masdevallia
rolfeana
- Masdevallia
striatella
- Masdevallia
tovarensis
- Masdevallia
triangularis
- Masdevallia
veitchiana
- Masdevallia
ventricularia
- Masdevallia
wageneriana
- Masdevallia
weberbaueri
- Dracula
chestertonii
- Dracula
cordobae
- Dracula
houtteana
- Dracula
lotax
- Dracula
sodiroi
- Dracula
vampira
- Pleurothallis
racemiflora
- Pleurothallis
tubata
- Oncidium
brunleesianum
- Oncidium
cebolleta
- Oncidium
croesus
- Oncidium
divaricatum
- Oncidium
ensatum
- Oncidium
flexuosum
- Oncidium
forbesii
- Oncidium
graminifolium
- Oncidium
harrisonianum
- Oncidium
incurvum
- Oncidium
klotzschianum
- Oncidium
longicornu
- Oncidium
longipes
- Oncidium
luridum
- Oncidium
nubigenum
- Oncidium
ochmatochilum
- Oncidium
ornithorhynchum
- Oncidium
papilio
- Oncidium
phalaenopsis
- Oncidium
sphacelatum
- Oncidium
splendidum
- Oncidium
varicosum
- Odontoglossum
bictoniense
(Rhynchostele
bictoniensis)
- Odontoglossum
cordatum
(Rhynchostele
cordata)
- Odontoglossum
cruentum
- Odontoglossum
grande
(Rossioglossum
grande)
- Odontoglossum
pulchellum
(Cuitlauzina
pulchella)
- Odontoglossum
tenue
- Gongora
galeata
- Gongora
ilense
- Gongora
truncata
- Stelis
- Cattleya
aclandiae
- Cattleya
aurantiaca
- Cattleya
bicolor
- Cattleya
dowiana
- Cattleya
gaskelliana
- Cattleya
guttata
- Cattleya
harrisoniana
- Cattleya
intermedia
- Cattleya
labiata
- Cattleya
loddigesii
- Cattleya
lueddemanniana
- Cattleya
luteola
- Cattleya
maxima
- Cattleya
nobilior
- Cattleya
percivaliana
- Cattleya
skinneri
- Cattleya
violacea
- Cattleya
walkeriana
- Cattleya
warscewiczii
- Anguloa
- Stanhopea
anfracta
- Stanhopea
annulata
- Stanhopea
candida
- Stanhopea
cirrhata
- Stanhopea
connata
- Stanhopea
costaricensis
- Stanhopea
ecornuta
- Stanhopea
embreei
- Stanhopea
florida
- Stanhopea
frymirei
- Stanhopea
gibbosa
- Stanhopea
grandiflora
- Stanhopea
tigrina
- Stanhopea
tricornis
- Stanhopea
wardii
- Stanhopea
warszewicziana
- Stanhopea
xytriophora
- Phragmipedium
besseae
- Phragmipedium
boissierianum
- Phragmipedium
caudatum
- Phragmipedium
lindleyanum
- Phragmipedium
longifolium
- Phragmipedium
schlimii
- Phragmipedium
warszewiczianum
- Catasetum
expansum
- Catasetum
fimbriatum
- Catasetum
maculatum
- Catasetum
pileatum
- Catasetum
saccatum
- Acineta chrysantha
- Brassavola
cucullata
- Brassavola
digbyana
- Brassavola
flagellaris
- Brassavola
glauca
- Brassavola
nodosa
- Scaphosepalum swertifolium
- Aganisia cyanea

### Flora de la Gran Sabana
En la Gran Sabana se pueden encontrar diversos tipos de plantas, árboles y flores únicas que solo crecen en esa parte geográfica del país, se pueden encontrar desde árboles enormes hasta helechos, flores, plantas carnívoras, y una gran cantidad de orquídeas endémicas de la zona.
|                                          |
| Parte de la vegetación en la Gran Sabana |

|                |
| Flor silvestre |

|                      |
| Utricularia quelchii |

|                             |
| Flor de Curatella americana |

|                               |
| Orquídea Sobralia stenophylla |

|                              |
| Vegetación del Monte Roraima |

|                        |
| Melastomatacea comolia |

|                                |
| Brocchinia sp. del Ptarí tepui |

|                                          |
| Heliamphora purpurascens del Ptarí tepui |

|                     |
| Cyrilla racemiflora |

|                                         |
| Heliamphora nutans; Orectanthe sceptrum |

|                       |
| Paepalanthus convexus |

|                   |
| Bonnetia roraimae |

|          |
| Bromelia |

|                       |
| Stegolepis guianensis |

|                                   |
| Drosera roraimae Planta carnívora |

|                     |
| Cyrilla racemiflora |

|                    |
| Heliamphora nutans |

|                   |
| Bejaria imthurnii |

|                                             |
| Árboles únicos en la cima del Monte Roraima |

### Frondaria
- Frondaria caulescens

### Restrepia
- Restrepia antennifera
- Restrepia citrina
- Restrepia muscifera